# Architetture di Parigi
Le architetture di Parigi risalgono a un ampio periodo che va dal Medioevo al XXI secolo. Parigi è stata la culla dello stile gotico e ha importanti monumenti del Rinascimento francese, del revival classico, dello stile fiammeggiante del regno di Napoleone III, della Belle Époque e dello stile Art Nouveau. La grande Exposition Universelle (1889) e quella del 1900 aggiunsero punti di riferimento a Parigi, tra cui la Torre Eiffel e il Grand Palais. Nel XX secolo è apparso, per la prima volta a Parigi, lo stile architettonico Art Deco e gli architetti parigini hanno influenzato l'architettura postmoderna della seconda metà del secolo.

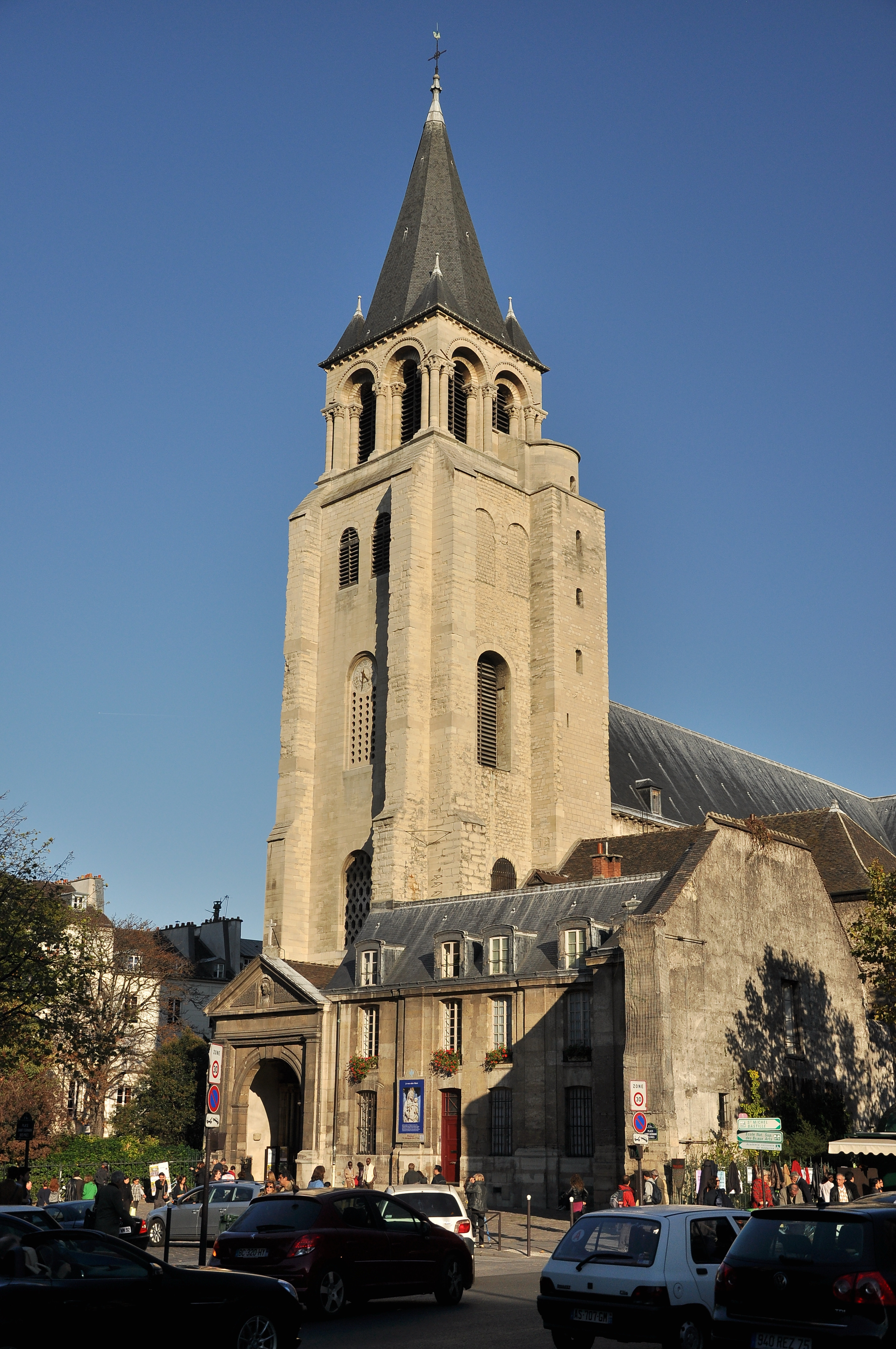
L'Abbazia di Saint-Germain-des-Prés (990–1160)
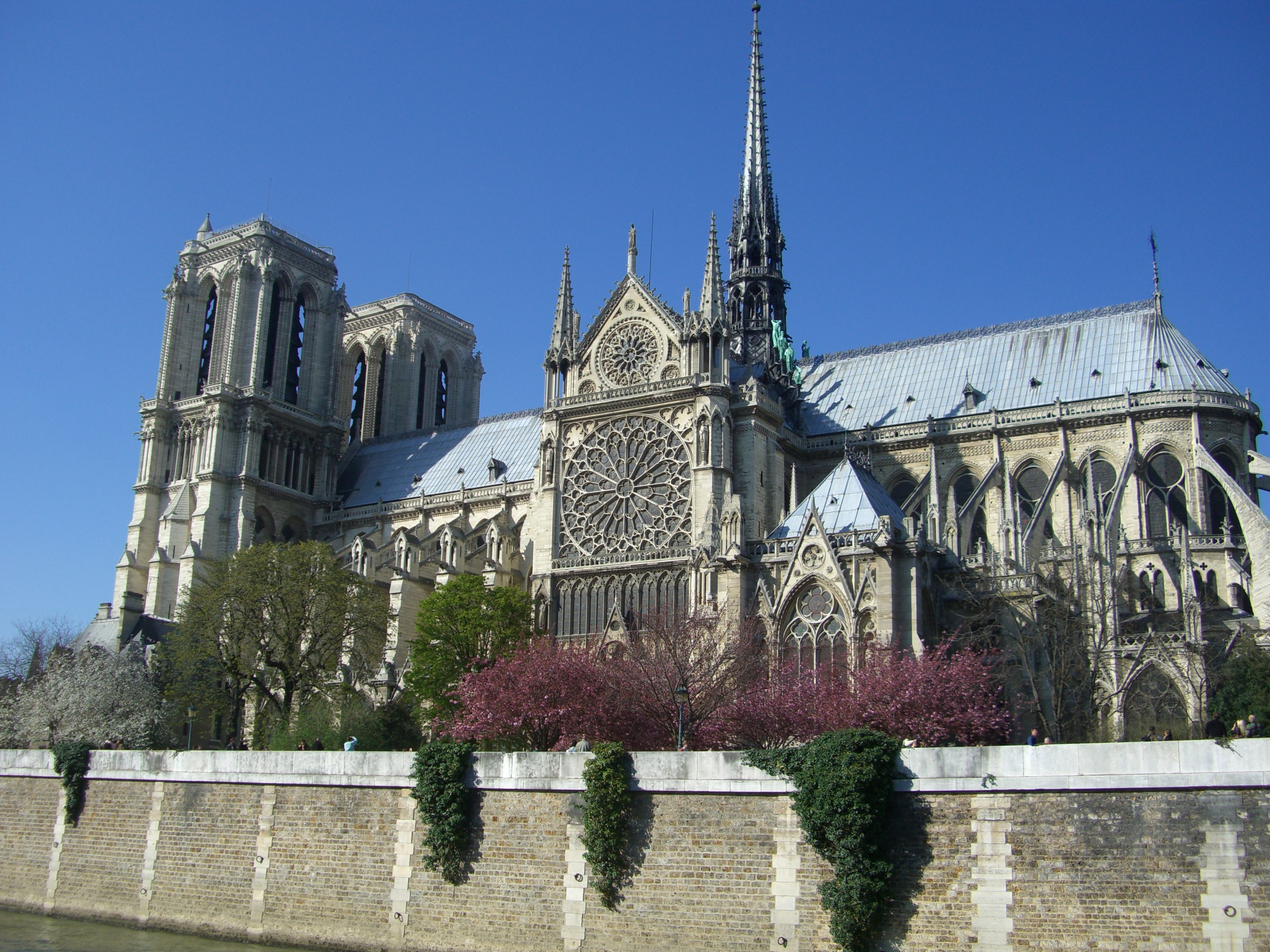
La cattedrale di Notre-Dame de Paris (1160–1230)
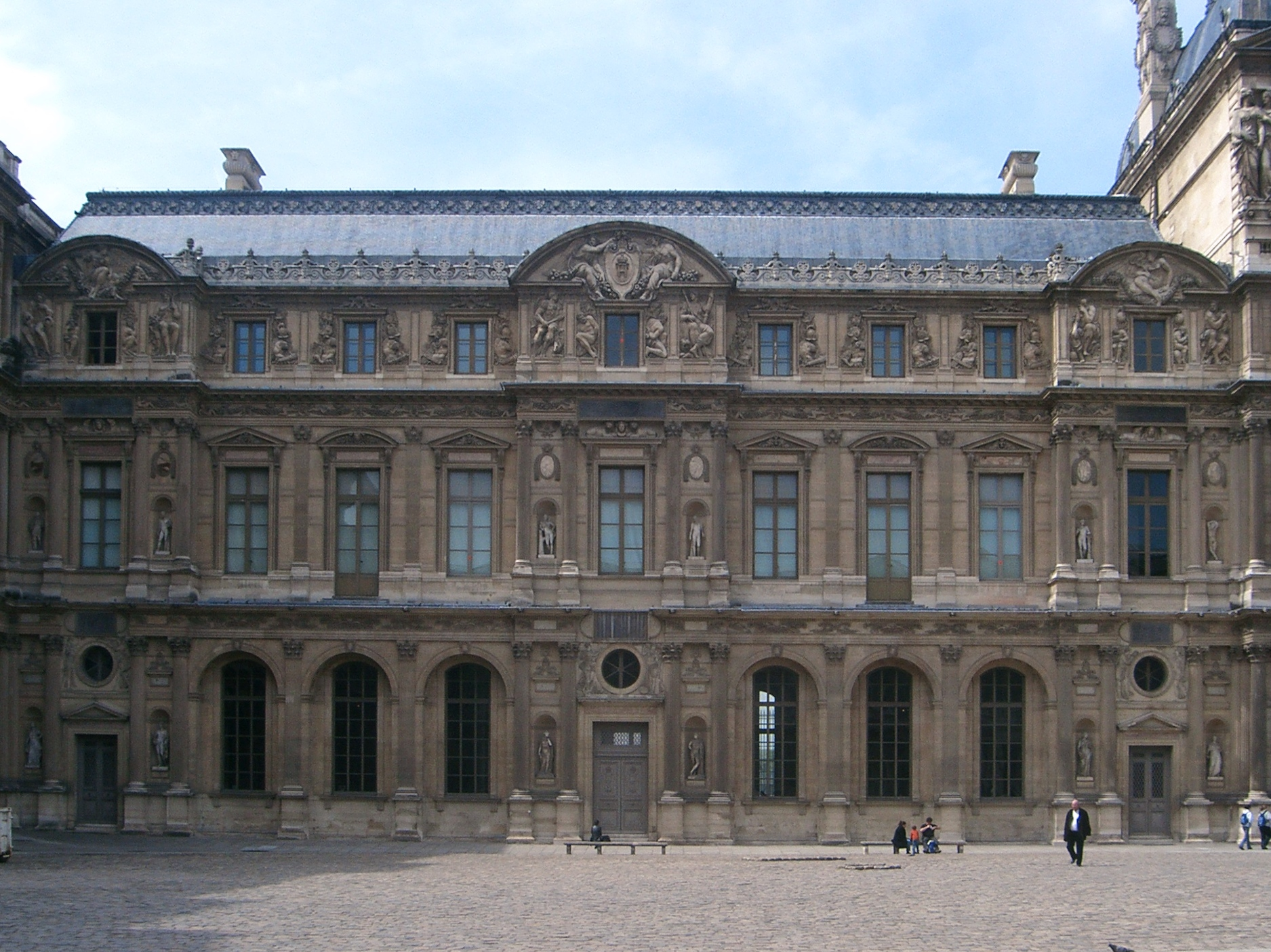
Ala rinascimentale del Palazzo del Louvre (1546), di Pierre Lescot
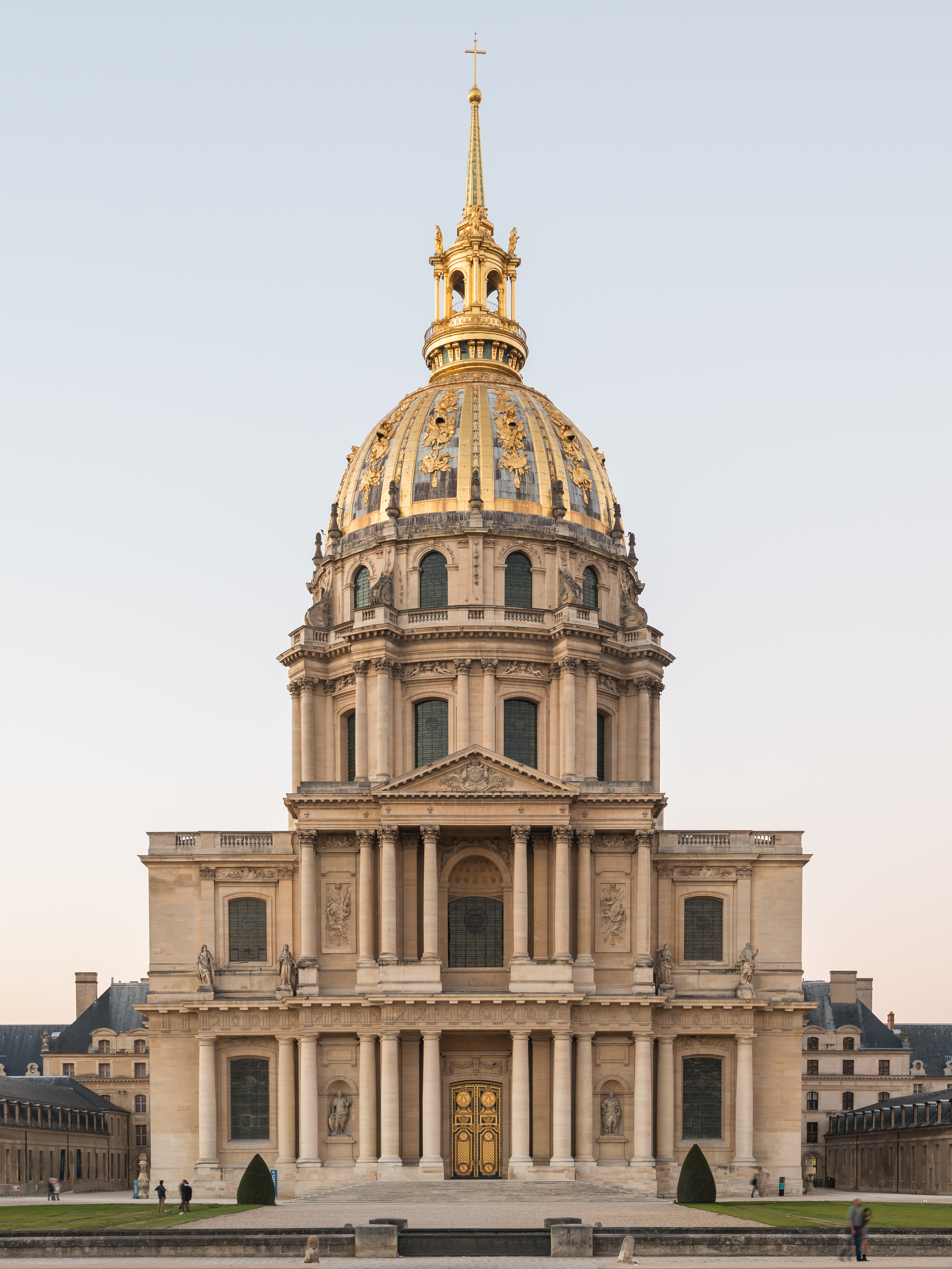
Les Invalides (1677–1706) di Jules Hardouin Mansart
École militaire (1751–1780) di Ange-Jacques Gabriel
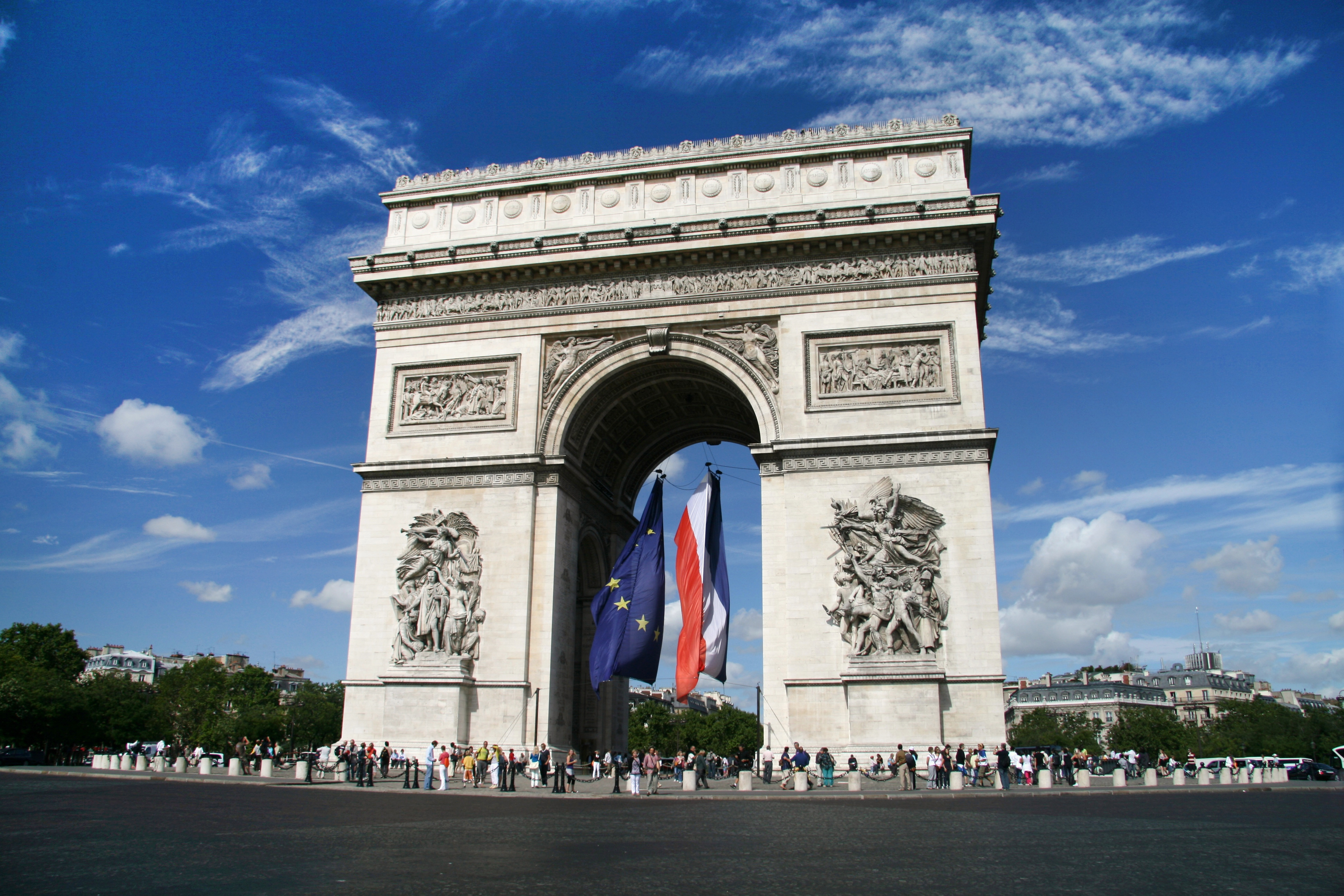
L'Arc de Triomphe (1806–1836) di Jean-François Chalgrin
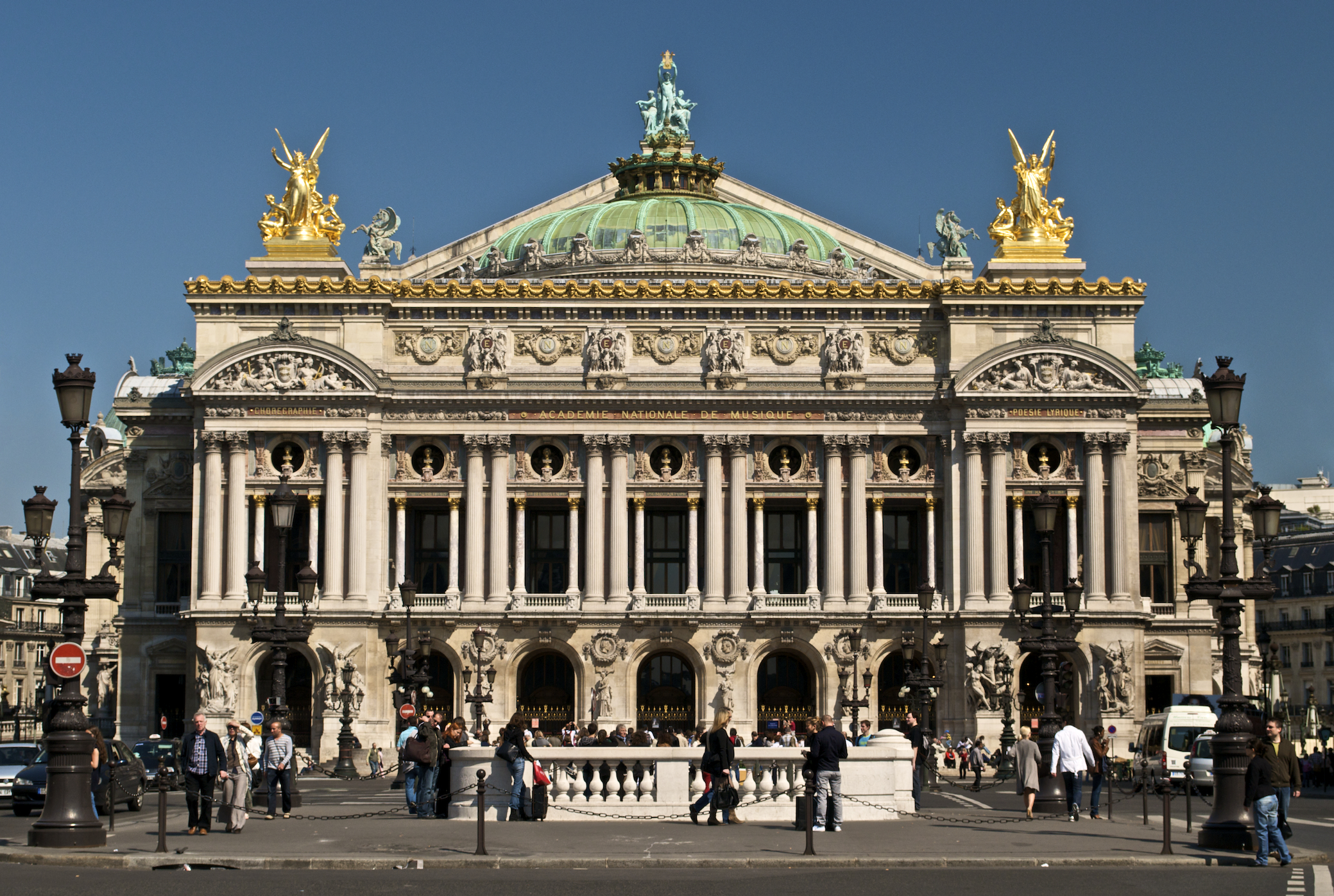
Palais Garnier (1861–1875) di Charles Garnier
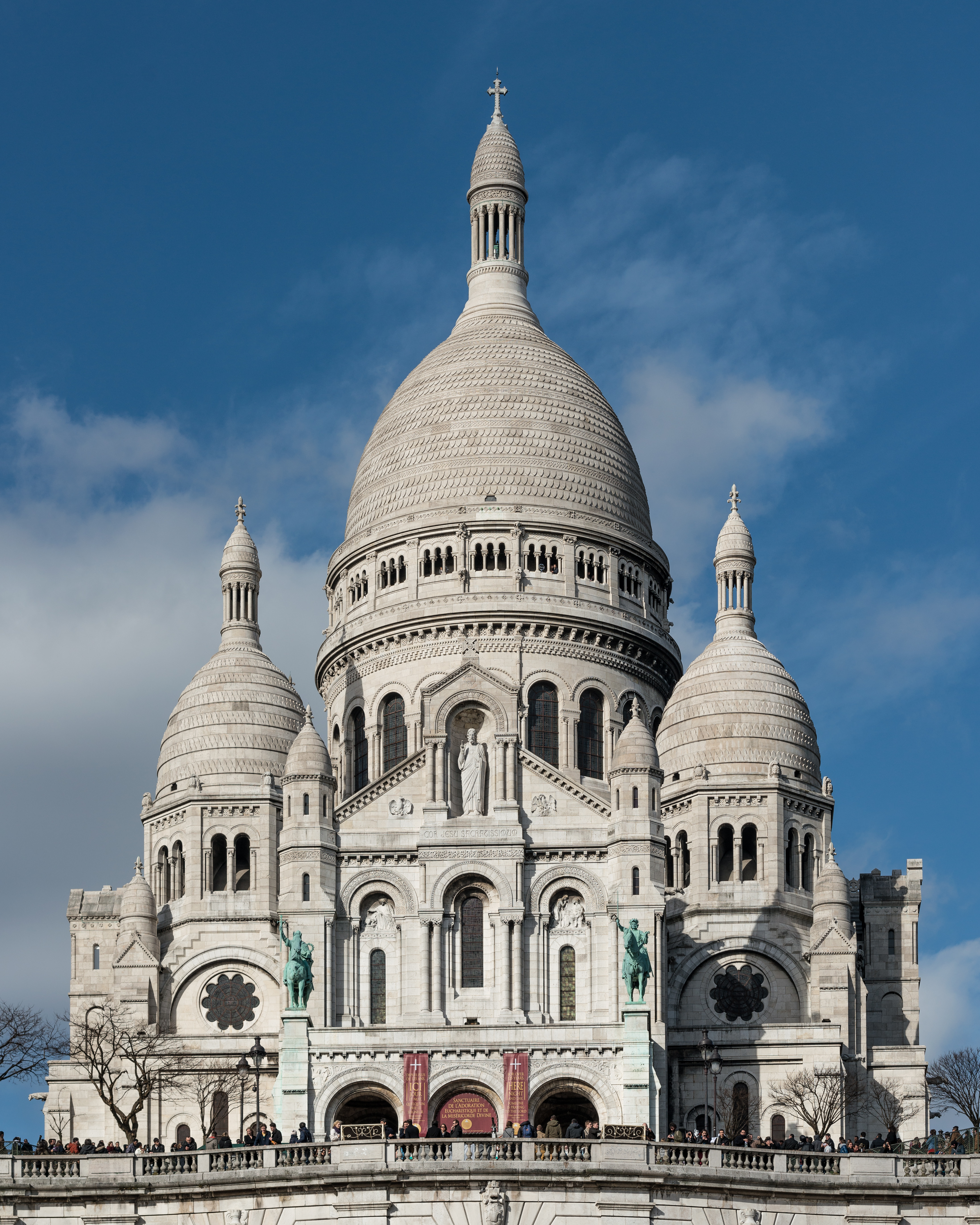
La Basilica del Sacré-Cœur (1874–1916) di Paul Abadie
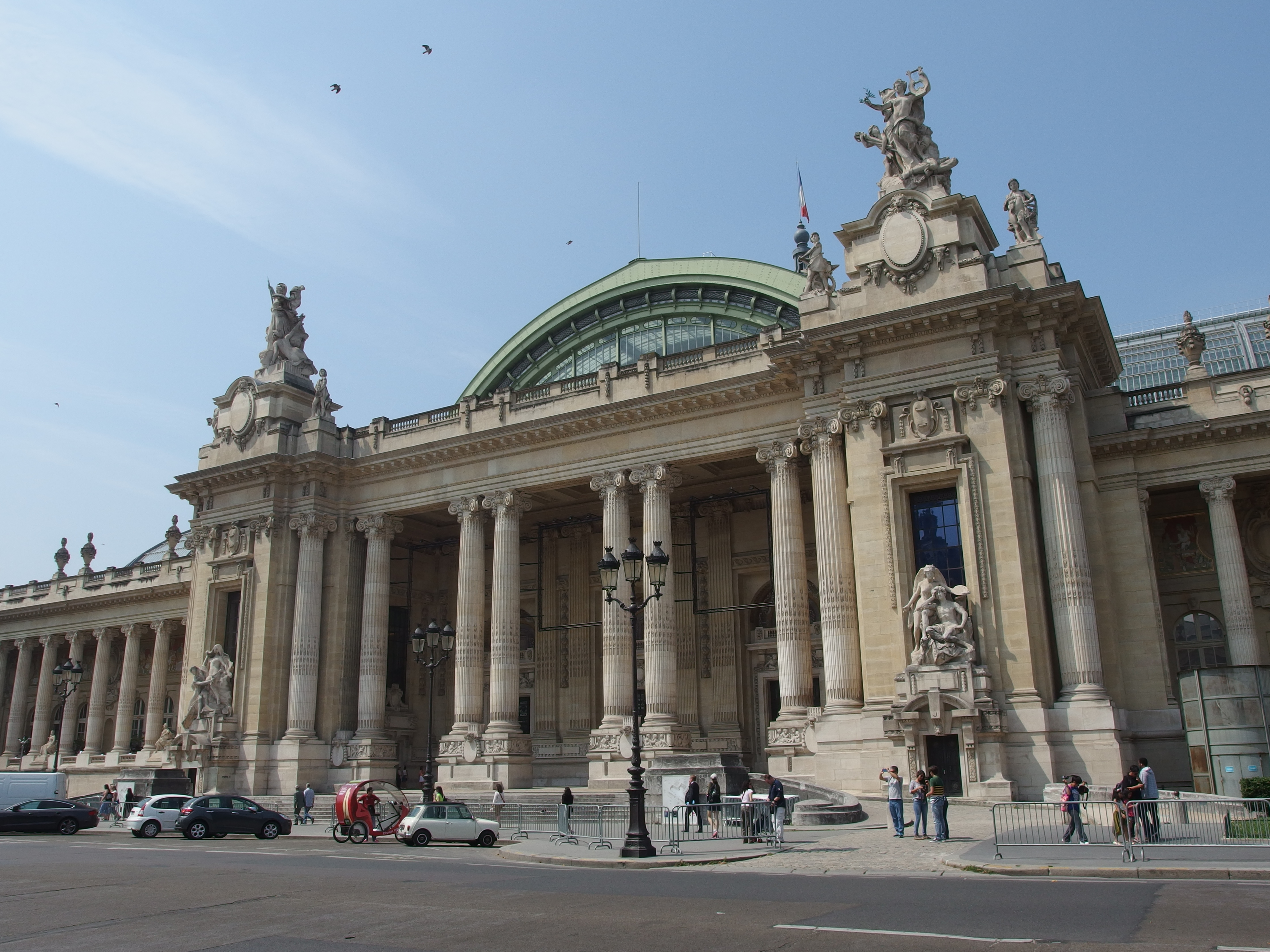
Il Grand Palais (1897–1900), di Henri Deglane, Charles Girault, Albert Louvet e Albert Thomas

## Architettura gallo-romana

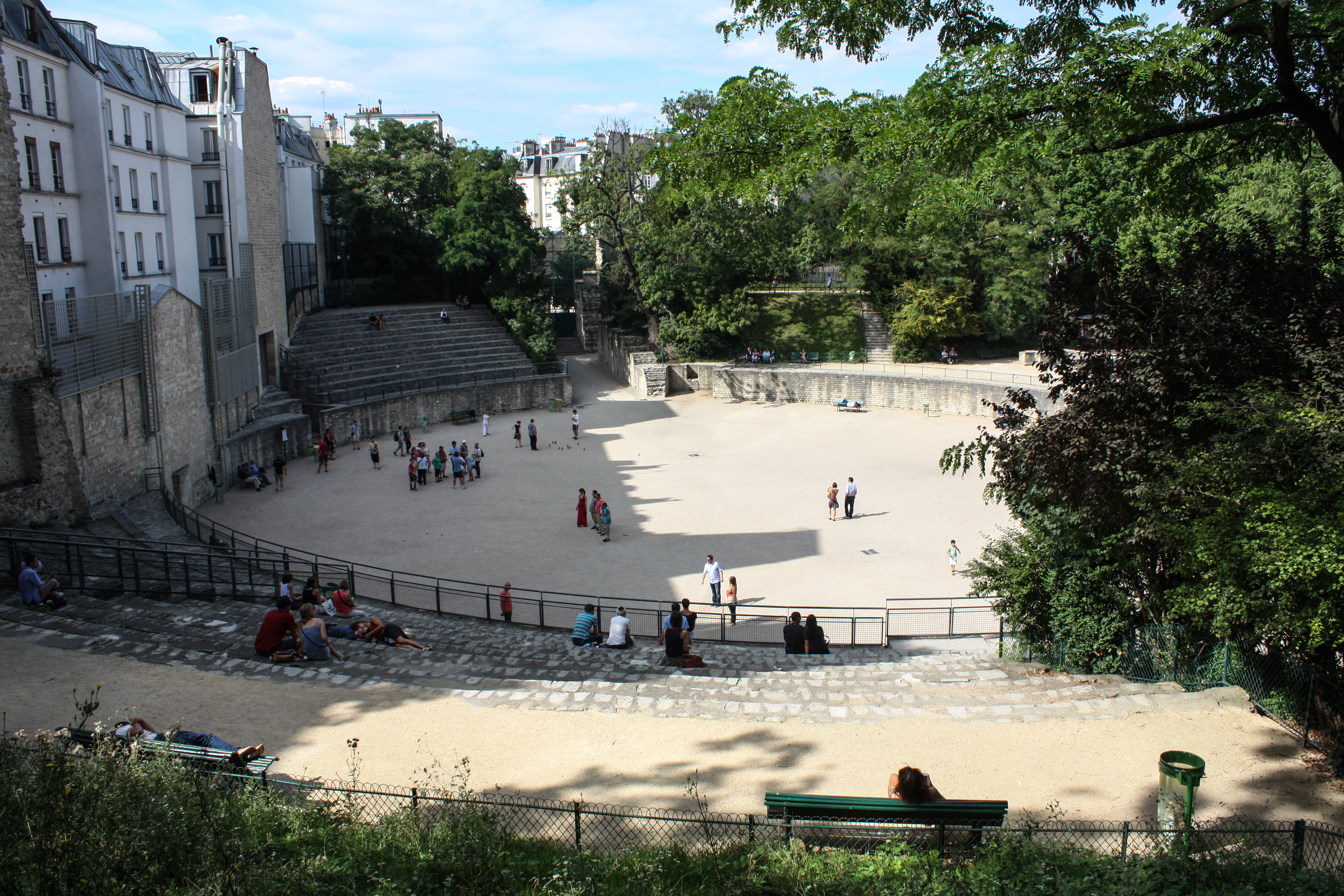
L'Arènes de Lutèce, l'anfiteatro romano di Lutezia (I secolo)
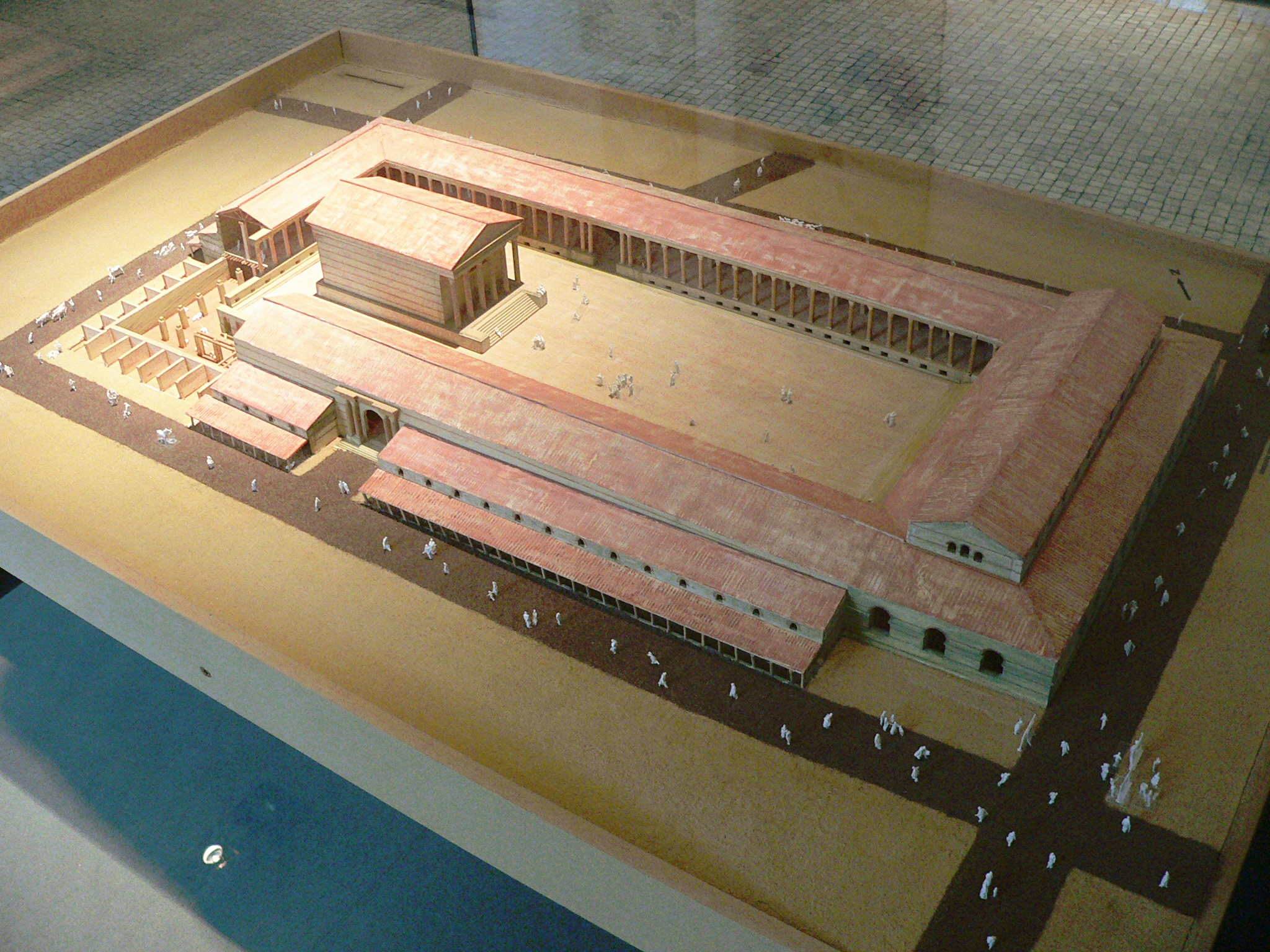
Plastico del Foro romano di Lutezia (Museo Carnavalet)
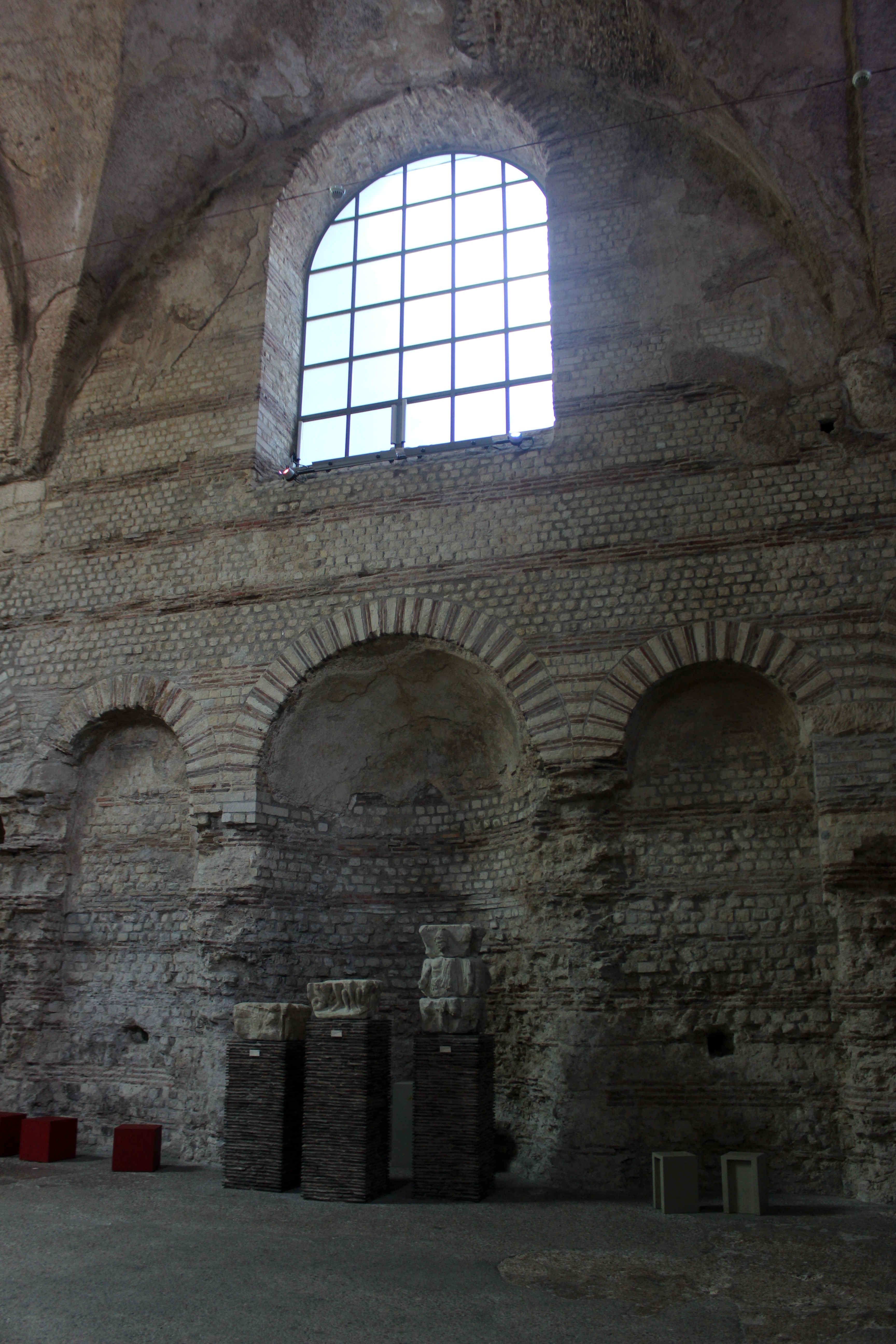
Le Terme di Cluny o bagni romani (II o III secolo)
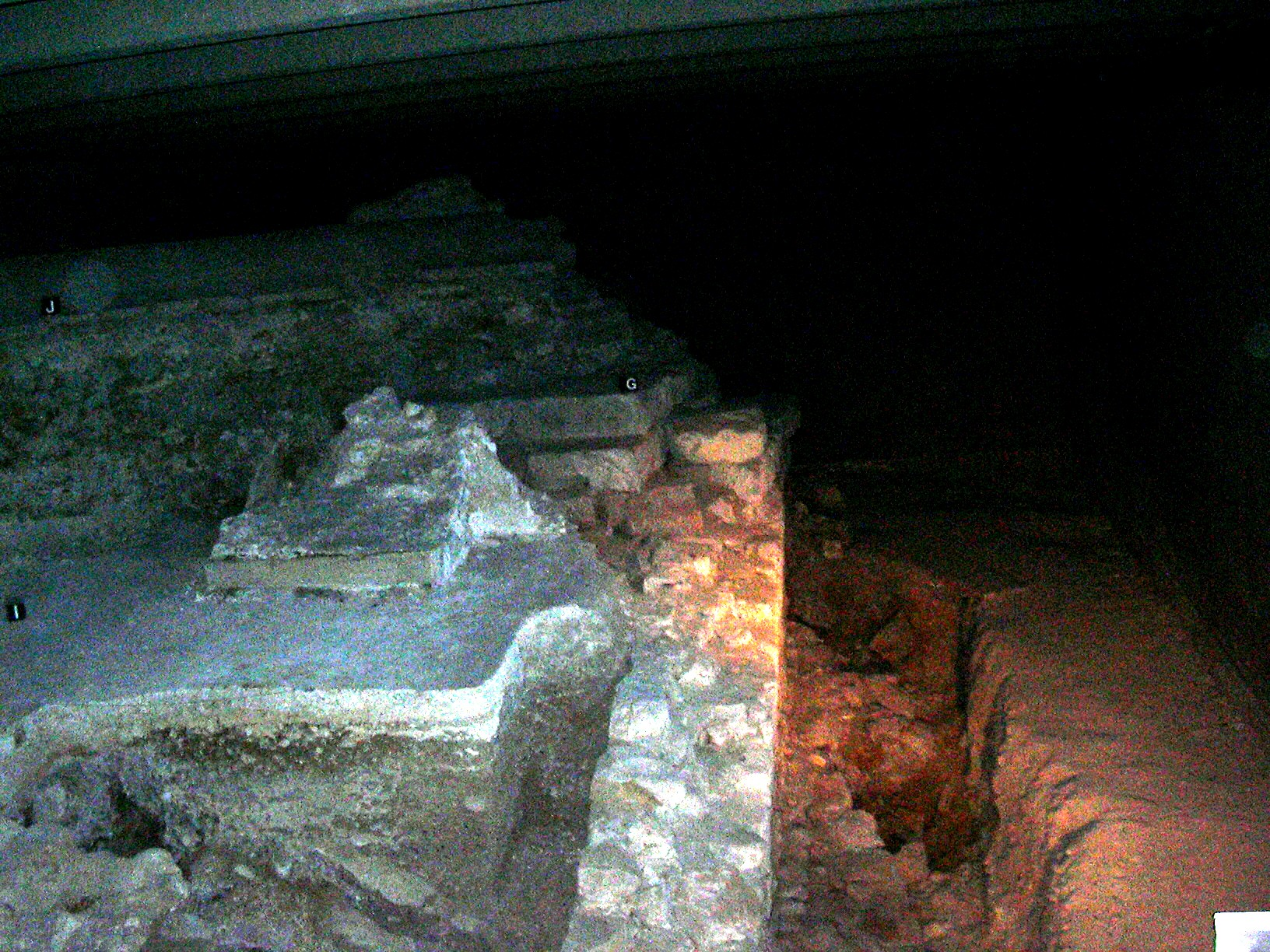
Resti di un muro romano sotto la piazza di Notre-Dame de Paris
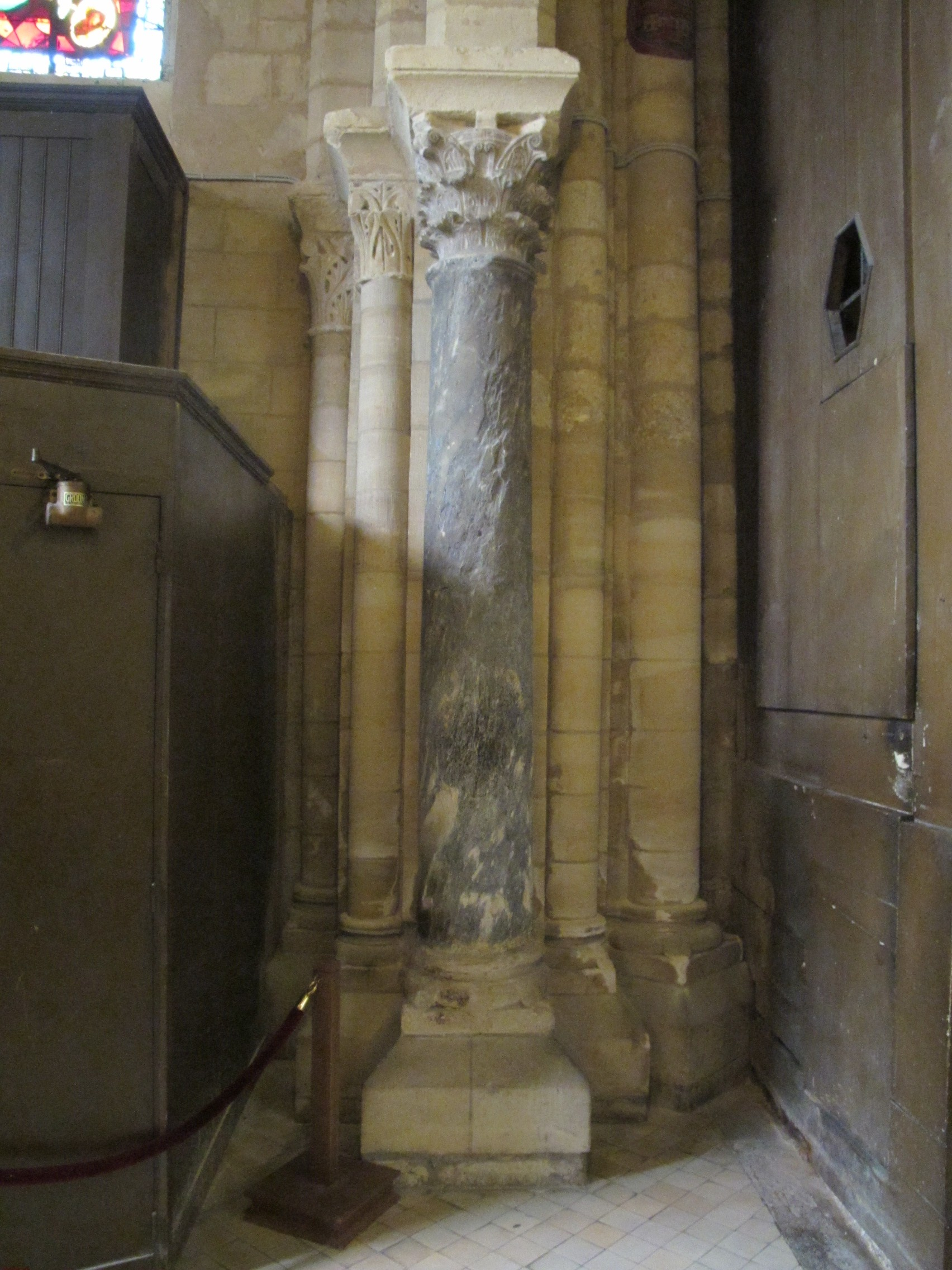
Colonne romane riusate nella navata della Chiesa di Saint-Pierre-de-Montmartre

Rimane pochissimo dell'architettura dell'antica cittadina di Lutezia, fondata da una tribù celtica nota come Parisii intorno al III secolo a.C. Fu conquistata dai Romani nel 52 a.C. e trasformata in una città di guarnigione gallo-romana. Fu ricostruita nel I secolo sul classico impianto romano; un asse nord-sud, o cardo (oggi rue Saint-Jacques) e un asse est-ovest, o decumano, di cui sono state trovate tracce sull'Île de la Cité, in rue de Lutèce. Il centro dell'amministrazione romana era sull'isola; il palazzo del governatore romano sorgeva dove oggi si trova il Palais de Justice. La sponda destra della Senna era in gran parte sottosviluppata. La città crebbe sulla riva sinistra, alle pendici del monte Saint-Geneviève. Il foro romano si trovava sulla sommità della collina, sotto l'attuale rue Soufflot, tra il boulevard Saint-Michel e rue Saint-Jacques.
La città romana aveva tre grandi terme vicino al foro, alimentate con acqua proveniente da un acquedotto lungo 46 chilometri. I resti di un bagno, le Terme di Cluny, sono ancora visibili sul Boulevard Saint-Michel. Si trattava della più grande delle tre terme, cento metri per sessantacinque, e fu realizzata alla fine del II o all'inizio del III secolo a.C., al culmine dello sviluppo della città. Le terme fanno ora parte del Museo di Cluny, o Museo nazionale del Medioevo. Nelle vicinanze, in rue Monge, si trovano le vestigia dell'anfiteatro romano, chiamato Arènes de Lutèce, scoperto e restaurato nel XIX secolo. Sebbene la popolazione della città fosse probabilmente non superiore a 5-6 mila persone, l'anfiteatro misurava 130 metri per 100 e poteva ospitare quindicimila spettatori. Rimangono quindici gradinate delle trentacinque originarie. Fu costruito nel I secolo e veniva utilizzato per il combattimento di gladiatori e belve feroci, oltre che per rappresentazioni teatrali.
Un altro notevole pezzo di architettura gallo-romana è stato scoperto sotto il coro di Notre-Dame de Paris; il Pilastro dei Barcaioli, un frammento di colonna romana con incisioni di divinità sia romane sia galliche. Fu probabilmente realizzata all'inizio del I secolo durante il regno dell'imperatore Tiberio per onorare la lega dei barcaioli, che ebbero un ruolo importante nell'economia cittadina e nella vita religiosa e civile. Ora è esposto nelle terme romane presso il Museo del Medioevo. Altri frammenti di architettura gallo-romana si trovano nella cripta sotto la piazza antistante la Cattedrale di Notre-Dame e nella Chiesa di Saint-Pierre-de-Montmartre, dove diverse colonne romane, probabilmente provenienti da un tempio, furono riutilizzate alla fine del XII secolo per costruire una chiesa cristiana.

## Chiese romaniche

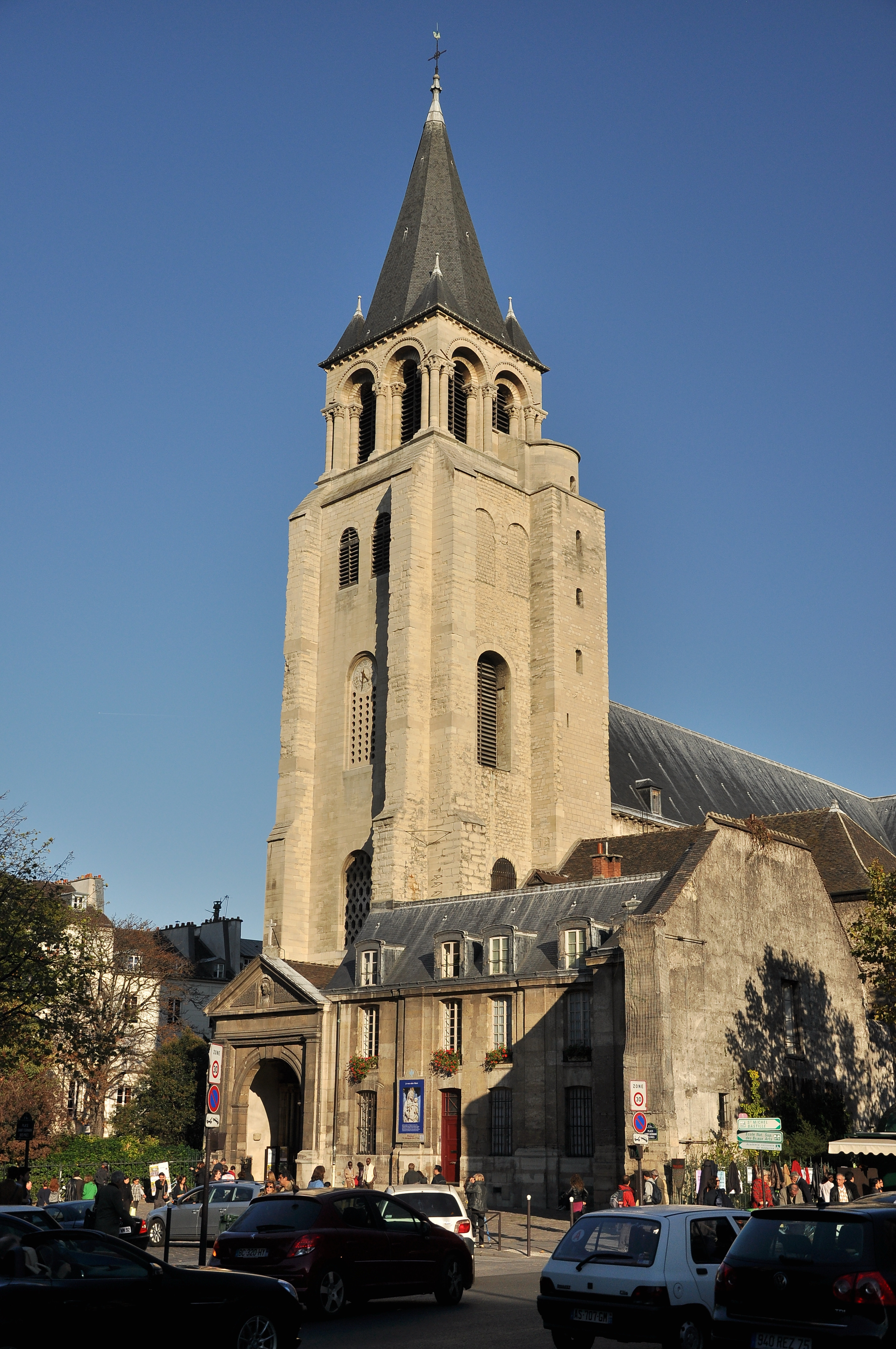
Campanile romanico dell'Abbazia di Saint-Germain-des-Prés (990–1160)
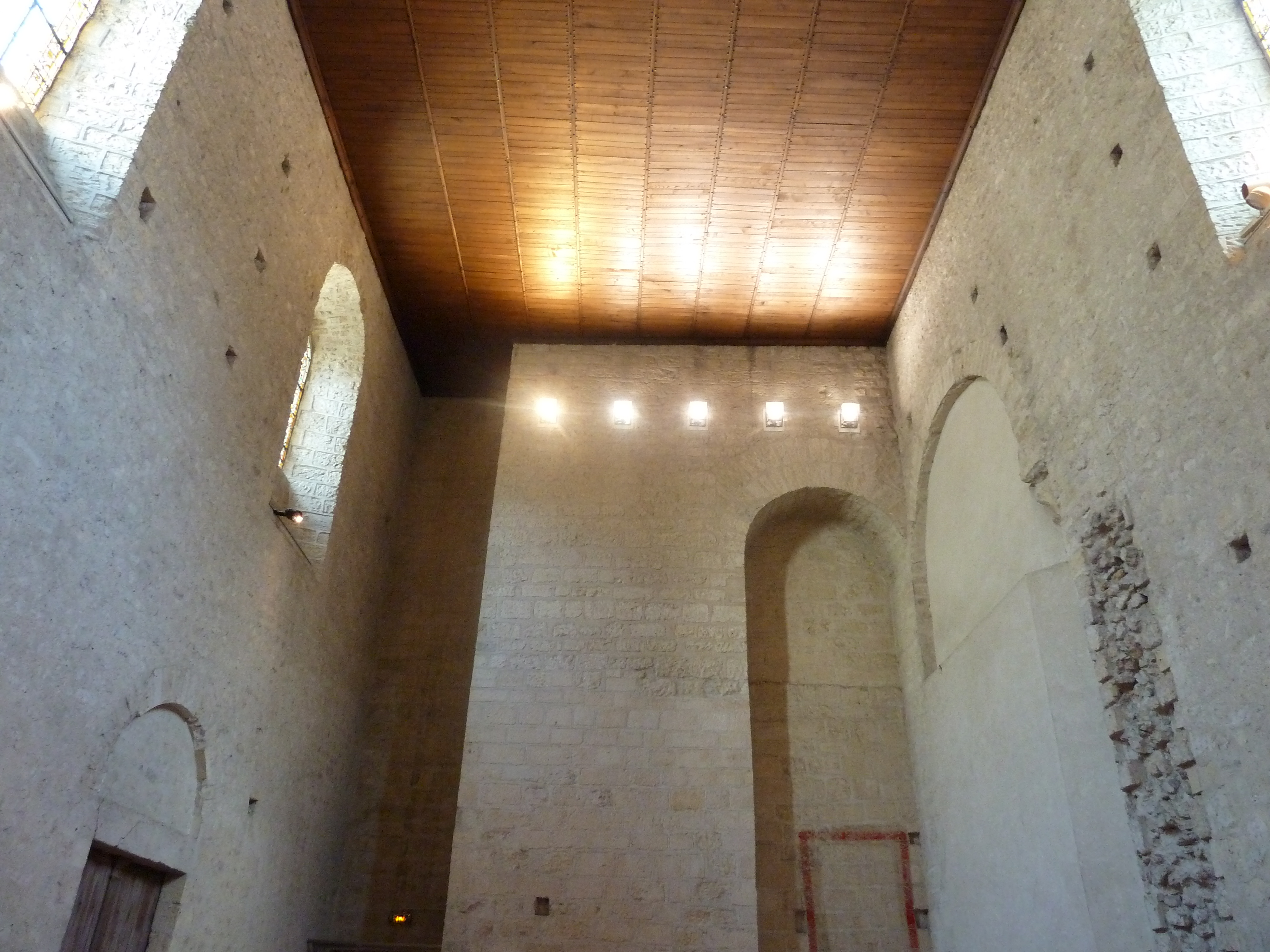
Cappella di San Sinforiano (XI secolo), prima cappella della chiesa di Saint-Germain-des-Prés
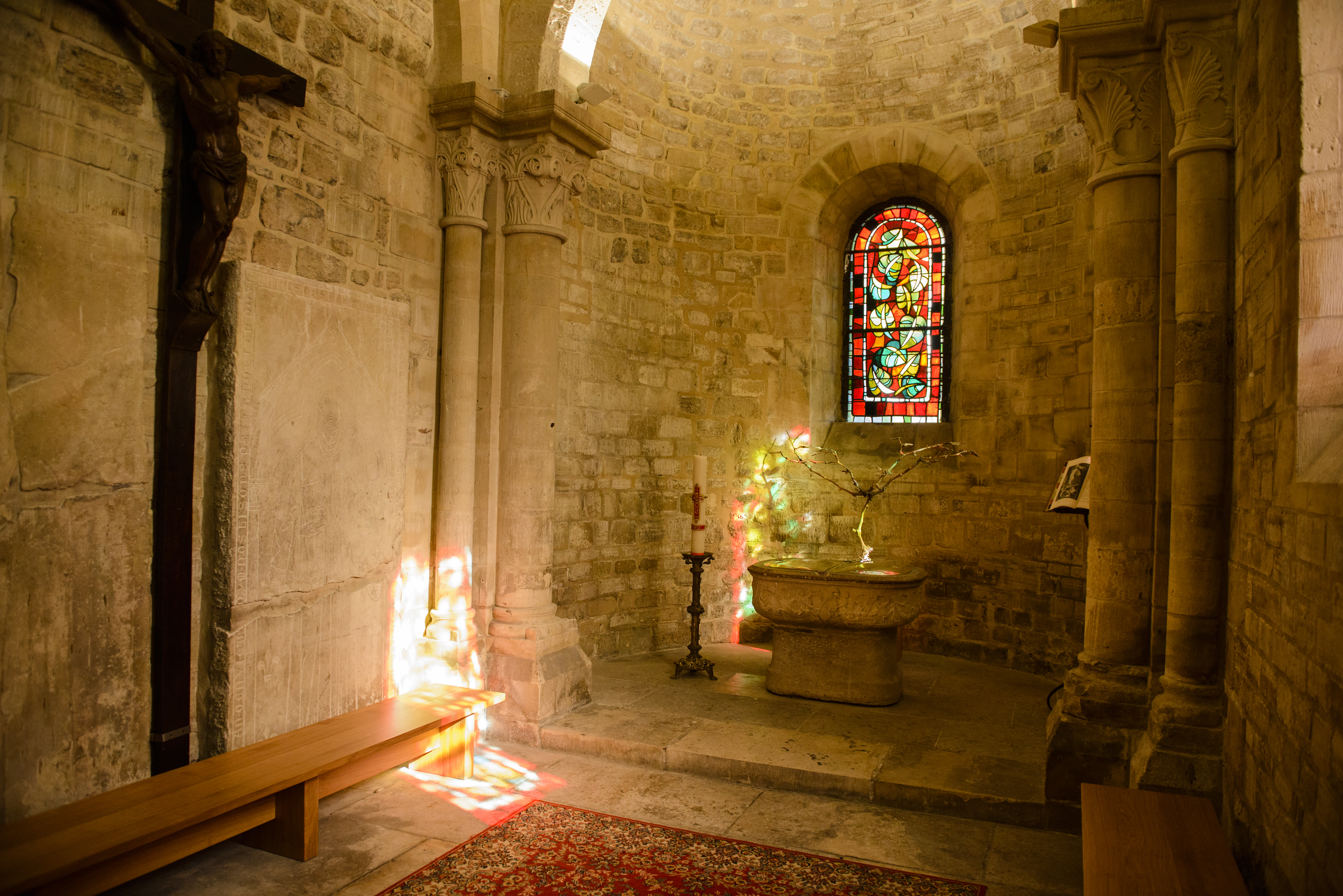
Interno della Chiesa di Saint-Pierre-de-Montmartre (1147–1200)
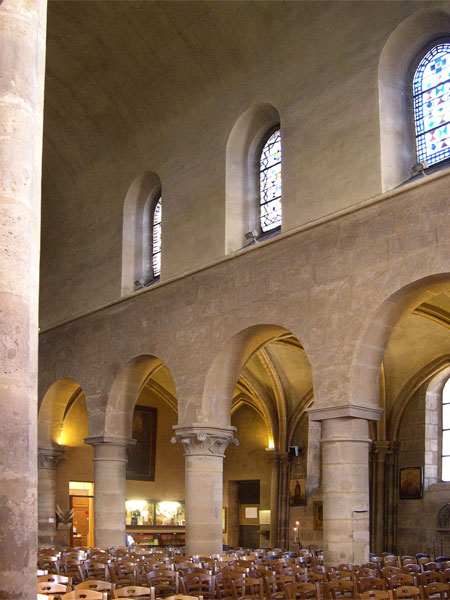
Interno della Chiesa di Saint-Julien-le-Pauvre (1170–1220)
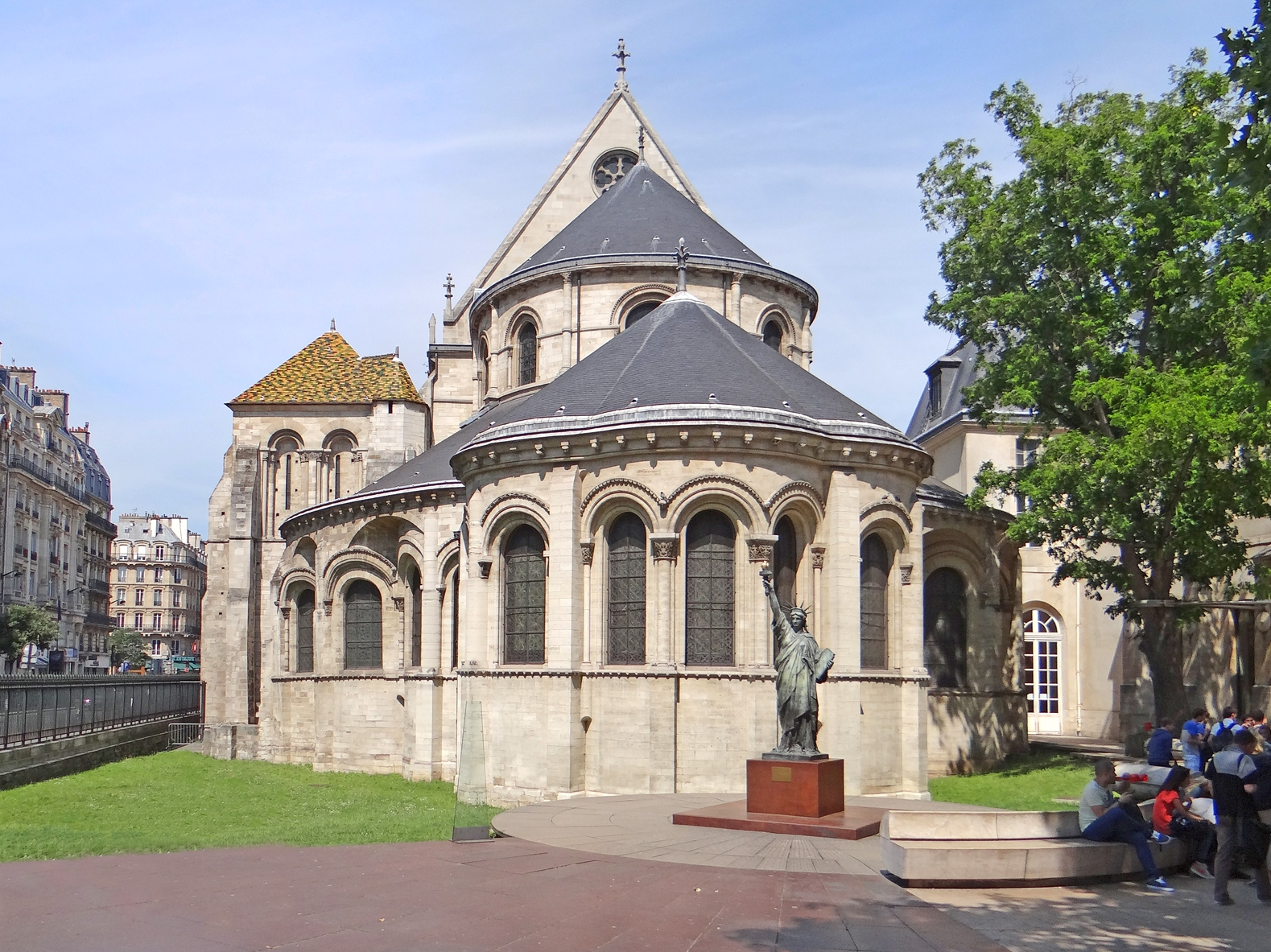
L'ex chiesa di Saint-Martin-des-Champs (1060–1140) ora parte del Musée des arts et métiers

A differenza del Sud della Francia, Parigi ha pochissimi esempi di architettura romanica; la maggior parte delle chiese e degli altri edifici in quello stile furono ricostruiti in stile gotico. L'esempio più notevole di architettura romanica a Parigi è la chiesa dell'Abbazia di Saint-Germain-des-Prés, costruita tra il 990 e il 1160 durante il regno di Roberto il Pio. Una chiesa precedente era stata distrutta dai Vichinghi nel IX secolo. Gli elementi più antichi della chiesa originaria sono la torre (il campanile in cima fu aggiunto nel XII secolo), e la cappella di San Sinforiano, sul fianco sud del campanile, costruita nell'XI secolo. È considerato il primo luogo di culto cristiano costruito a Parigi. Il coro gotico, con i suoi archi rampanti, fu aggiunto a metà del XII secolo e consacrato da papa Alessandro III nel 1163. Fu uno dei primi elementi in stile gotico ad apparire in una chiesa di Parigi.
Elementi romanici e gotici si trovano insieme in diverse antiche chiese di Parigi. La chiesa di Saint-Pierre-de-Montmartre (1147-1200) è l'unico edificio sopravvissuto della vasta Abbazia di Montmartre, che un tempo copriva la sommità della collina; presenta sia antiche colonne romane sia uno dei primi esempi di soffitto ad arco gotico, nella navata vicino al coro. L'interno della chiesa di Saint-Julien-le-Pauvre (1170-1220) è stato ampiamente ricostruito, ma conserva ancora massicce colonne romaniche e l'esterno è un classico esempio di stile romanico-gotico. L'ex priorato di Saint-Martin-des-Champs (1060-1140) ha un coro e una cappelle sostenuti da contrafforti e un campanile romanico. Ora appartiene al Musée des arts et métiers.

## Il Medioevo

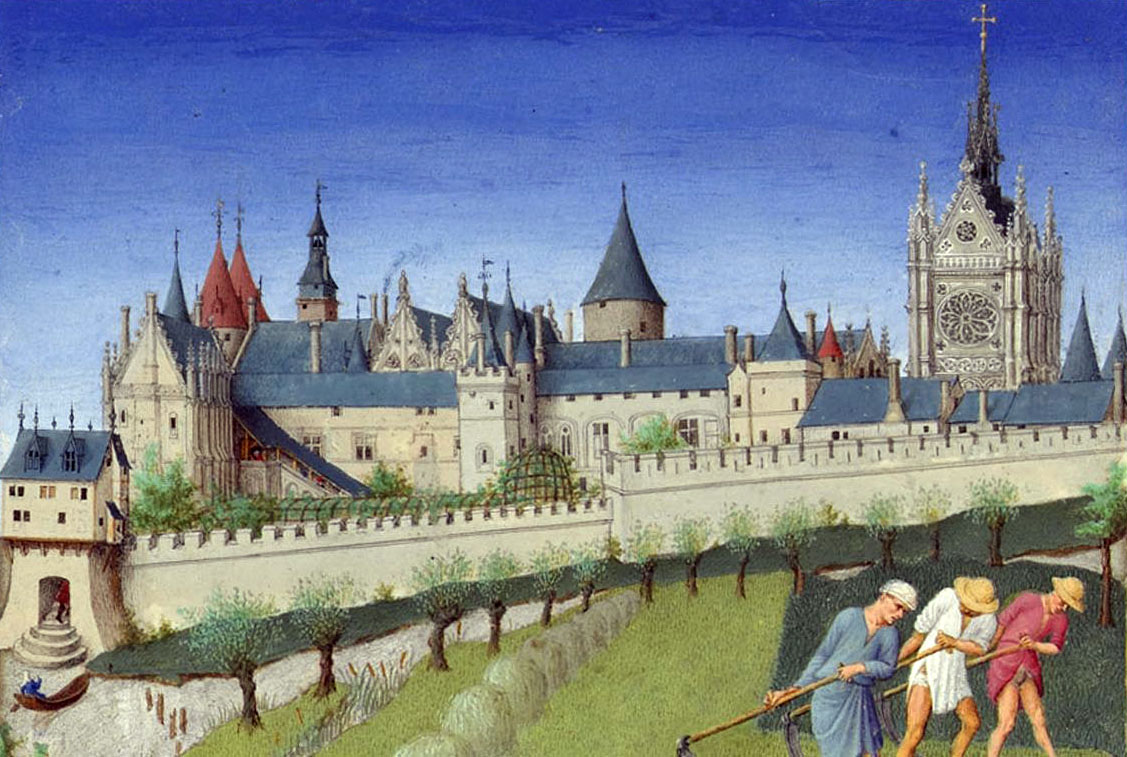
Il Palais de la Cité com'era tra il 1412 e il 1416, come illustrato in Très riches heures du Duc de Berry
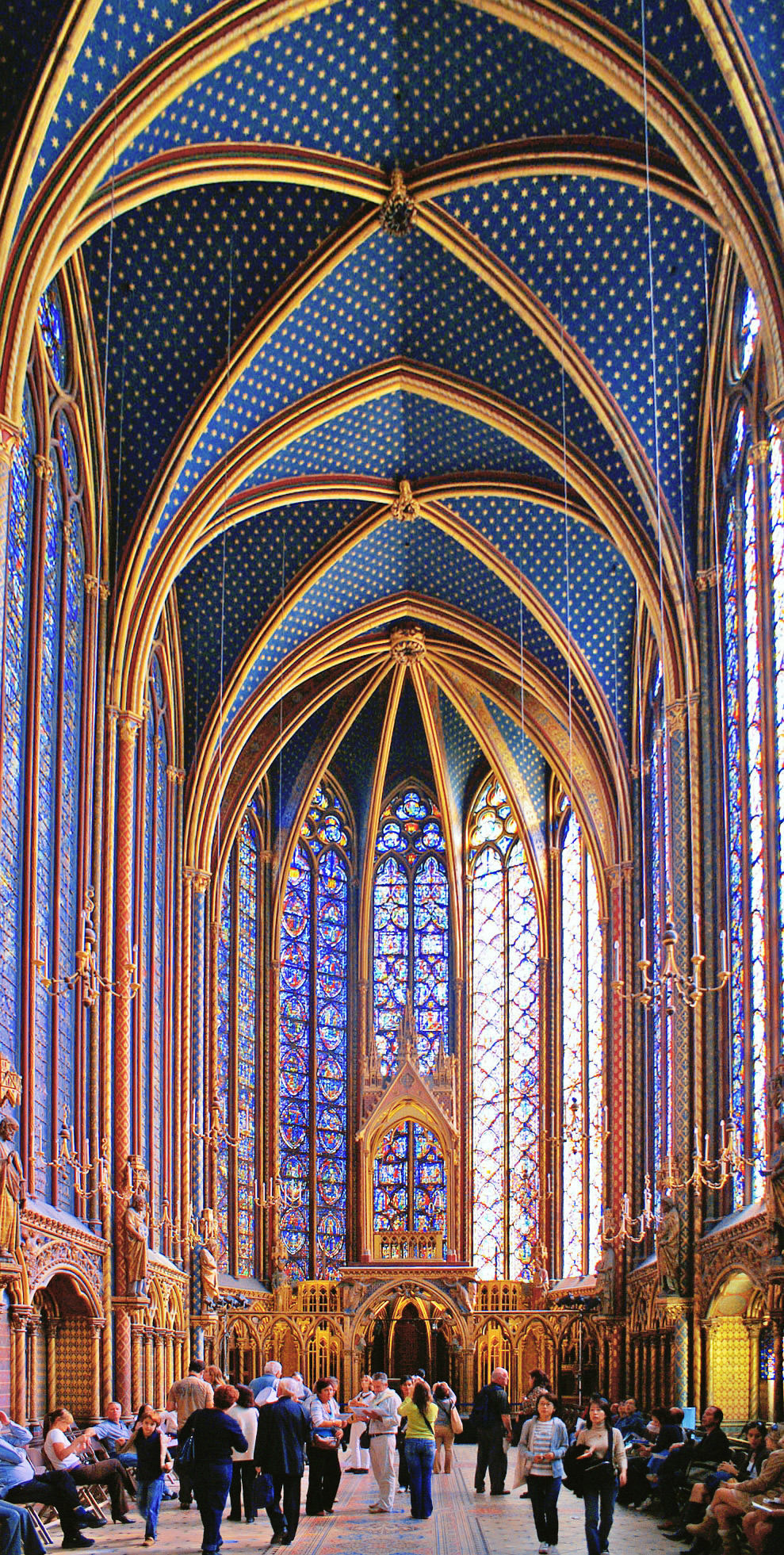
Cappella superiore della Sainte-Chapelle (1242–48)
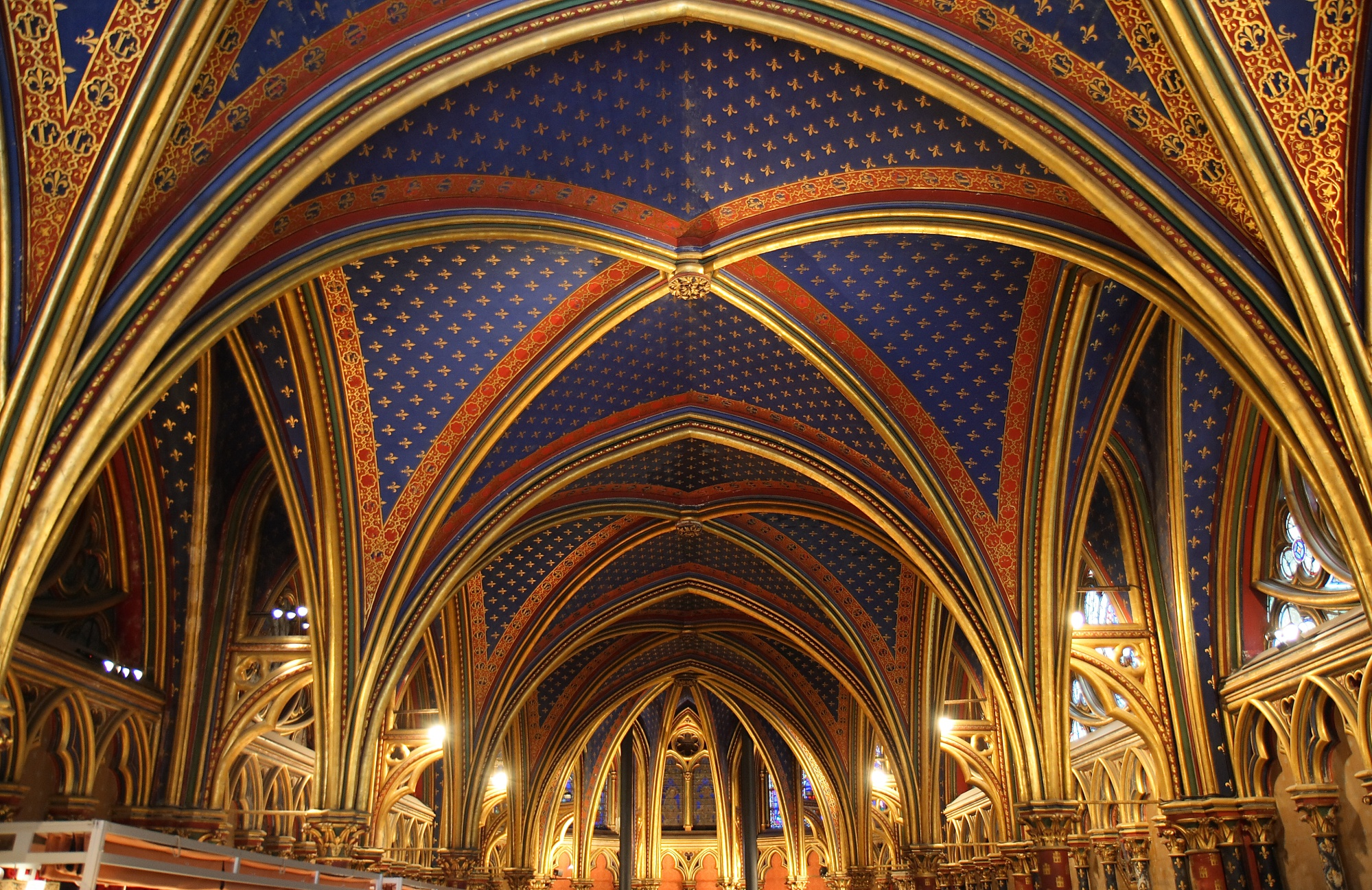
Soffitto della cappella inferiore della Sainte-Chapelle (1242–48)
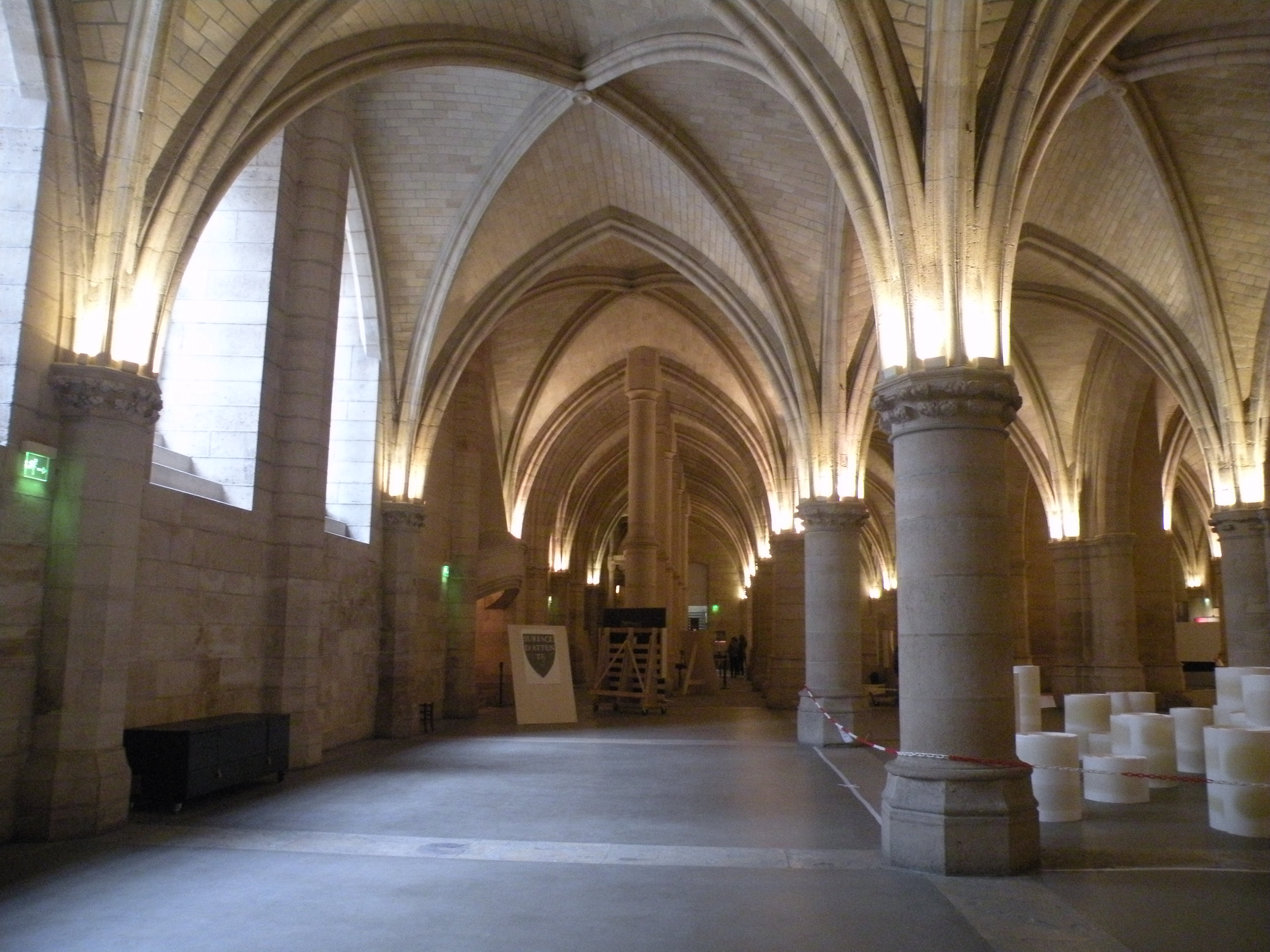
La Conciergerie; Salle des Gens d'Armes (inizio XIV secolo)
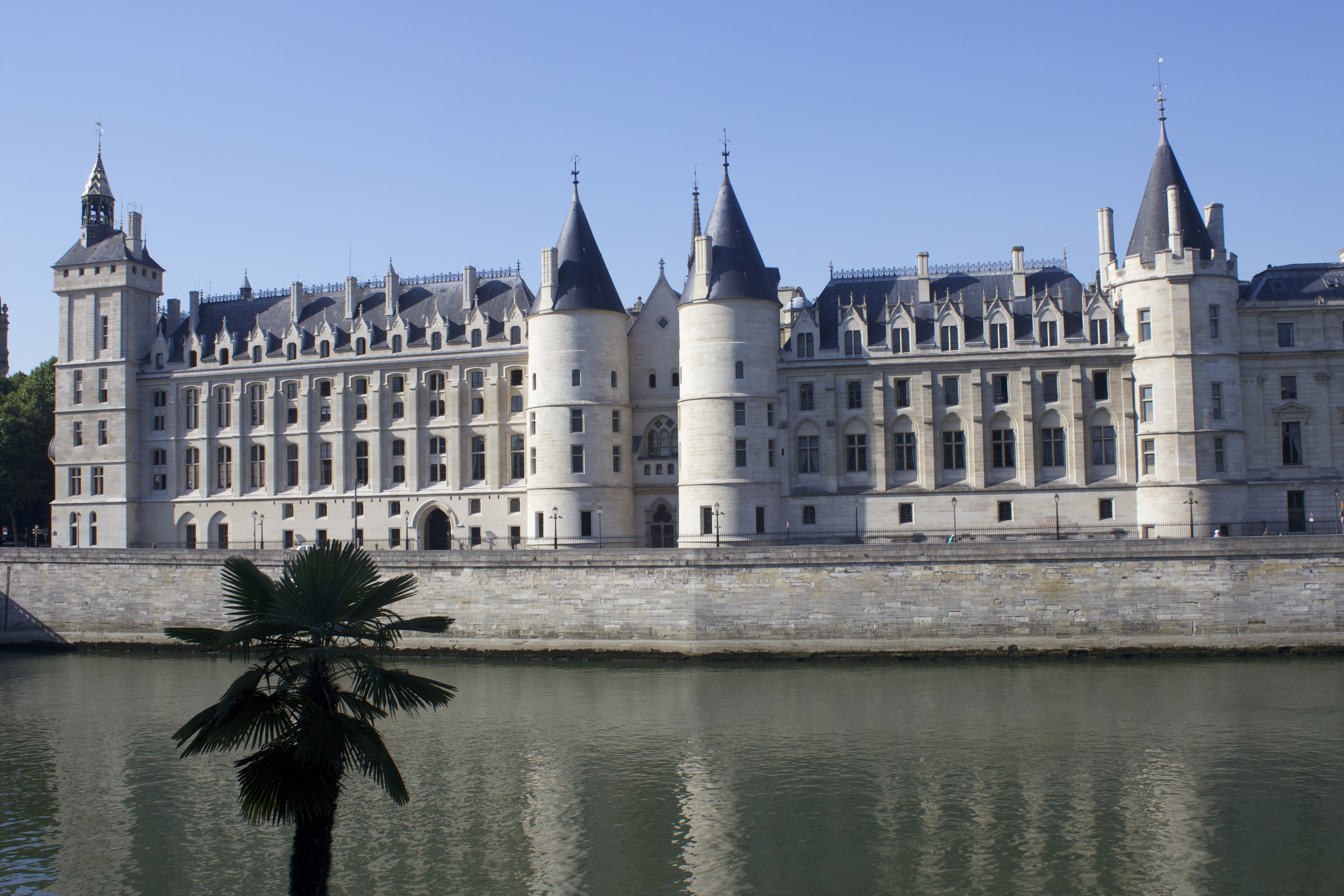
Torre originaria del Palais de la Cité; Torre Bonbec (1226–70), all'estrema destra, è la più antica; la Torre Cesar e la Torre d'Argento (al centro) e la Torre dell'Orologio (a sinistra) furono costruite nel XIV secolo
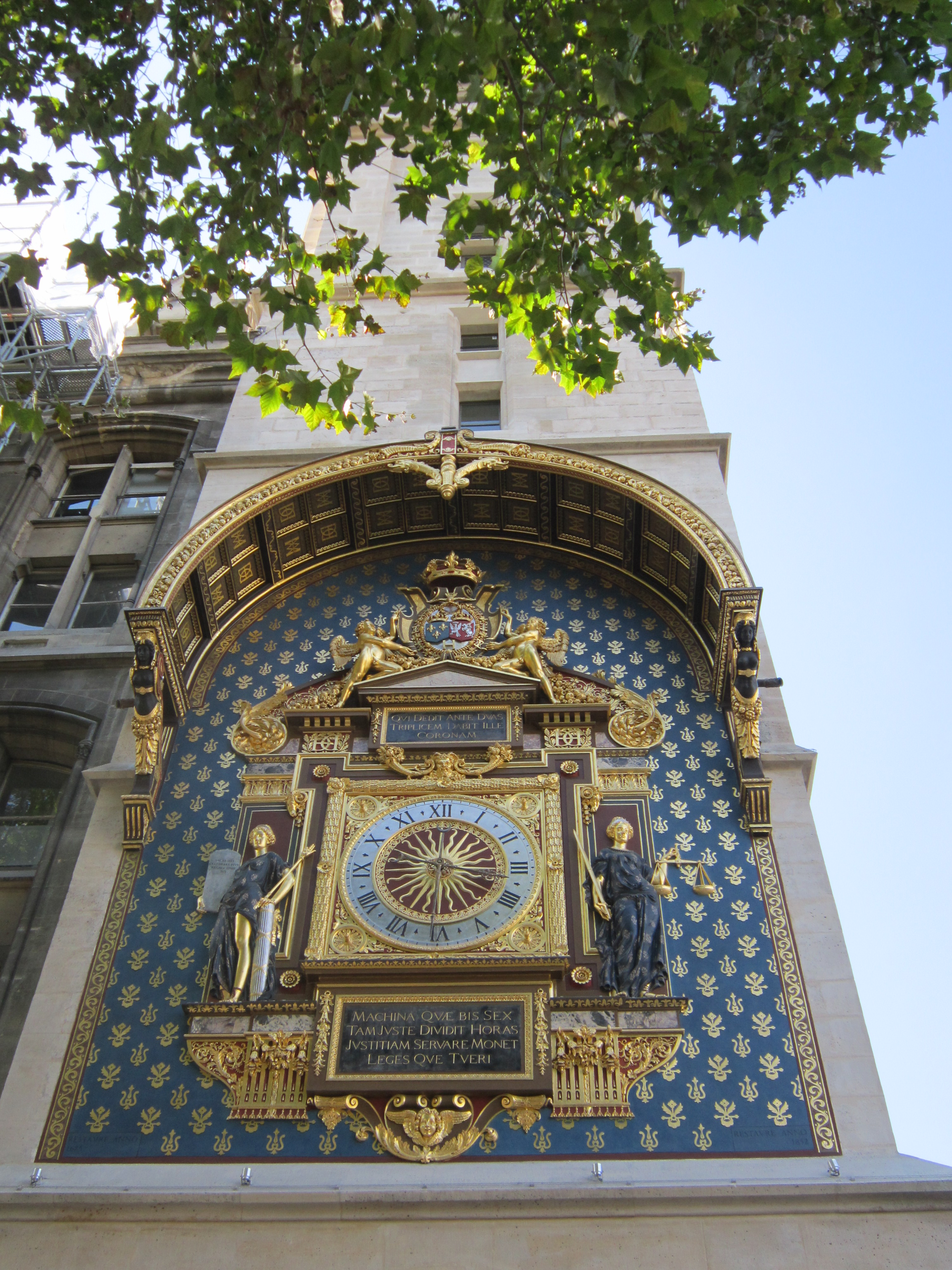
Il primo orologio installato nella torre omonima nel 1370. Quello attuale è moderno

### Il Palais de la Cité
Nel 987 Ugo Capeto divenne il primo re di Francia e stabilì la sua capitale a Parigi, sebbene all'epoca il suo regno fosse poco più grande dell'Île-de-France, o moderna regione di Parigi. La prima residenza reale, il Palais de la Cité, fu stabilita all'interno della fortezza all'estremità occidentale dell'Île de la Cité, dove i governatori romani avevano stabilito la loro residenza. Capeto e i suoi successori ampliarono gradualmente il loro regno attraverso matrimoni e conquiste. Suo figlio, Roberto il Pio (972-1031), costruì il primo palazzo, il Palais de la Cité, e la cappella reale all'interno delle mura della fortezza, e i suoi successori lo abbellirono nel corso dei secoli. La struttura più alta era la Grosse Tour, o grande torre, costruita da Luigi il Grosso tra il 1080 e il 1137. Aveva un diametro di 11,7 metri alla base e pareti spesse tre metri, e vi rimase fino alla sua demolizione nel 1776. L'insieme degli edifici (visibili nell'immagine sopra a sinistra com'erano tra il 1412 e il 1416) comprendeva una residenza reale, una grande sala per le cerimonie e quattro grandi torri lungo la Senna sul lato nord dell'isola, nonché una galleria di negozi di lusso, il primo centro commerciale di Parigi. Tra il 1242 e il 1248 il re Luigi IX, in seguito noto come San Luigi, costruì una squisita cappella gotica, la Sainte-Chapelle, per ospitare le reliquie della Passione di Cristo che aveva acquistato dall'imperatore di Bisanzio.
Nel 1358, una ribellione dei mercanti parigini contro l'autorità reale, guidata da Étienne Marcel, indusse il re Carlo V a trasferire la sua residenza in un nuovo palazzo, l'Hôtel Saint-Pol, vicino alla Bastiglia all'estremità orientale del città e a far costruire una muraglia difensiva nota come cinta di Carlo V. Il palazzo era utilizzato saltuariamente per cerimonie speciali e per accogliere monarchi stranieri, ma ospitò gli uffici amministrativi e la corte del Regno, oltre che un'importante prigione. La Sala Grande fu distrutta da un incendio nel 1618 e poi ricostruita. Un altro incendio, nel 1776, distrusse la residenza del re, la torre di Montgomery. Durante la rivoluzione francese, nell'edificio fu ospitato il tribunale rivoluzionario e centinaia di persone, tra cui la regina Maria Antonietta, vi furono processate e imprigionate, prima di essere portate alla ghigliottina. Dopo la Rivoluzione, la Conciergerie servì da prigione e tribunale. Fu incendiata dalla Comune di Parigi nel 1871, ma poi ricostruita. La prigione fu chiusa nel 1934 e la Conciergerie divenne un museo.
Ancora oggi sono visibili numerose vestigia del Palais de la Cité medievale, ampiamente modificato e restaurato; la cappella reale, Sainte-Chapelle, la Salle des Gens d'Armes (inizio del XIV secolo), l'ex sala da pranzo degli ufficiali e delle guardie del palazzo, situata sotto la scomparsa Sala Grande e le quattro torri lungo la Senna rivolte verso la sponda destra. La facciata venne realizzata nel XIX secolo. La torre all'estrema destra, la Tour Bonbec, è la più antica, costruita tra il 1226 e il 1270 durante il regno di Luigi IX. Si distingue per la merlatura alla sommità. Originariamente era meno alta delle altre torri, ma fu rialzata per portarla alla loro altezza nella ristrutturazione del XIX secolo. La torre servì come principale camera di tortura durante il Medioevo. Le due torri al centro, la Tour de César e quella del ristorante Tour d'Argent, furono costruite nel XIV secolo, durante il regno di Filippo il Bello. La torre più alta, la Tour de l'Horloge, fu costruita da Giovanni il Buono nel 1350 e modificata più volte nel corso dei secoli. Il primo orologio pubblico di Parigi, fu aggiunto da Carlo V nel 1370. La decorazione scultorea, con figure allegoriche della Legge e della Giustizia, fu aggiunta nel 1585 da Enrico III.

### Mura e castelli

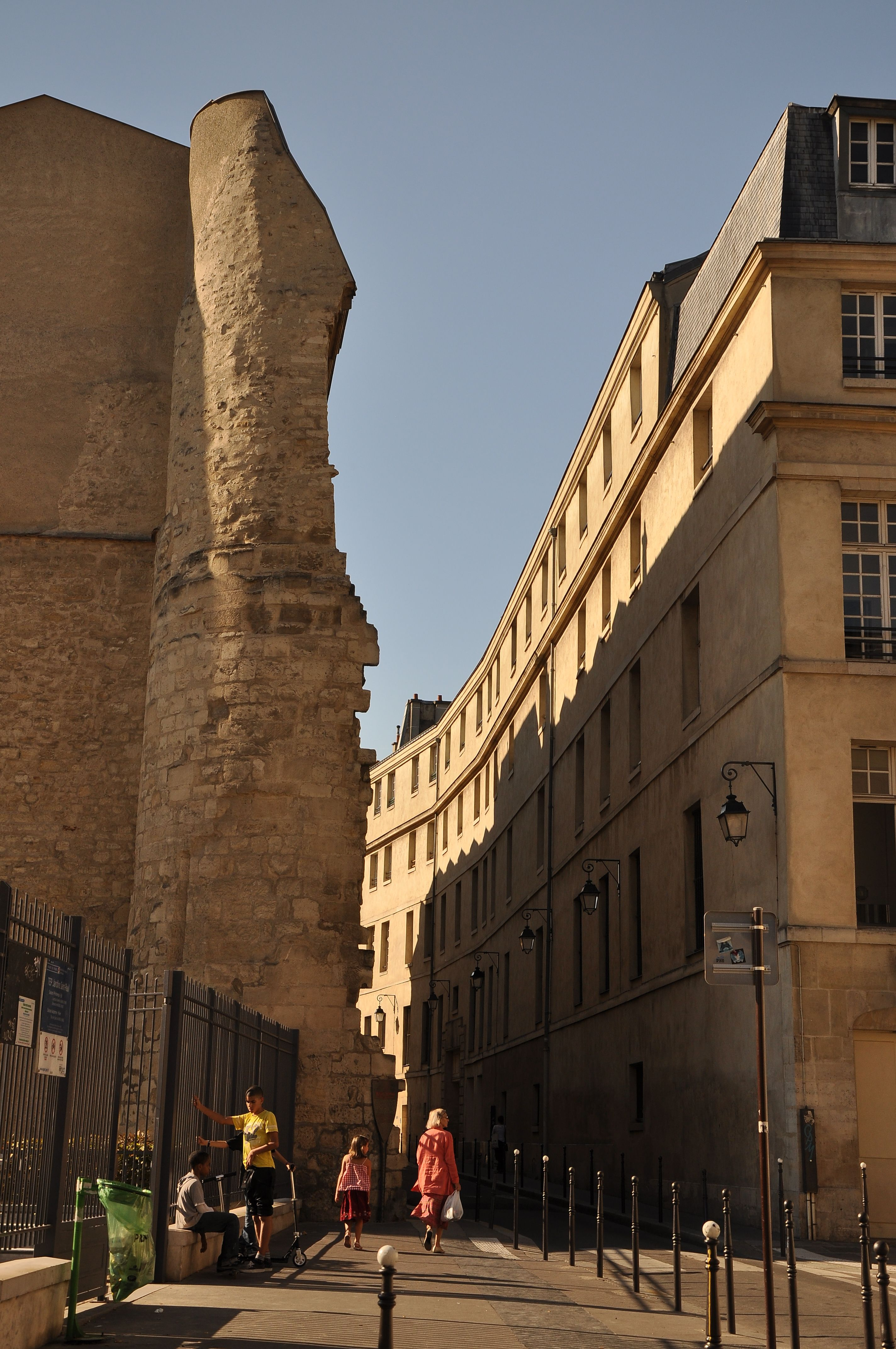
Vestigia delle mura di Filippo Augusto, nel quartiere di Le Marais (1190–1202)
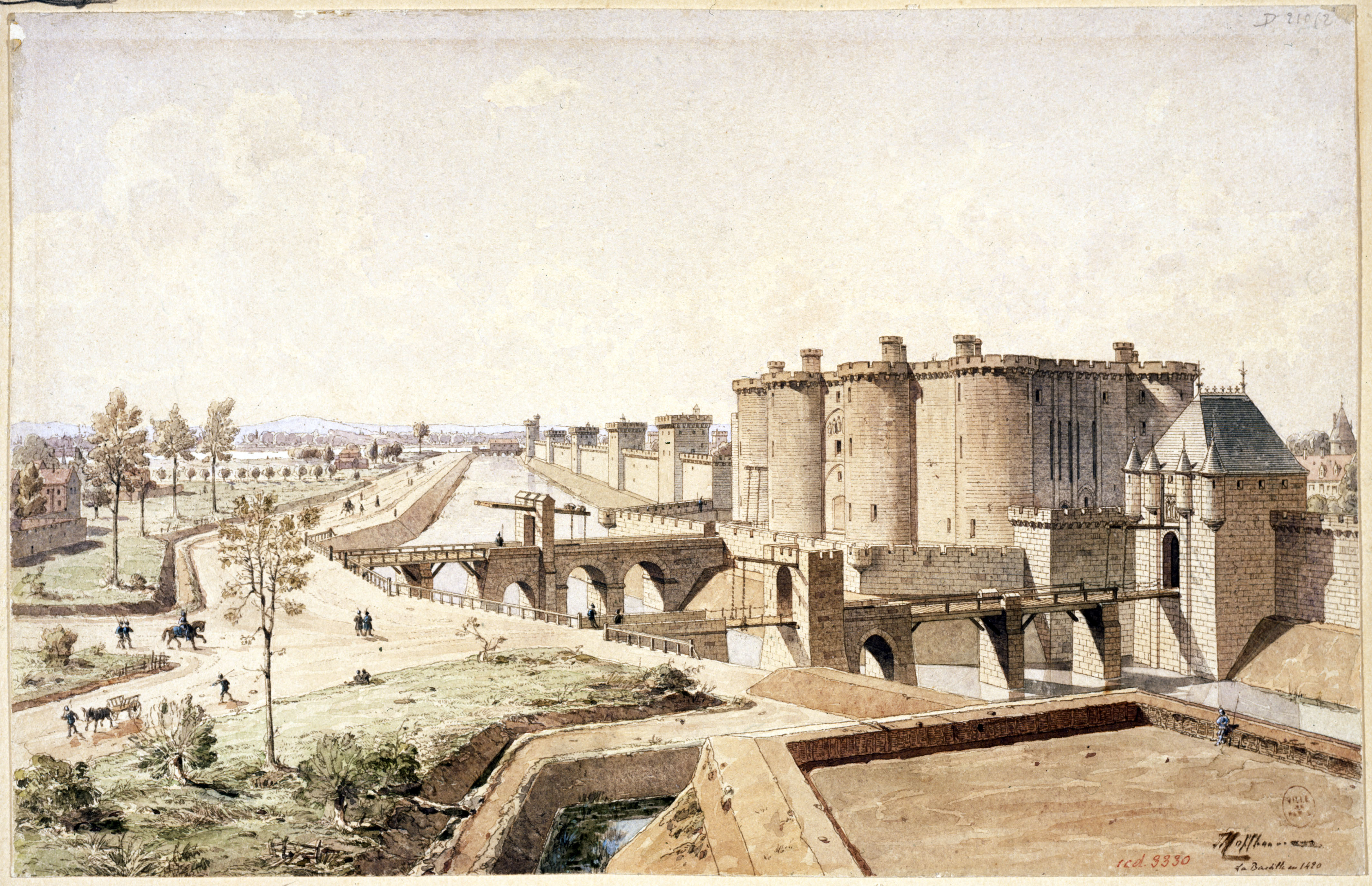
La Bastiglia nel 1420
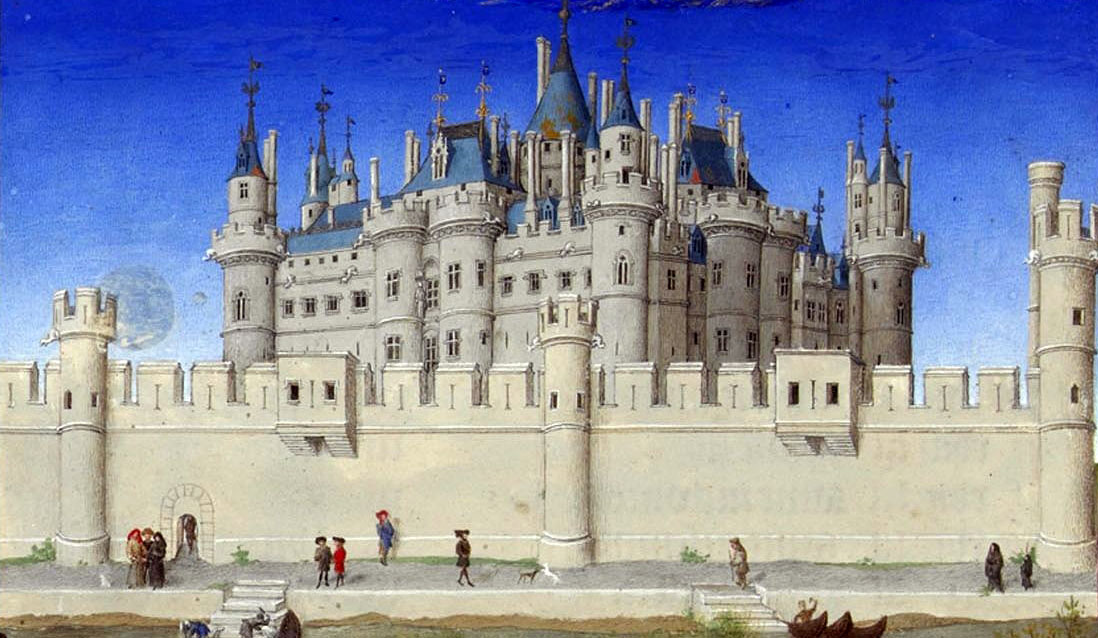
Il Louvre nel XV secolo, da Très riches heures du Duc de Berry
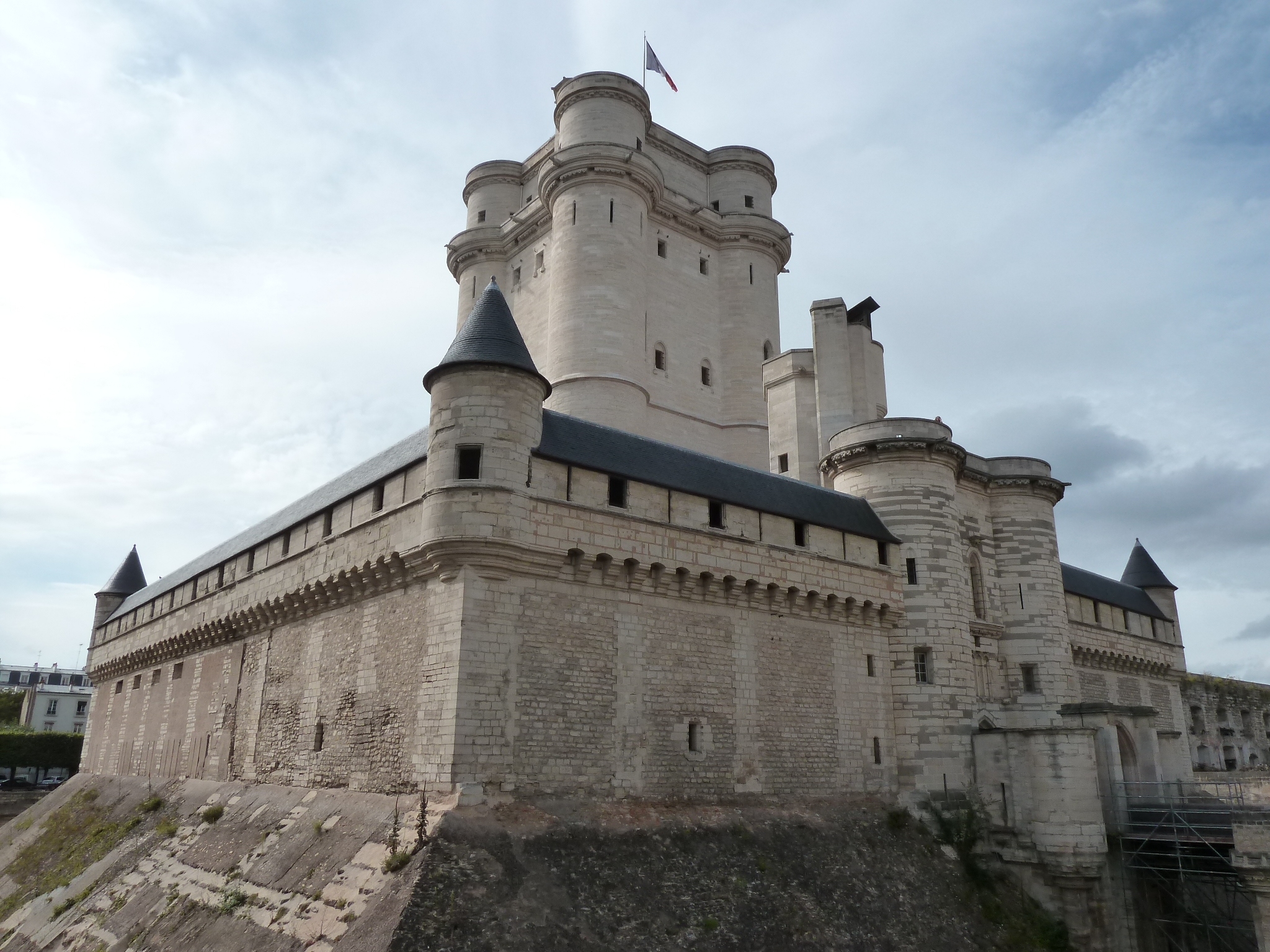
Il Castello di Vincennes (completato nel 1369)

Gran parte dell'architettura della Parigi medievale fu progettata per proteggere la città e il re dagli attacchi: mura, torri e castelli. Tra il 1190 e il 1202, il re Filippo Augusto iniziò la costruzione di una cinta muraria, lunga cinque chilometri, per proteggere la città sulla riva destra. Il muro era rinforzato da settantasette torri circolari, ciascuna delle quali non aveva più di sei metri di diametro. Iniziò anche la costruzione di un grande castello, il Louvre, dove il muro lambiva il fiume. Il Louvre era protetto da un fossato e da un muro con dieci torri. Al centro c'era un massiccio mastio o torre circolare, alto trenta metri e di quindici metri di diametro. Non era allora la residenza del re, ma Filippo Augusto vi collocò gli archivi reali. Un altro complesso di edifici, il Tempio, sede dei Cavalieri templari, era situato sulla riva destra, incentrato attorno a una massiccia torre.
La città sulla riva destra continuò a crescere verso l'esterno. Il prevosto dei mercanti, Étienne Marcel, iniziò la costruzione di una nuova cinta muraria nel 1356, che raddoppiò l'area della città. Il Louvre, circondato dalla città, ricevette una ricca decorazione e una nuova grande scalinata, e gradualmente divenne più una residenza che una fortezza. Carlo V, nel 1364-1380, trasferì la sua residenza principale dal Palais de la Cité all'Hôtel Saint-Pol, un nuovo e confortevole palazzo nel nuovo quartiere di Le Marais. Per proteggere il suo nuovo palazzo e il fianco orientale della città, nel 1370, iniziò la costruzione della Bastiglia, una fortezza con sei torri cilindriche. Allo stesso tempo, più a est, nella foresta di Vincennes, Carlo V costruì un castello ancora più grande, il Castello di Vincennes, dominato da un altro massiccio mastio o torre alta cinquantadue metri. Fu completato nel 1369. A partire dal 1379, vicino al castello, iniziò la costruzione di una replica della Sainte-Chapelle. A differenza di quella di città, l'interno di questa non era diviso in due livelli, ma era un unico spazio, inondato di luce.

### Chiese - la nascita dello stile gotico

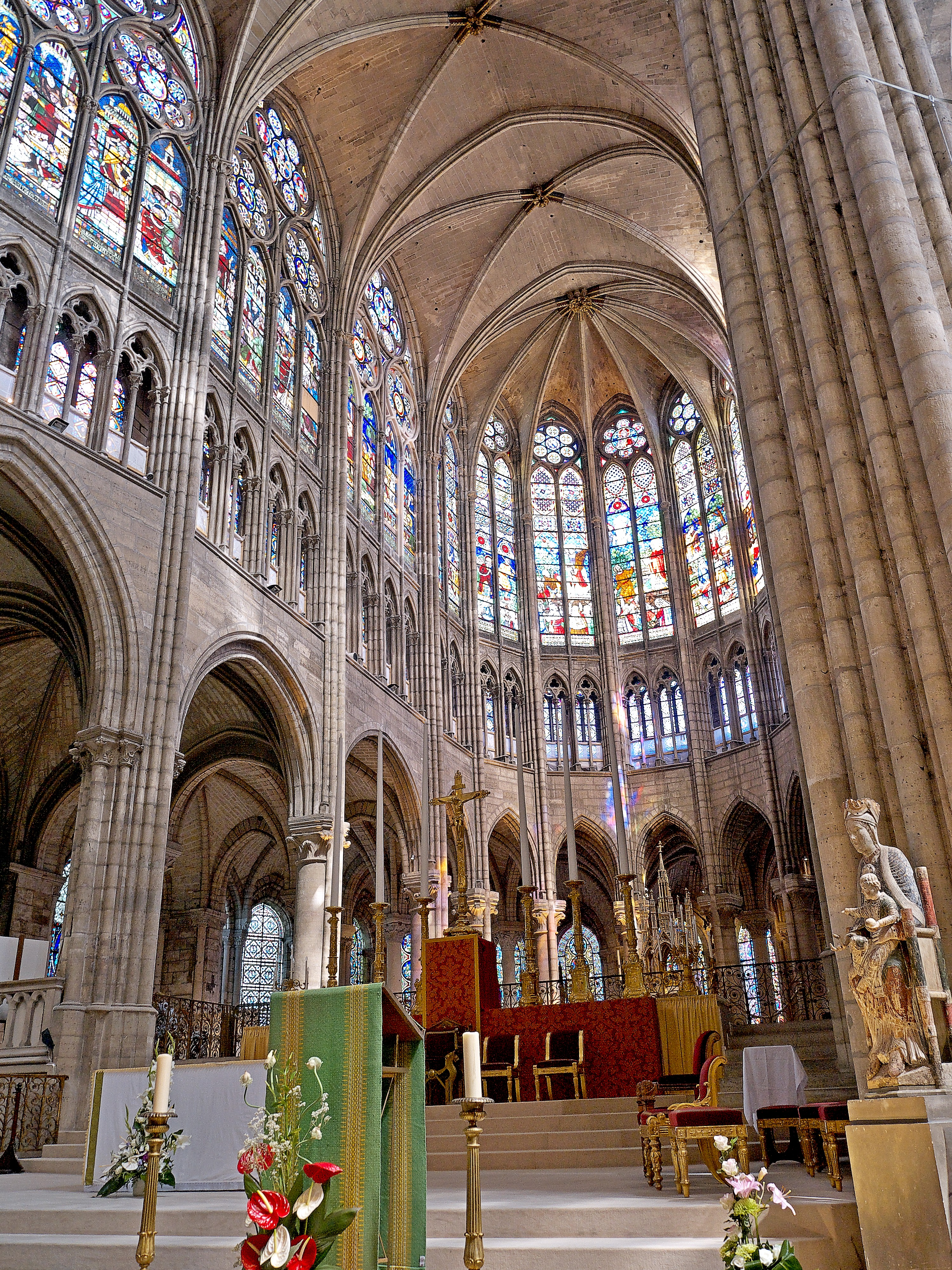
Il coro della Basilica di Saint-Denis (completata nel 1144), il luogo di nascita dello stile gotico
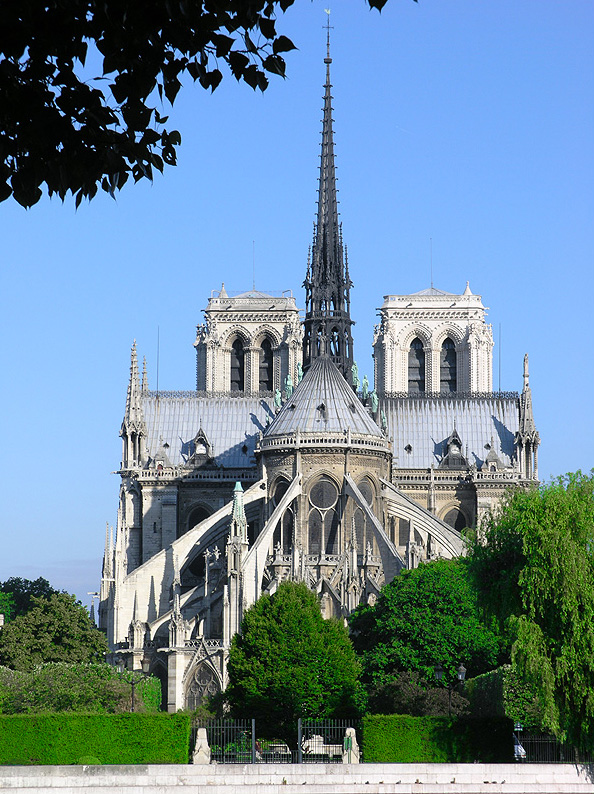
L'ultima porzione orientale della Cattedrale di Notre-Dame, con la sua guglia e gli archi rampanti (1160–1330)
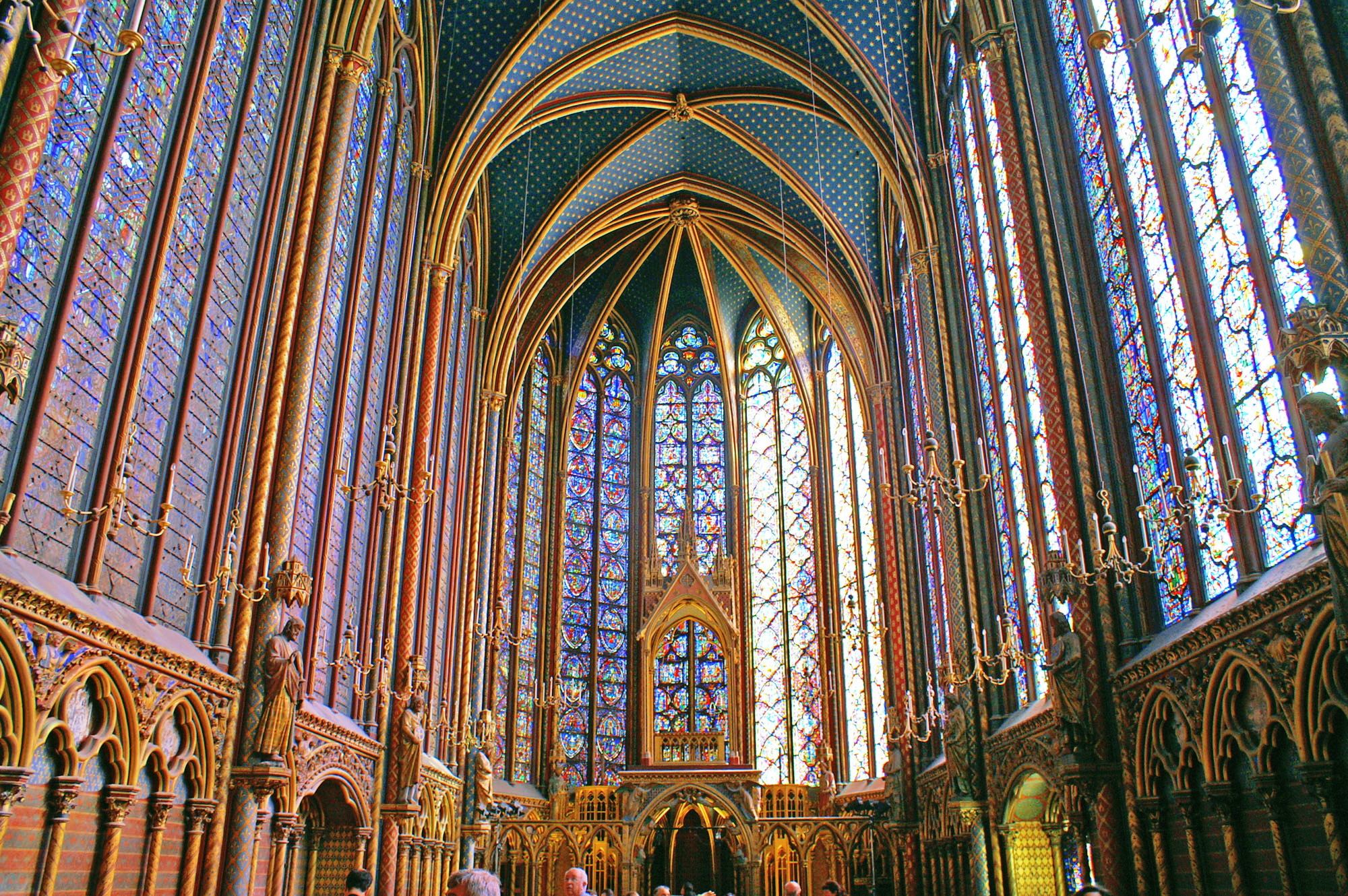
Livello superiore della Sainte-Chapelle, la vetta del gotico rayonnant (1250)
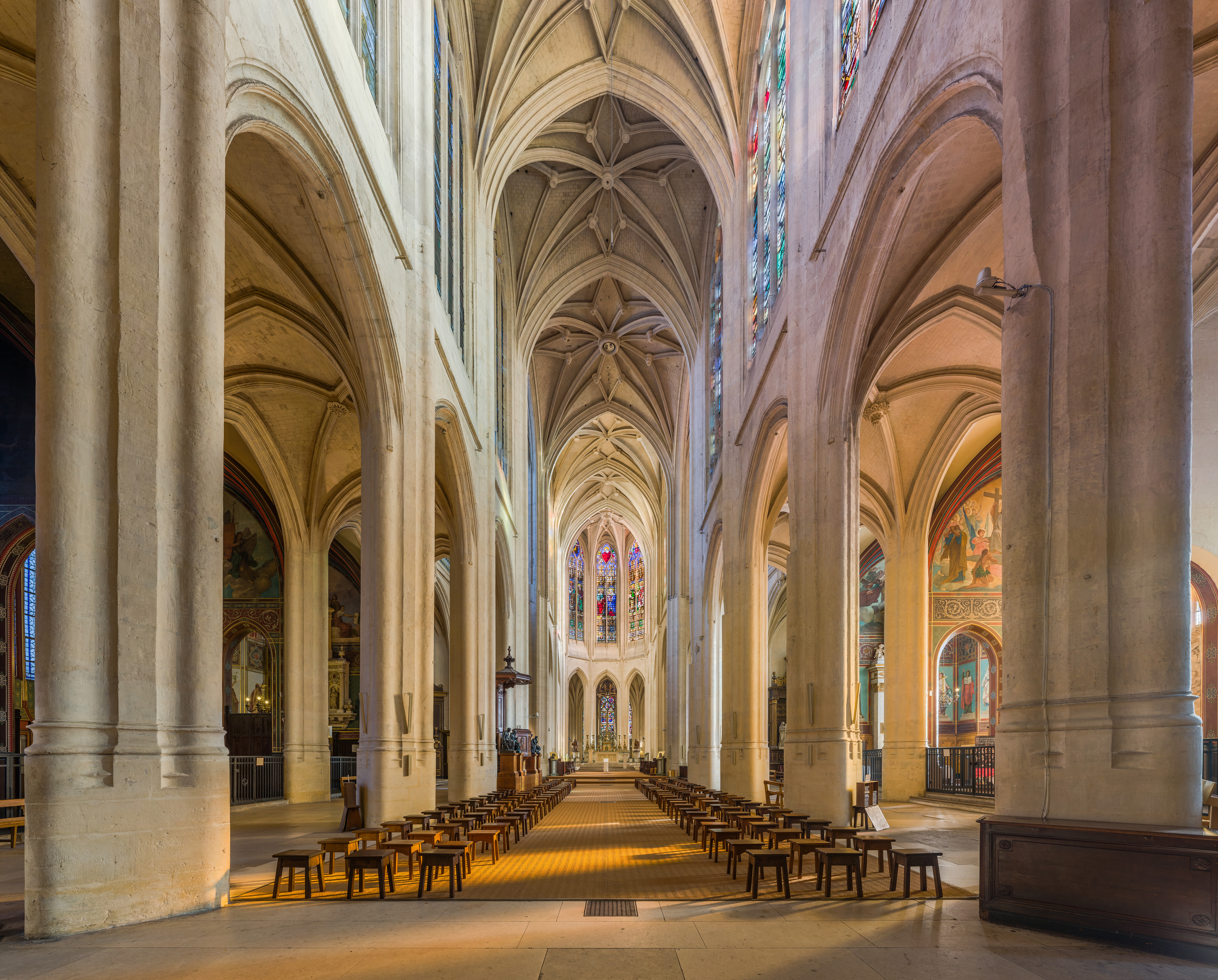
La Chiesa dei Santi Gervasio e Protasio (circa 1490)
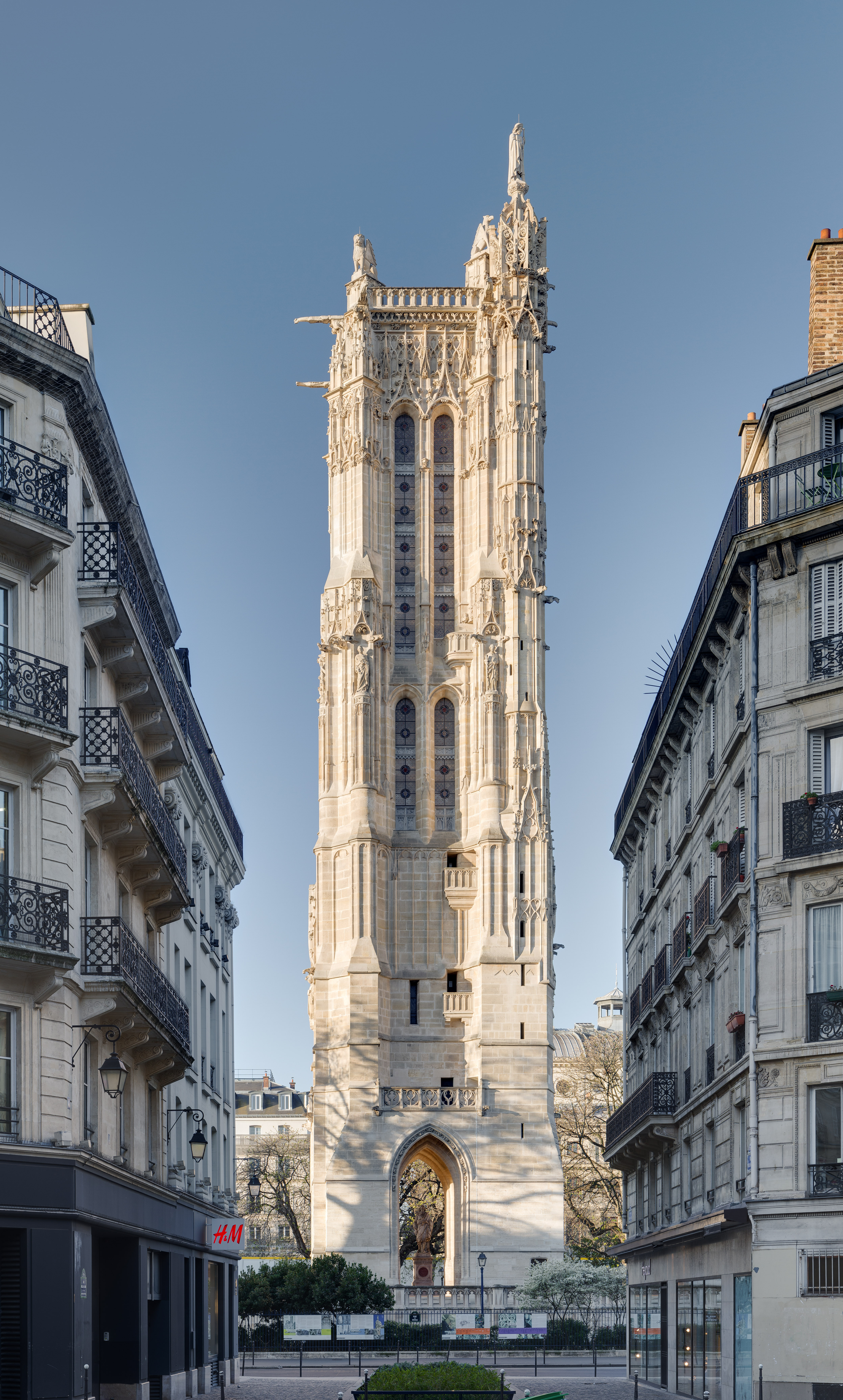
La Tour Saint-Jacques un esempio sopravvissuto di gotico rayonnant (1509–22)

Lo stile dell'architettura gotica nacque nella ricostruzione dell'abside della Basilica di Saint-Denis, appena fuori Parigi, terminata nel 1144. Vent'anni dopo, lo stile fu utilizzato, su scala molto più ampia, da Maurice de Sully, nella costruzione della Cattedrale di Notre-Dame. La costruzione continuò fino al XIV secolo, iniziando con le torri gemelle da ovest, verso il coro, a est. Lo stile si evolvette man mano che la costruzione continuava; l'apertura del rosone sulla facciata occidentale era relativamente stretta; i grandi rosoni del transetto centrale erano molto più delicati e lasciavano entrare molta più luce. All'estremità occidentale, le mura erano sostenute da contrafforti costruiti direttamente addossati alle mura; al centro, ultimato in seguito, le murature erano sorrette da due gradini di archi rampanti. Nell'ultimo secolo di costruzione, i contrafforti potevano coprire la stessa distanza con un solo arco in pietra. Le torri a ovest erano più maestose e solenni, nel classico stile gotico, mentre gli elementi orientali della Cattedrale, con la loro combinazione di rosoni, guglie, contrafforti e pinnacoli, appartenevano a uno stile più elaborato e decorativo, chiamato il gotico rayonnant.
Altre chiese di Parigi adottarono presto lo stile gotico; il coro della chiesa abbaziale di Saint-Germain-des-Prés venne completamente ricostruito nel nuovo stile, con archi a sesto acuto e rampanti. La chiesa di Saint-Pierre de Montmartre venne ricostruita con ogive o archi a sesto acuto gotici. La Chiesa di Saint-Germain-l'Auxerrois, accanto al Louvre, ricevette un portale ispirato a Notre Dame, e la chiesa di Saint-Séverin fu dotata di una navata gotica con il primo triforio, o galleria laterale al primo piano, a Parigi. L'esempio supremo del nuovo stile era la cappella superiore della Sainte-Chapelle, dove le pareti sembravano essere interamente di vetro colorato.
Lo stile gotico conobbe un'altra fase tra il 1400 e il 1550 circa; il gotico fiammeggiante, che combinava forme estremamente raffinate e ricche decorazioni. Lo stile era utilizzato non solo nelle chiese, ma anche in alcune residenze nobiliari. Esempi notevoli esistenti sono la Chiesa di Saint-Séverin (1489-95) con il suo famoso pilastro tortuoso, l'elegante coro della chiesa di San Gervasio e Protasio, la Tour Saint-Jacques, vestigia gotica fiammeggiante di una chiesa abbaziale distrutta durante la Rivoluzione, la cappella della residenza degli abati di Cluny, oggi Museo del Medioevo, e il soffitto della Tour Jean-sans-Peur, vestigia dell'antica residenza dei duchi di Borgogna, nel II arrondissement.

### Case e manieri

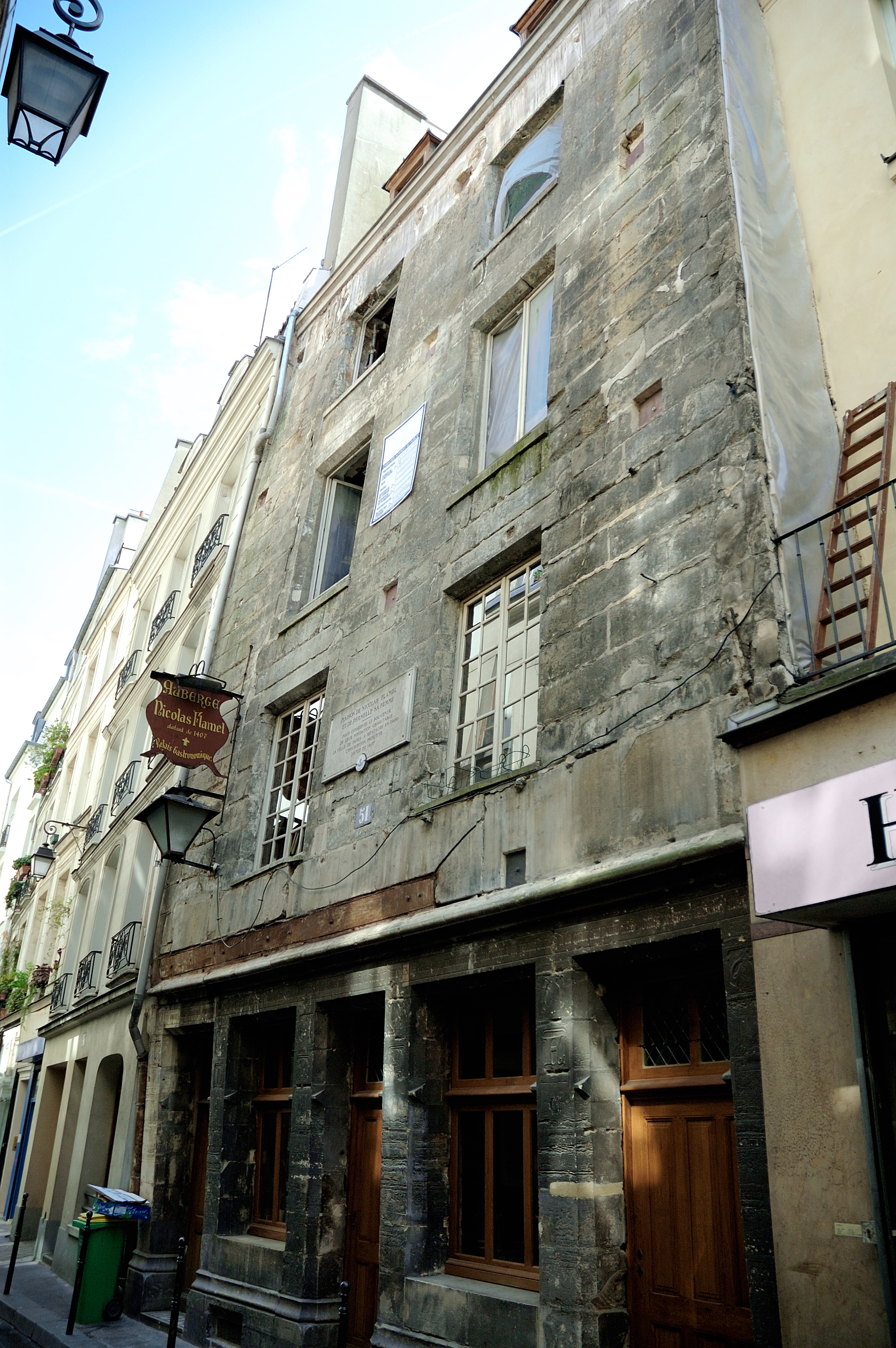
La casa di Nicolas Flamel (1407), considerata la più antica di Parigi, oggi è una specie di ostello
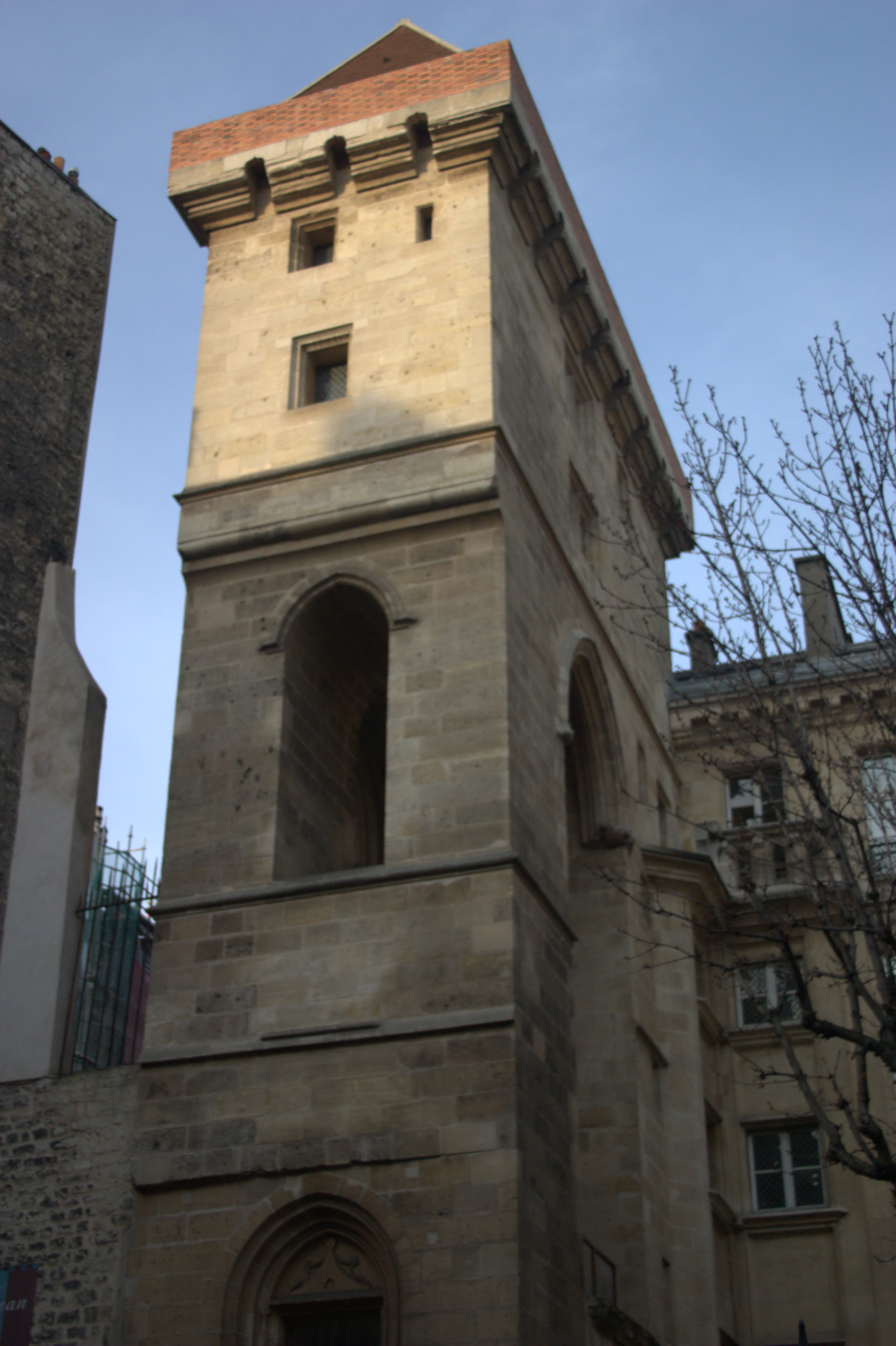
La Tour Jean-sans-Peur (1409–1411) era parte della residenza dei duchi di Borgogna
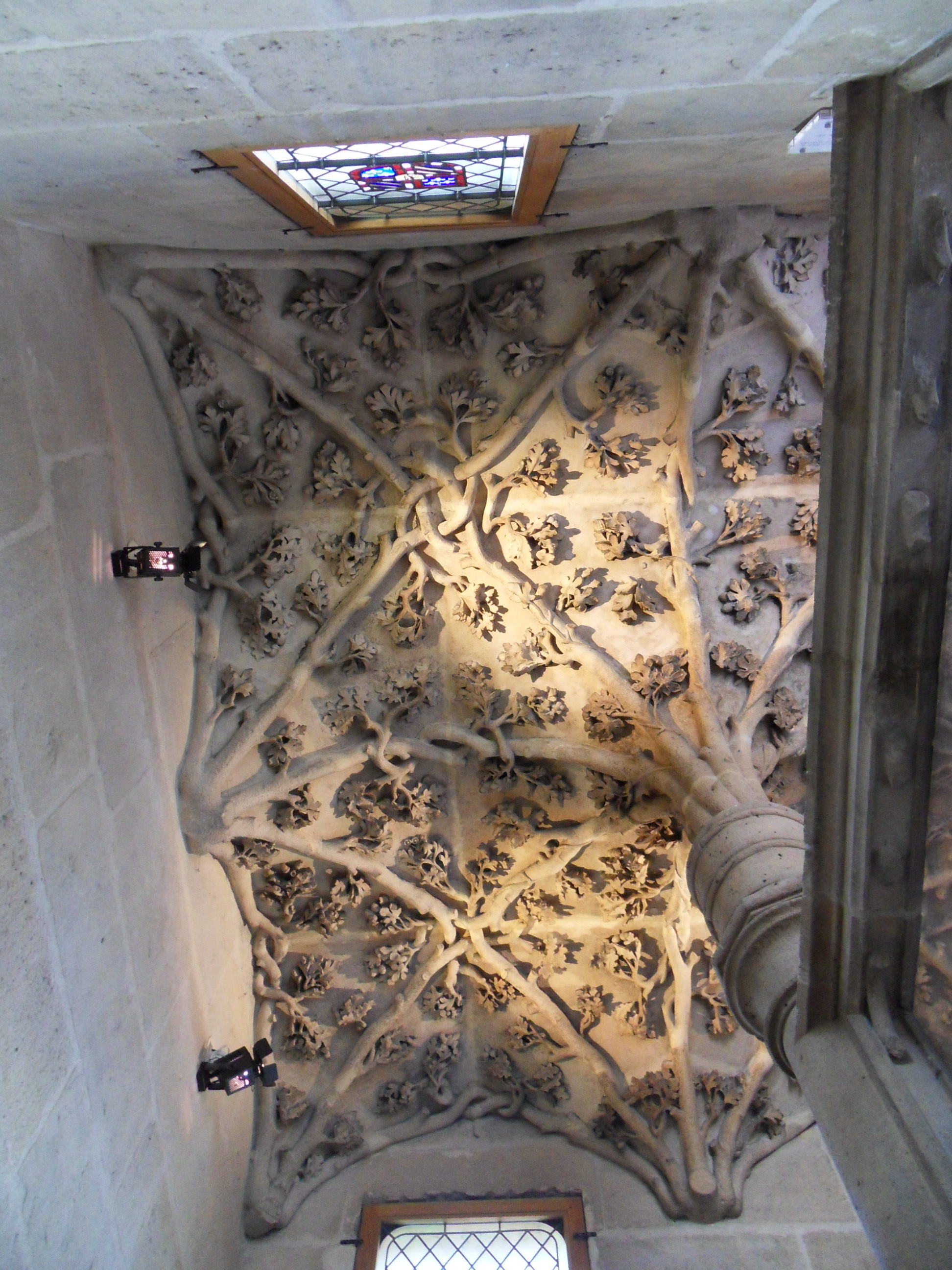
Volta gotica flamboyant della Tour Jean-Sans-Peur (1409–1411)
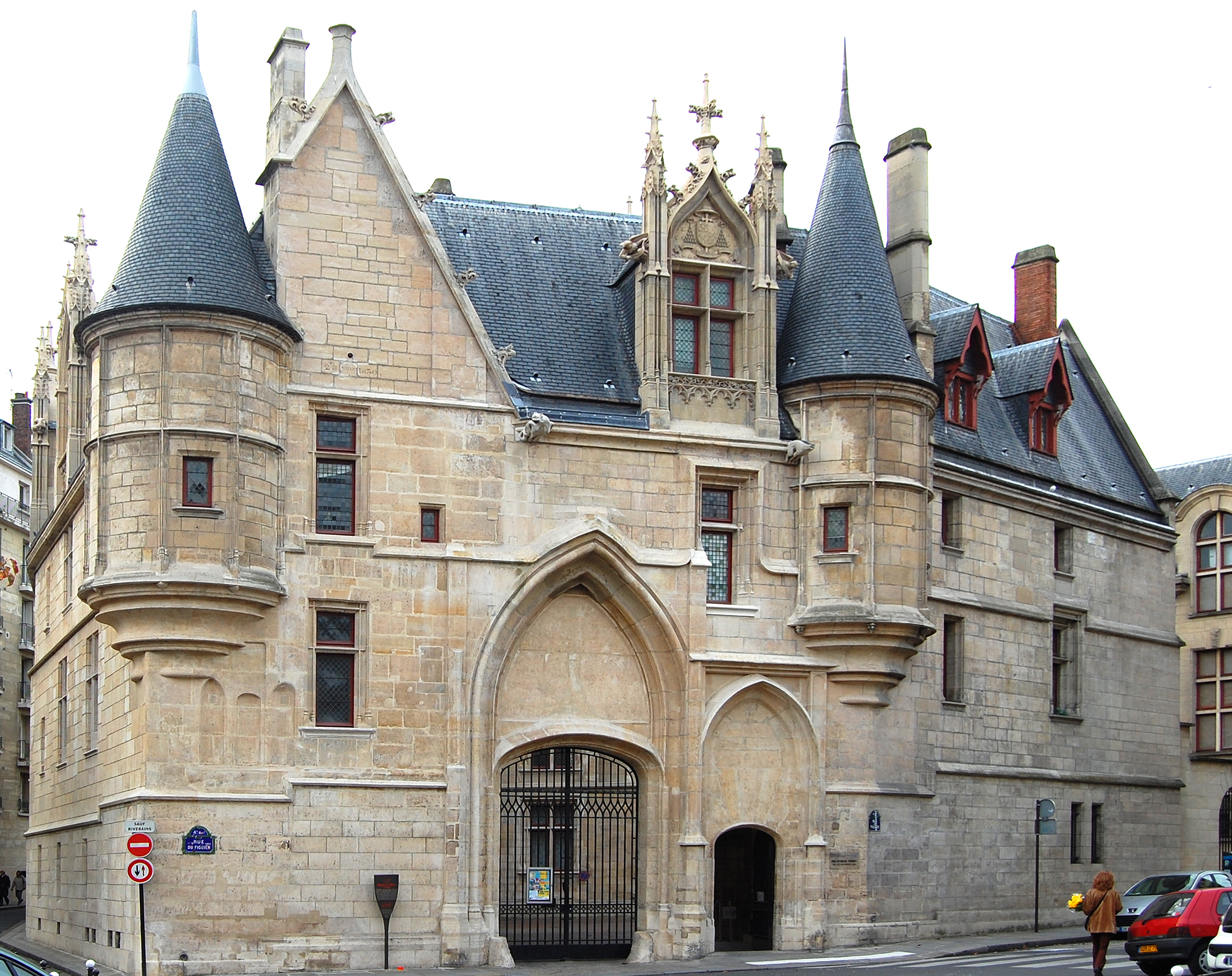
L'Hôtel de Sens, residenza dell'arcivescovo Sens (1498)
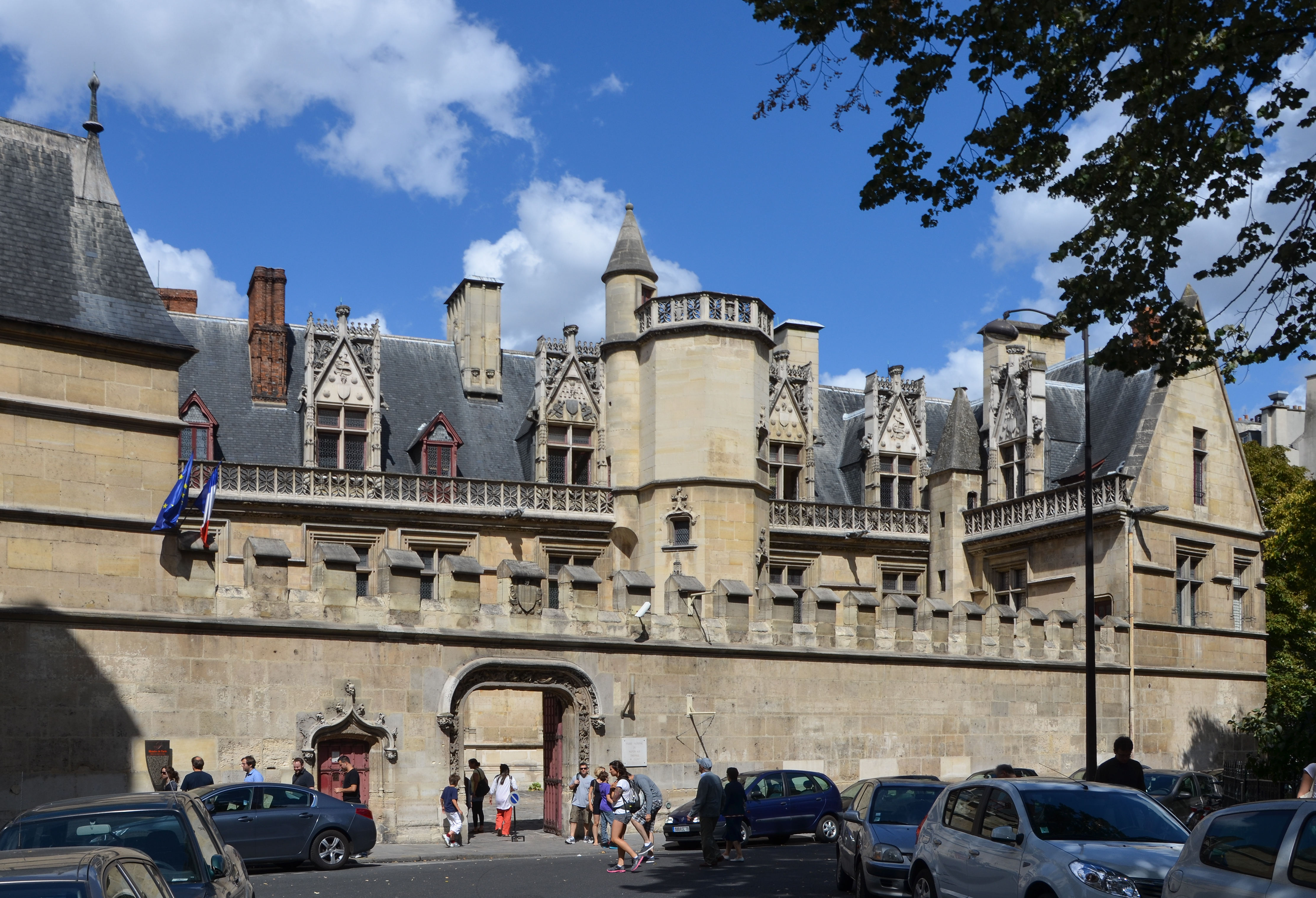
Corte dell'Hôtel di Cluny, con le scale all'esterno della torre centrale (circa 1500)
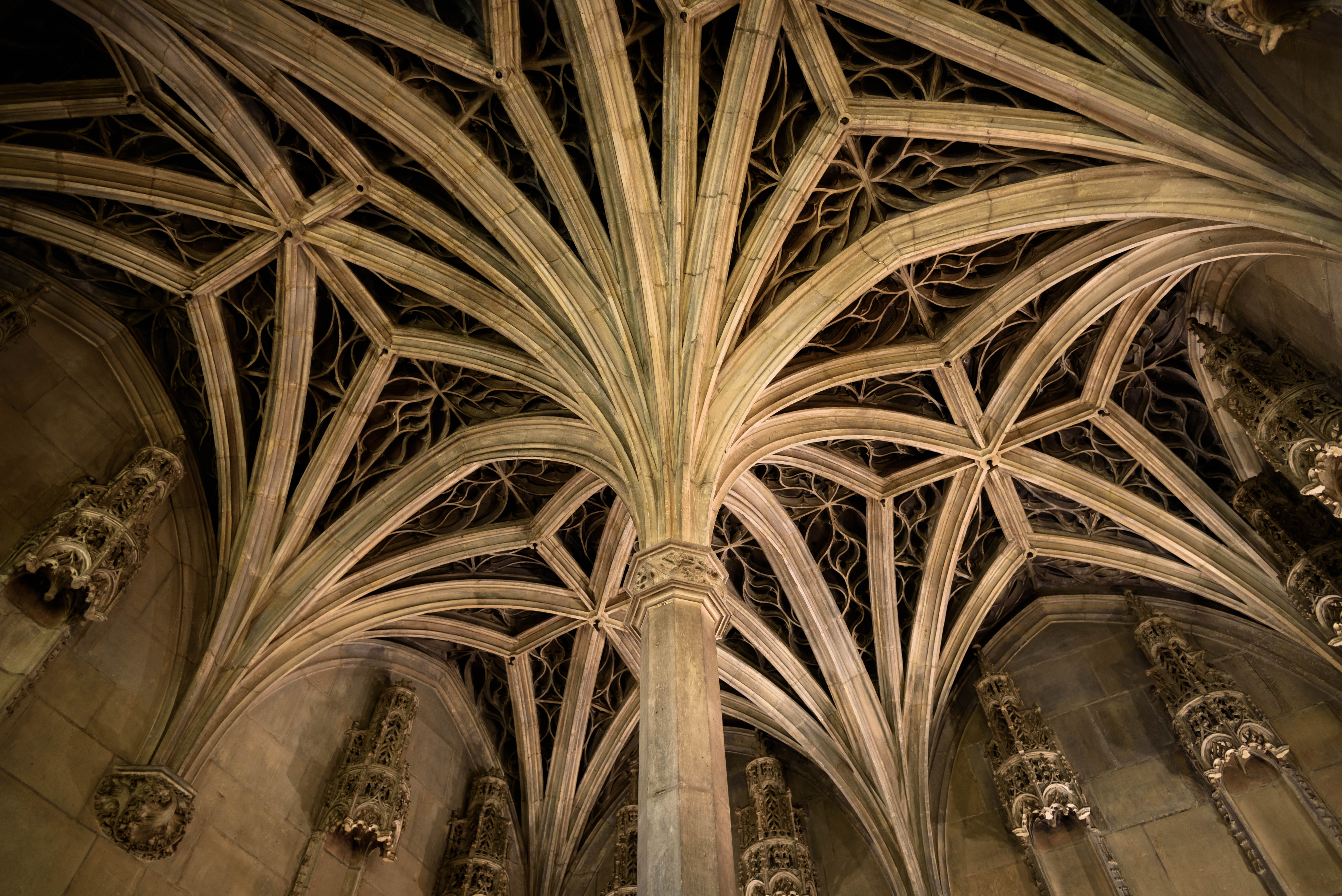
Volta in gotico flamboyant della cappella dell'Hôtel di Cluny (circa 1500)

Le case di Parigi durante il Medioevo erano alte e strette, di solito su quattro o cinque piani. Erano costruite con travi di legno su fondamenta in pietra, con le pareti ricoperte da intonaco bianco, per prevenire gli incendi. Di solito c'era un negozio situato al piano terra. Tra le case costruite in pietra, riservate ai ricchi, quella più antica è considerata la Maison de Nicolas Flamel, al 51 rue Montmorency nel III arrondissement, costruita nel 1407. Non era una residenza privata, ma una specie di ostello. Due case con travi a vista in 13-15 rue François-Miron nel IV arrondissement, spesso descritte come medievali, furono in realtà costruite nel XVI e XVII secolo.
Mentre non sono rimaste case comuni del Medioevo, ci sono diversi esempi di manieri costruiti per la nobiltà e l'alto clero. La Tour Jean-sans-Peur, in 20 rue Étienne-Marcel nel II arrondissement, costruita nel 1409-1411, faceva parte dell'Hôtel de Bourgogne, la residenza parigina dei duchi di Borgogna. Costruita da Robert de Helbuterne, contiene una scala con un magnifico soffitto gotico flamboyant. L'Hôtel de Cluny, residenza degli abati del monastero di Cluny, oggi Musée national du Moyen Âge o Museo nazionale del Medioevo (1490-1500), ha una caratteristica tipica dei manieri dell'epoca; una scala in una torre all'esterno dell'edificio, nel cortile. Contiene anche una cappella con un soffitto gotico fiammeggiante. L'Hôtel de Sens era la residenza parigina dell'arcivescovo di Sens, che aveva autorità sui vescovi di Parigi. Presentava anche una torre scala separata nel cortile.

## Parigi rinascimentale (XVI secolo)

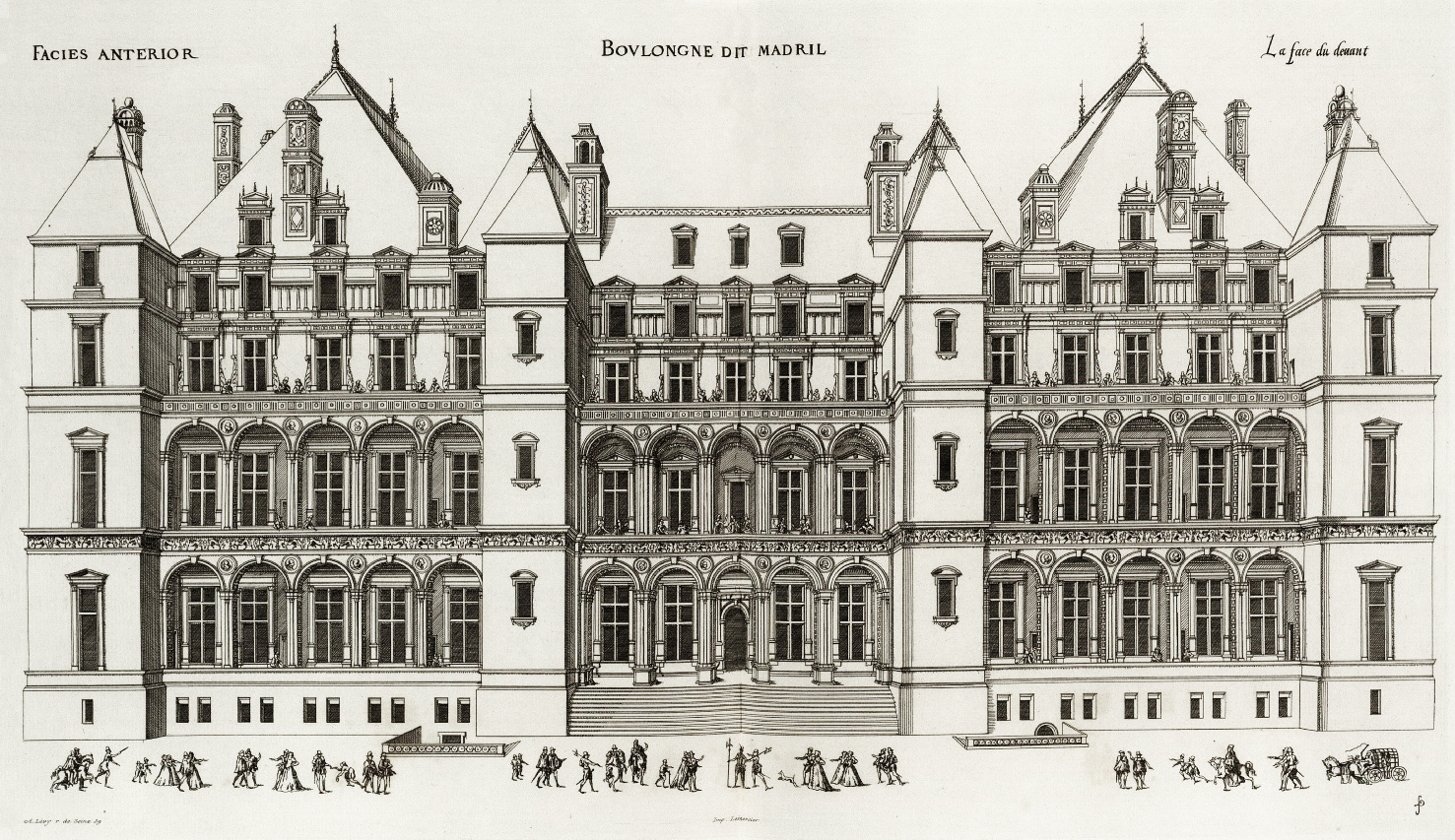
Lo Château de Madrid, costruito 1528–1552, demolito nel XVIII secolo
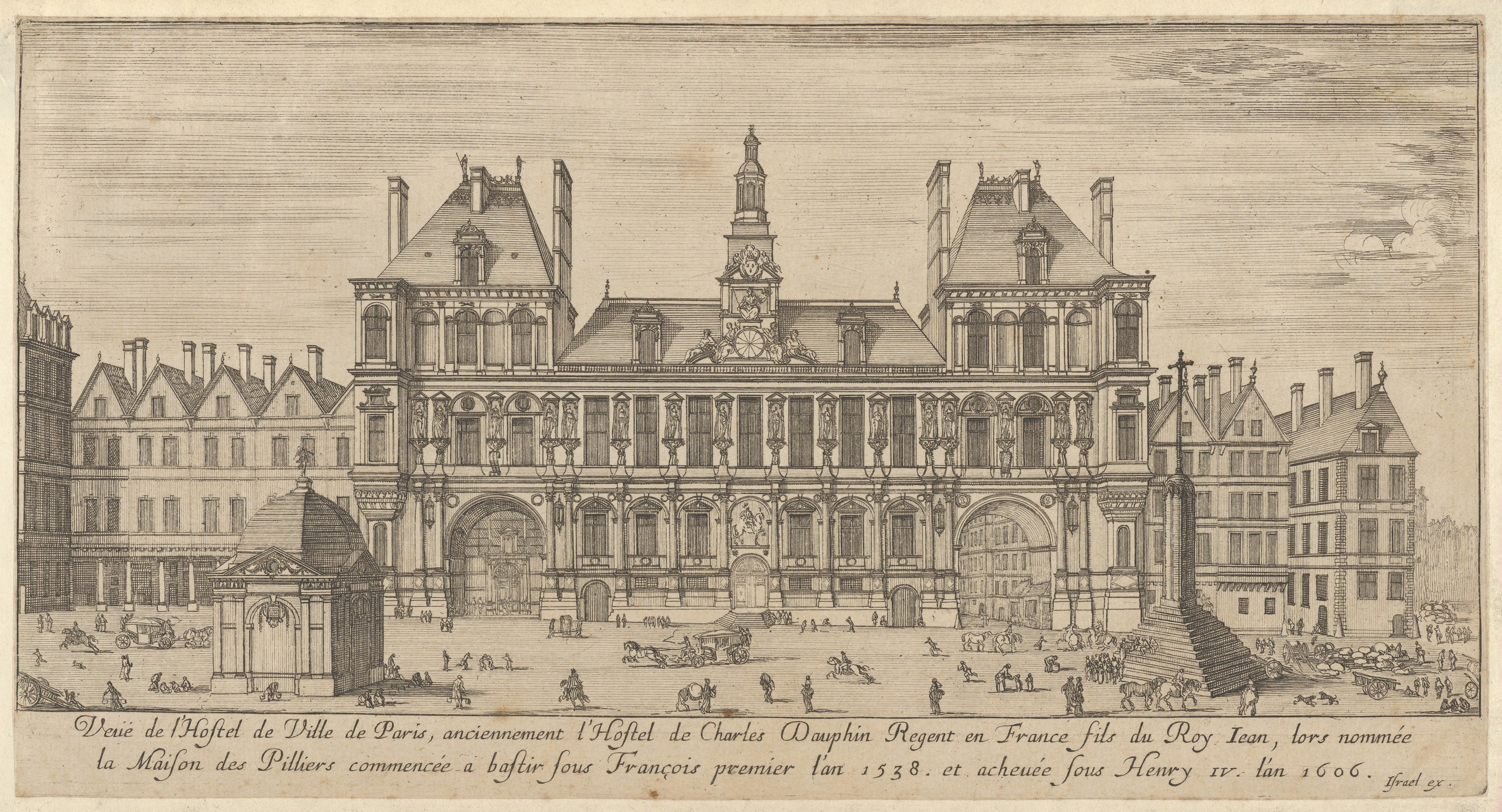
Incisione del XVII secolo dell'Hôtel de Ville, costruito 1533–1628, incendiato nel 1871, ricostruito nel 1882
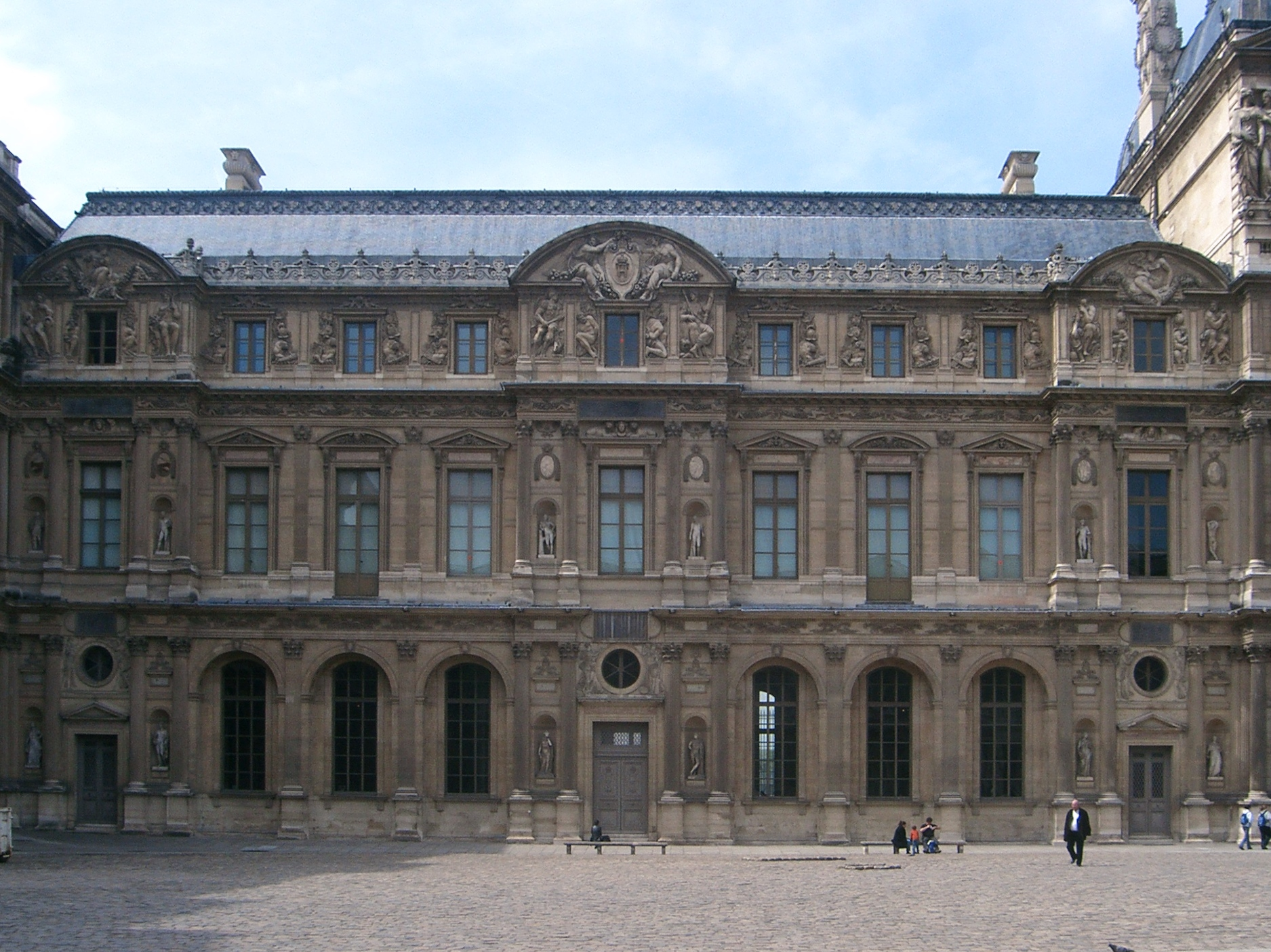
L'ala Lescot del Louvre, ricostruita da Francesco I a partire dal 1546 nel nuovo stile del rinascimento francese
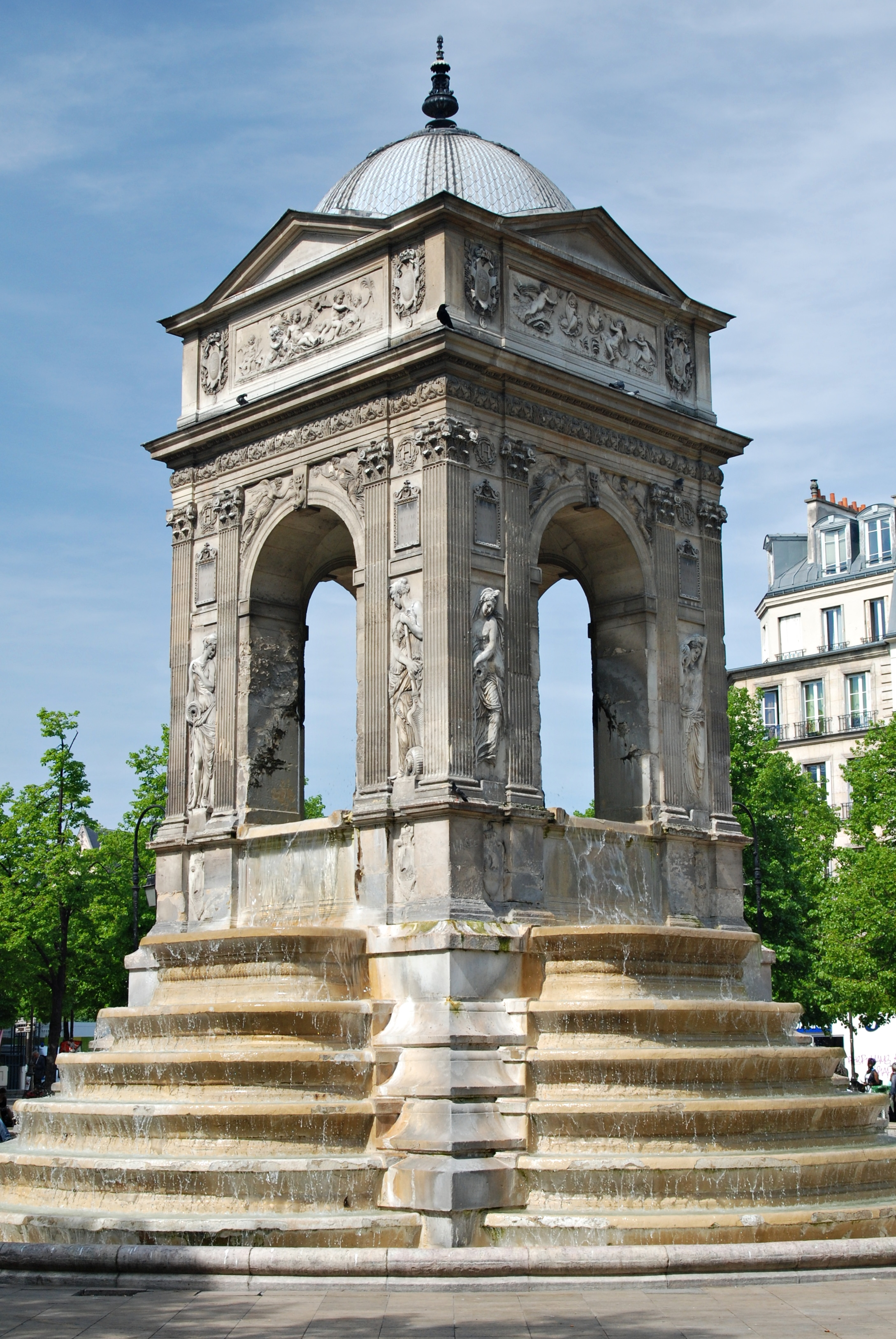
La Fontaine des Innocents (1549), vicina al mercato cittadino, costruita per celebrare l'ingresso trionfale di re Enrico II a Parigi, di Pierre Lescot e Jean Goujon
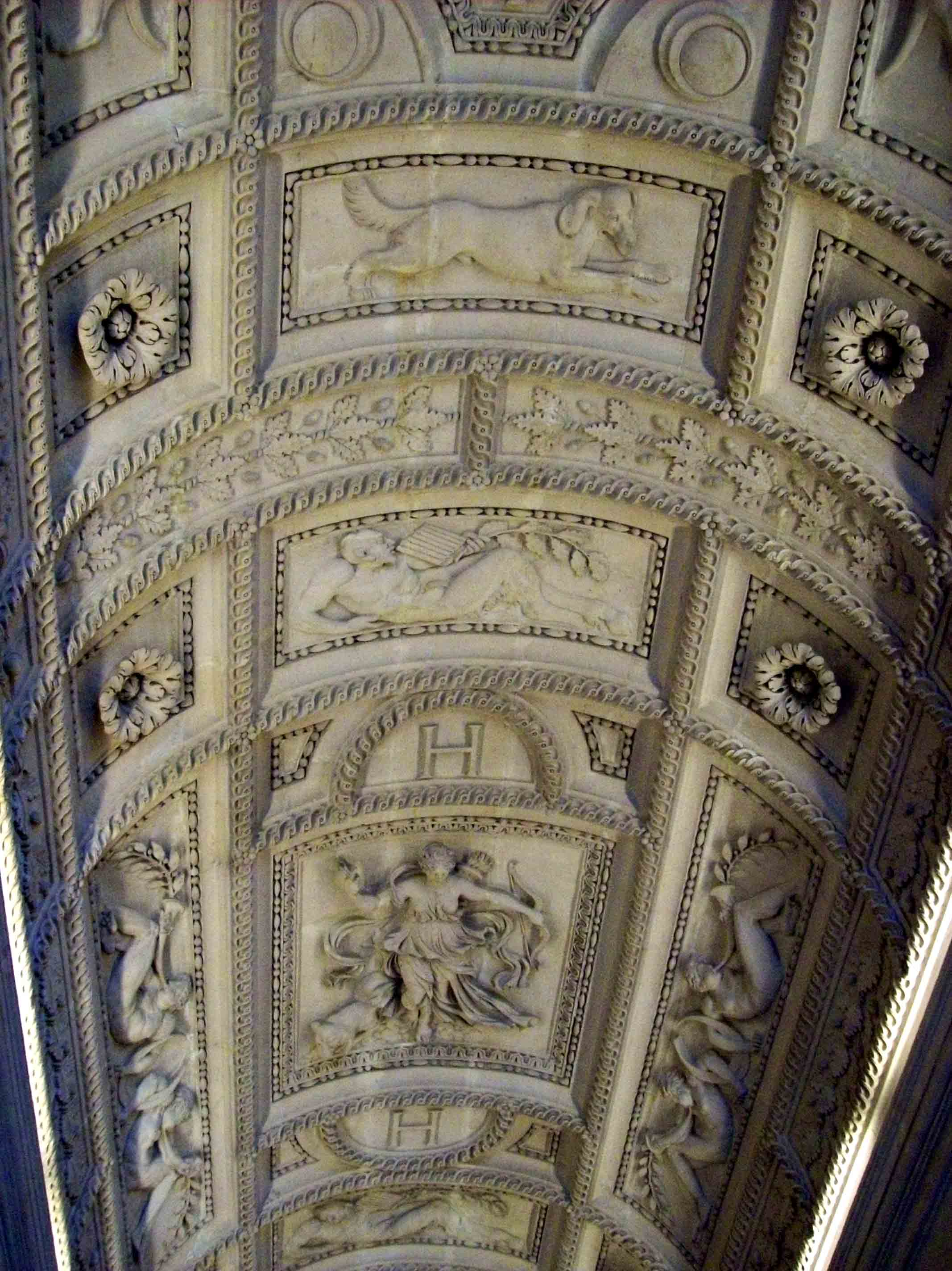
Soffitto della scala di Enrico II al Louvre (1546–1553), di Pierre Lescot
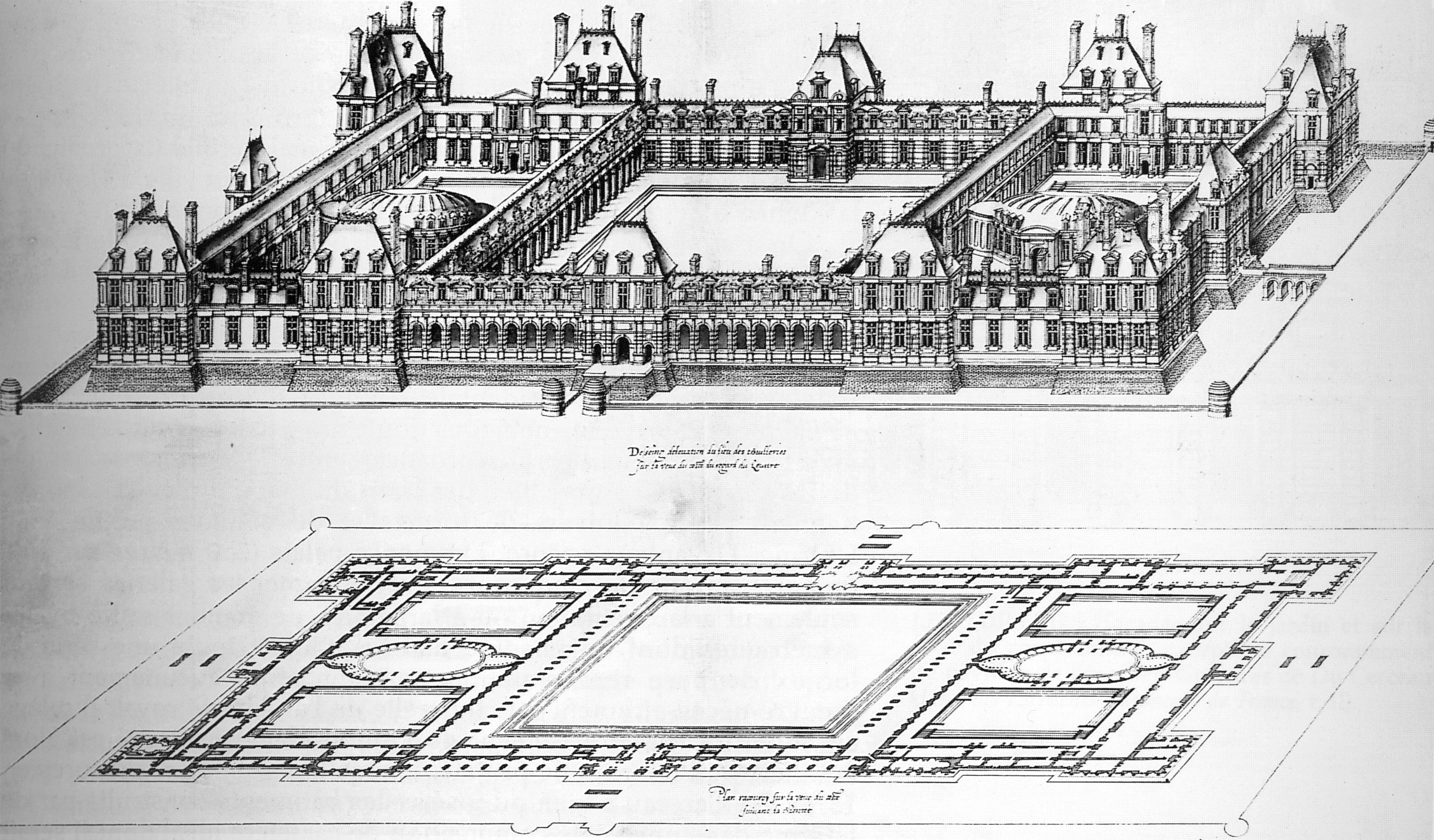
Progetto per l'ampliamento del Palazzo delle Tuileries (1578–1579)

Le guerre italiane condotte da Carlo VIII e Luigi XII, alla fine del XV e all'inizio del XVI secolo, non ebbero molto successo dal punto di vista militare, ma un effetto diretto e benefico sull'architettura di Parigi. I due re tornarono in Francia con idee per realizzare magnifiche architetture pubbliche nel nuovo stile rinascimentale italiano, e portarono architetti italiani per costruirle. Anche un nuovo manuale di architettura romana classica dell'italiano Serlio ebbe un effetto importante sul nuovo aspetto degli edifici francesi. Uno stile decisamente rinascimentale francese, che utilizzava generosamente pietra tagliata e sontuose sculture ornamentali, venne sviluppato sotto Enrico II dopo il 1539.
La prima struttura a Parigi nel nuovo stile fu il vecchio Pont Notre-Dame (1507-1512), progettato dall'architetto italiano Fra Giocondo. Era fiancheggiato da 68 case progettate ad arte, il primo esempio di urbanistica rinascimentale. Il re Francesco I commissionò il progetto successivo; un nuovo Hôtel de Ville, o municipio, per la città. Fu progettato da un altro italiano, Domenico da Cortona, e iniziato nel 1532 ma non terminato fino al 1628. L'edificio fu incendiato nel 1871 dalla Comune di Parigi, ma la parte centrale fu ricostruita fedelmente nel 1882. Una fontana monumentale in stile italiano, la Fontaine des Innocents, fu costruita nel 1549 come tribuna per l'accoglienza del nuovo re, Enrico II, in città il 16 giugno 1549. Venne progettata da Pierre Lescot con la scultura di Jean Goujon ed è la più antica fontana esistente a Parigi.
Il primo palazzo rinascimentale costruito a Parigi fu il castello di Madrid. Era un grande padiglione di caccia progettato da Philibert Delorme ed eretto tra il 1528 e il 1552 a ovest della città nell'attuale Bois de Boulogne. Era una combinazione di stile rinascimentale francese e italiano, con un alto tetto in stile francese e logge italiane. Fu demolito a partire dal 1787, ma un frammento è ancora oggi visibile nei Giardini del Trocadéro nel XVI arrondissement.
Sotto Enrico II e i suoi successori, il Louvre fu gradualmente trasformato da fortezza medievale in palazzo rinascimentale. L'architetto Pierre Lescot e lo scultore Jean Gouchon realizzarono l'ala Lescot del Louvre, un capolavoro dell'arte e dell'architettura rinascimentale francese e italiana, sul lato sud-est della Cour Carrée (1546-1553). All'interno del Louvre, realizzarono lo scalone di Enrico II (1546-53) e la Salle des Caryatides (1550). In entrambe le costruzioni furono inseriti elementi francesi e italiani; gli ordini antichi e le colonne binate del Rinascimento italiano erano combinate con medaglioni scolpiti e alti tetti interrotti da finestre (più tardi conosciute come mansarde), che erano caratteristiche dello stile francese.
Dopo la morte accidentale di Enrico II di Francia, nel 1559, la vedova Caterina de' Medici (1519-1589) progettò un nuovo palazzo. Vendette il medievale Hôtel des Tournelles, dove era morto suo marito, e iniziò a costruire il Palazzo delle Tuileries su progetto dell'architetto Philibert Delorme. Durante il regno di Enrico IV (1589-1610), l'edificio fu ampliato a sud venendo unito alla lunga galleria lungo il fiume, la Grande Galerie, che arrivava fino al vecchio Palazzo del Louvre a est.

### Architetture religiose

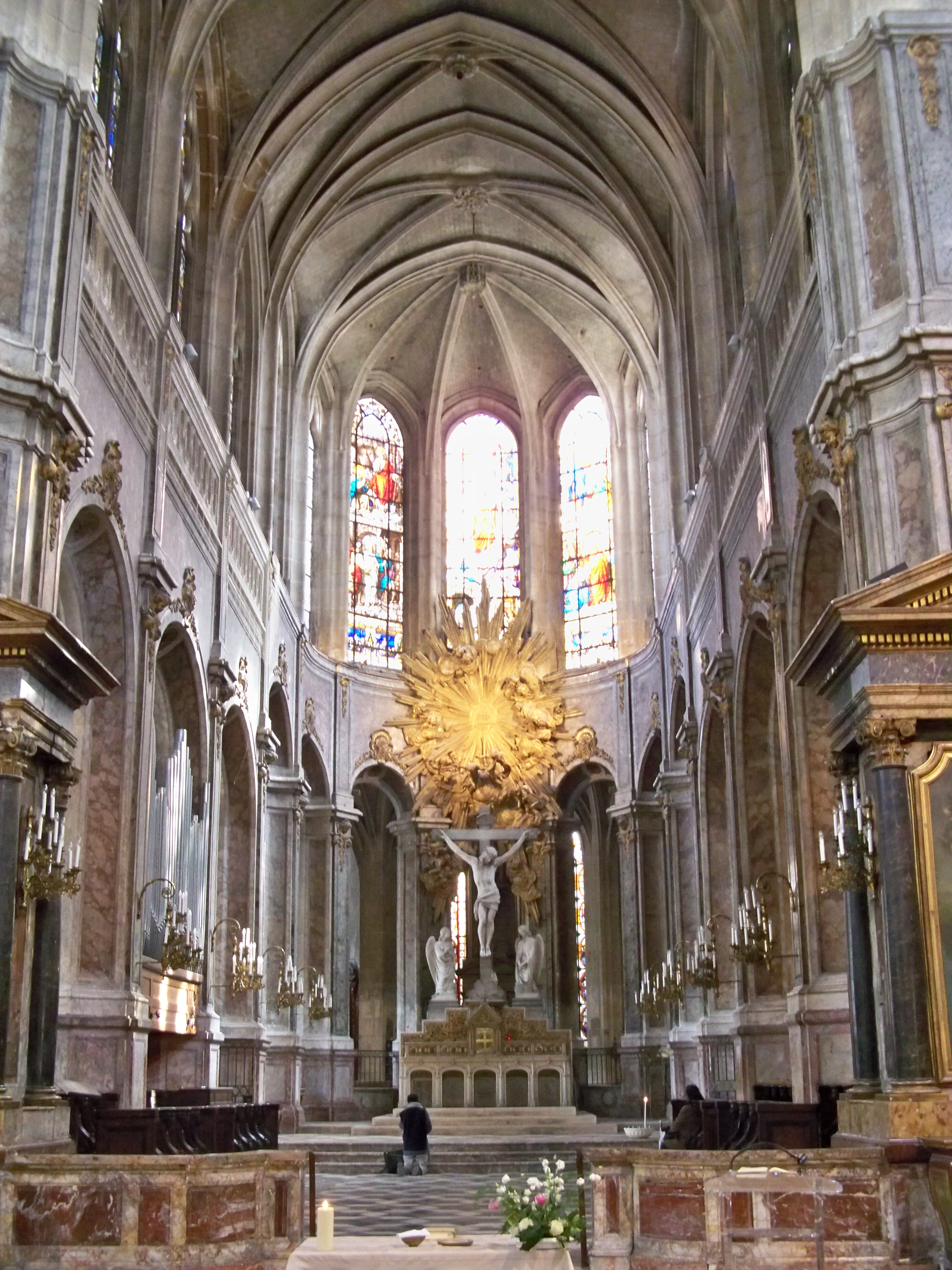
Interno della Chiesa di Saint-Merri (1520–52)
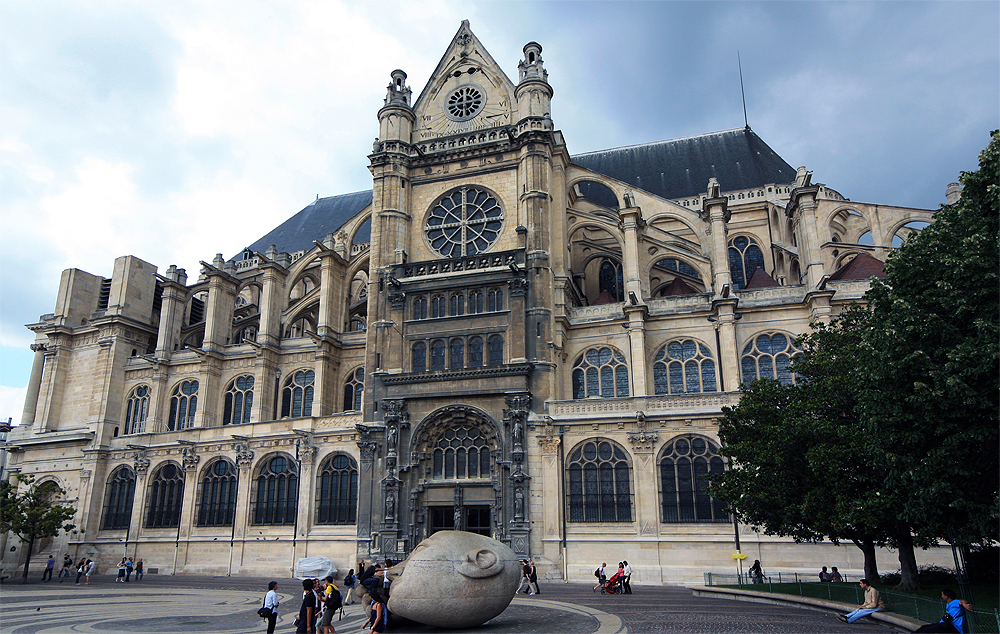
Chiesa di Saint-Eustache (1532–1640), chiesa gotica con ornamenti rinascimentali
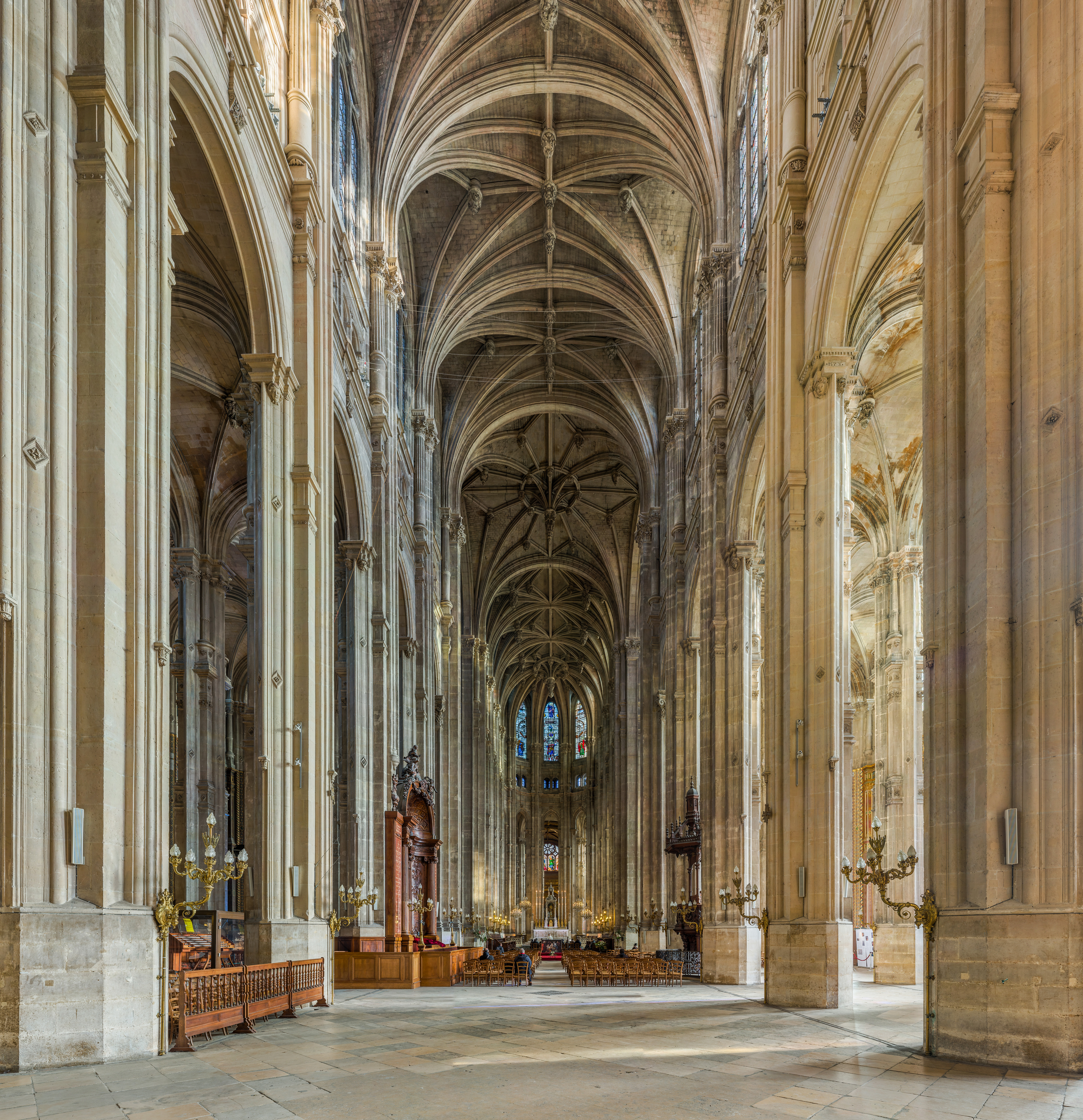
Interno della Chiesa di Saint-Eustache
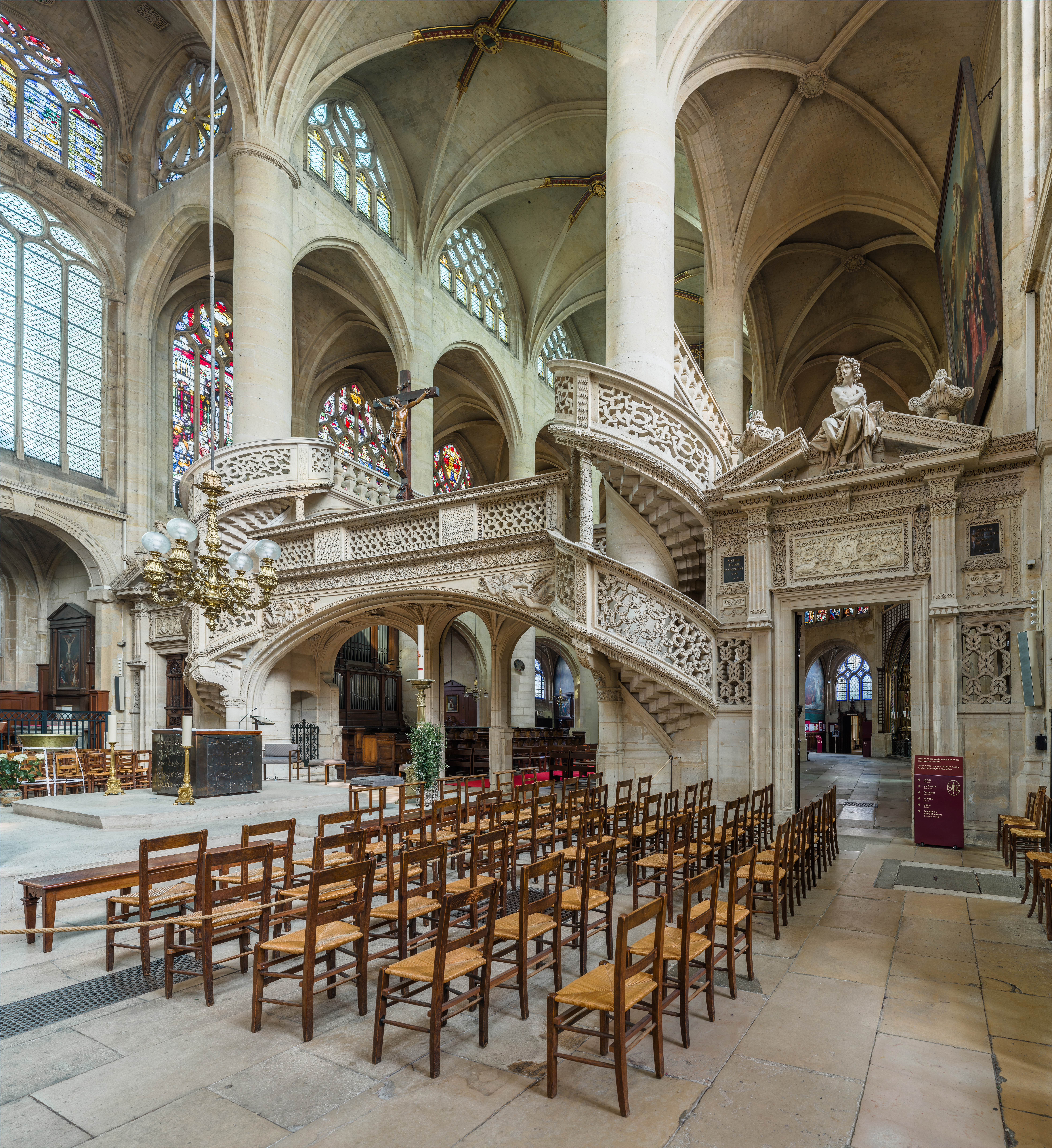
Interno della Chiesa di Saint-Étienne-du-Mont (1510–86)

La maggior parte delle chiese costruite a Parigi nel XVI secolo sono nel tradizionale stile gotico fiammeggiante, sebbene alcune abbiano caratteristiche prese in prestito dal Rinascimento italiano. La più importante chiesa parigina del Rinascimento è Saint-Eustache, lunga 105 metri, larga 44 e alta 35, che per dimensioni e imponenza si avvicina alla Cattedrale di Notre-Dame. Il re Francesco I voleva un monumento come fulcro del quartiere di Les Halles, dove si trovava il principale mercato cittadino. La chiesa fu progettata dall'architetto prediletto del re, Domenico da Cortona. Il progetto fu realizzato nel 1519 e la costruzione iniziò nel 1532. I pilastri erano ispirati dalla chiesa del monastero di Cluny e l'interno svettante era tratto dalle cattedrali gotiche del XIII secolo, ma il Cortona aggiunse dettagli e ornamenti presi dal Rinascimento italiano. Non fu completata fino al 1640.
Le altre chiese dell'epoca seguono i più tradizionali modelli del gotico fiammeggiante. Includono Saint-Merri (1520-1552), con una pianta simile a Notre-Dame, Saint-Germain l'Auxerrois, che presenta imponenti archi rampanti, la Chiesa di San Medardo il cui coro fu costruito all'inizio del 1550, San Gervasio e Protasio che presenta una svettante volta gotica nell'abside, ma un transetto in uno stile classico più sobrio ispirato al Rinascimento (la facciata barocca fu aggiunta nel XVII secolo). A Saint-Étienne-du-Mont (1510-86), vicino al moderno Pantheon sul Mont Sainte-Genevieve, si conserva l'unico tramezzo rinascimentale (1530-35), un magnifico ponte che attraversa il centro della chiesa. La chiesa gotica fiammeggiante di Saint-Nicholas-des-Champs (1559) ha una sorprendente caratteristica rinascimentale; un portale sul lato destro ispirato ai progetti di Philibert Delorme per l'ex residenza reale, il Palazzo di Tournelles nel Marais.

### Case e hôtel particulier

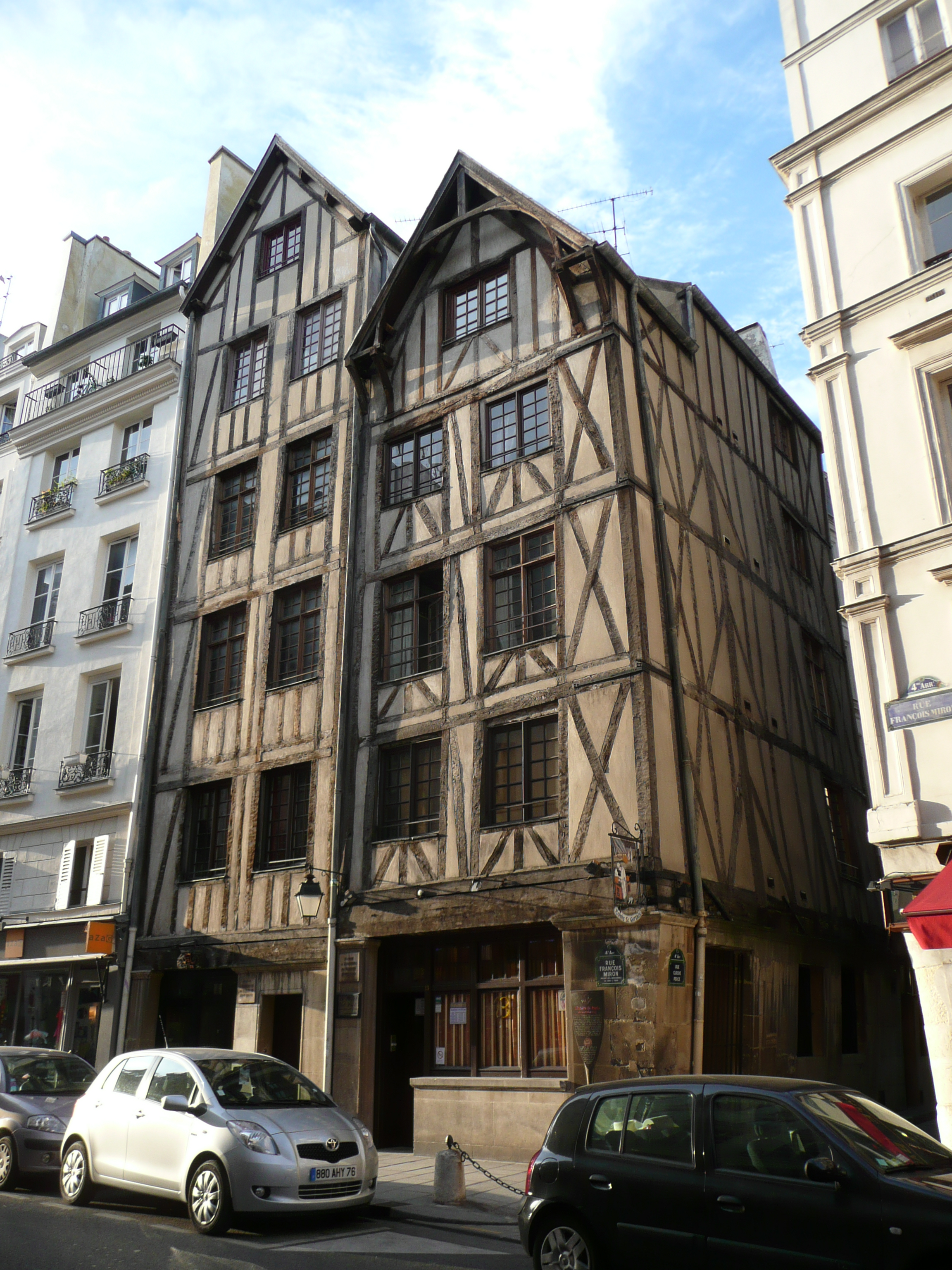
Case al 13-15 rue Francois-Miron, IV arrondissement (XVI-XVII secolo)
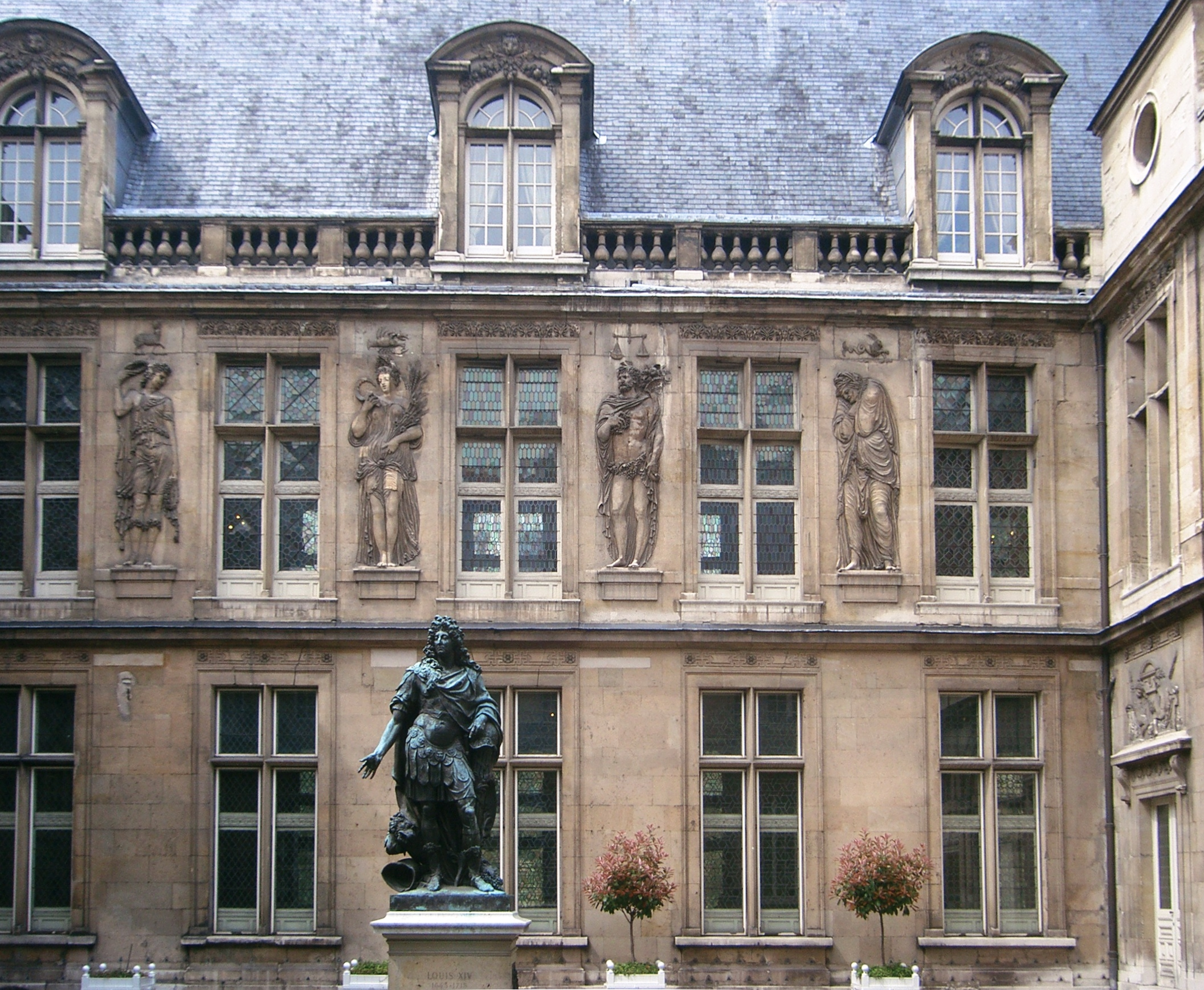
Facciata del Museo Carnavalet (1547–1548), con sculture di Jean Goujon
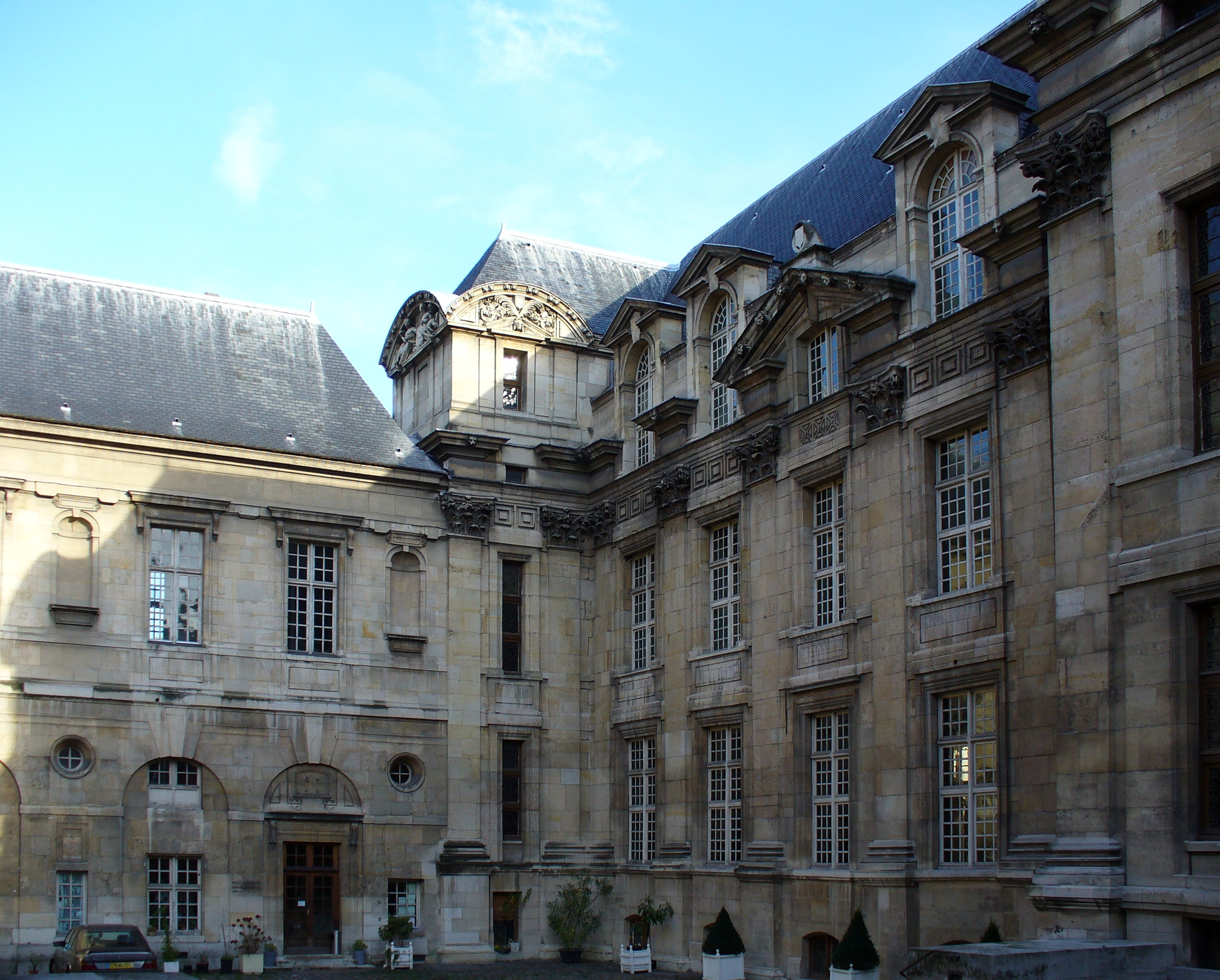
L'Hôtel d'Angoulême Lamoignon, al 24 rue Pavée nel Marais (1585–89), ora Biblioteca della storia di Parigi

La normale casa di Parigi del Rinascimento era poco cambiata rispetto a quella medievale; era alta dai quattro ai cinque piani, stretta, costruita su un basamento di pietra con pareti di legno ricoperte di intonaco. Di solito aveva un "piccione", o tetto a due falde. Le due case al 13-15 di rue François Miron (in realtà costruite nel XVI o XVII secolo, ma spesso descritte come case medievali) sono buoni esempi della casa rinascimentale.
Una volta che la corte francese tornò a Parigi, dalla Valle della Loira, la nobiltà e i ricchi mercanti iniziarono a costruire hôtel particulier, o grandi residenze private, per lo più nel Marais. Erano costruite in pietra e riccamente decorate con sculture, di solito intorno a un cortile e separate dalla strada. La residenza era situata tra il cortile e il giardino. La facciata verso il cortile aveva la decorazione più scultorea mentre quella verso il giardino era solitamente in pietra grezza. L'Hôtel Carnavalet in 23 rue de Sévigné (1547-49), progettato da Pierre Lescot e decorato con sculture di Jean Goujon, è il miglior esempio di hotel rinascimentale. Con l'avanzare del secolo, le scale esterne scomparvero e le facciate divennero più classiche e regolari. Un buon esempio dello stile successivo è l'Hôtel d'Angoulême Lamoignon, al 24 rue Pavée nel III arrondissement (1585-89), progettato da Thibault Métezeau.

## Il Seicento - Il barocco, la cupola e l'esordio del classicismo
Lo stile architettonico del Rinascimento francese continuò a dominare a Parigi attraverso la reggenza di Maria de' Medici. La fine delle guerre di religione permise la continuazione di numerosi progetti edilizi, come l'ampliamento del Louvre, iniziato nel XVI secolo ma abbandonato a causa della guerra. Con l'avvento al potere di Luigi XIII e dei primi ministri Richelieu e Mazzarino, a Parigi cominciò ad apparire un nuovo stile architettonico, il barocco, importato dall'Italia. Il suo scopo, come la musica e la pittura barocche, era di stupire i parigini con la maestosità e gli ornamenti, in opposizione allo stile austero della riforma protestante. Il nuovo stile di Parigi era caratterizzato da opulenza, irregolarità e abbondanza di decorazioni. Le linee geometriche rette degli edifici erano ricoperte da frontoni curvi o triangolari, nicchie con statue o cariatidi, cartigli, ghirlande di panneggi e cascate di frutta scolpite nella pietra. Egli fece costruire anche una nuova muraglia all'esterno della cinta di Carlo V, nota come cinta di Luigi XIII.
Luigi XIV diffidava dei parigini indisciplinati e trascorreva il minor tempo possibile a Parigi, trasferendo infine la sua corte a Versailles, ma allo stesso tempo voleva trasformare Parigi nella "Nuova Roma", una città degna del "Re Sole". Nel corso del suo lungo regno, dal 1643 al 1715, lo stile architettonico di Parigi cambiò gradualmente dall'esuberanza del barocco a un classicismo più solenne e formale, l'incarnazione nella pietra della visione del re di Parigi come "la nuova Roma." La nuova Académie royale d'architecture, fondata nel 1671, impose uno stile ufficiale, come avevano fatto in precedenza le Accademie d'arte e di letteratura. Lo stile fu nuovamente modificato a partire dal 1690 circa, quando il governo iniziò a rimanere a corto di denaro e i nuovi progetti divennero meno grandiosi.

### Piazze reali e urbanistica

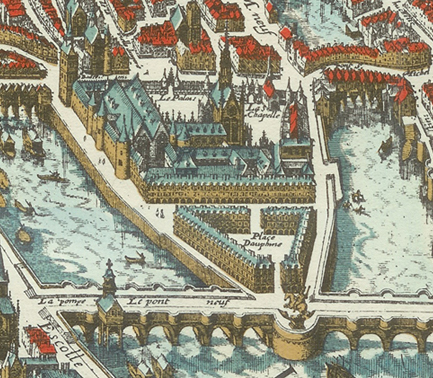
Place Dauphine e il nuovo Pont Neuf nel 1615
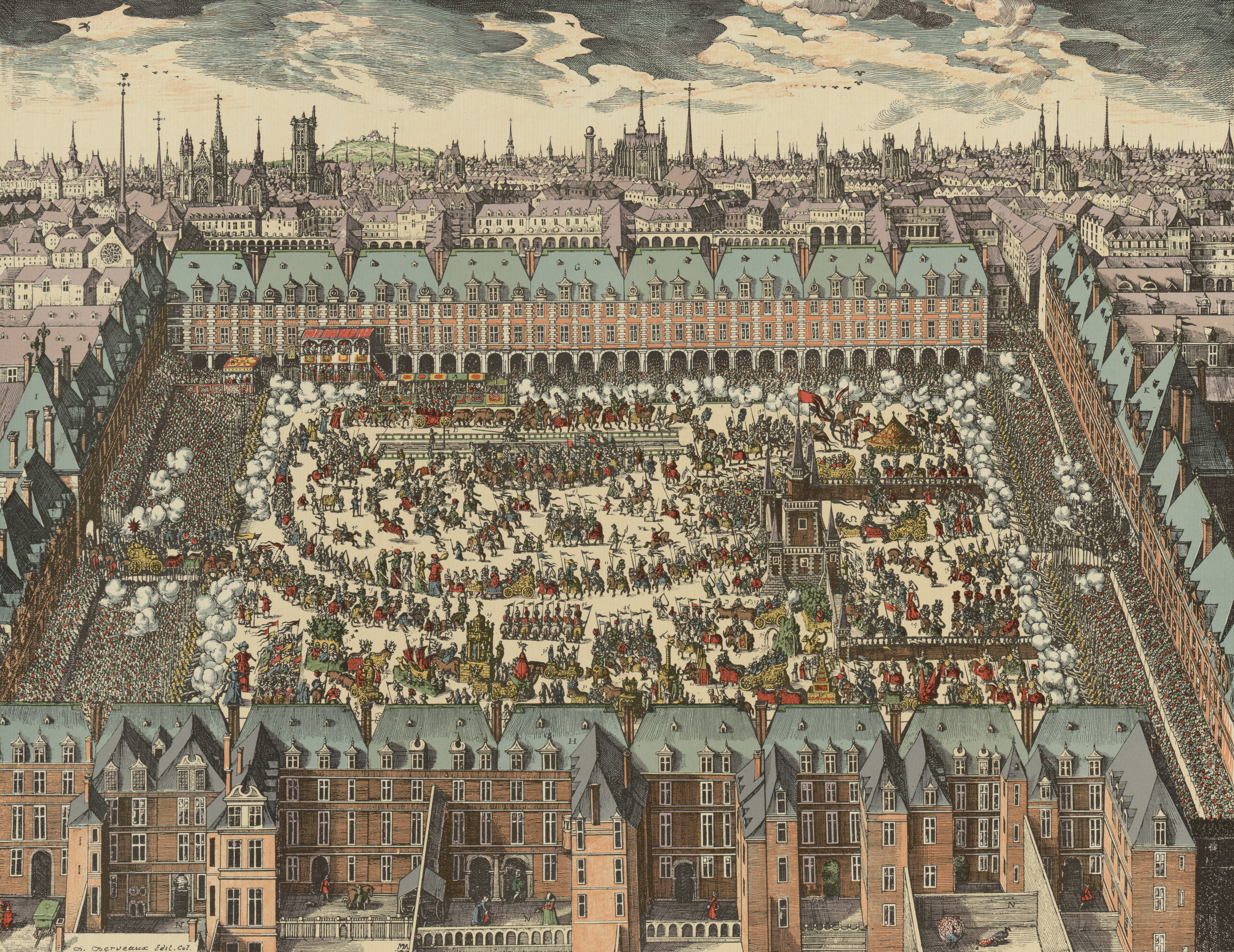
La Place Royale (ora Place des Vosges) nel 1612
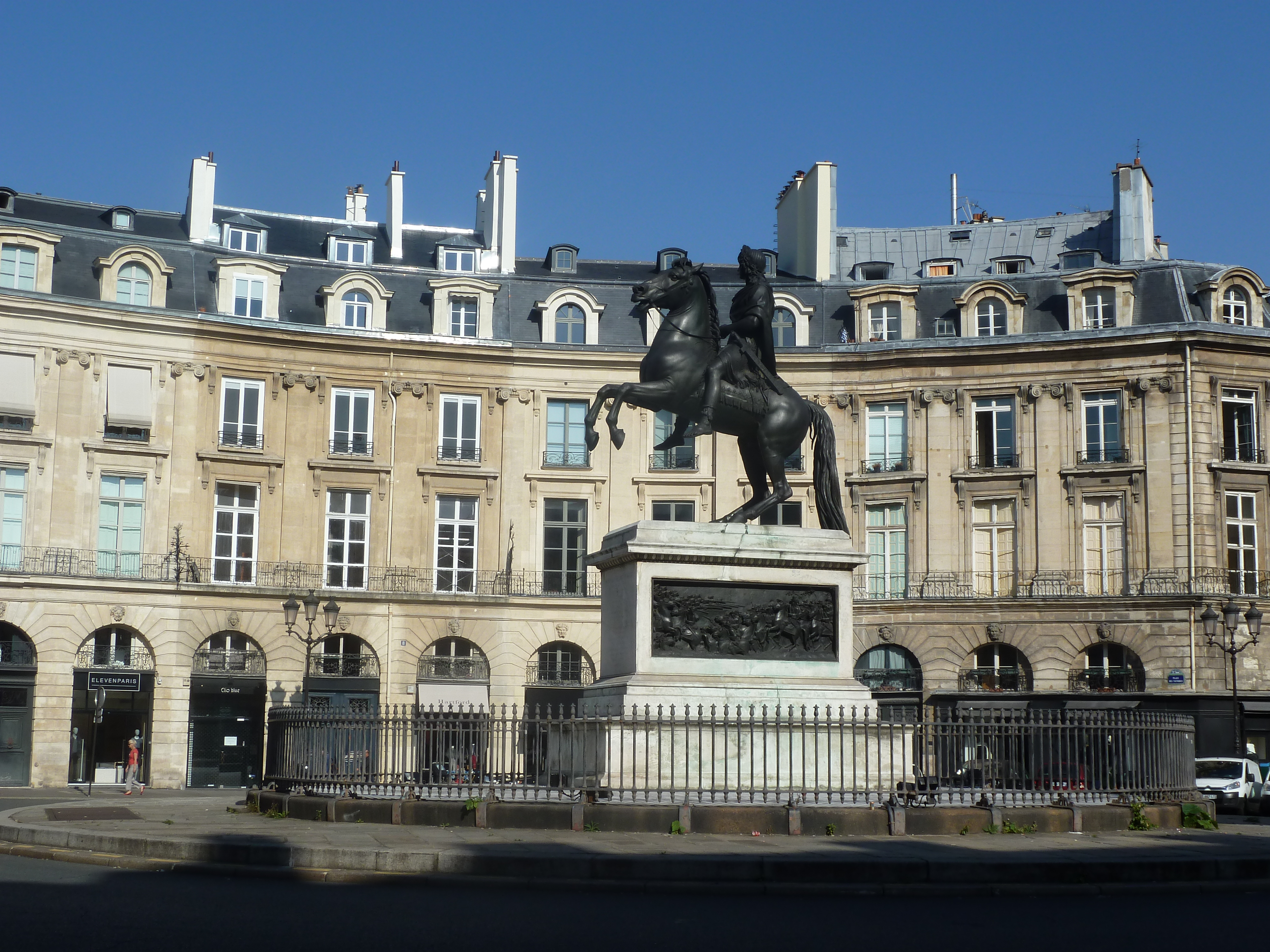
Place des Victoires (1684–97) di Jules Hardouin Mansart
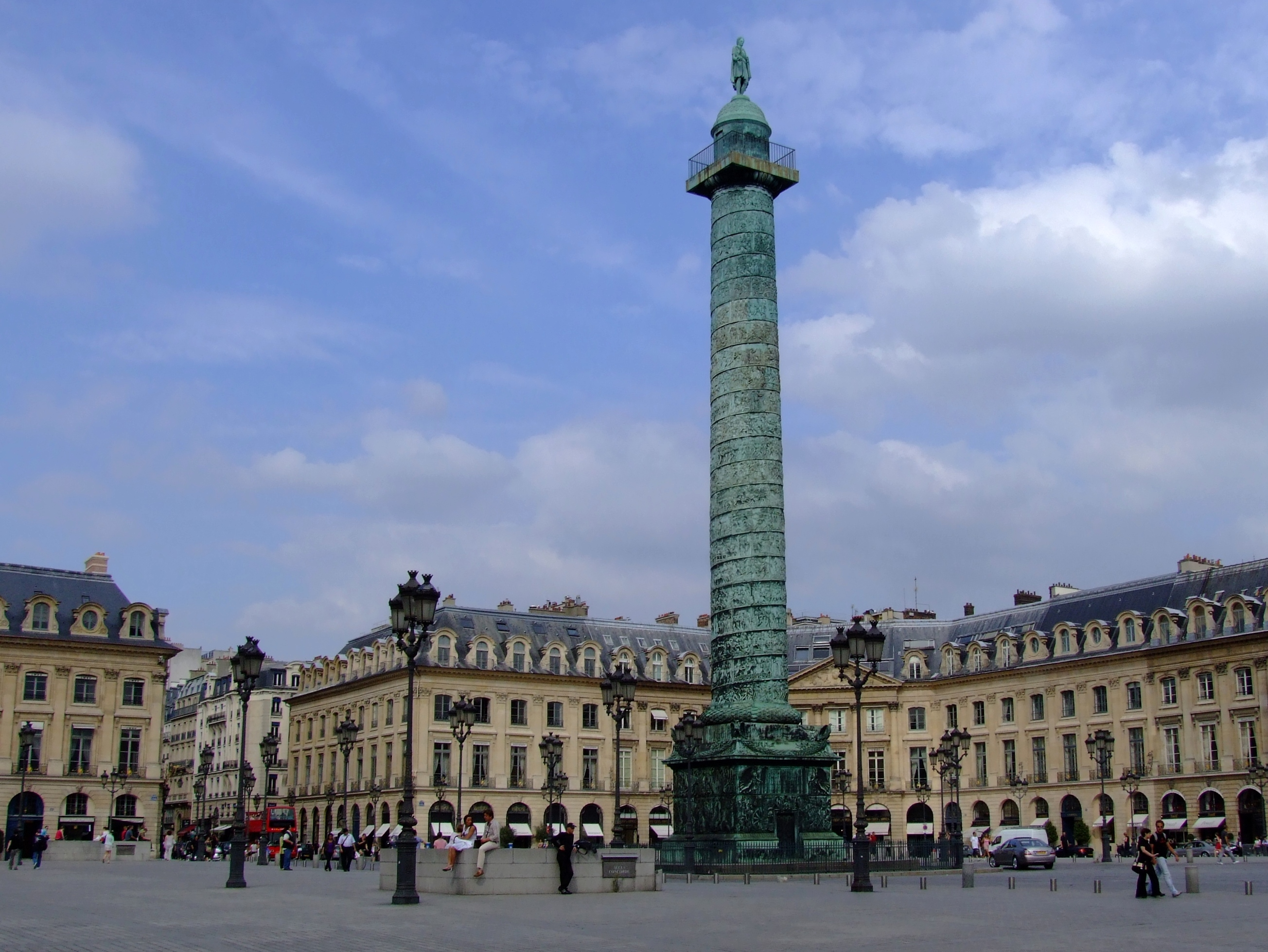
Place Vendôme (1699–1702), di Jules Hardouin Mansart

Nel XVII secolo, per decreto regio, fu avviata la prima pianificazione urbanistica su larga scala di Parigi, basata in gran parte sul modello delle città italiane, compresa la costruzione delle prime piazze residenziali. Le prime due piazze, Place Royale (ora Place des Vosges, 1605-1612) e Place Dauphine, quest'ultima al posto dell'antico giardino reale sull'Île-de-la-Cité, furono entrambe iniziate da Enrico IV, che completò anche il primo ponte di Parigi senza case, il Pont Neuf (1599-1604). La Place Royale aveva nove grandi residenze su ciascuno dei suoi quattro lati, con facciate identiche. La Place Dauphine aveva quaranta case sui suoi tre lati (di cui oggi ne rimangono solo due). Luigi XIV continuò lo stile con Place des Victoires (1684-97) e Place Vendôme (1699-1702). Entrambe queste piazze furono progettate da Jules Hardouin Mansart, avevano statue del re al centro e furono finanziate in gran parte dalla vendita delle case intorno alle piazze. Le residenze intorno alle ultime due piazze avevano facciate classiche identiche e furono costruite in pietra, seguendo il Grand Style di Hardouin Mansart utilizzato nei suoi edifici monumentali. Le piazze residenziali avevano tutte arcate pedonali al piano terra e quella che divenne nota come una finestra mansarda che rompeva la linea del tetto alto. Stabilirono un modello per le piazze europee nel XVIII secolo.
L'urbanistica fu un'altra importante eredità del XVII secolo. Nel 1667 furono imposti limiti formali di altezza agli edifici di Parigi; 48 pied (15,6 metri) per edifici in legno e da 50 a 60 pied (da 16,25 fino a 19,50 metri) per gli edifici in pietra, secondo le regole precedenti stabilite nel 1607. Per prevenire gli incendi, il tradizionale tetto a due falde venne bandito. A partire dal 1669, con i nuovi regolamenti, furono costruiti grandi isolati di case di altezza uniforme e facciate uniformi lungo diverse strade di Parigi sulla riva destra, in particolare rue de la Ferronnerie (I arrondissement), rue Saint-Honoré (I arrondissement), rue du Mail (II arrondissement), e rue Saint-Louis-en-Île sull'Île Saint-Louis. Di solito erano costruite in pietra e composte da un porticato ad arco al piano terra con due o quattro piani sopra, le finestre separate da colonne decorative e un tetto alto interrotto da file di finestre. Questa fu la nascita dell'iconica architettura di strada di Parigi che dominò i successivi due secoli.
Un altro elemento della nuova architettura di Parigi era il ponte. Il Pont Neuf (1599-1604) e il Pont Royal (1685-1689), dell'ingegnere François Romain e dell'architetto Jules Hardouin Mansart, furono costruiti senza le file di case che occupavano i ponti precedenti e progettati per adattarsi al grande stile dell'architettura intorno a essi.

### Palazzi e monumenti

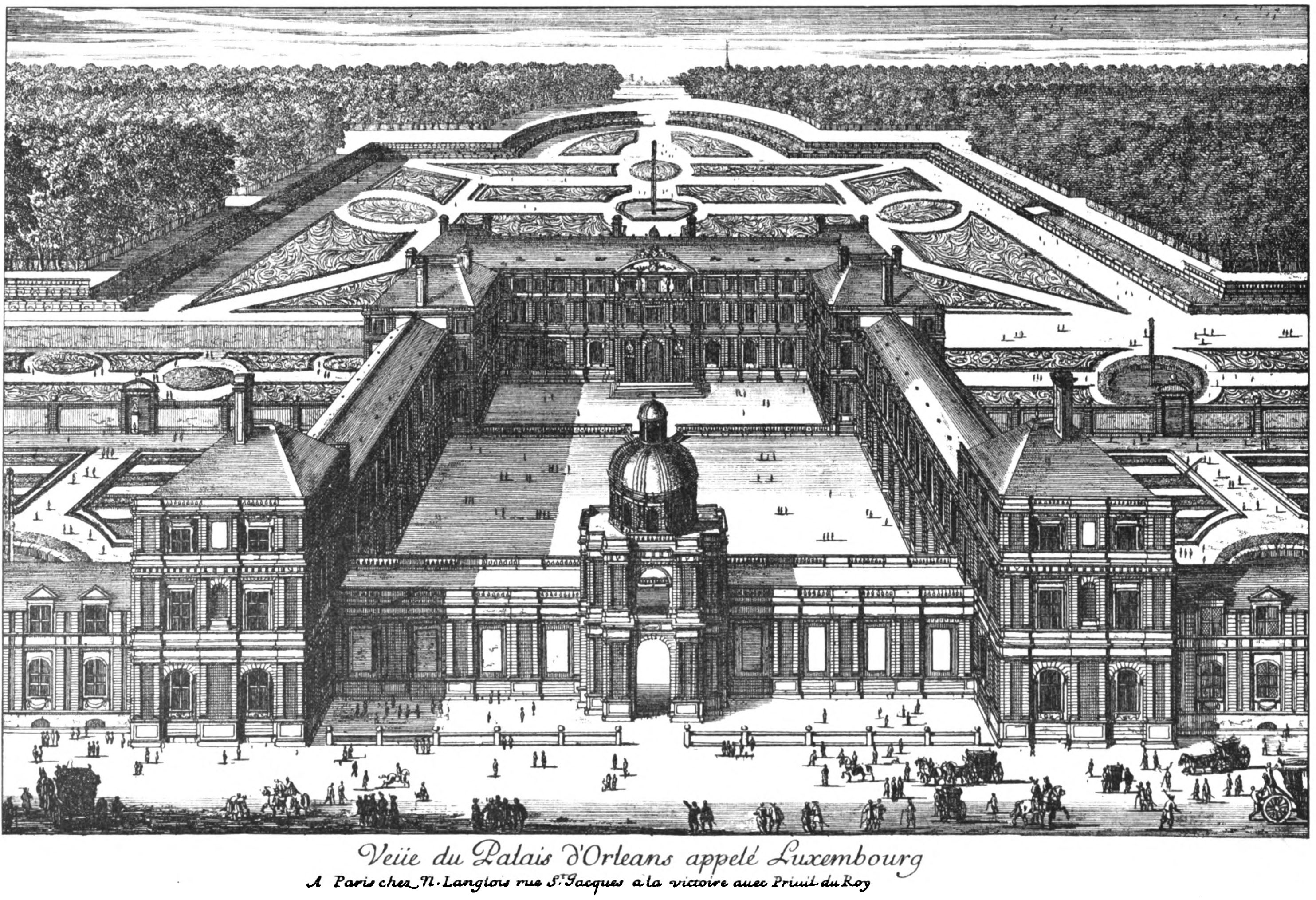
Il Palazzo del Lussemburgo nel 1643
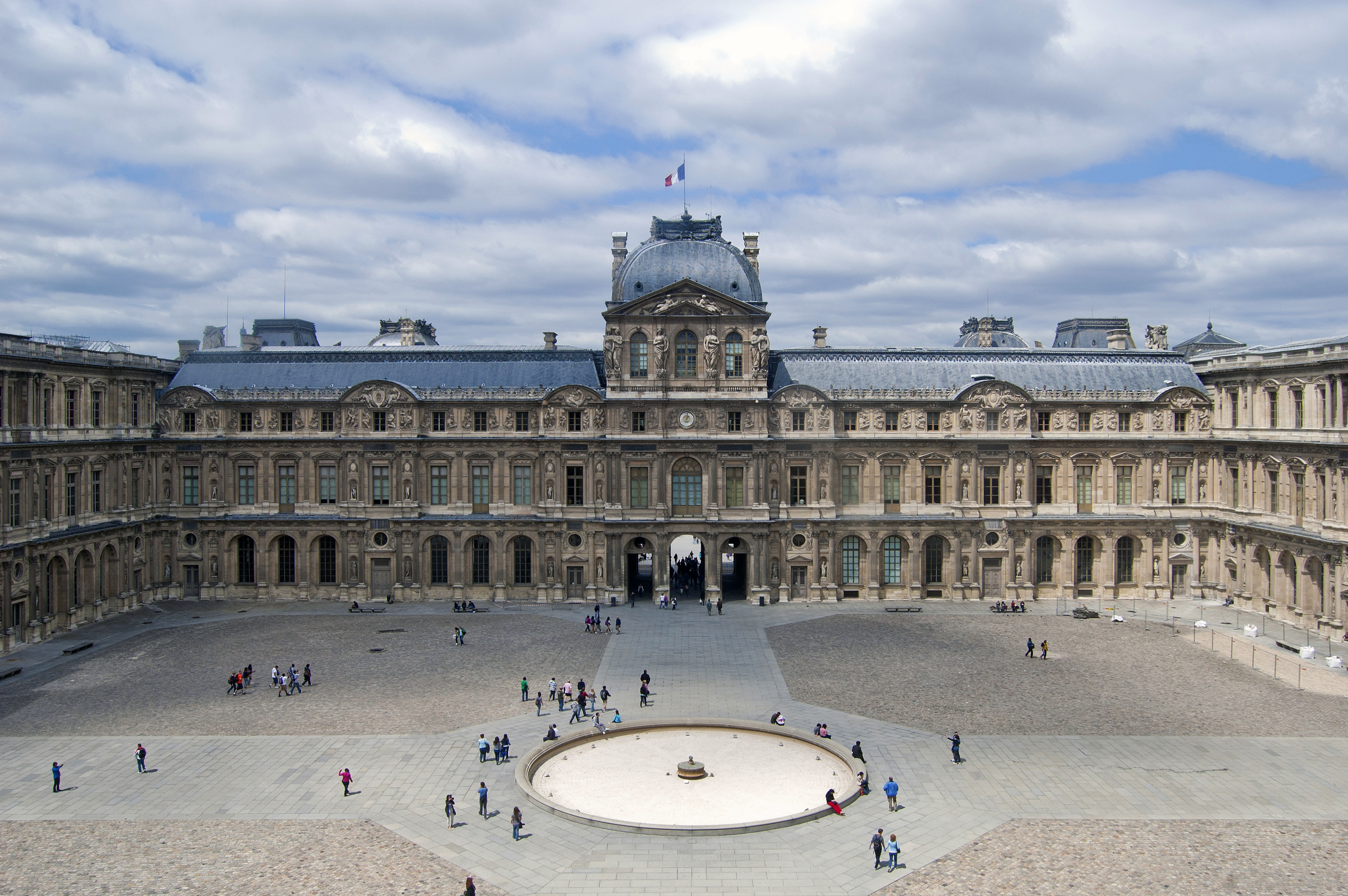
L'ala Lescot del Louvre dal 1546–1553 (sinistra della torre) e l'ala Lemercier del 1624–1639) (a destra della torre) all'interno della Cour Carrée, in stile rinascimentale
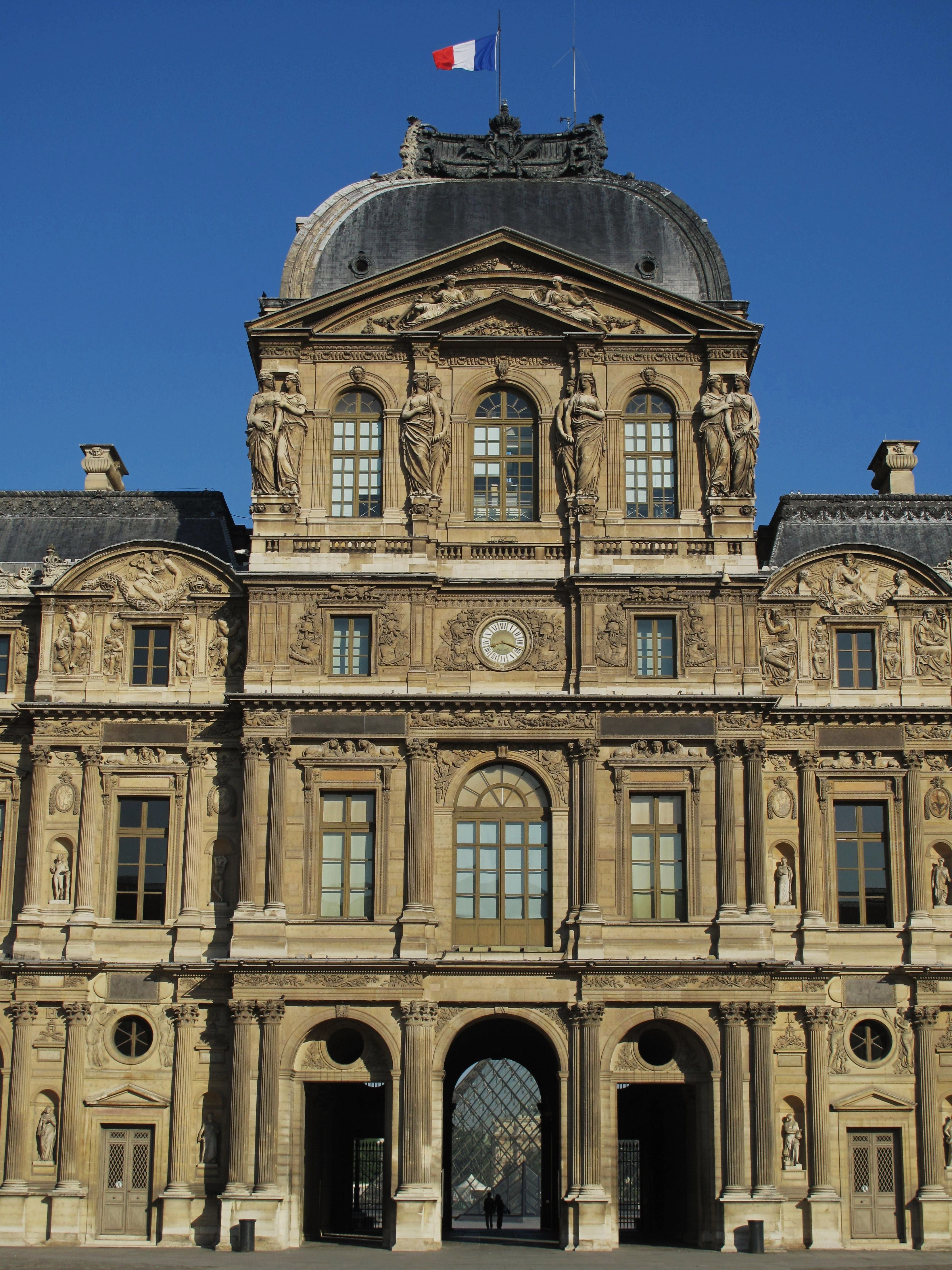
Il Pavillon de l'Horloge del Louvre (1624–39), di Jacques Lemercier
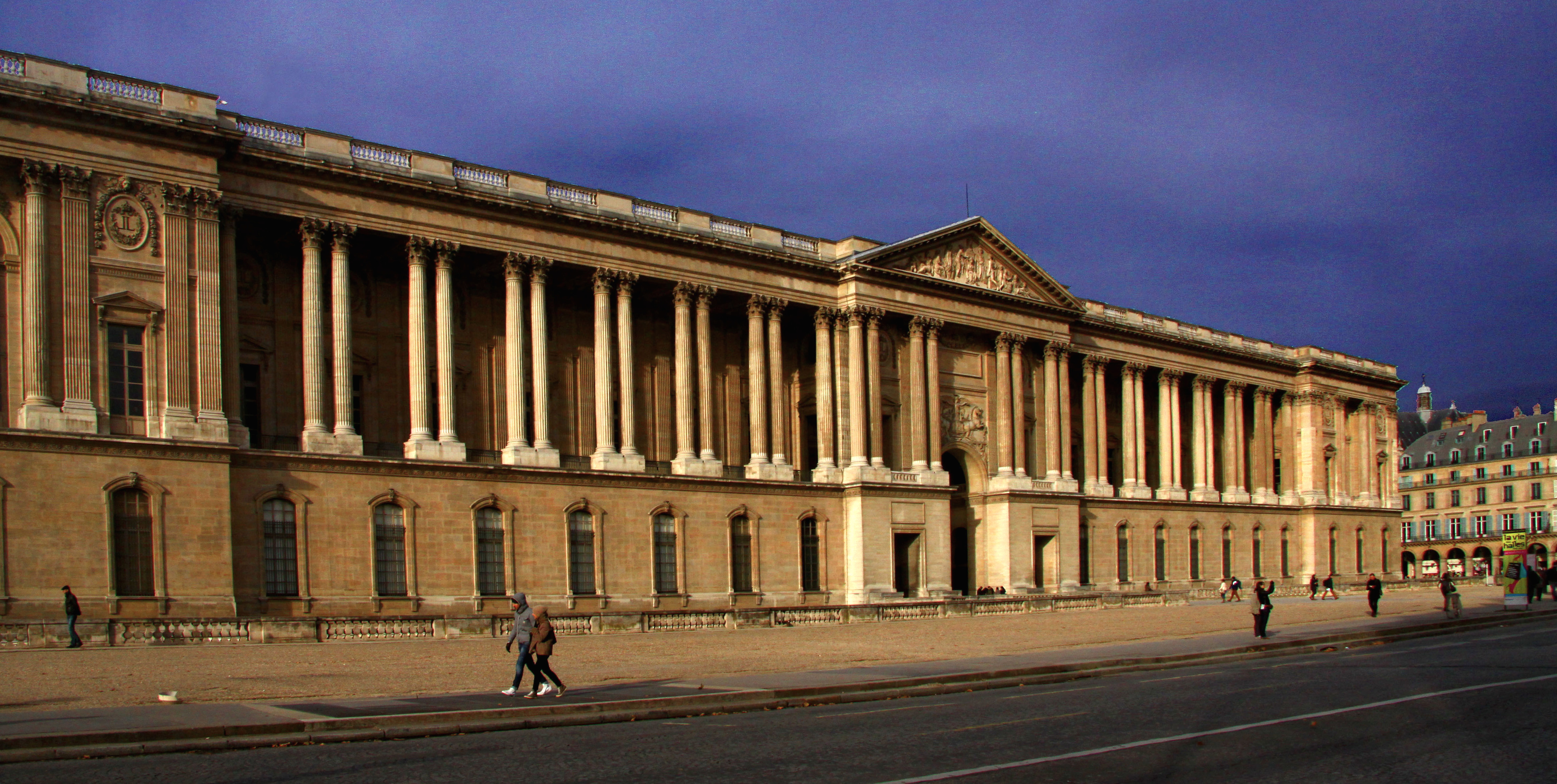
Il colonnato della facciata est del Louvre (1667–68), di Louis Le Vau, Charles Le Brun, François d'Orbay e Claude Perrault, nello stile classico di Luigi XIV, simboleggiante potere e grandezza

Dopo l'assassinio di Enrico IV, nel 1610, la sua vedova, Maria de' Medici, divenne reggente per il giovane Luigi XIII e tra il 1615 e il 1631 si fece costruire una residenza, il Palazzo del Lussemburgo, sulla riva sinistra. Era ispirato ai palazzi della sua Firenze natale, ma anche alle innovazioni del Rinascimento francese. L'architetto fu Salomon de Brosse, seguito da Marin de la Vallée e Jacques Lemercier. Nei giardini fece costruire una magnifica fontana, la Fontana de' Medici, sempre su modello italiano.
La costruzione del Louvre fu uno dei maggiori progetti architettonici di Parigi del XVII secolo e l'architettura del palazzo mostrava chiaramente il passaggio dal Rinascimento francese allo stile classico di Luigi XIV. Jacques Lemercier aveva costruito il Pavillon de l'Horloge nel 1624-1639 in uno stile barocco ornato. Tra il 1667 e il 1678 Louis Le Vau, Charles Le Brun, François d'Orbay e Claude Perrault ricostruirono la facciata esterna est del cortile con un lungo colonnato. Nel 1670 si tenne un concorso per la facciata sud, che comprendeva una proposta dell'architetto italiano Bernini. Luigi XIV respinse il piano all'italiana del Bernini a favore di un design classico di Perrault, che aveva un tetto piano nascosto da una balaustra e una serie di massicce colonne e frontoni triangolari progettati per trasmettere eleganza e potenza. Louis Le Vau e Claude Perrault ricostruirono la facciata interna della cour Carrée del Louvre in una versione più classica di quella della facciata rinascimentale di fronte. Il Louvre venne gradualmente trasformato da palazzo rinascimentale e barocco al grande stile classico di Luigi XIV.

### Architetture religiose

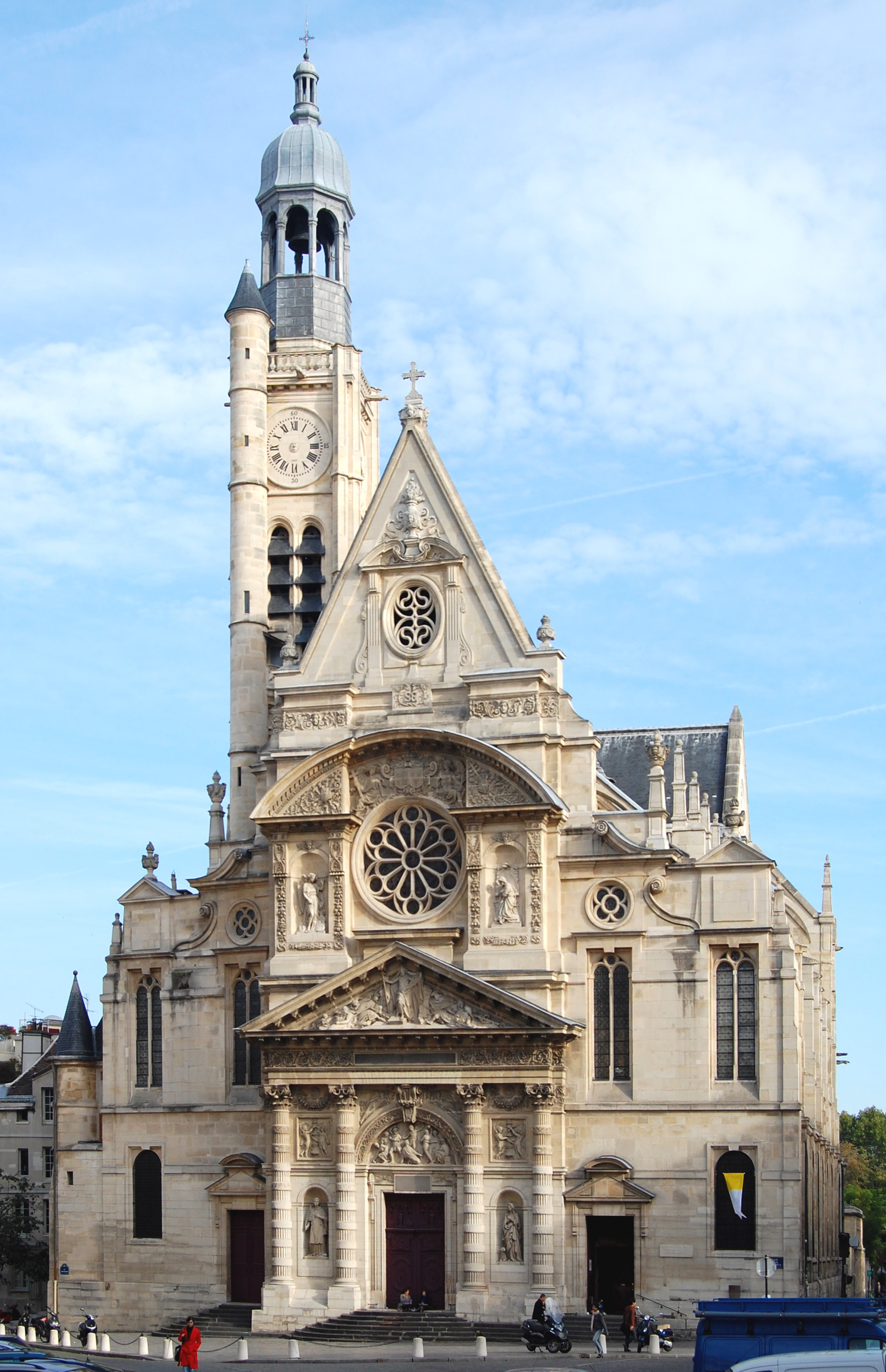
La Chiesa di Saint-Étienne-du-Mont di Claude Guérin, nel tardo stile manieristico gotico (1606–21)
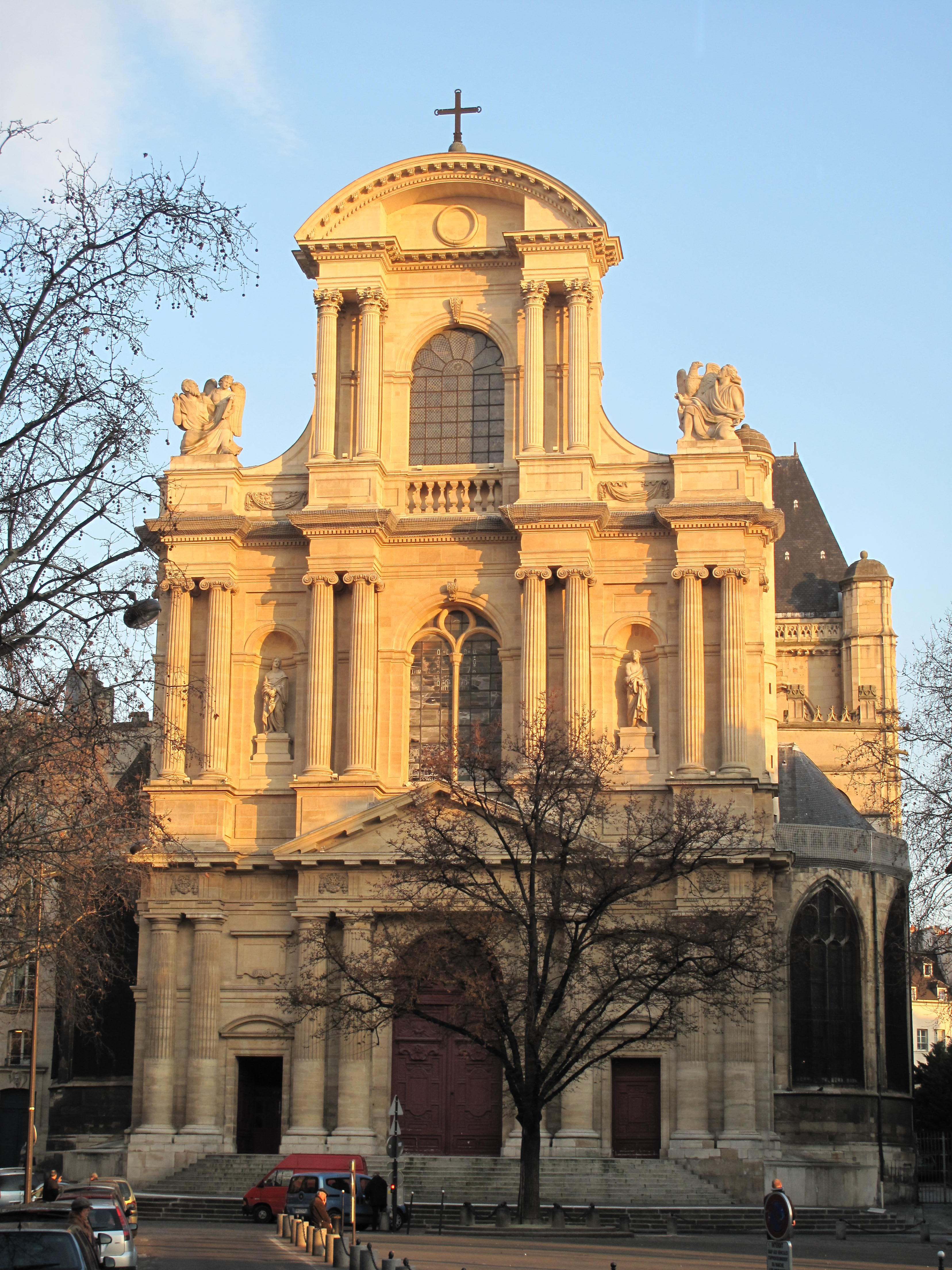
La chiesa di san Gervasio e Protasio, la prima chiesa parigina con la facciata barocca (1616–20)
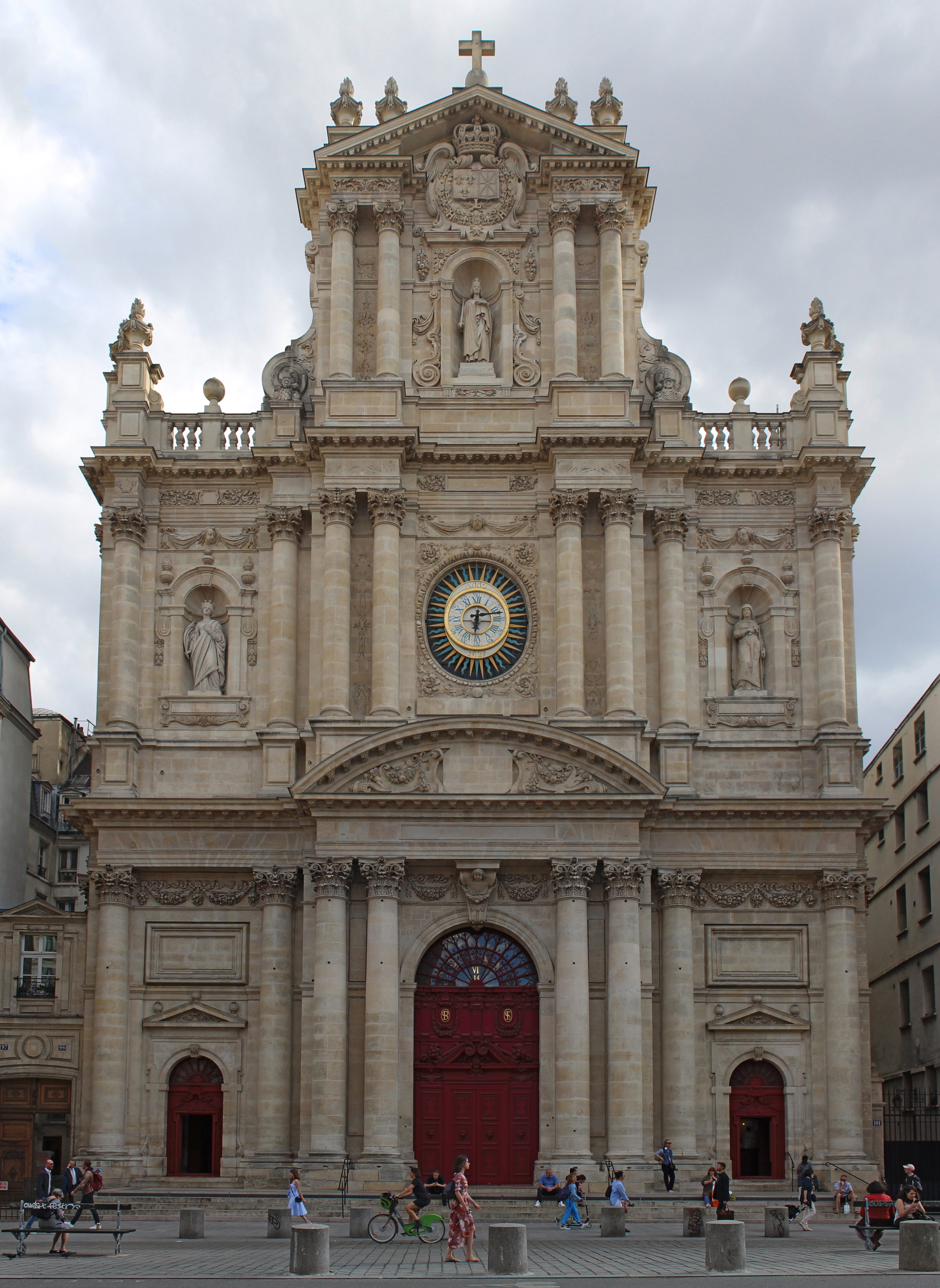
La Chiesa di Saint-Paul-Saint-Louis (1627–41) di Étienne Martellange e François Derand
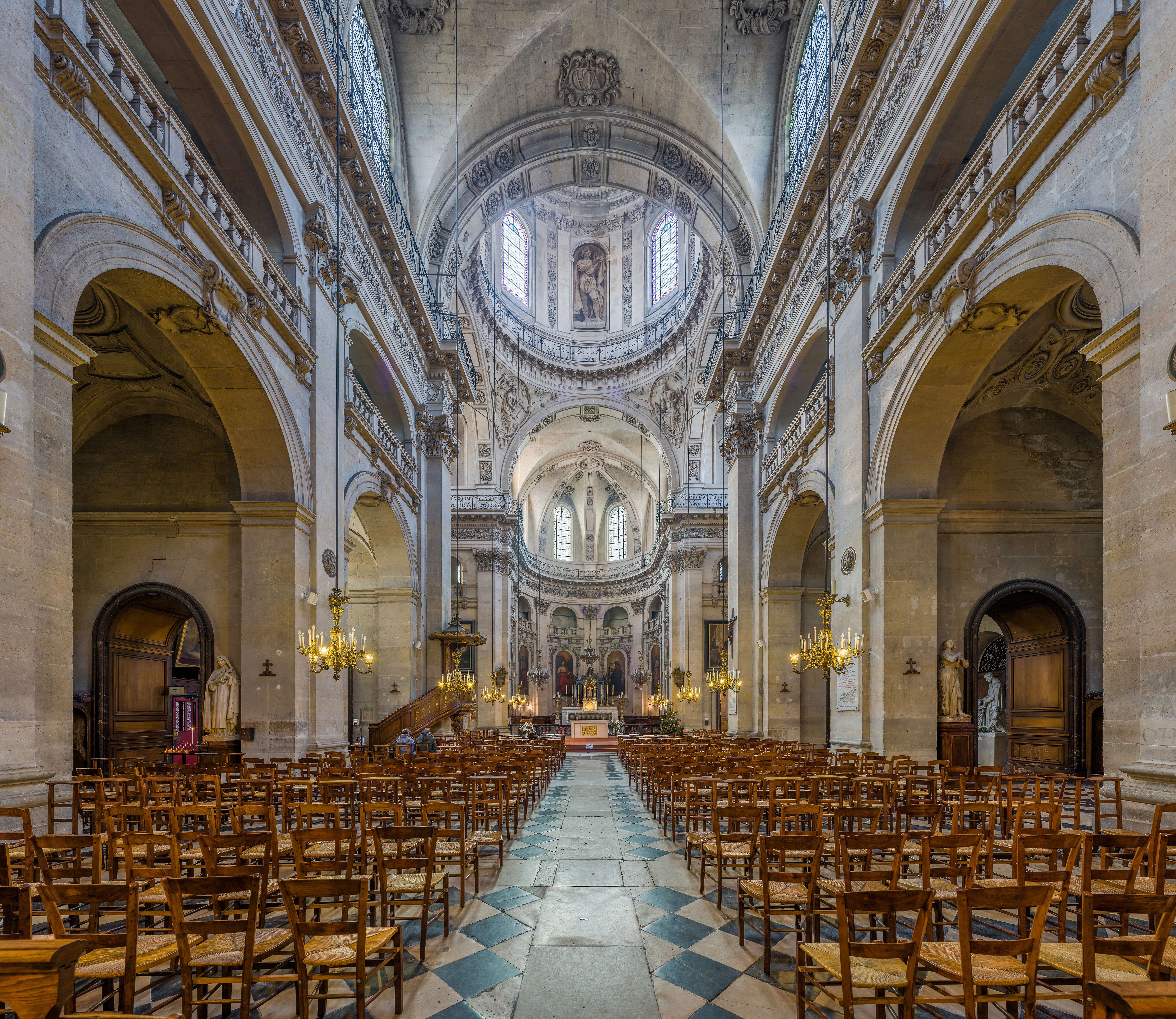
Interno della chiesa di Saint-Paul-Saint-Louis (1627–1641)
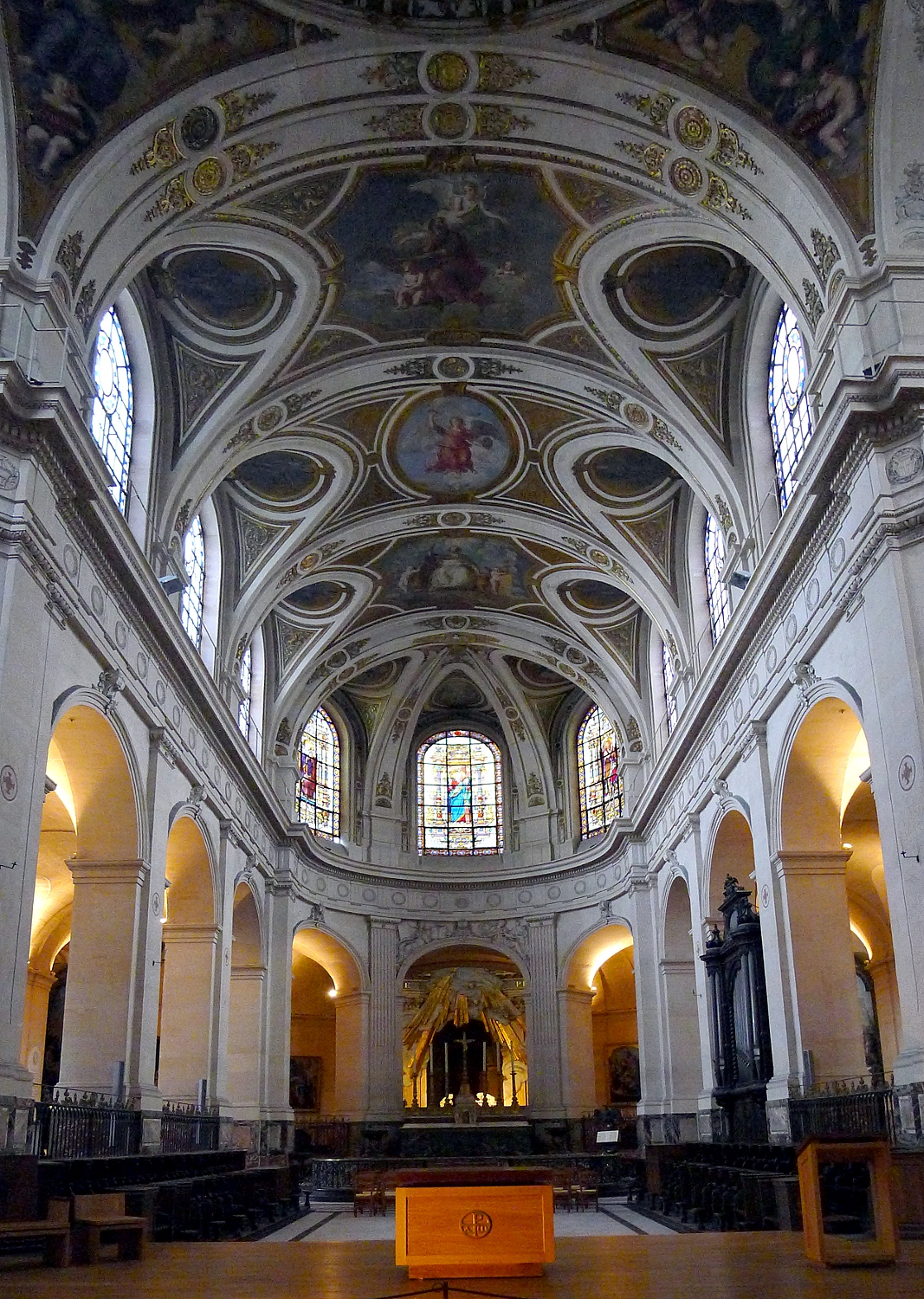
La Chiesa di San Rocco (1653–90) di Jacques Lemercier

L'architettura religiosa nel XVII secolo fu lenta a cambiare. Gli interni delle nuove chiese parrocchiali, come Saint-Sulpice, Saint-Louis-en-l'Île e San Rocco, seguivano in gran parte la tradizionale pianta gotica di Notre-Dame. Sebbene presentassero facciate e alcuni altri elementi decorativi del barocco italiano, seguirono i consigli del Concilio di Trento per integrarsi nell'architettura della città e furono allineate con la strada. Nel 1675, un'indagine ufficiale sullo stato dell'architettura ecclesiastica a Parigi, fatta dagli architetti Daniel Gittard e Libéral Bruant, raccomandava che alcune chiese "cosiddette gotiche, senza alcun buon ordine, bellezza o armonia" fossero ricostruite "nel nuovo stile della nostra bella architettura moderna", intendendo lo stile importato dall'Italia, con alcuni adattamenti francesi.
L'architetto Salomon de Brosse (1571-1626) introdusse un nuovo stile di facciata, basato sui tradizionali ordini di architettura (dorico, ionico e corinzio), posti uno sopra l'altro. Utilizzò per la prima volta questo stile nella facciata della chiesa dei Santi Gervasio e Protasio (1616-1620). Lo stile dei tre ordini sovrapposti ricomparve nella Chiesa di Saint-Paul-Saint-Louis, la nuova chiesa gesuita di Parigi, progettata dagli architetti gesuiti Étienne Martellange e François Derand. San Rocco (1653-1690), progettata da Jacques Lemercier, aveva una pianta gotica ma una colorata decorazione in stile italiano.

### Debutto della cupola

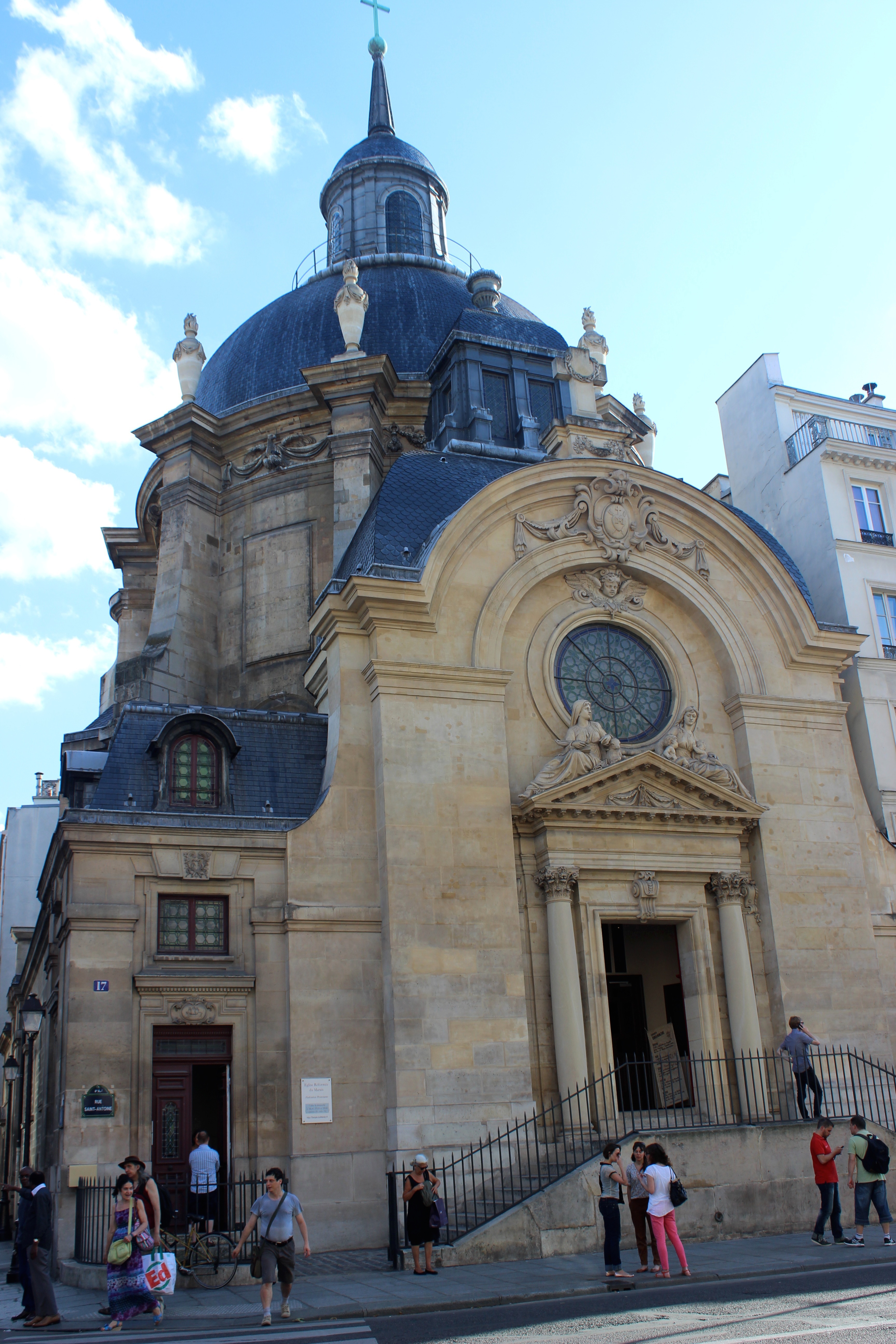
L'ex chiesa del convento della Visitazione di Sainte-Marie, ora Temple du Marais (1632–34) di François Mansart
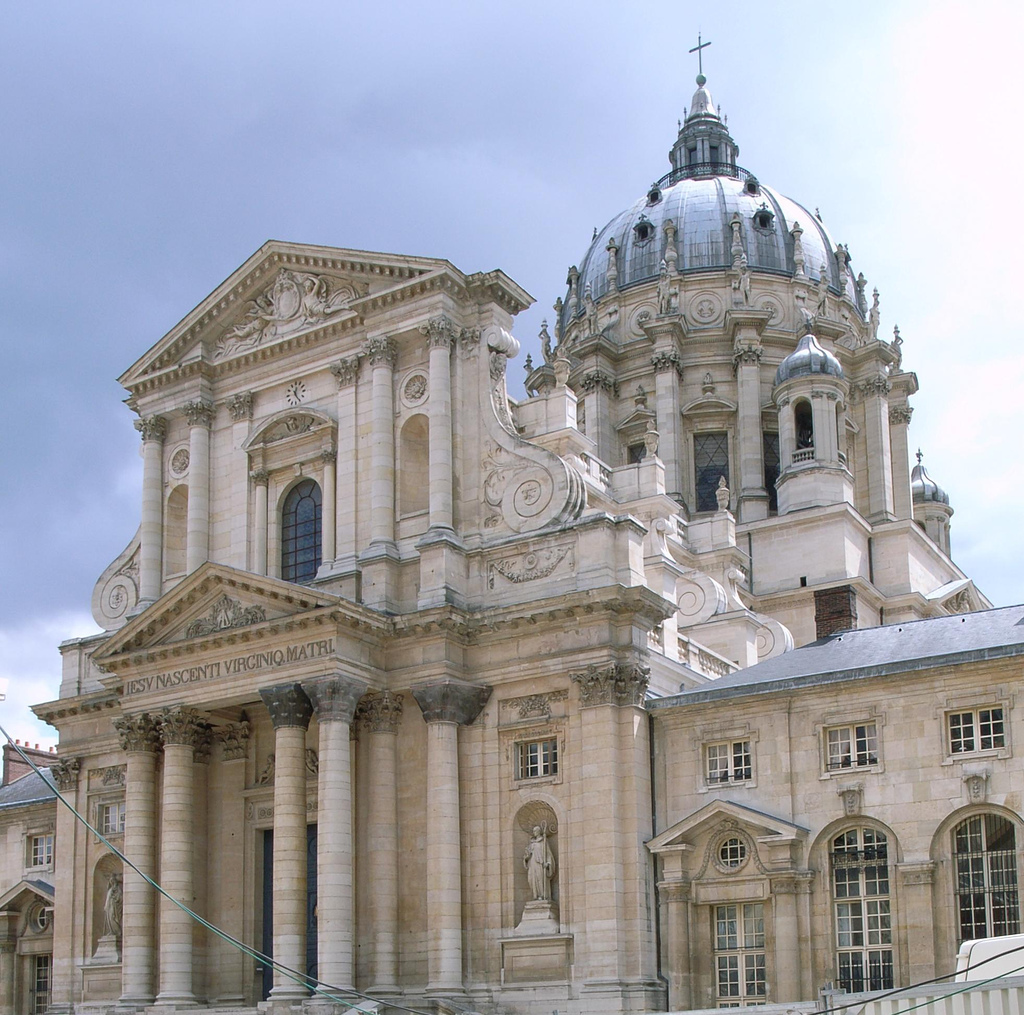
Chiesa dell'abbazia di Val-de-Grâce (1624–69) di François Mansart e Pierre Le Muet
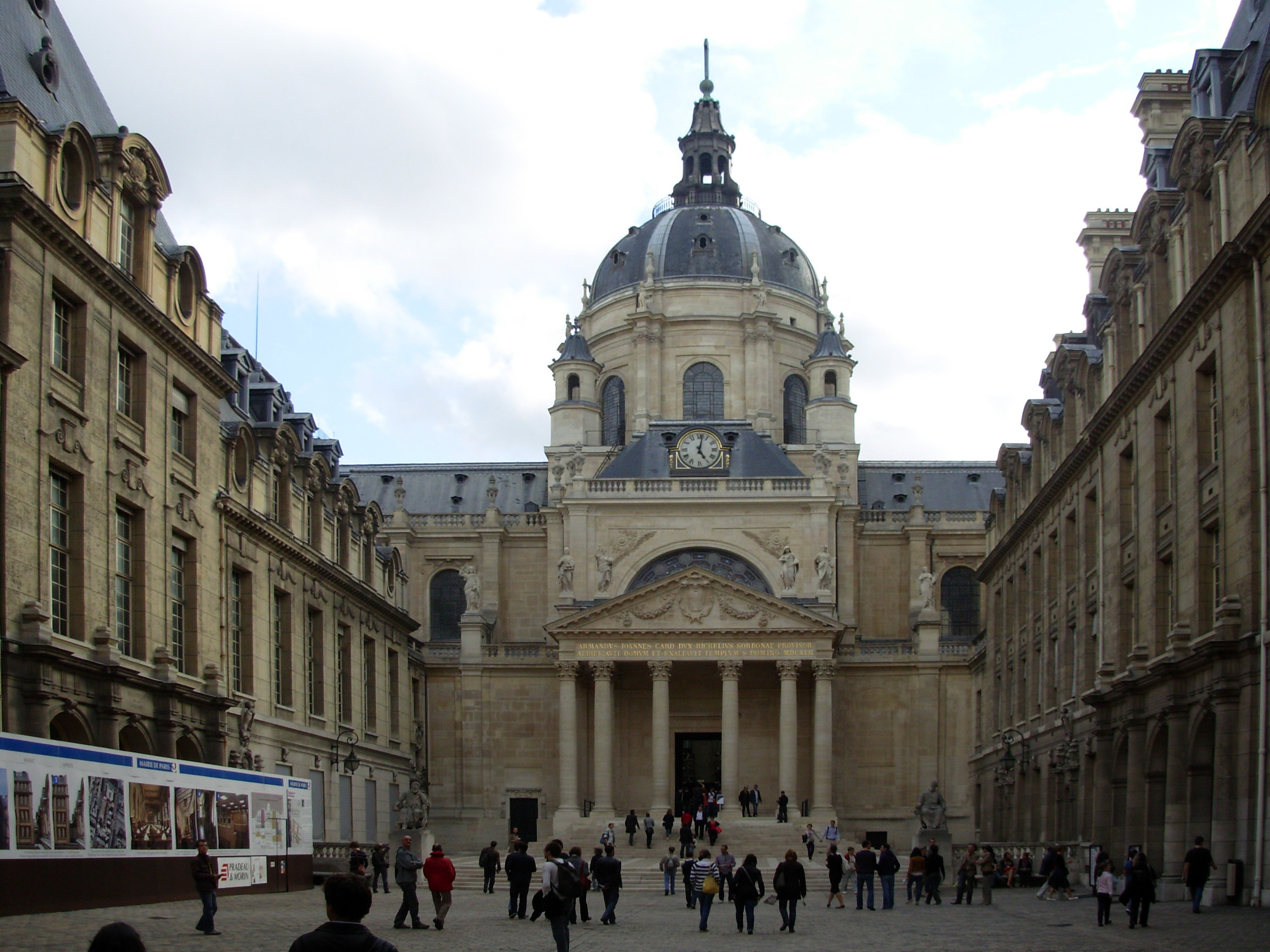
Cappella della Sorbona (1634–42) di Jacques Lemercier
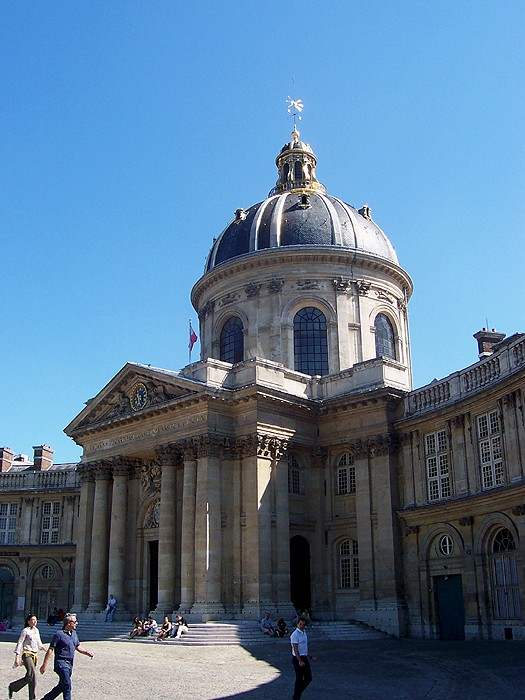
Institut de France (1662–68) di Louis Le Vau e François d'Orbay

La nuova caratteristica più importante dell'architettura religiosa parigina nel XVII secolo fu la cupola, che fu importata per la prima volta dall'Italia intorno al 1630 e iniziò a cambiare lo skyline di Parigi, che fino a quel momento era stato interamente dominato dalle guglie delle chiese e dai campanili. Le chiese a cupola nacquero come arma della Controriforma contro l'austerità architettonica dei protestanti. Il prototipo per le cupole di Parigi fu la Chiesa del Gesù, la chiesa dei Gesuiti a Roma, costruita nel 1568-1584 da Giacomo Della Porta. Una cupola molto modesta fu realizzata a Parigi tra il 1608 e il 1619 nella cappella dei Louanges in rue Bonaparte (oggi fa parte della struttura dell'École des beaux-arts). La prima grande cupola venne realizzata sulla chiesa di Saint-Joseph des Carmes, che fu terminata nel 1630. Le modifiche alle funzioni religiose tradizionali, fortemente sostenute dai crescenti ordini monastici a Parigi, portarono a modifiche nell'architettura della chiesa, con maggiore enfasi sulla sezione centrale, sotto la cupola. Il cerchio di finestre di vetro trasparente della parte inferiore della cupola riempiva di luce il centro della chiesa.
Il più eminente dei primi architetti di cupole fu François Mansart. La sua prima cupola fu quella della cappella dei Minimi (poi distrutta), poi quella della cappella della Chiesa del Convento della Visitazione Saint-Marie in 17 rue Saint-Antoine (IV arrondissement), costruita tra il 1632 e il 1634. Ora il Temple du Marais ha la più antica cupola superstite della città. Un'altra venne realizzata sull'Eglise-Saint-Joseph nel convento dei Carmes-dechaussés in 70 rue de Vaugirard (VI arrondissement) tra il 1628 e il 1630. Un'altra cupola fu presto costruita nel Marais; la cupola della chiesa di Saint-Paul-Saint-Louis in 899-101 rue Saint-Antoine (1627-1641), di Étienne Martellange e François Derand. Seguì la chiesa dell'Abbazia di Val-de-Grâce (V arrondissement) (1624-1669), di Mansart e Pierre Le Muet e poi da una cupola sulla Cappella di Saint-Ursule al Collegio della Sorbona (1632-34), di Jacques Lemercier e al College des Quatres-Nations (ora Institut de France (1662-1668), di Louis LeVau e François d'Orbay oltre alla chiesa di Notre-Dame de l'Assomption de Paris in rue Saint-Honoré (I arrondissement) (1670-76) di Charles Errard. La cupola più maestosa era quella della cappella di Les Invalides, di Jules Hardouin Mansart, costruita tra il 1677 e il 1706. L'ultima cupola del periodo fu realizzata per una chiesa protestante, il Temple de Pentemont in rue de Grenelle (VII arrondissement) (circa 1700) di Charles de La Fosse.

### Architettura residenziale - lo stile rustico

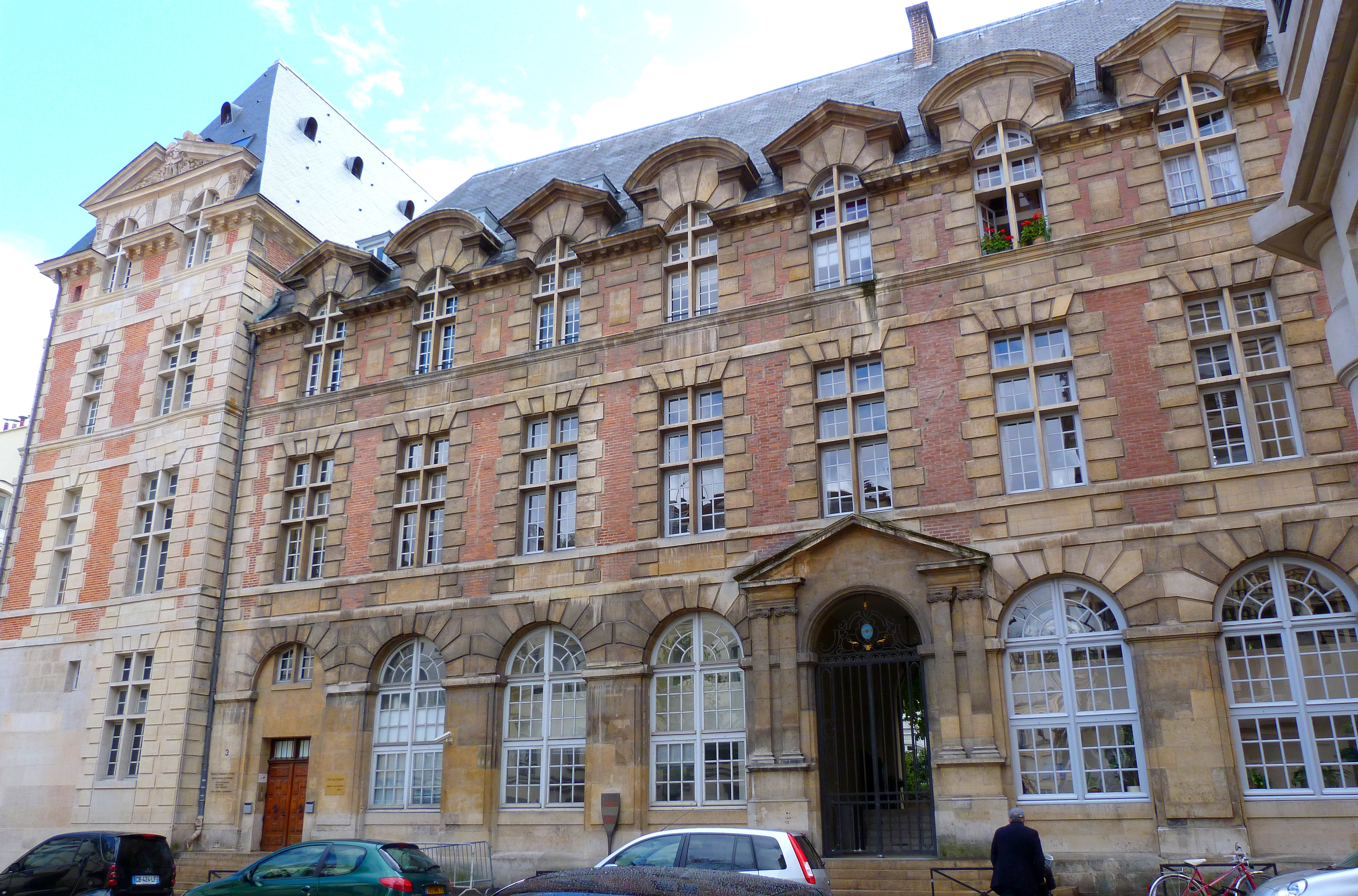
La residenza dell'abate dell'abbazia di Saint-Germain-des-Prés (1586)
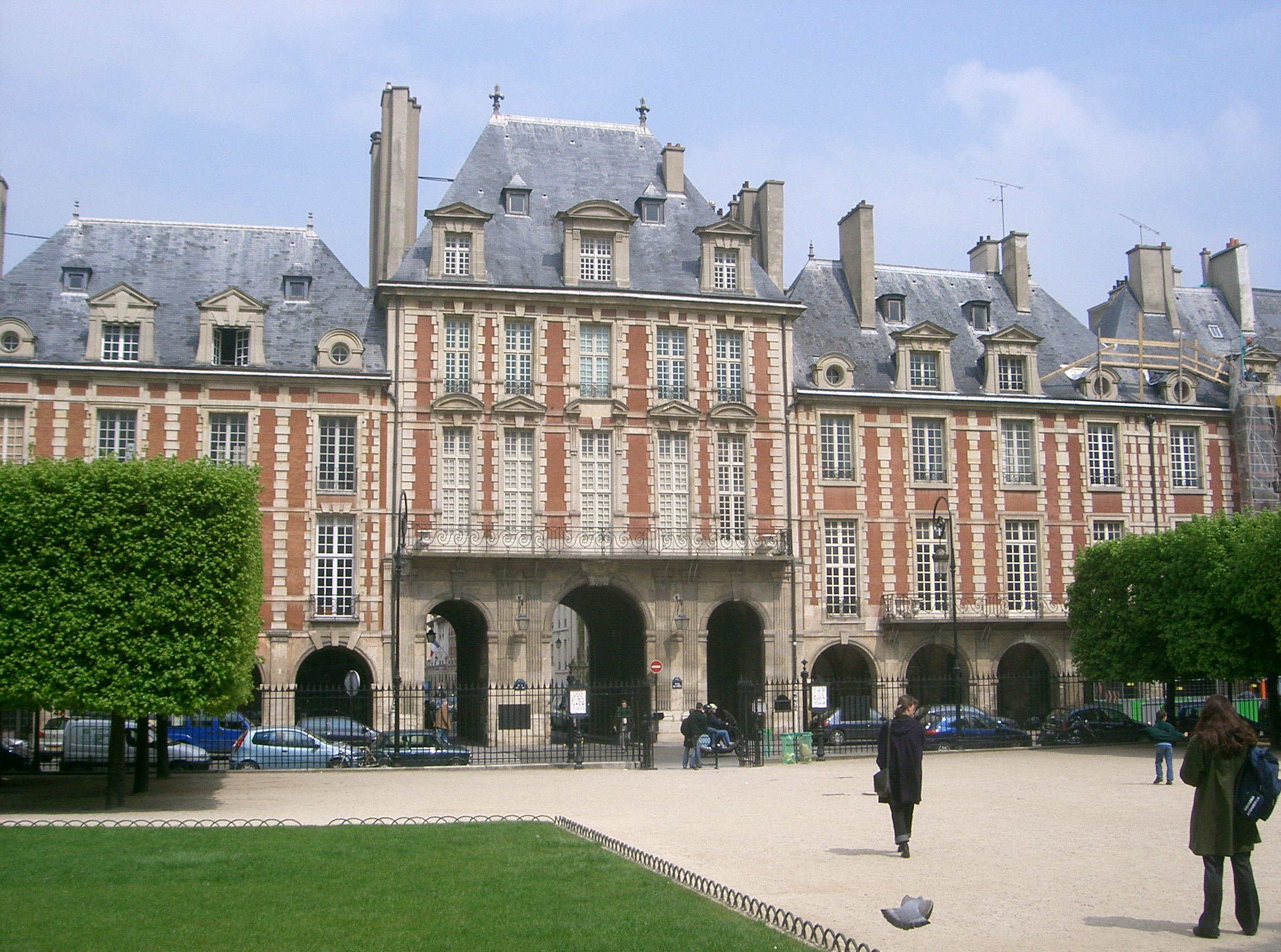
Il Pavillon de la Reine di Place des Vosges (1605–1612)
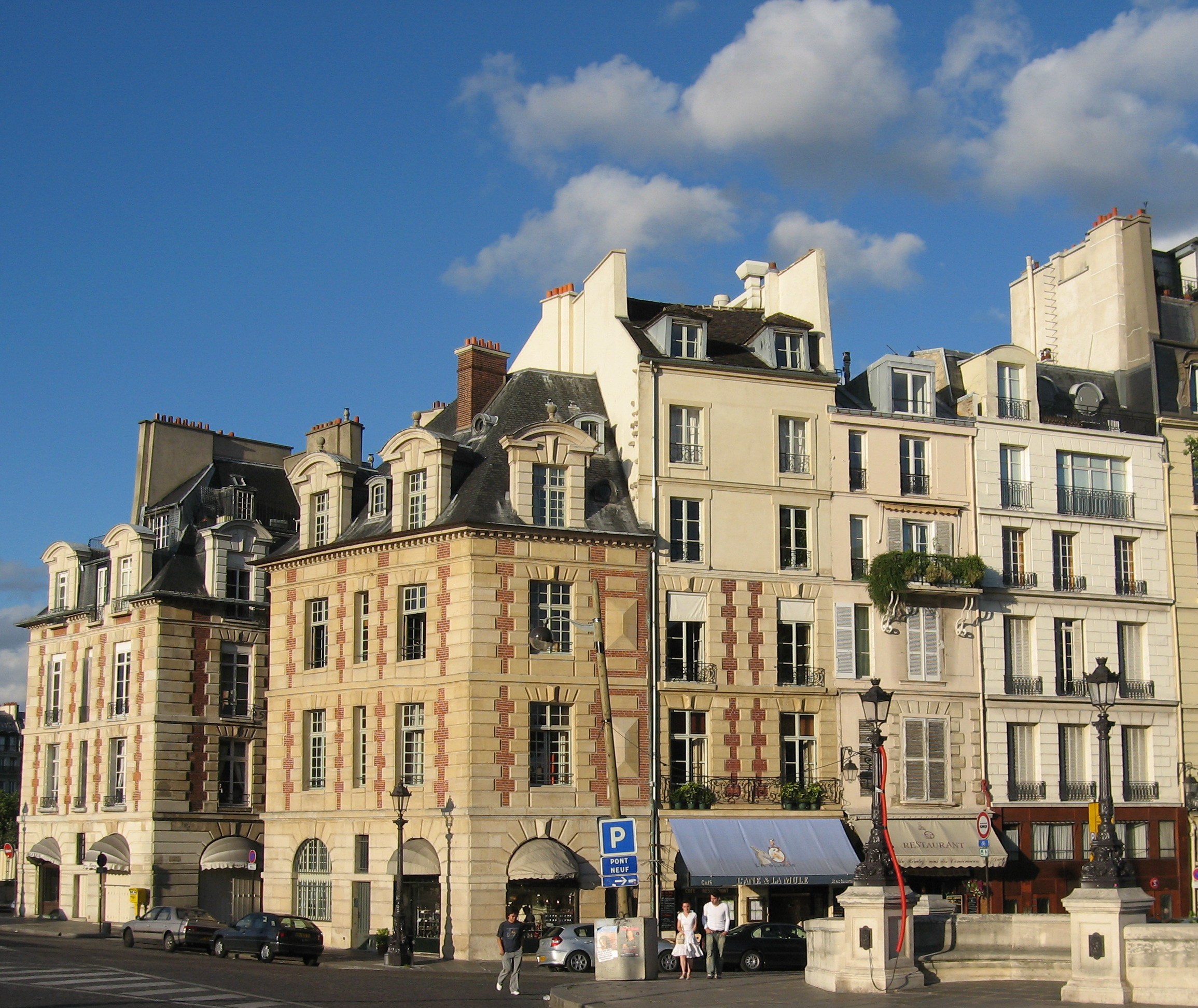
Due abitazioni dell'epoca di Place Dauphine (1607–1610)

Un'elegante nuova forma di architettura residenziale, lo stile rustico, apparve a Parigi nel ricco quartiere de Le Marais tra la fine del XVI e l'inizio del XVII secolo. Questo stile architettonico era solitamente utilizzato per appartamenti decorati in zone ricche e per hôtel particulier. A volte veniva chiamato lo "stile dei tre pastelli" perché usava tre colori; piastrelle di ardesia nera, mattoni rossi e pietra bianca. Questa architettura era costosa, con una varietà di materiali diversi e lavori in pietra decorati. Questo stile ispirò la costruzione dell'esclusiva reggia di Versailles. I primi esempi esistenti sono la casa conosciuta come la Maison de Jacques Cœur in 40 rue des Archives (IV arrondissement) della fine del XVI secolo, l'Hotel Scipion Sardini al 13 rue Scipion nel (V arrondissement) del 1532, e la residenza dell'Abate presso l'Abbazia di Saint-Germain-des-Prés al 3-5 rue de l'Abbaye (VI arrondissement), del 1586. Gli esempi più famosi in circolazione si trovano intorno alla Place des Vosges, costruita tra il 1605 e il 1612. Altri buoni esempi sono l'Ospedale di Saint-Louis in rue Buchat (X arrondissement) dal 1607 al 1611, le due case in 1-6 Place Dauphine sull'Île de la Cité, dal 1607 al 1612 e l'Hôtel d'Alméras al 30 rue des Francs-Bourgeois (IV arrondissement), del 1612.

### Residenze - lo stile classico

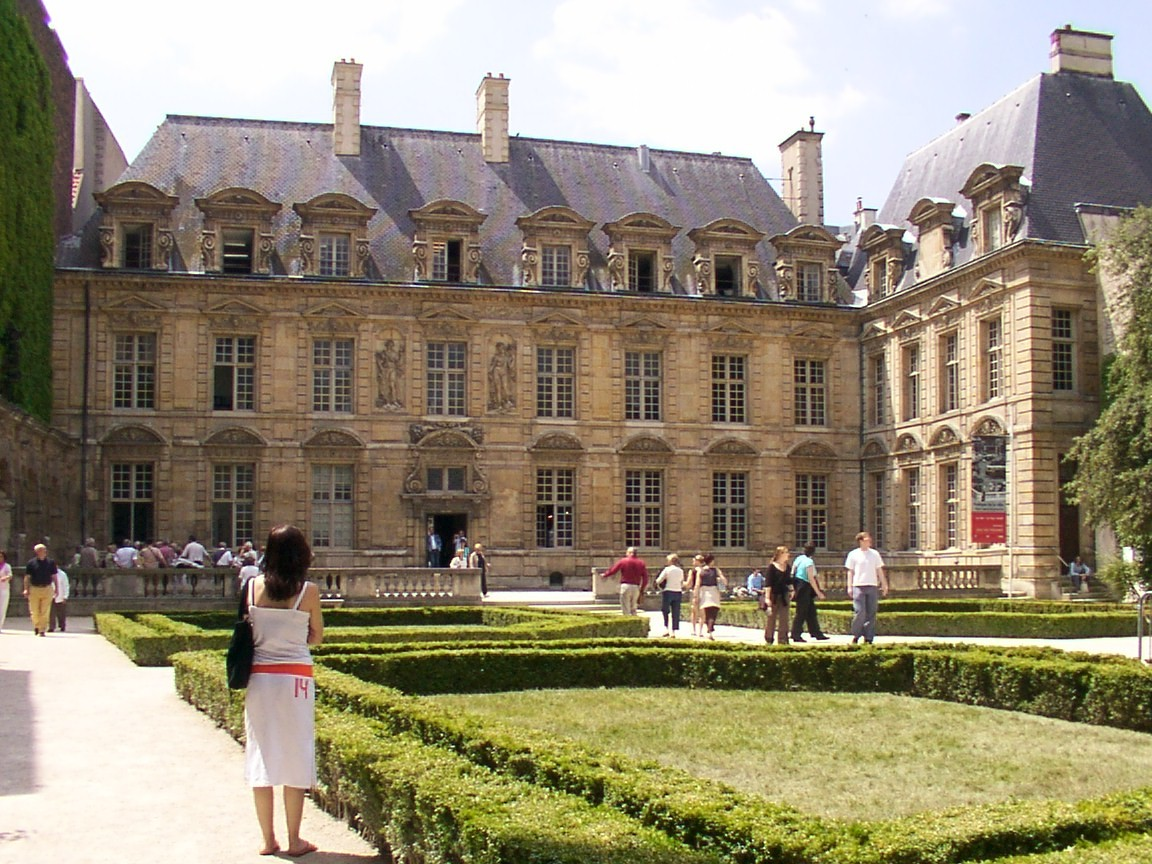
L'Hôtel de Sully al 62 rue Saint-Antoine (IV arrondissement) (1624–30) di Jean Androuet du Cerceau
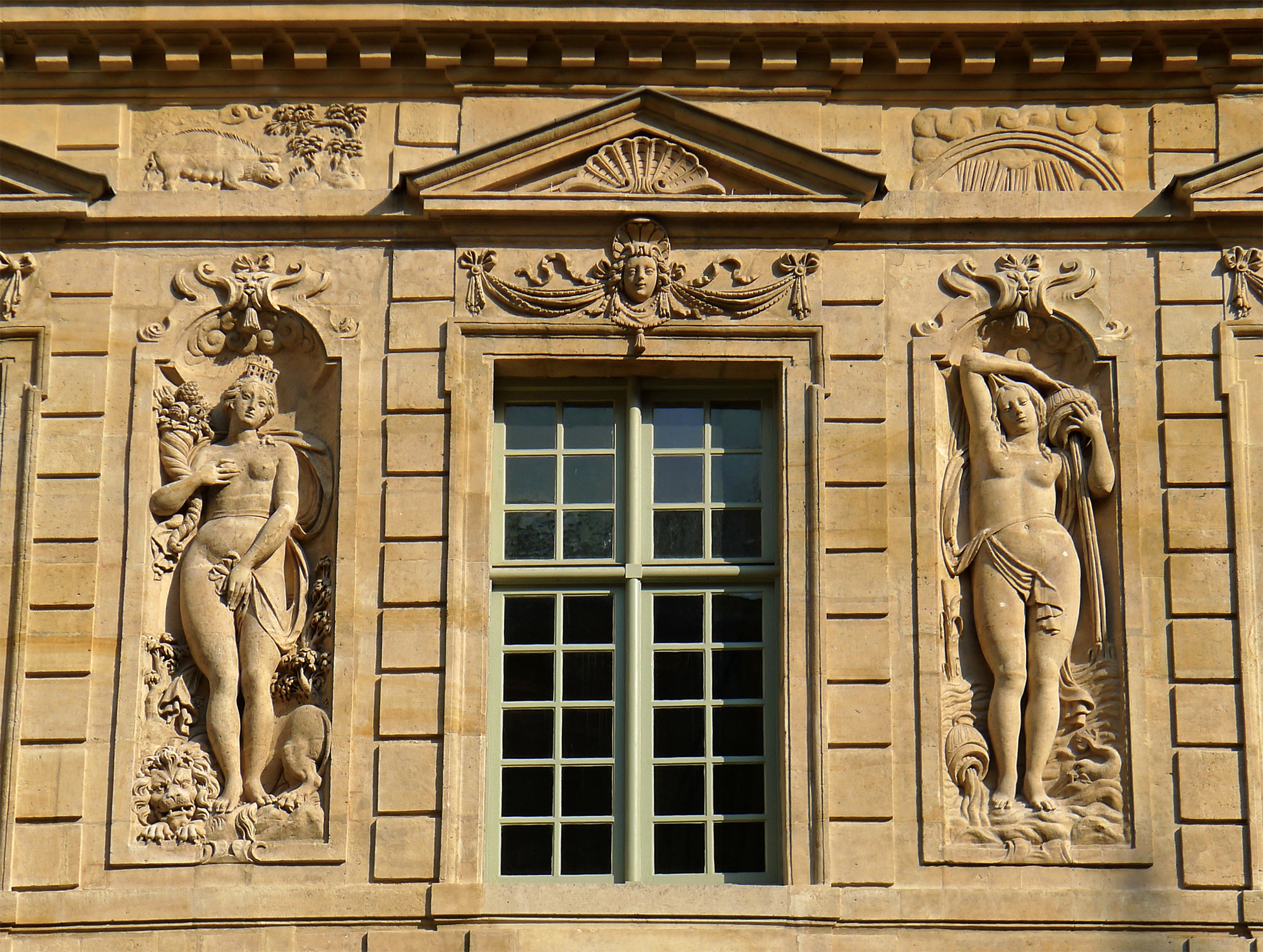
Dettaglio della decorazione dell'Hôtel de Sully
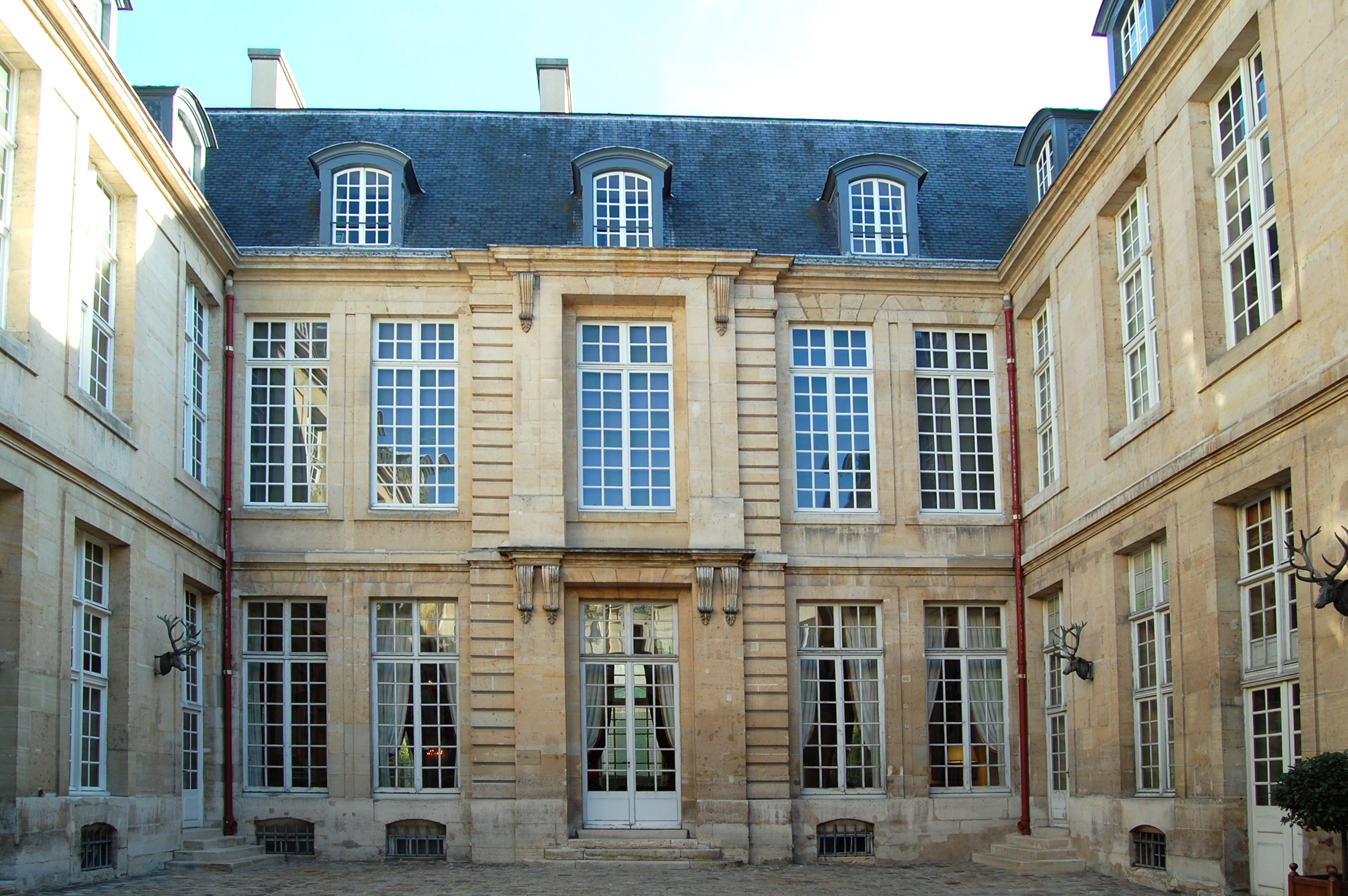
L'Hotel de Guénégaud des Brosses (1653) di François Mansart introdusse un nuovo stile residenziale sobrio e classicheggiante
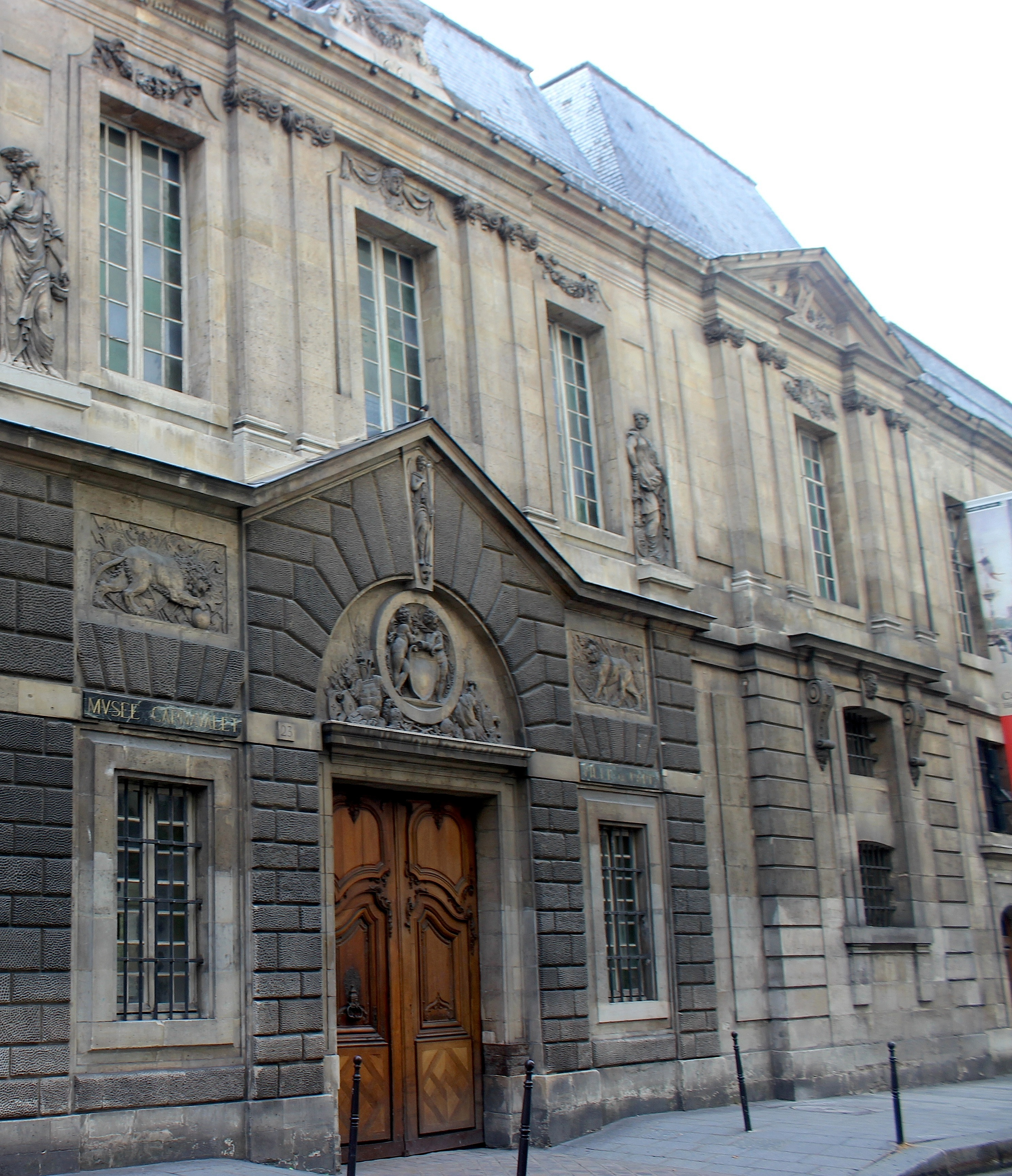
François Mansart mantenne il portale rinascimentale dell'Hôtel Carnavalet ma vi costruì sopra una facciata classica (1661)

Le nuove sontuose residenze costruite dalla nobiltà e dai ricchi nel Marais presentavano due nuove e originali stanze specializzate; la sala da pranzo e il salone. Le nuove residenze erano tipicamente separate dalla strada da un muro e da un corpo di guardia. All'interno delle porte c'era una grande corte d'onore, con ai lati loggiati, adibiti al ricevimento, ai servizi e alle scuderie. La casa stessa si apriva sia sul cortile sia su un giardino sul retro. Un buon esempio nella sua forma originale, tra Place des Vosges e rue Saint-Antoine, è l'Hôtel de Sully (1624-29), costruito da Jean Androuet du Cerceau.
Dopo il 1650 l'architetto François Mansart introdusse nell'hôtel particulier uno stile più classico e sobrio. L'Hôtel de Guénégaud des Brosses al 60 rue des Archives (III arrondissement) del 1653 aveva una facciata molto semplificata e severa. A partire dal 1660 Mansart rifece le facciate dell'Hotel Carnavalet, conservando parte della decorazione rinascimentale e un portale cinquecentesco ma integrandoli in una composizione più classica, con colonne, frontoni e bugnato in pietra.

## Il Settecento - Il trionfo del neoclassicismo

L'École militaire (1751–80) di Ange-Jacques Gabriel, classicismo francese con elementi decorativi italiani
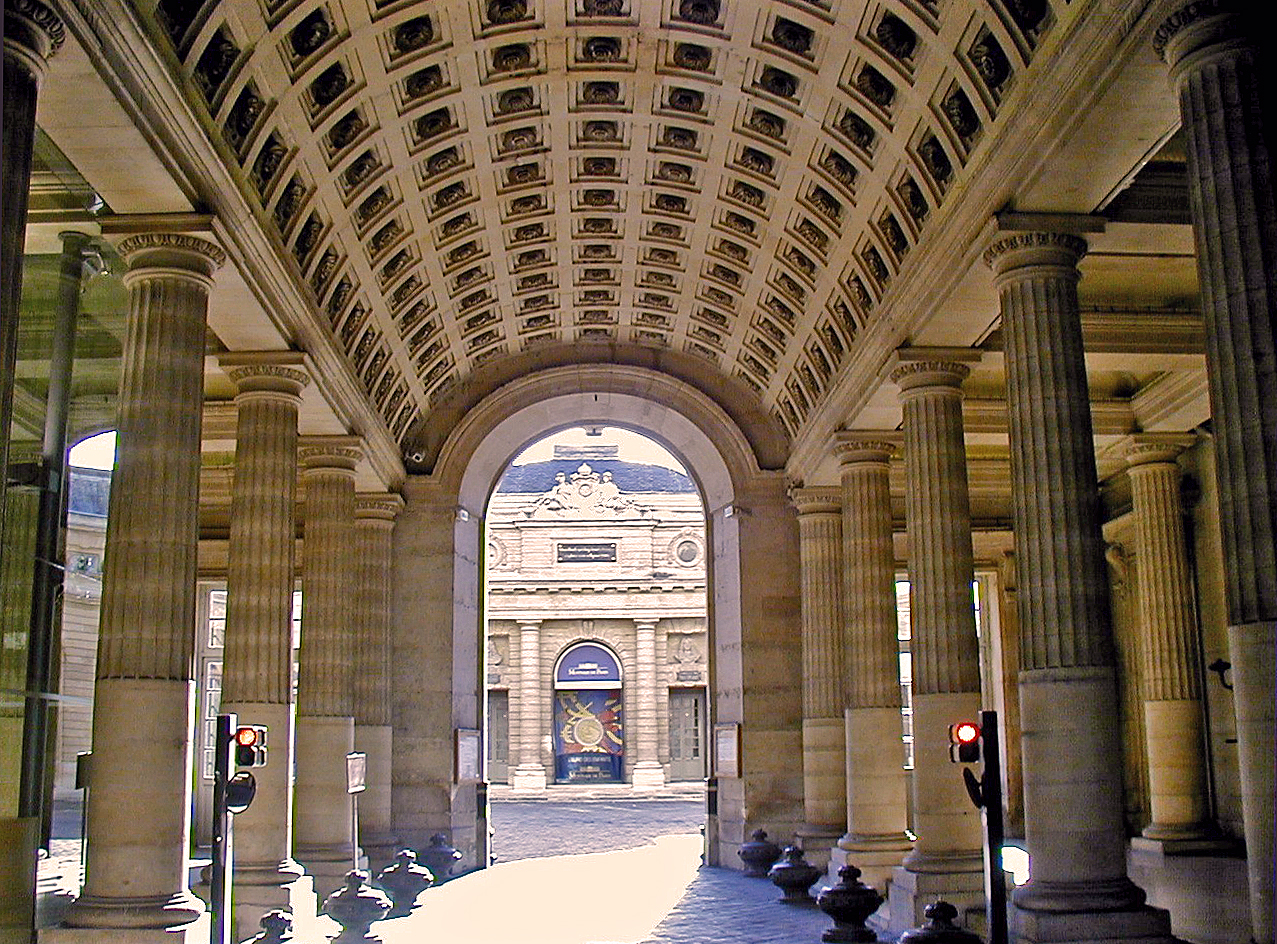
Ingresso alla zecca reale, l'Hôtel des Monnaies, sul quai de Conti (1767–73)
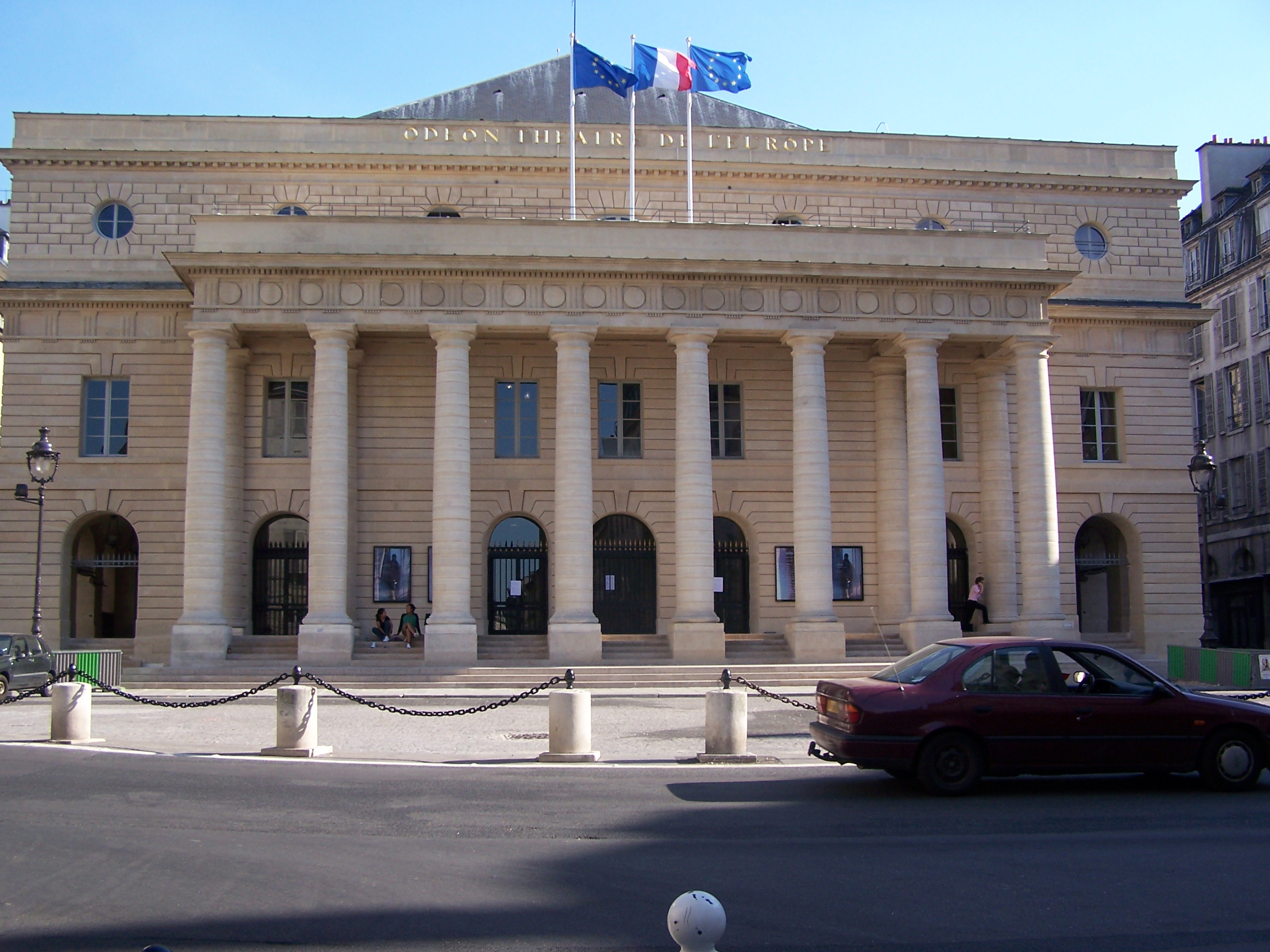
Théâtre de l'Europe su place de l'Odéon (VI arrondissement) (1767–1783) di Marie-Joseph Peyre e Charles de Wailly, il fulcro di una piazza neoclassica del XVIII secolo
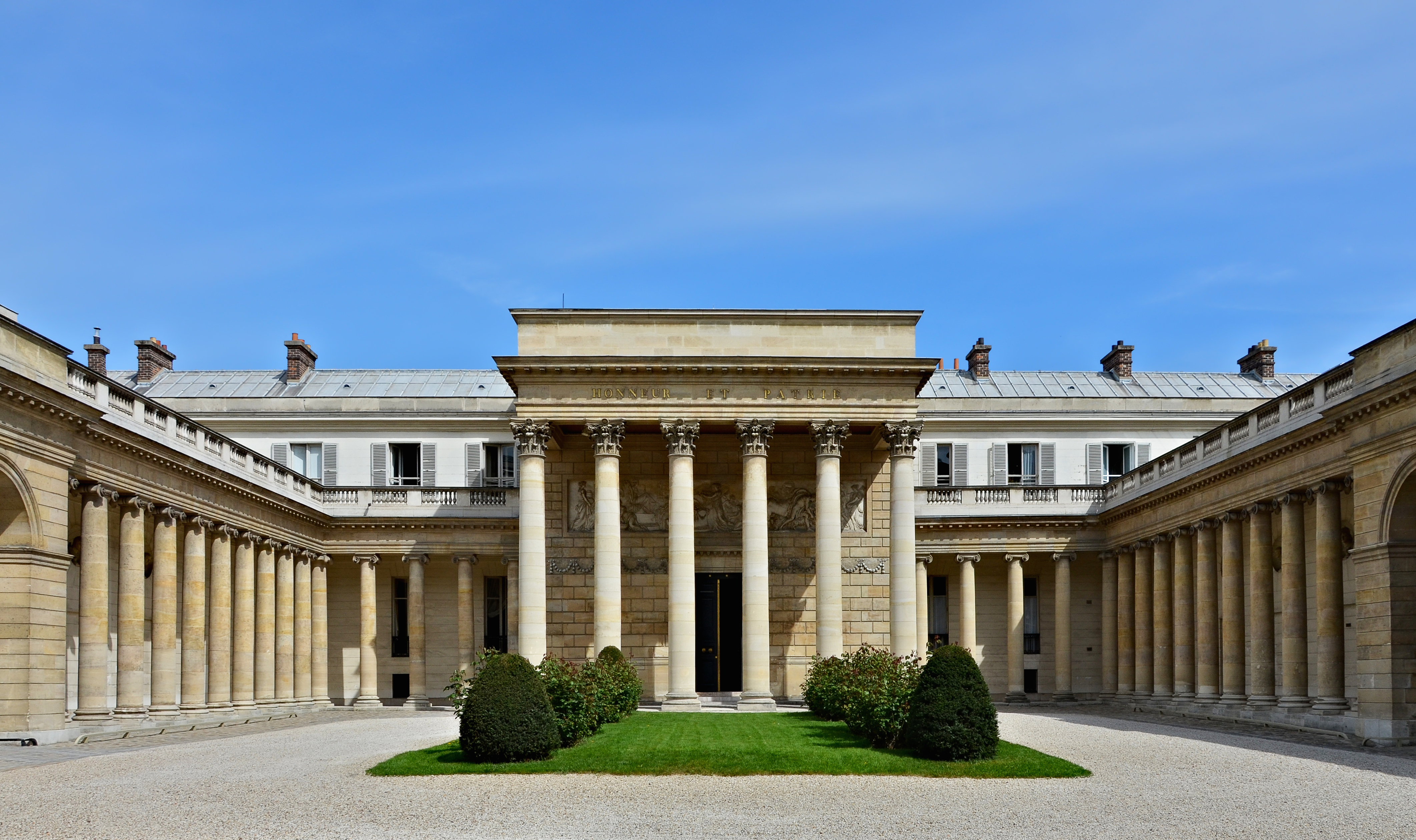
Cortile dell'Hôtel Salm, ora Palais de la Légion d'honneur (1782–89), di Pierre Rousseau

Durante la prima metà del XVIII secolo, il grande stile di Luigi XIV, definito dall'Accademia Reale di Architettura ed evocante potenza e grandezza, dominò l'architettura di Parigi. Nel 1722, Luigi XV ristabilì la sede della corte a Versailles e visitò la città solo in occasioni speciali. Sebbene si recasse raramente a Parigi, fece apportare importanti aggiunte ai punti di riferimento della città. Il suo primo edificio importante fu l'École militaire, una nuova scuola militare, sulla rive gauche. Fu costruita tra il 1739 e il 1745 da Ange-Jacques Gabriel. Questi prese in prestito il design del Pavillon d'Horloge del Louvre di Lemercier per il padiglione centrale, una facciata influenzata da Mansart e da tocchi italiani da Palladio e Giovanni Battista Piranesi.
Nella seconda parte del secolo, cominciò ad apparire uno stile più prettamente neoclassico, basato direttamente su modelli greci e romani. Fu fortemente influenzato da una visita a Roma, nel 1750, dell'architetto Jacques-Germain Soufflot e del futuro marchese di Marigny, direttore degli edifici per il re Luigi XV. Loro e altri architetti, che avevano fatto il viaggio obbligato in Italia, riportarono idee e disegni classici che definirono l'architettura di Parigi fino agli anni 1830.
Il viaggio romano di Soufflot portò alla progettazione della nuova chiesa di Saint Genevieve, ora Pantheon, modello dello stile neoclassico, costruita sulla vetta del Mont Geneviéve tra il 1764 e il 1790. Non fu completata fino alla Rivoluzione francese, quando divenne un mausoleo per gli eroi rivoluzionari. Altre commissioni reali nel nuovo stile includevano la zecca reale, l'Hôtel des Monnaies sul Quai de Conti (VI arrondissement), con una facciata lunga 117 metri lungo la Senna, dominata dal suo massiccio avancorpo centrale e dal vestibolo decorato con colonne doriche e soffitti a cassettoni (1767-75).

### Architetture religiose

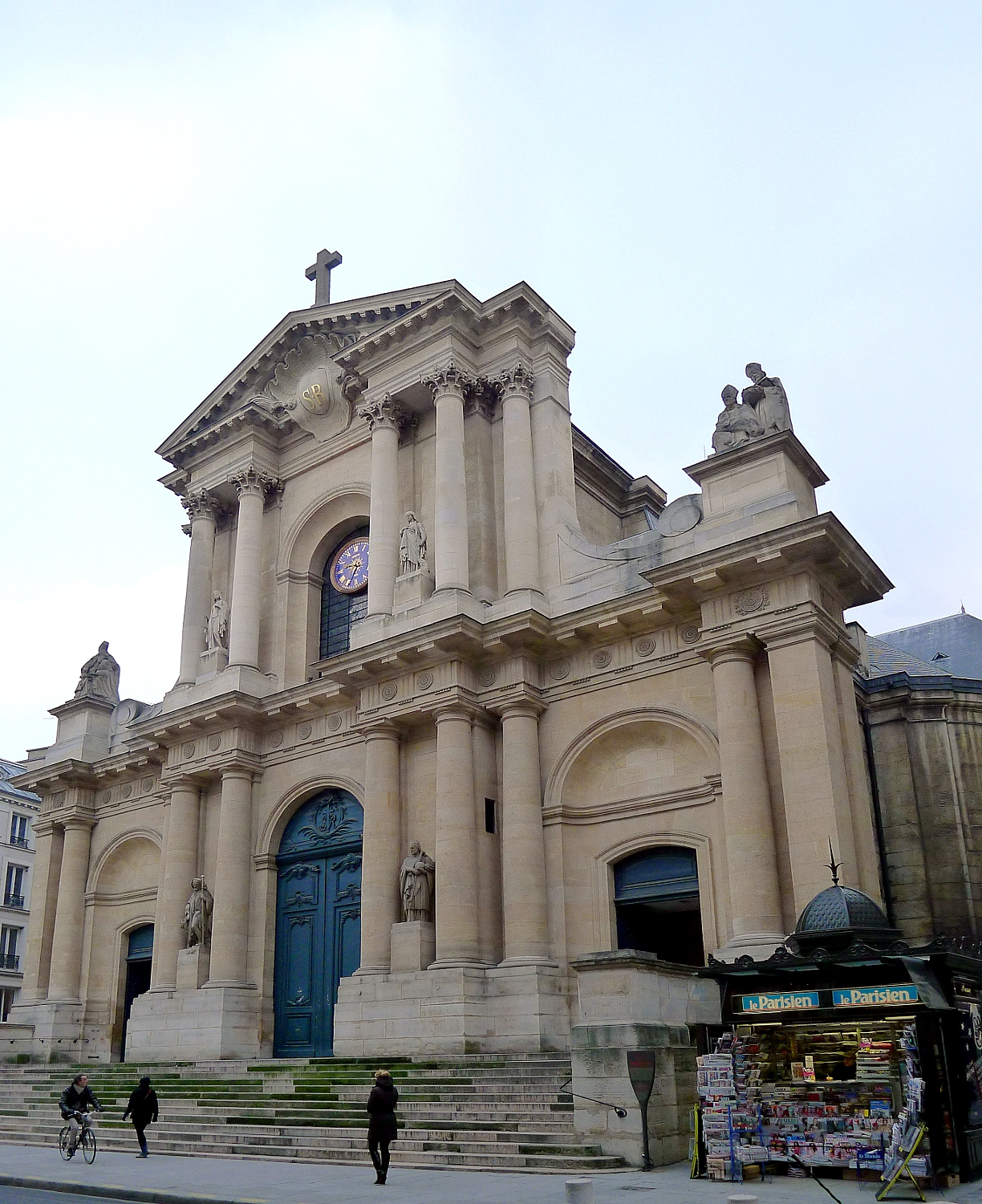
La tardo barocca chiesa di Saint-Roch al 196 rue Saint-Honoré (1738–39) di Robert de Cotte e Jules-Robert de Cotte
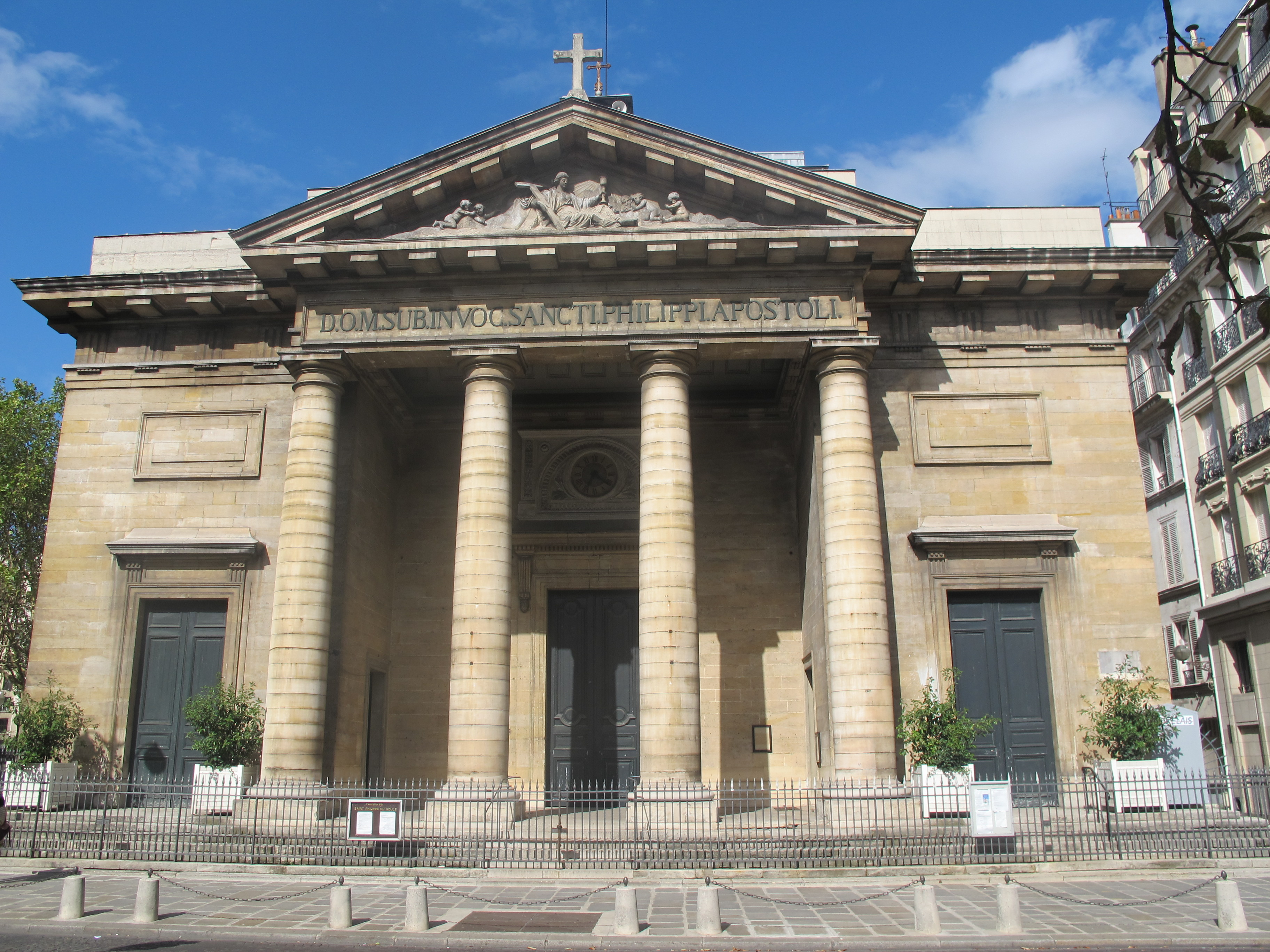
La facciata neclassica della chiesa di Saint-Philippe-de-Roule (1764–84), di Jean-François Chalgrin
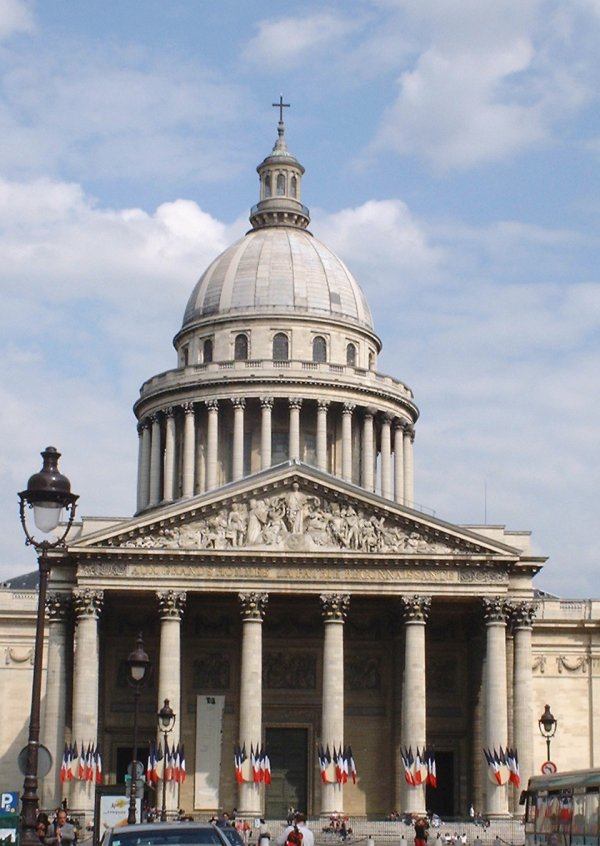
La chiesa di Santa Genoveffa, ora Panthéon (1764–1790) di Jacques-Germain Soufflot
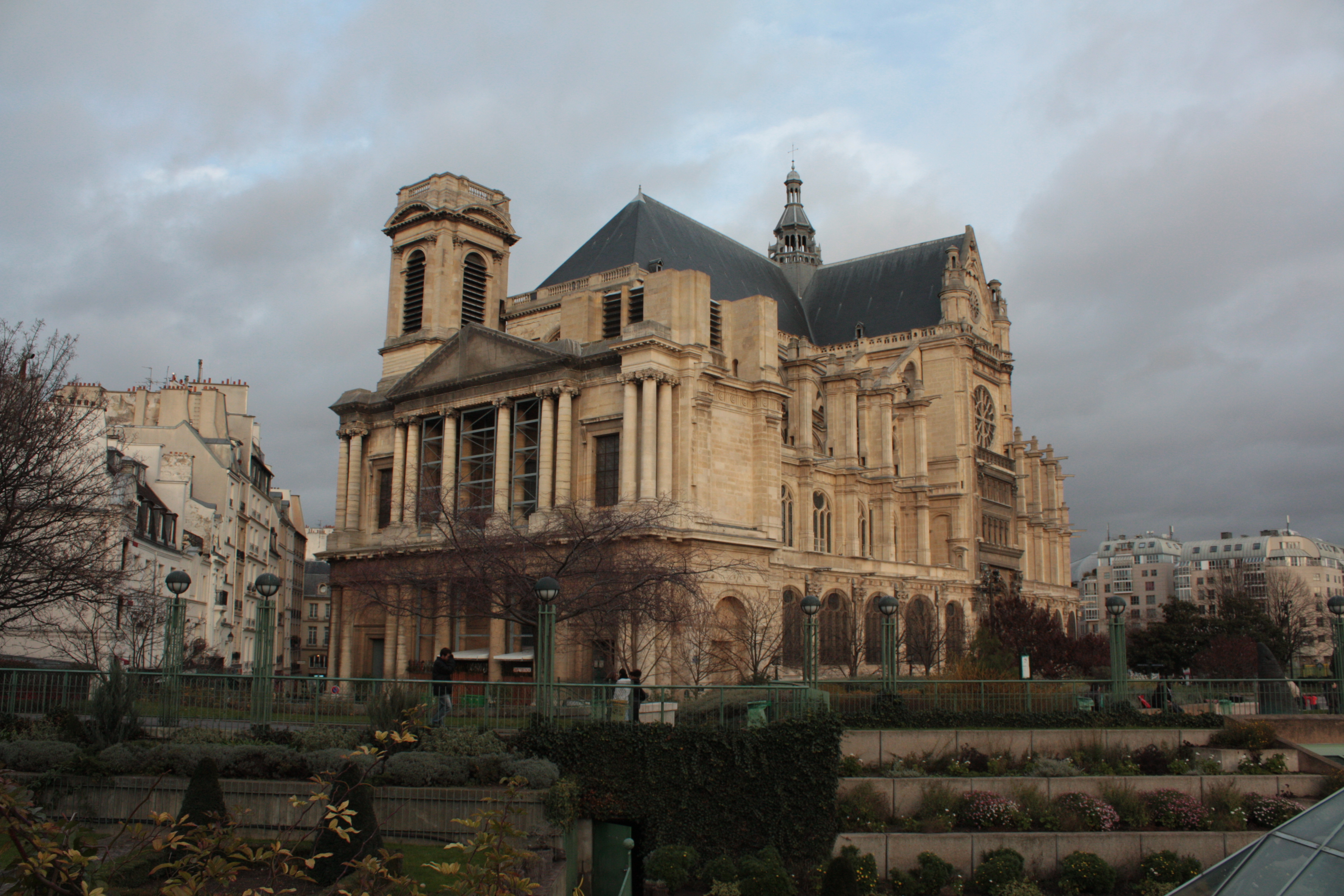
L'incompiuta facciata ovest della chiesa di Saint-Eustache, con la torre campanaria (1754–78)
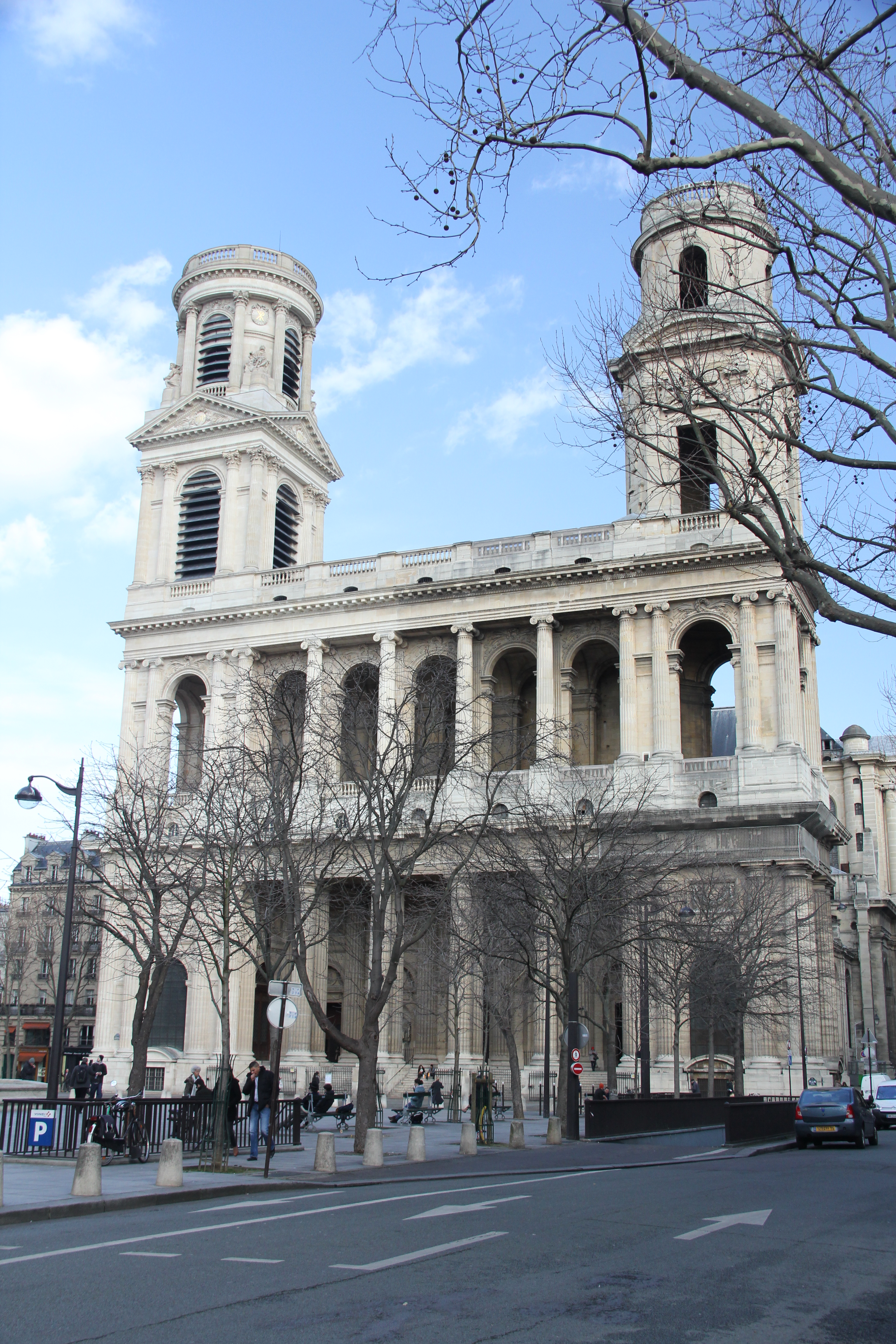
Facciata della chiesa di Saint-Sulpice (1732–80) di Jean-Nicolas Servandoni, poi Oudot de Maclaurin e Jean-François Chalgrin
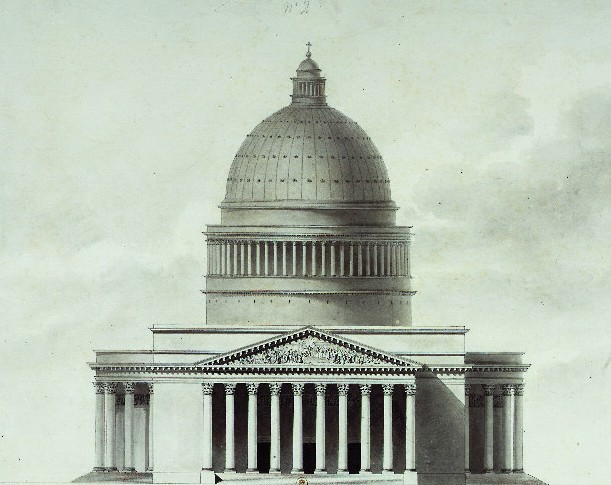
Progetto per la Chiesa della Madeleine (1777)

Le chiese della prima metà del XVIII secolo, come la chiesa di San Rocco in 196 rue Saint-Honoré (1738-39) di Robert de Cotte e Jules-Robert de Cotte, rimasero con lo stile tardo barocco degli ordini sovrapposti. Le chiese successive si avventurarono nel neoclassicismo, almeno all'esterno. L'esempio più importante di chiesa neoclassica fu la Chiesa di Santa Genoveffa (1764-1790), il futuro Panthéon. La chiesa di Saint-Philippe-du-Roule, al 153 rue du Faubourg-Saint-Honoré (VIII arrondissement) (1764-1784) di Jean-François Chalgrin, aveva un esterno ispirato alla chiesa paleocristiana, sebbene la navata interna era più tradizionale. La chiesa di Saint-Sulpice nel VI arrondissement, di Jean-Nicolas Servandoni, poi di Oudot de Maclaurin e Jean-François Chalgrin, ricevette una facciata classica e due campanili (1732-1780). I fondi si esaurirono prima che la seconda torre fosse terminata, lasciando le due torri diverse nello stile. La chiesa di Saint-Eustache in rue-du-Jour (I arrondissement) un esempio di architettura sia gotica sia rinascimentale, ebbe la sua facciata ovest rifatta da Jean Hardouin Mansart e poi da Pierre-Louis Moreau-Desproux, in una facciata neoclassica con due ordini (1754-78), e doveva avere due torri, ma solo una fu terminata.
Una grande chiesa con cupola, simile a Les Invalides, era stata progettata per Place de la Madeleine a partire dal 1760. il re pose la prima pietra il 3 aprile 1763, ma i lavori si interruppero nel 1764. L'architetto, Pierre Contant d'Ivry, morì nel 1777, e fu sostituito dal suo allievo Guillaume-Martin Couture, che decise invece di fondare la sua chiesa sul Pantheon romano; un classico colonnato sormontato da una massiccia cupola. All'inizio della Rivoluzione del 1789, tuttavia, erano state completate solo le fondamenta e il grande portico.

## Architettura residenziale Régence e Luigi XV

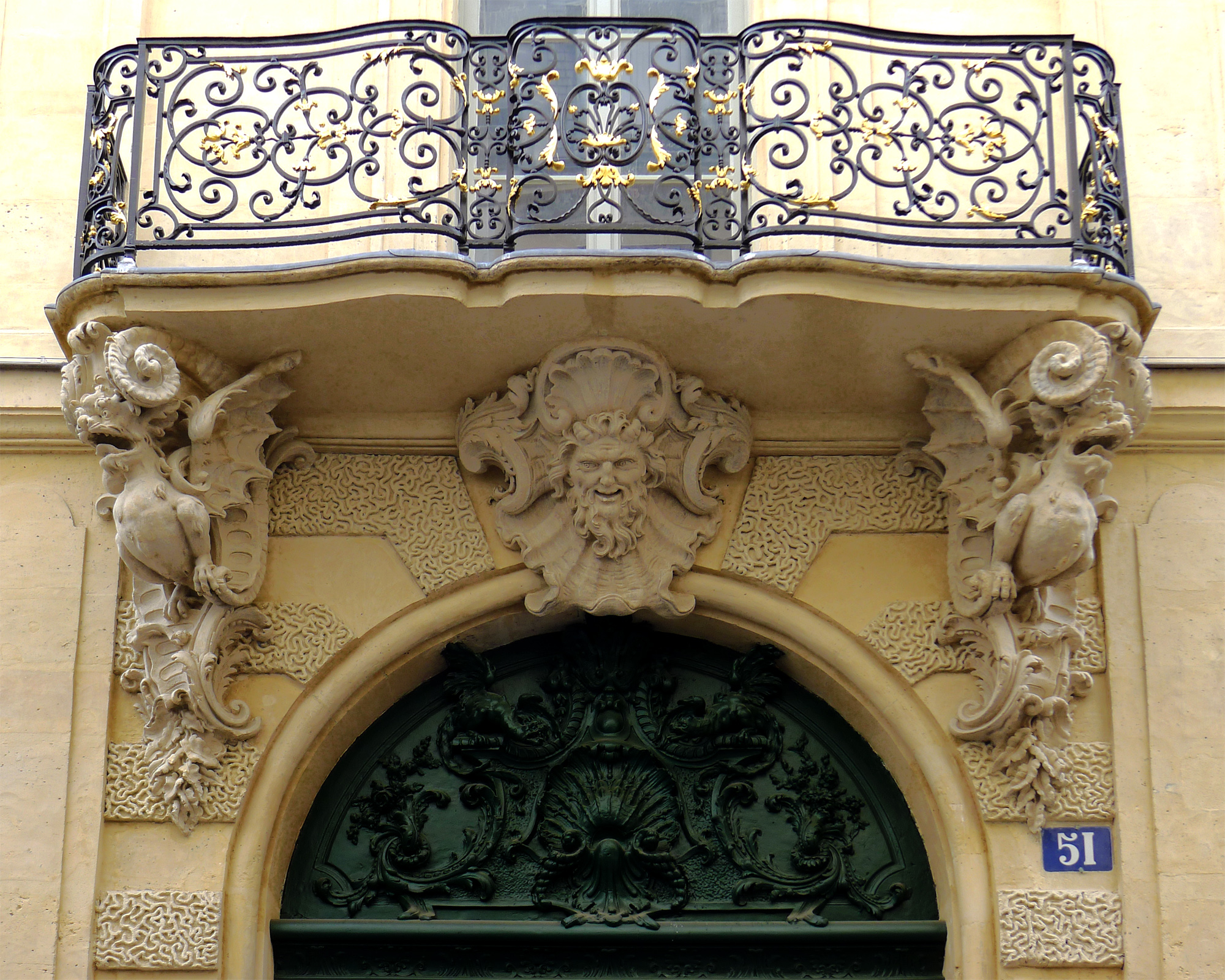
Dettagli dell'Hôtel de Chenizot, 51 rue Saint-Louis-en-Ile, di Pierre Vigné de Vigny (circa 1720)
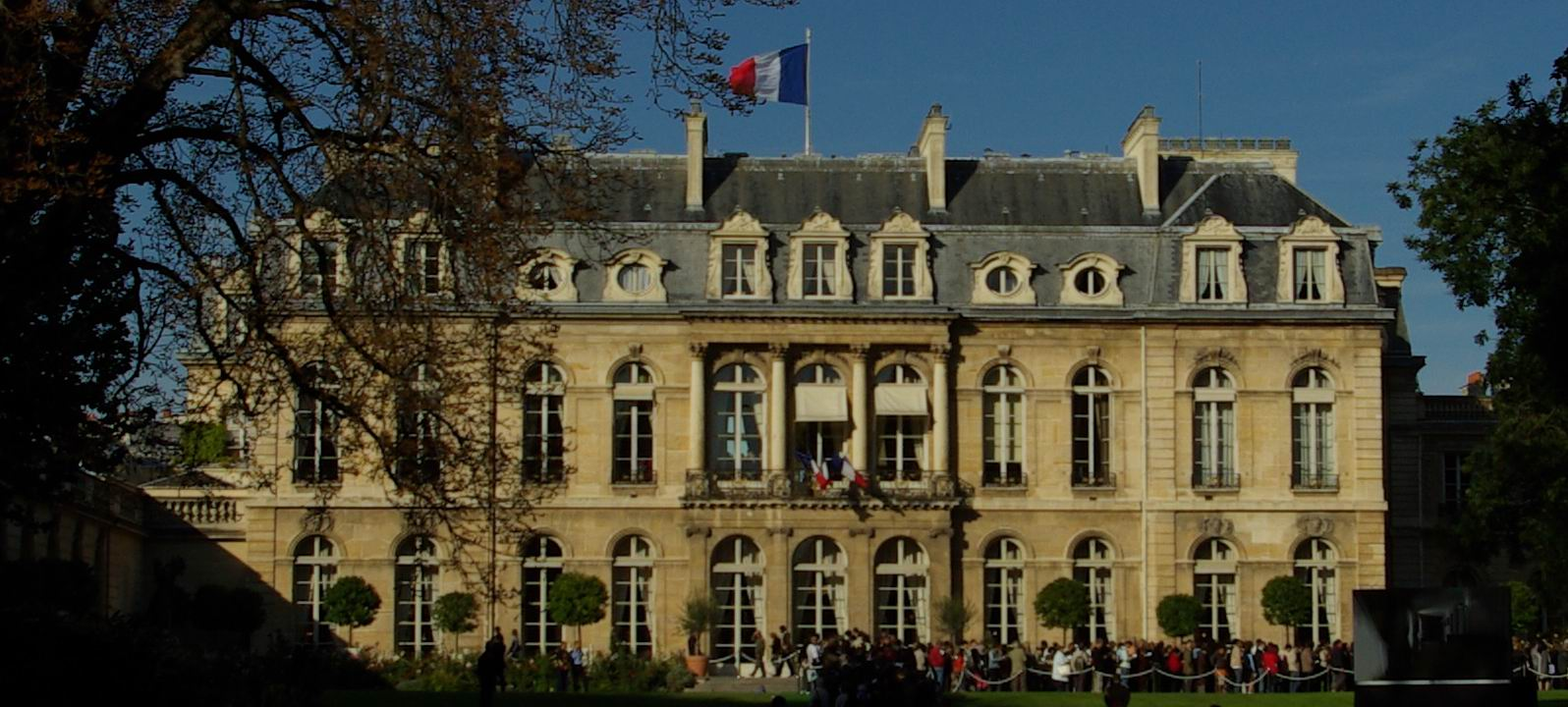
L'Hotel d'Évreux, ora Palazzo dell'Eliseo, residenza del presidente della Repubblica francese (1718–20), di Armand Claude Mollet
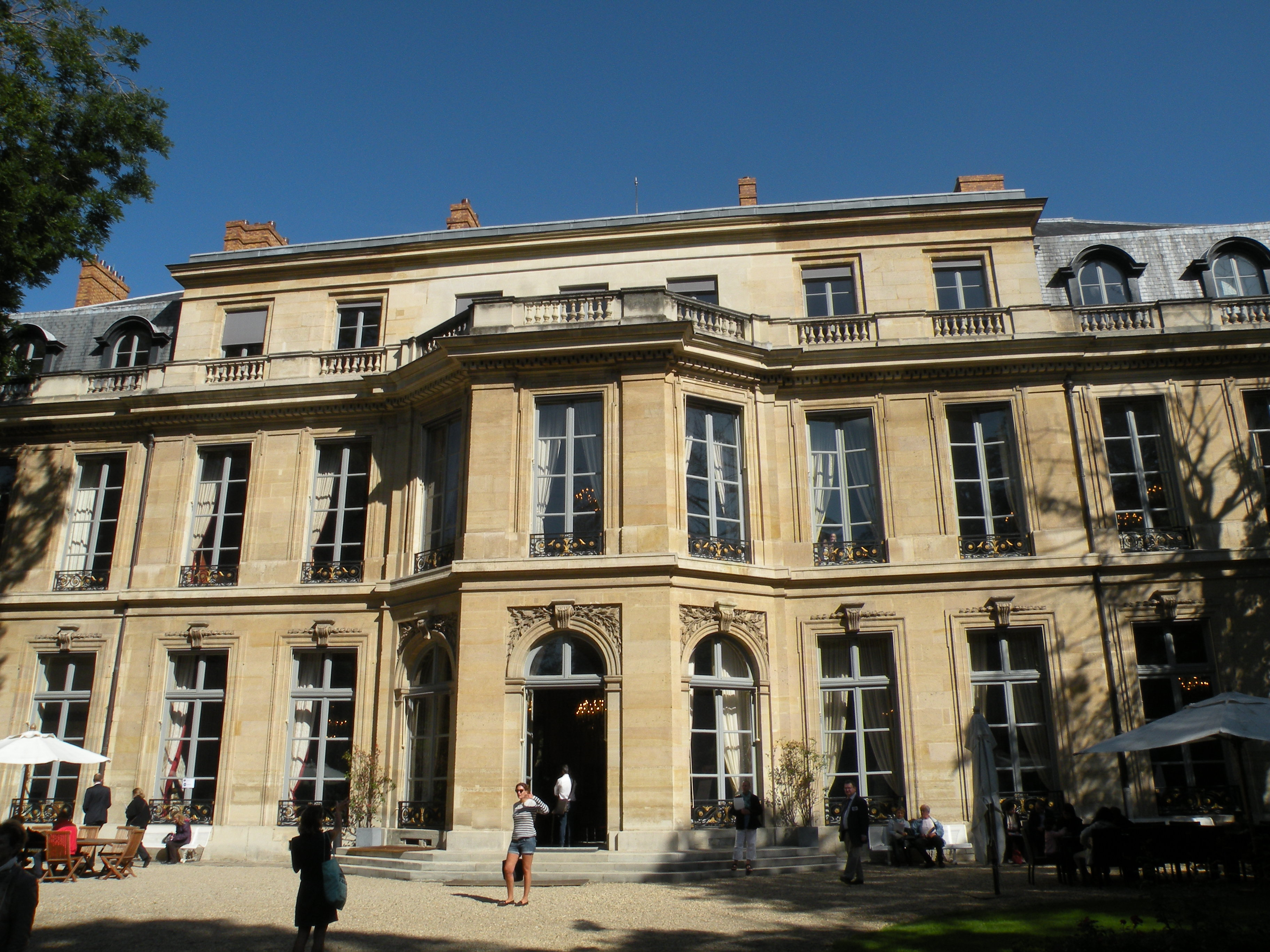
L'avancorpo dell'Hôtel du Châtelet (1770) di Mathurin Cherpitel

La Régence e poi il regno di Luigi XV videro una graduale evoluzione dello stile dell'hôtel particulier, o palazzo. Apparve nelle residenze il balcone ornato in ferro battuto, insieme ad altri dettagli ornamentali chiamati rocaille o rococò, spesso presi in prestito dall'Italia. Lo stile venne introdotto prima nelle case del Marais, poi nei quartieri di Saint-Honoré e Saint-Germain, dove erano disponibili lotti edificabili più grandi. Questi divennero i quartieri più alla moda entro la fine del XVIII secolo. I nuovi hôtel erano spesso ornati con facciate curve, rotonde e padiglioni laterali, e avevano le loro facciate decorate con mascheroni scolpiti, cascate di trofei e altre decorazioni scultoree. Gli interni erano riccamente decorati con pannelli in legno intagliato. Le case di solito si affacciavano su cortili sul davanti e sui giardini sul retro. L'Hôtel de Chenizot, 51 rue Saint-Louis-en-Ile, di Pierre Vigné de Vigny (1720 circa), era un buon esempio del nuovo stile; era una casa del XVII secolo trasformata da una nuova facciata rocaille.

### Urbanistica - Place de la Concorde

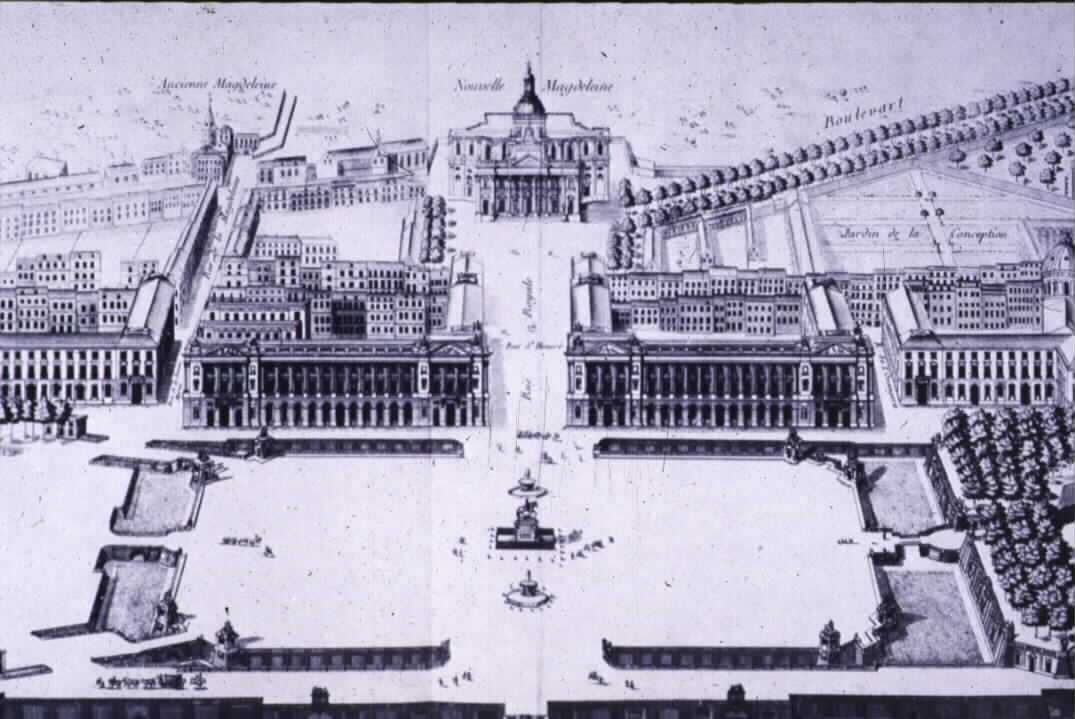
Disegno di Ange-Jacques Gabriel per Place Louis XV, ora Place de la Concorde (1766–75)
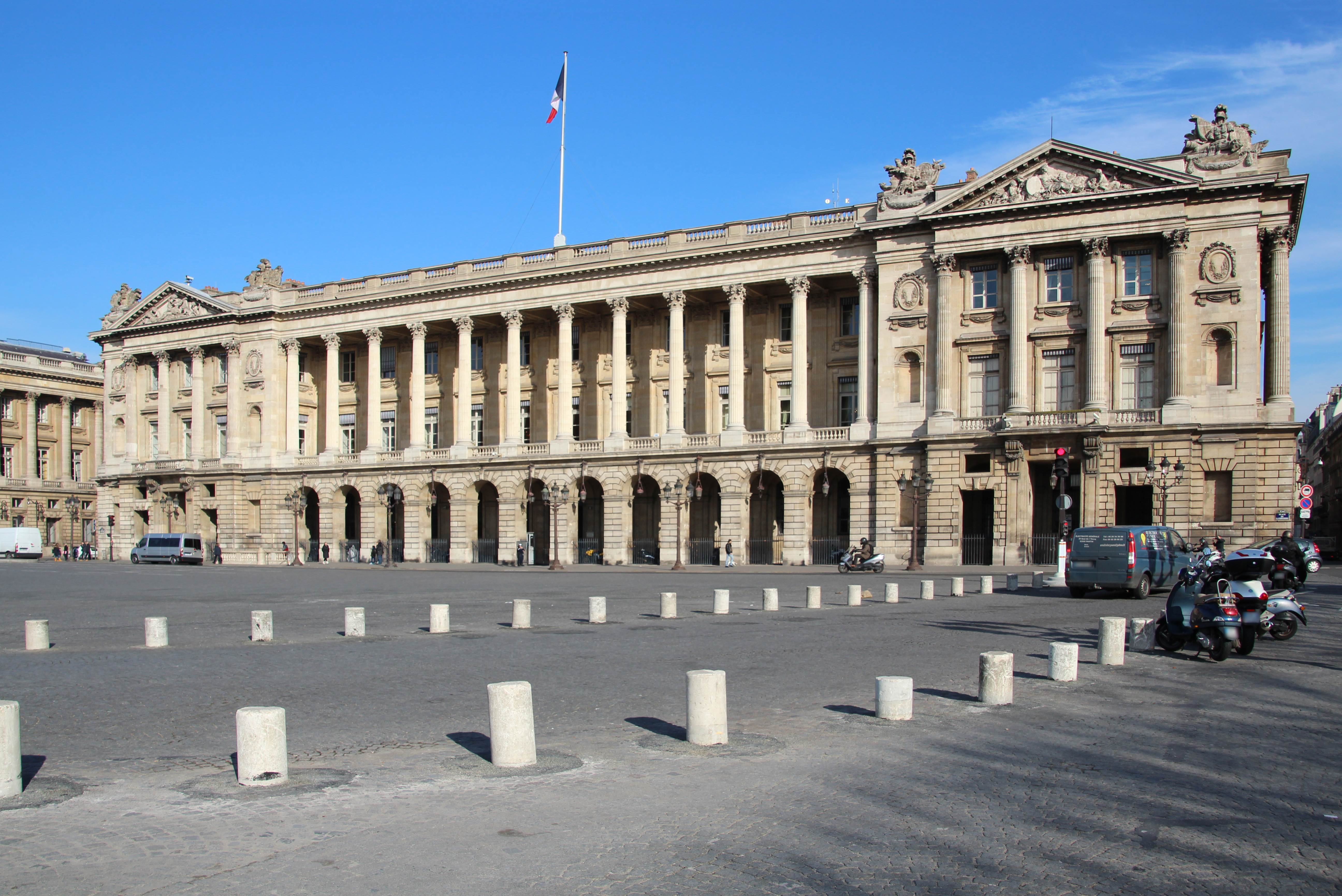
Facciata dell'Hôtel de la Marine su Place de la Concorde (1766–75), di Ange-Jacques Gabriel

Nel 1748, l'Accademia delle Arti commissionò una statua monumentale del re a cavallo allo scultore Bouchardon, e l'Accademia di architettura fu incaricata di creare una piazza, chiamata Place Louis XV, dove potesse essere posizionata. Il sito selezionato era lo spazio aperto paludoso tra la Senna, il fossato e il ponte per il Giardino delle Tuileries e gli Champs-Élysées, che conducevano a Place de l'Étoile, convergenza di sentieri di caccia sul confine occidentale della città (ora Place Charles-de-Gaulle). I progetti vincitori per la piazza e gli edifici adiacenti vennero realizzati dall'architetto Ange-Jacques Gabriel. Questi progettò due grandi palazzi con una strada al centro, rue Royale, progettata per dare una visione chiara della statua al centro della piazza. Le facciate dei due palazzi, con lunghi colonnati e frontoni classici, si ispiravano alla facciata neoclassica del Louvre di Perrault. La costruzione iniziò nel 1754 e la statua fu collocata e dedicata il 23 febbraio 1763. I due grandi palazzi erano ancora incompiuti, ma le facciate furono terminate nel 1765-1766. Il luogo fu teatro di alcuni degli eventi più drammatici della Rivoluzione francese, comprese le esecuzioni capitali di Luigi XVI e Maria Antonietta.

### Urbanistica sotto Luigi XVI
L'ultima parte del XVIII secolo vide lo sviluppo di nuovi blocchi residenziali, in particolare sulla riva sinistra a Odéon e Saint-Germain, e sulla riva destra nel I e II arrondissement. I quartieri più alla moda si spostarono dal Marais verso ovest con grandi edifici residenziali costruiti in uno stile neoclassico semplificato e armonioso. I piani terra erano spesso occupati da portici per dare riparo ai pedoni dalla pioggia e dal traffico stradale. Nel 1783 e nel 1784 furono emanati nuovi severi regolamenti edilizi, che regolavano l'altezza dei nuovi edifici in relazione alla larghezza della strada, regolando la linea del cornicione, il numero dei piani e l'inclinazione dei tetti. Secondo un decreto del 1784 del Parlamento di Parigi, l'altezza della maggior parte dei nuovi edifici era limitata a 54 pied o 17,54 metri, con l'altezza dell'attico a seconda della larghezza dell'edificio.

### Architettura parigina alla vigilia della Rivoluzione

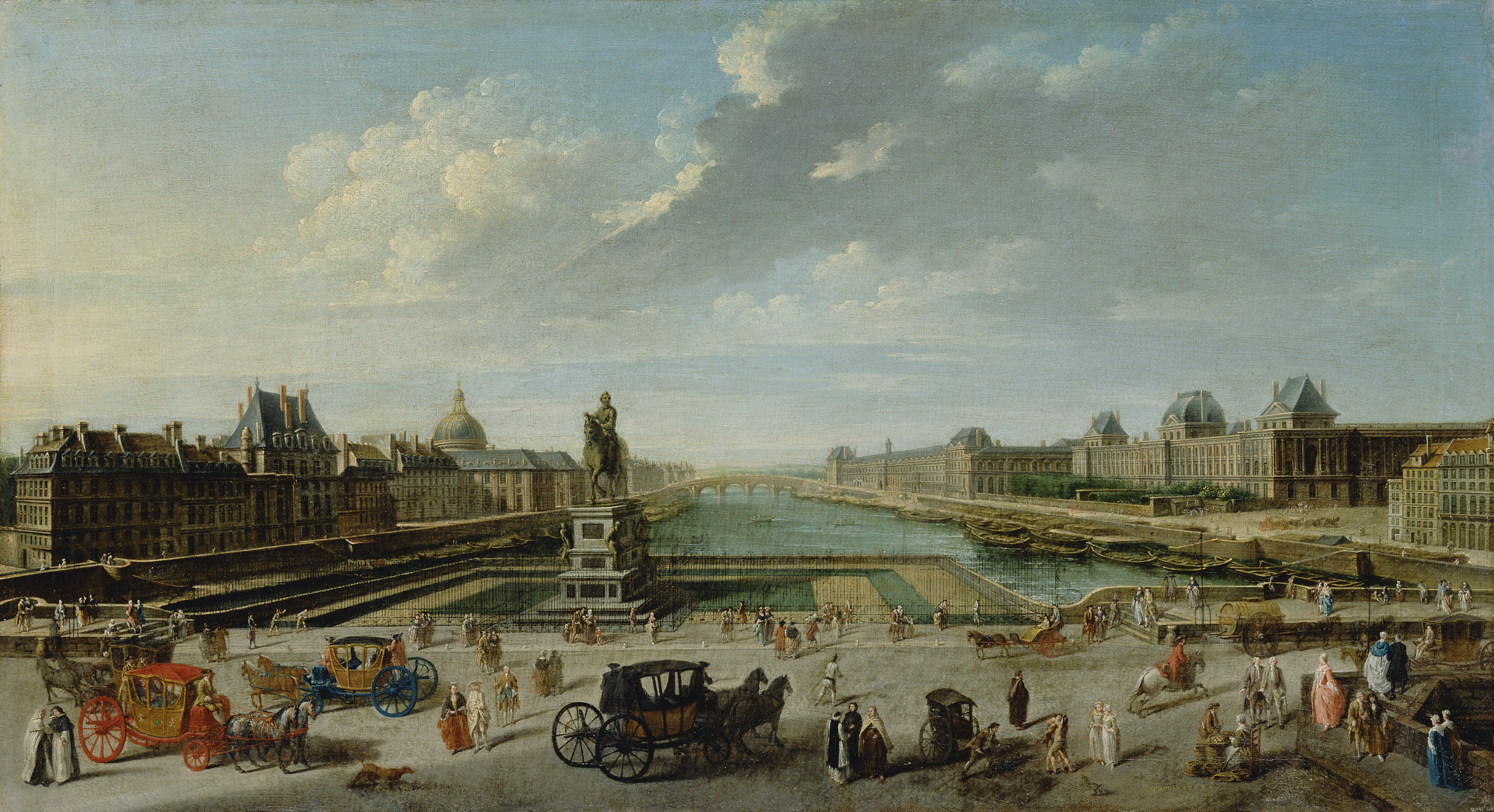
Vista di Parigi dal Pont Neuf di Nicolas-Jean-Baptiste Raguenet (1783)
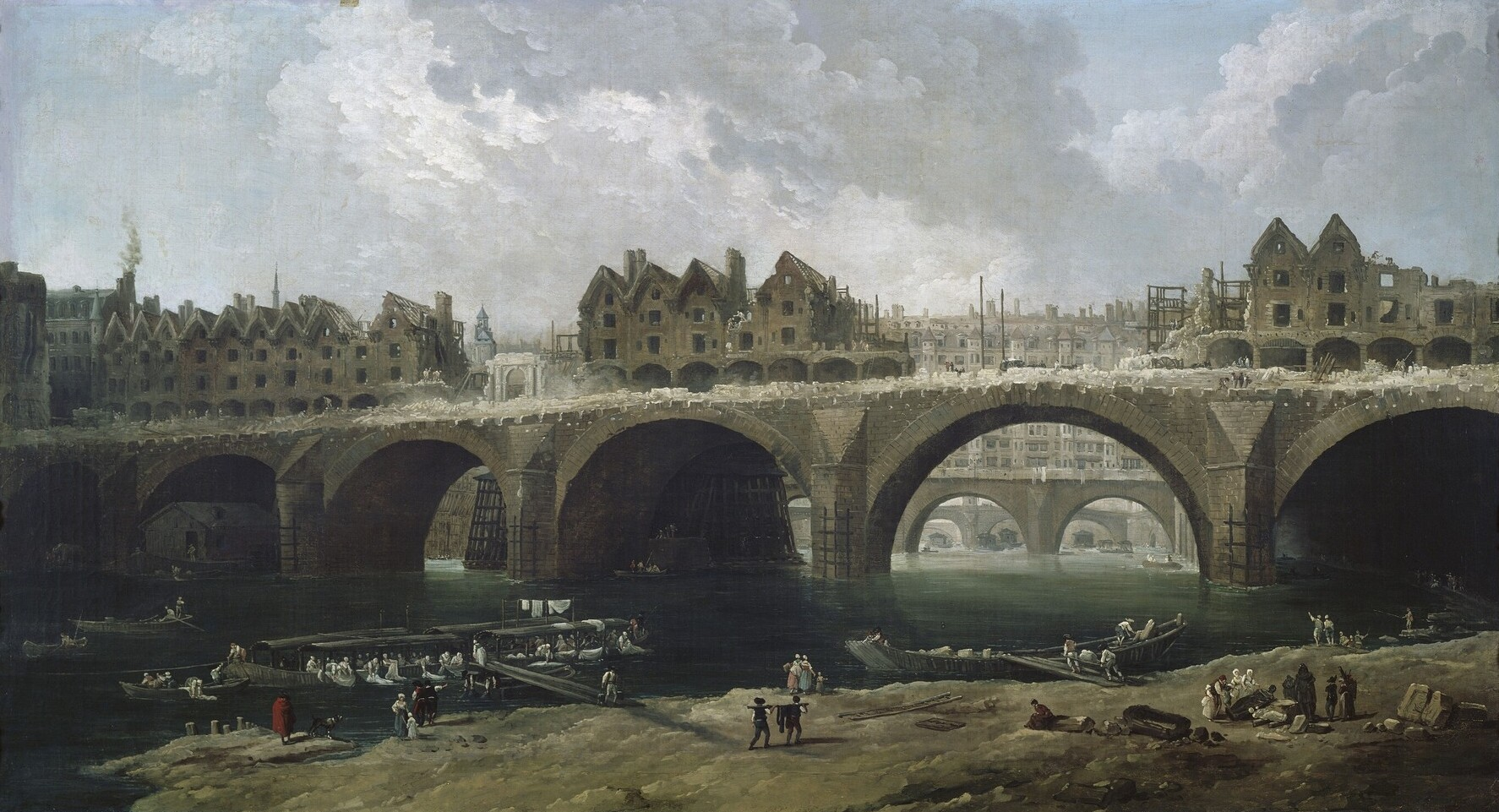
Demolizione di case sul Pont Notre-Dame, di Hubert Robert (1786)
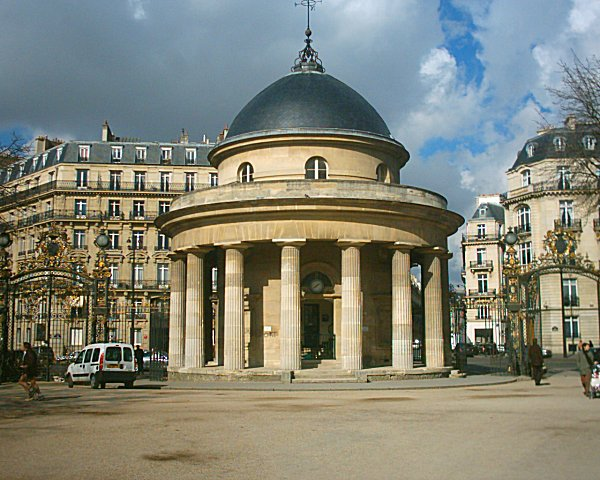
Una barriera doganale neoclassica (1787–90), ora parte del Parc Monceau, di Claude-Nicolas Ledoux
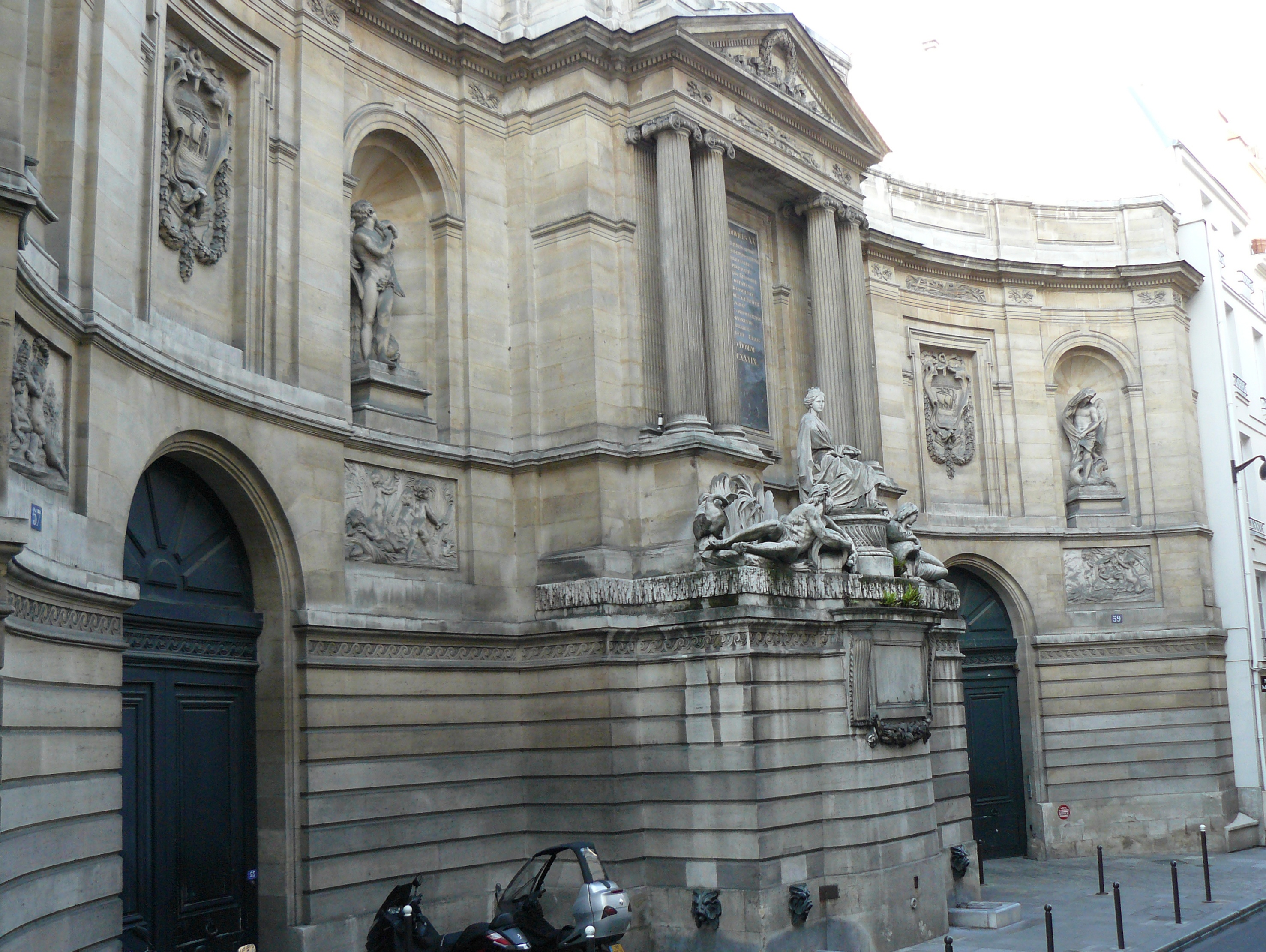
La Fontaine des Quatre-Saisons (1774) era monumentale, ma i suoi piccoli beccucci fornivano poca acqua

Parigi nel XVIII secolo aveva molti bei palazzi, ma non era una bella città. Il filosofo Jean-Jacques Rousseau descrisse la sua delusione quando arrivò per la prima volta a Parigi nel 1731. "Mi aspettavo una città tanto bella quanto grandiosa, dall'aspetto imponente, dove si sarebbero viste solo strade superbe e palazzi di marmo e d'oro. Invece, quando sono entrato dal Faubourg Saint-Marceau, ho visto solo strade strette, sporche e maleodoranti, e cattive case nere, con aria malsana, mendicanti, povertà, carrettieri, riparatori di vecchi indumenti e venditori di tè e di vecchi cappelli."
Nel 1749, in Embellissements de Paris, Voltaire scriveva: "Arrossiamo di vergogna nel vedere i mercati pubblici, allestiti in strade strette, che mostrano la loro sporcizia, diffondono infezioni e provocano continui disordini... I quartieri immensi hanno bisogno di luoghi pubblici. Il centro della città è buio, angusto, orribile, qualcosa che risale all'epoca della più vergognosa barbarie."
Lo stile neoclassico uniforme in tutta la città non fu accolto bene da tutti. Poco prima della Rivoluzione il giornalista Louis-Sébastien Mercier scriveva: "Quanto è monotono il genio dei nostri architetti! Come vivono di copie, di eterna ripetizione! Non sanno fare il più piccolo edificio senza colonne... Più o meno assomigliano tutti a templi."
Anche gli edifici funzionali furono costruiti in stile neoclassico; il mercato del grano (ora Camera di Commercio) ricevette una cupola neoclassica (1763-69) da Nicolas Le Camus de Mézières. Tra il 1785 e il 1787, il governo reale costruì un nuovo muro intorno ai bordi della città (il muro della Ferme générale) per impedire il contrabbando di merci in città. Aveva cinquantacinque barriere, molte delle quali sotto forma di templi dorici, progettati da Claude-Nicolas Ledoux. Alcuni esistono ancora, in particolare al Parc Monceau. Il muro era altamente impopolare e fu un fattore importante per spostare l'opinione contro Luigi XVI e provocare la Rivoluzione.
Nel 1774 Luigi XV aveva costruito una fontana monumentale, la Fontaine des Quatre-Saisons, riccamente decorata con sculture classiche di Bouchardon che glorificavano il re, al 57-59 di rue de la Grenelle. Mentre la fontana era enorme e dominava la strada stretta, in origine aveva solo due piccoli beccucci, dai quali i residenti del quartiere potevano riempire i loro contenitori d'acqua. Fu criticata da Voltaire in una lettera al conte de Caylus nel 1739, poiché la fontana era ancora in costruzione.

## Parigi rivoluzionaria

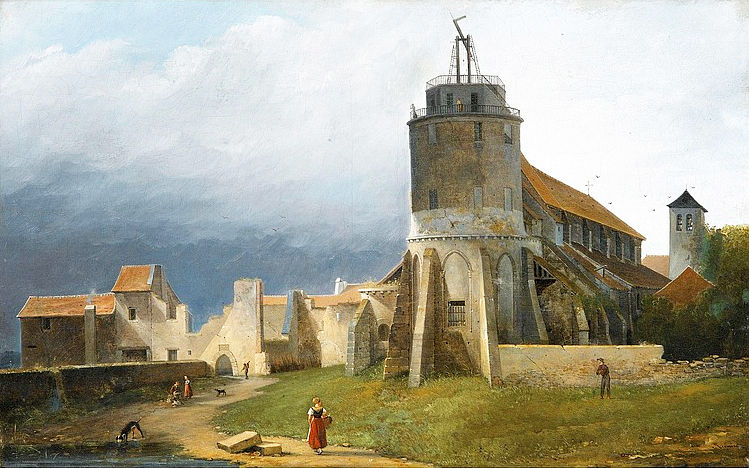
Rovine dell'abbazia e Chiesa di Saint-Pierre-de-Montmartre nel 1820
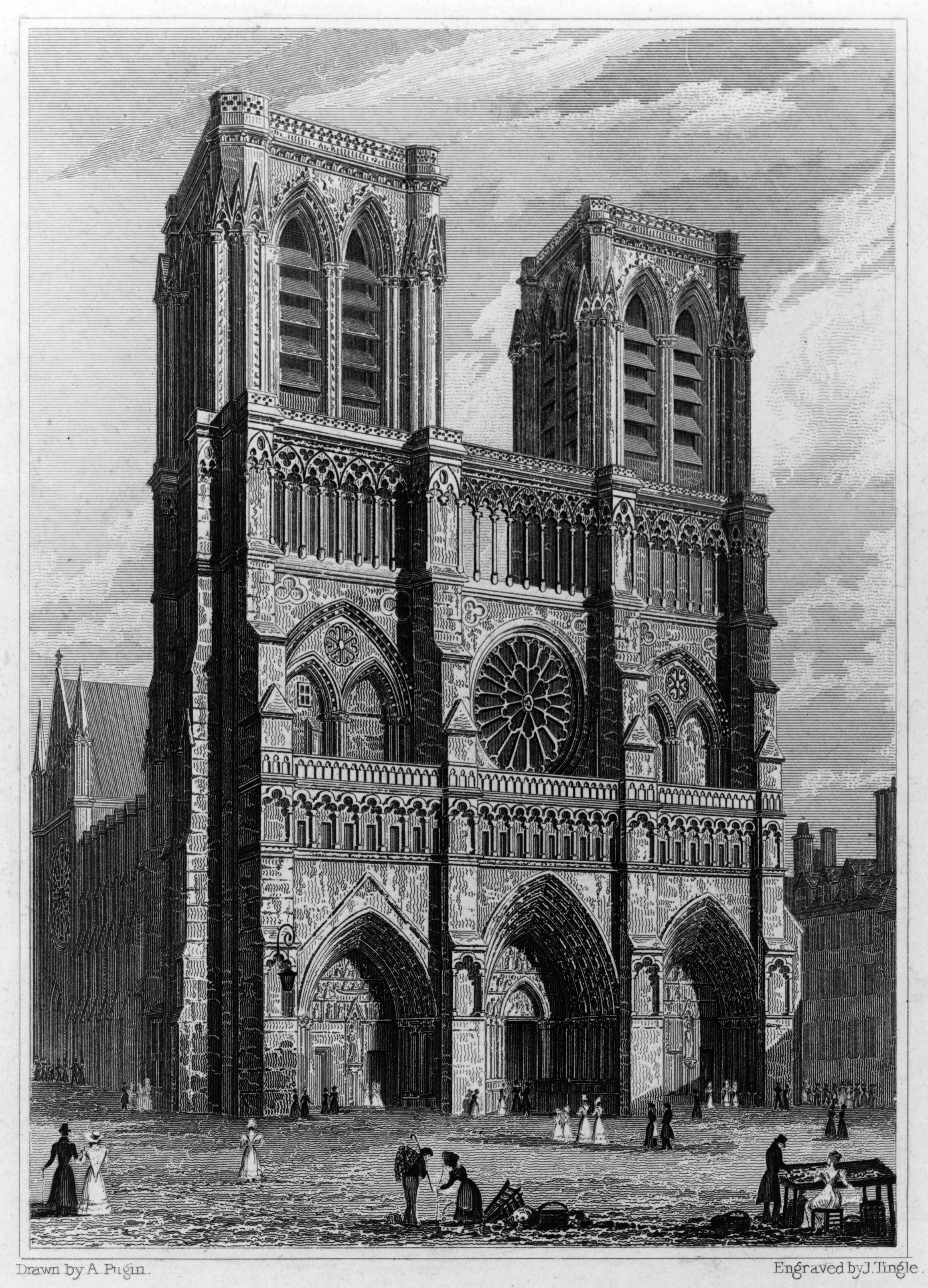
Notre Dame spogliata delle sue statue e della guglia (anni 1820)
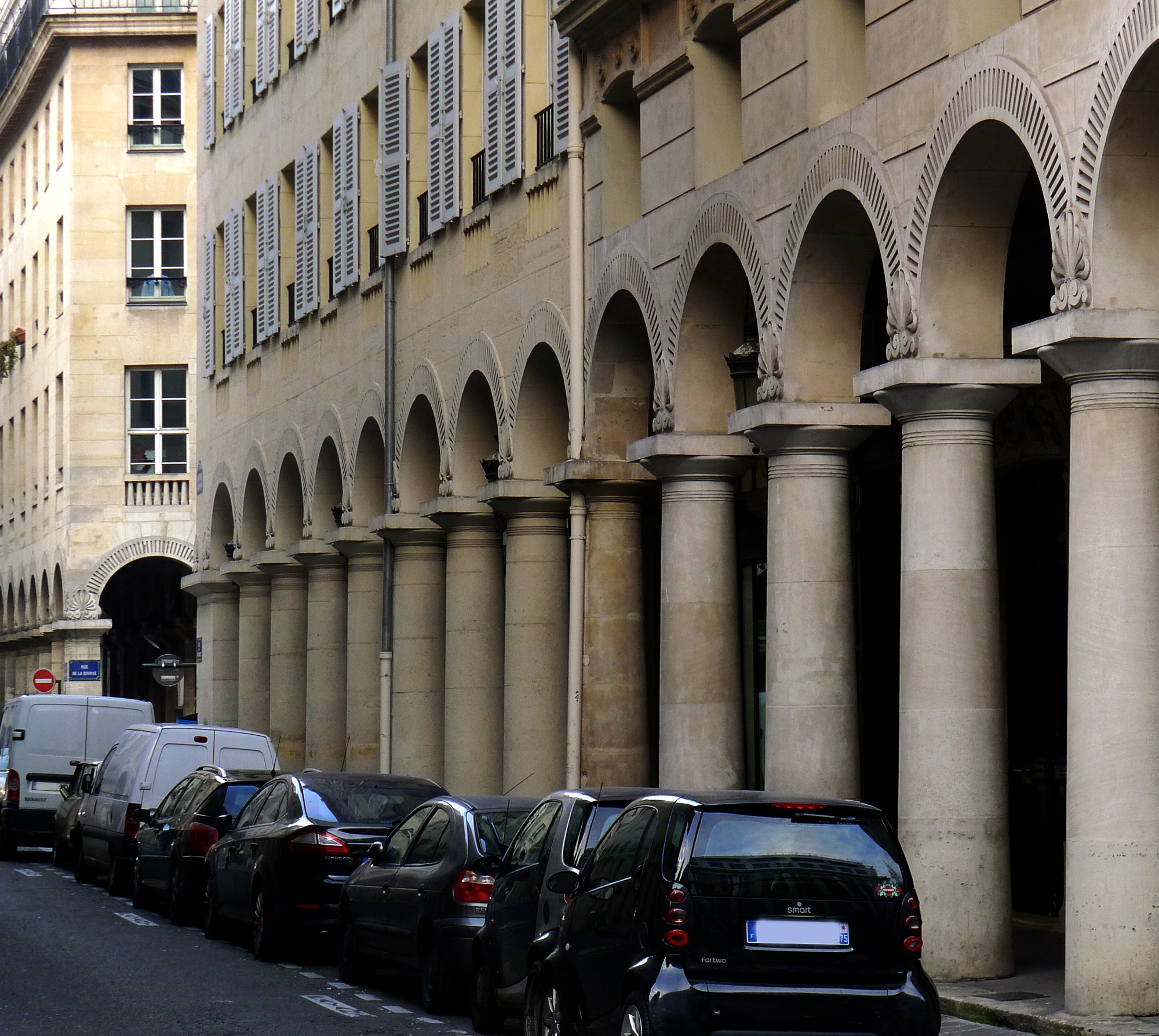
Rue des Colonnes (1793–95)
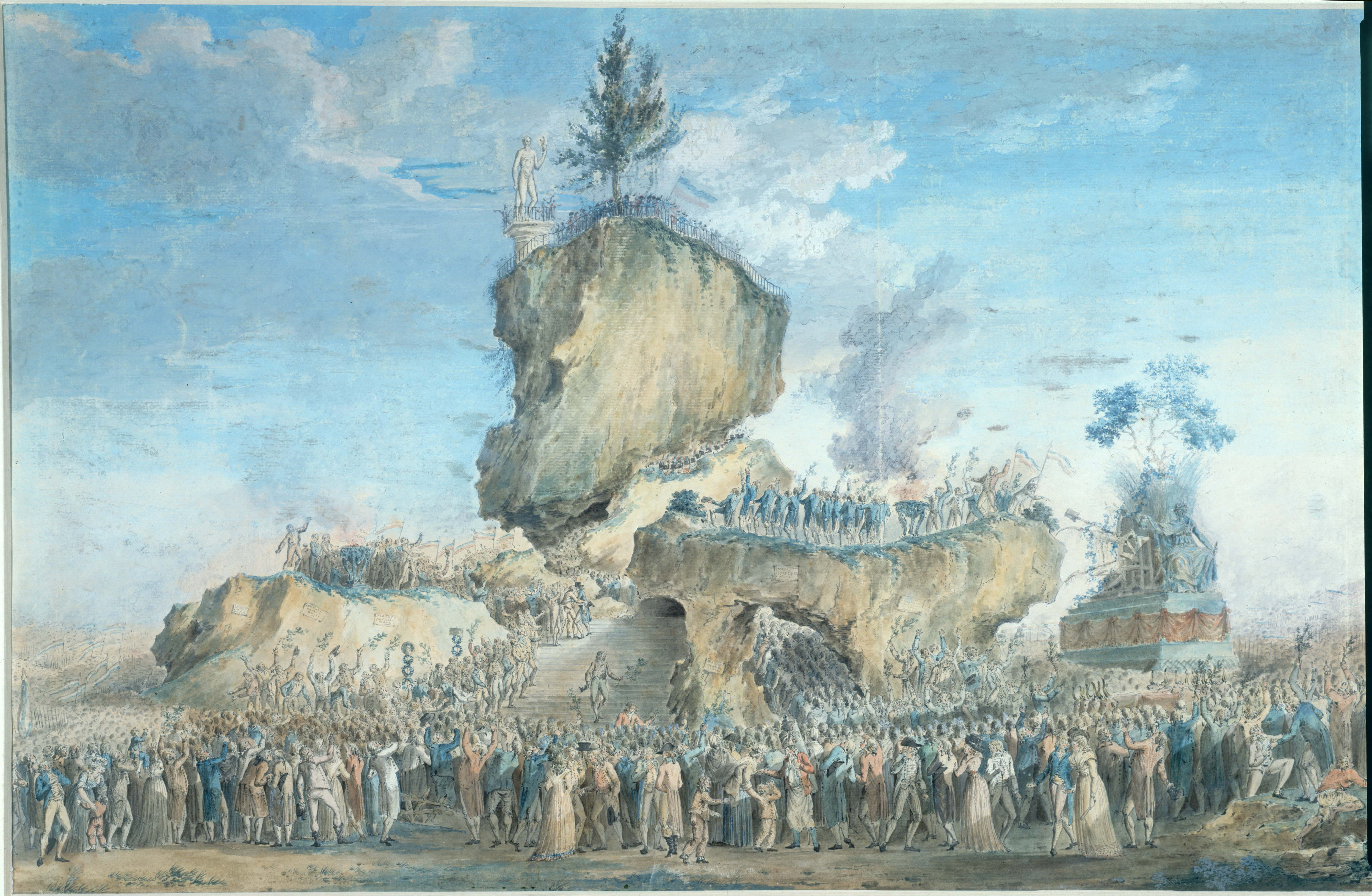
Sceneggiatura per la Festa dell'Essere supremo (1794)

Durante la Rivoluzione francese, le chiese di Parigi furono chiuse e nazionalizzate e molte furono gravemente danneggiate. La maggior parte delle distruzioni non venne dai rivoluzionari, ma dai nuovi proprietari che avevano acquistato gli edifici, e talvolta li demolivano per riutilizzare i materiali da costruzione. La Chiesa di Saint-Pierre-de-Montmartre venne distrutta e la parte rimasta andò in rovina. Parti dell'Abbazia di Saint-Germain-des-Prés furono trasformate in una fabbrica di polvere da sparo; un'esplosione distrusse molti degli edifici all'esterno della chiesa. La chiesa di Santa Genoveffa venne trasformata in un mausoleo per gli eroi rivoluzionari. Le sculture sulla facciata della cattedrale di Notre-Dame vennero frantumate o rimosse e la guglia abbattuta. Molti degli edifici religiosi abbandonati, in particolare nei quartieri esterni della città, furono trasformati in fabbriche e laboratori. Gran parte dell'architettura della Rivoluzione era teatrale e temporanea, come le straordinarie scenografie create per la Festa dell'Essere supremo sul Campo di Marte nel 1794. Tuttavia, proseguirono i lavori su alcuni progetti prerivoluzionari. La rue des Colonnes nel II arrondissement, progettata da Nicolas Jacques Antoine Vestier (1793-1795), aveva un colonnato di semplici colonne doriche, caratteristico del periodo rivoluzionario.

## La Parigi di Napoleone (1800-1815)

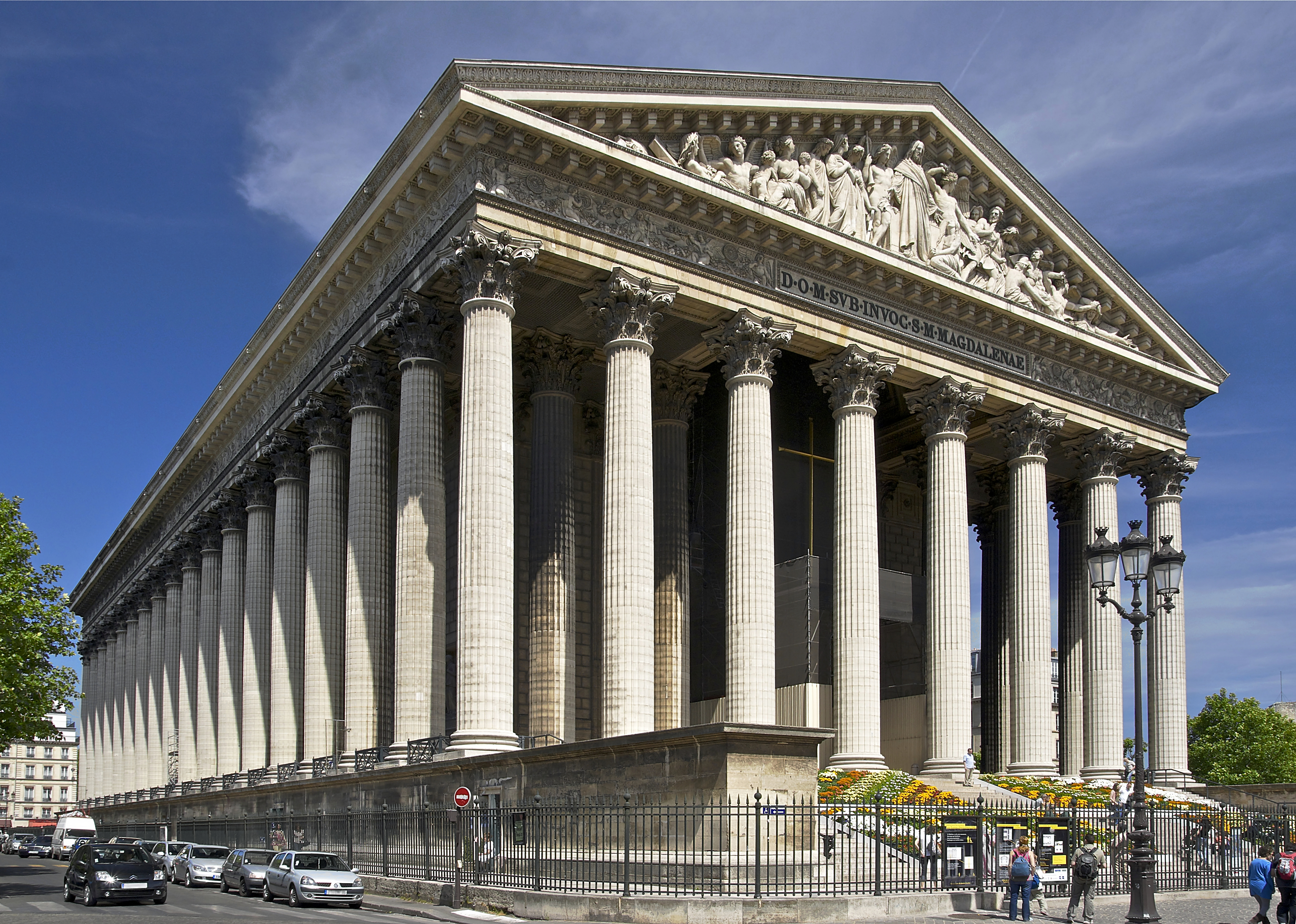
Creata da Napoleone come Museo della gloria militare, la struttura divenne la chiesa della Madeleine (1763–1842)
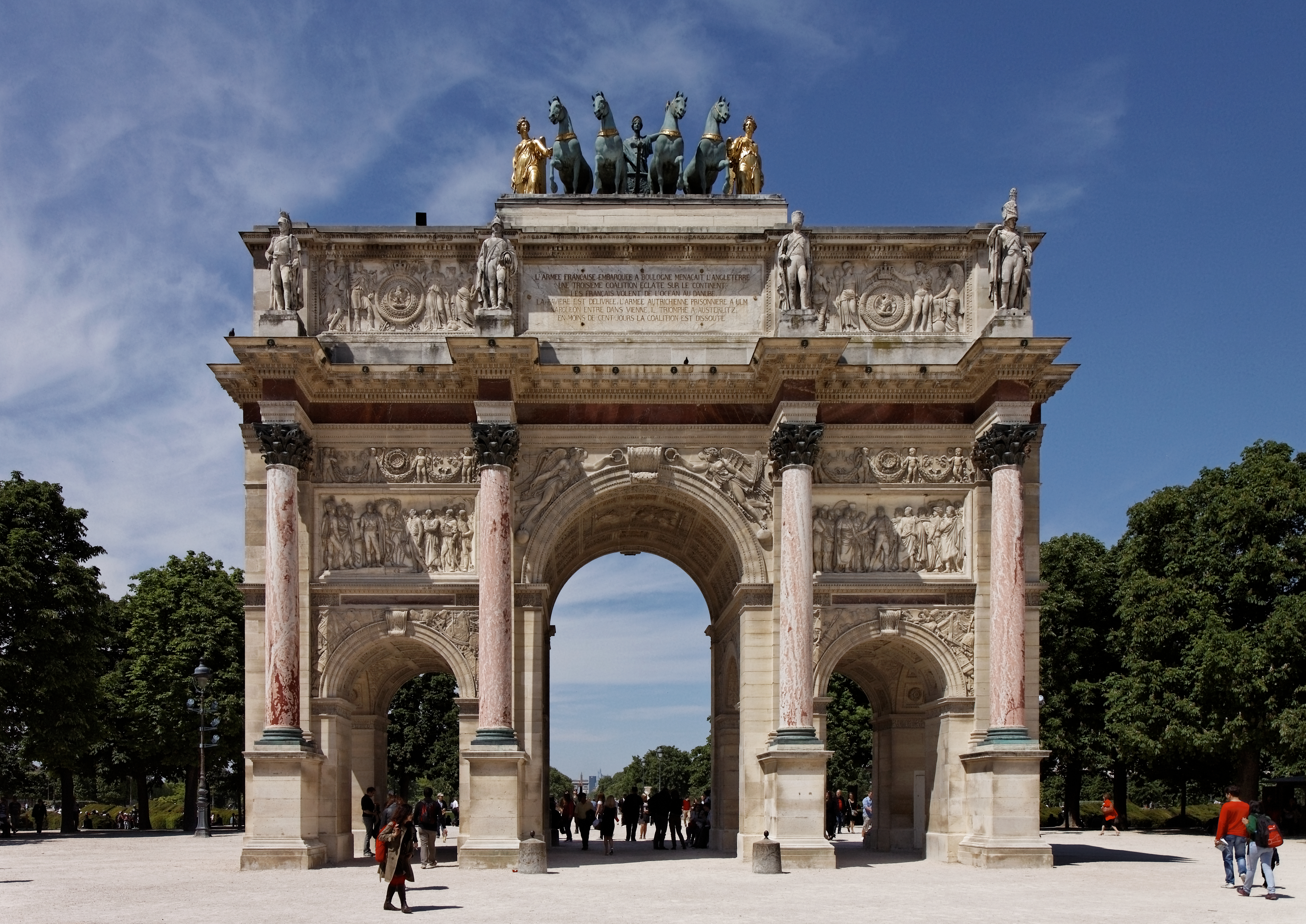
Arco di Trionfo del Carrousel (1806–10)
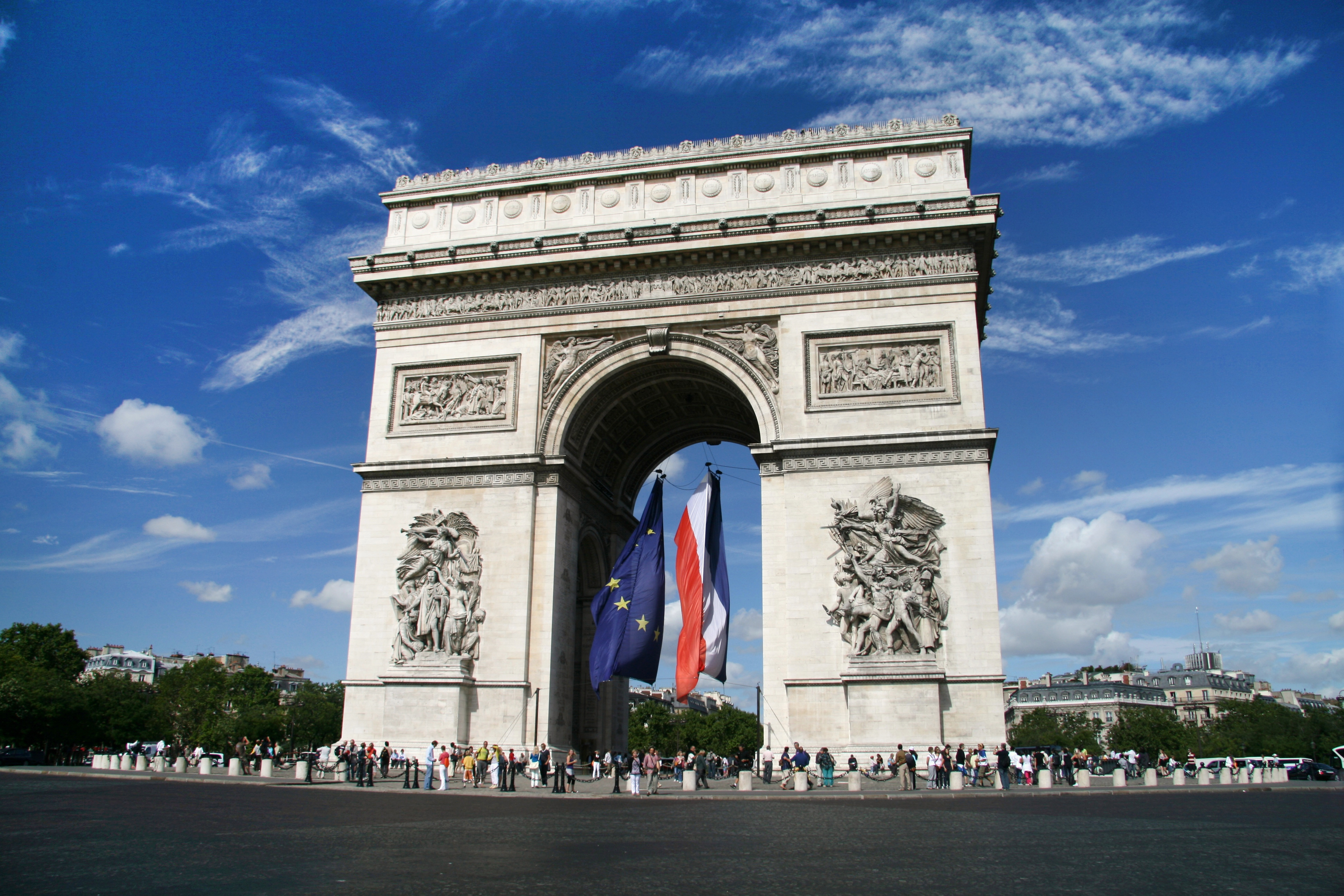
L'Arco di Trionfo (1806–11) di Jean-François Chalgrin, non completato fino al 1836
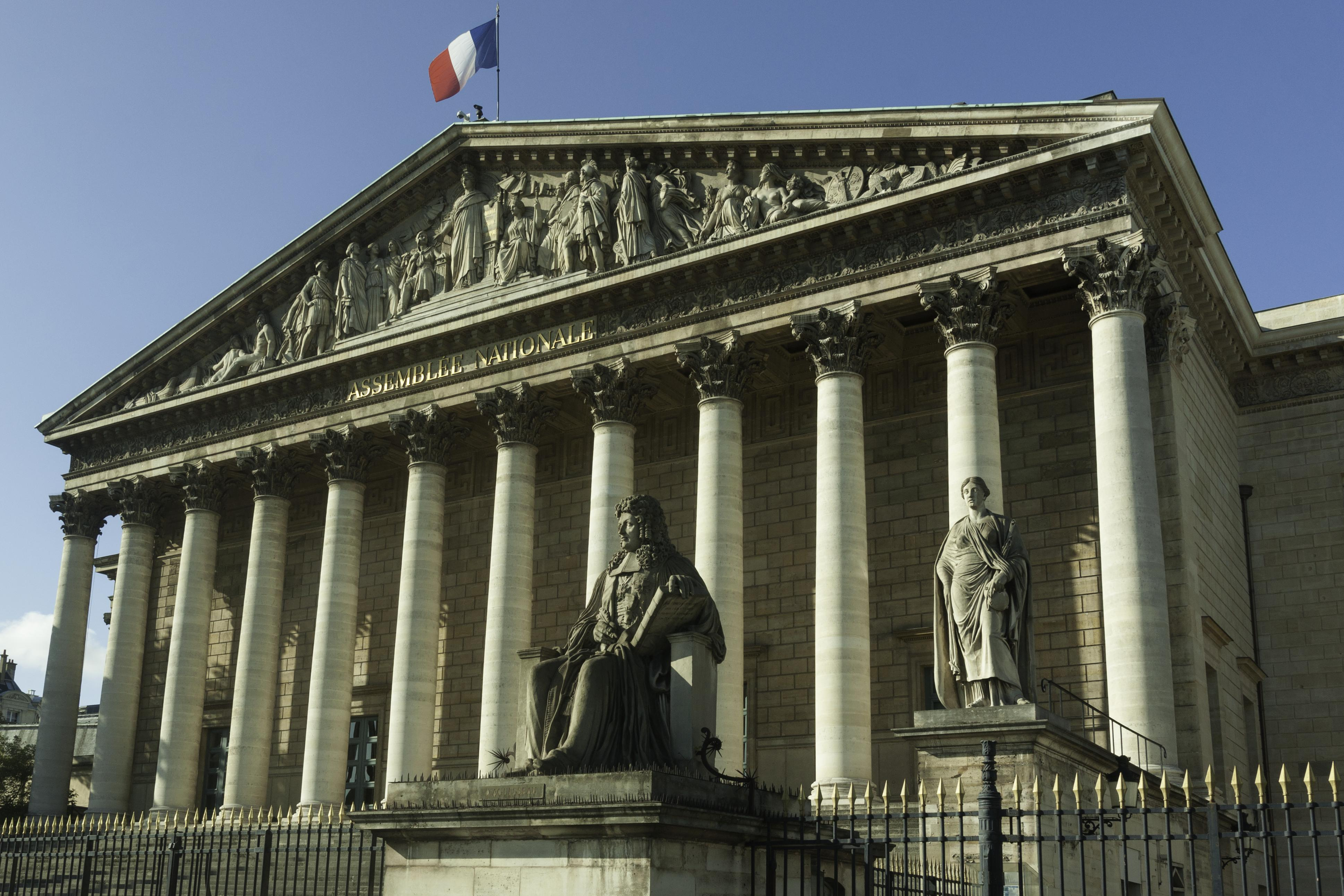
Napoleone fece ricostruire la facciata del Palazzo Borbone, sede dell'Assemblea nazionale francese, come contraltare del Tempio della gloria militare (ora chiesa della Madeleine) 1806)
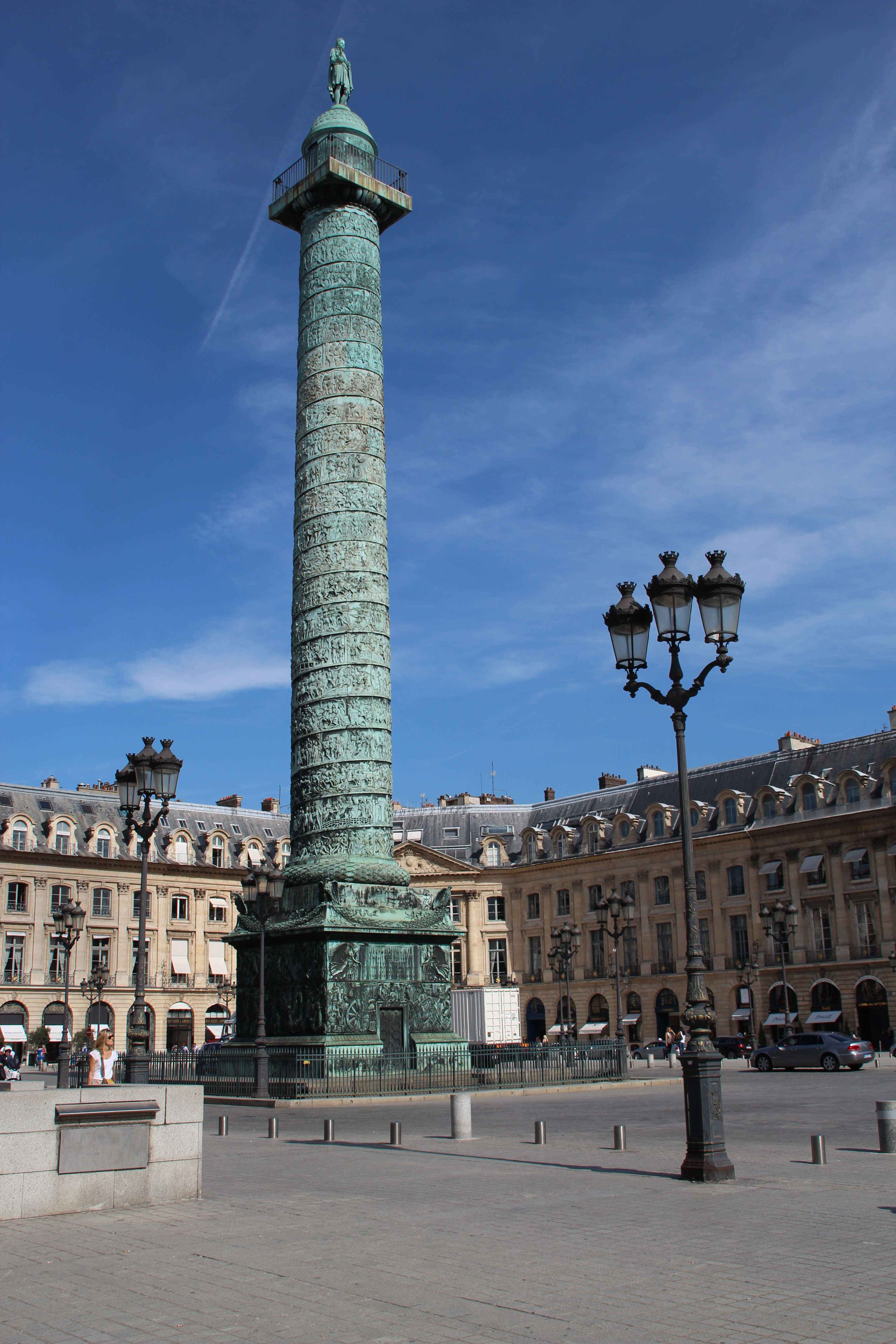
Colonna Vendôme, di Jacques Gondouin e Jean-Baptiste Lepère, scultura di Étienne Bergeret (1806–1810)
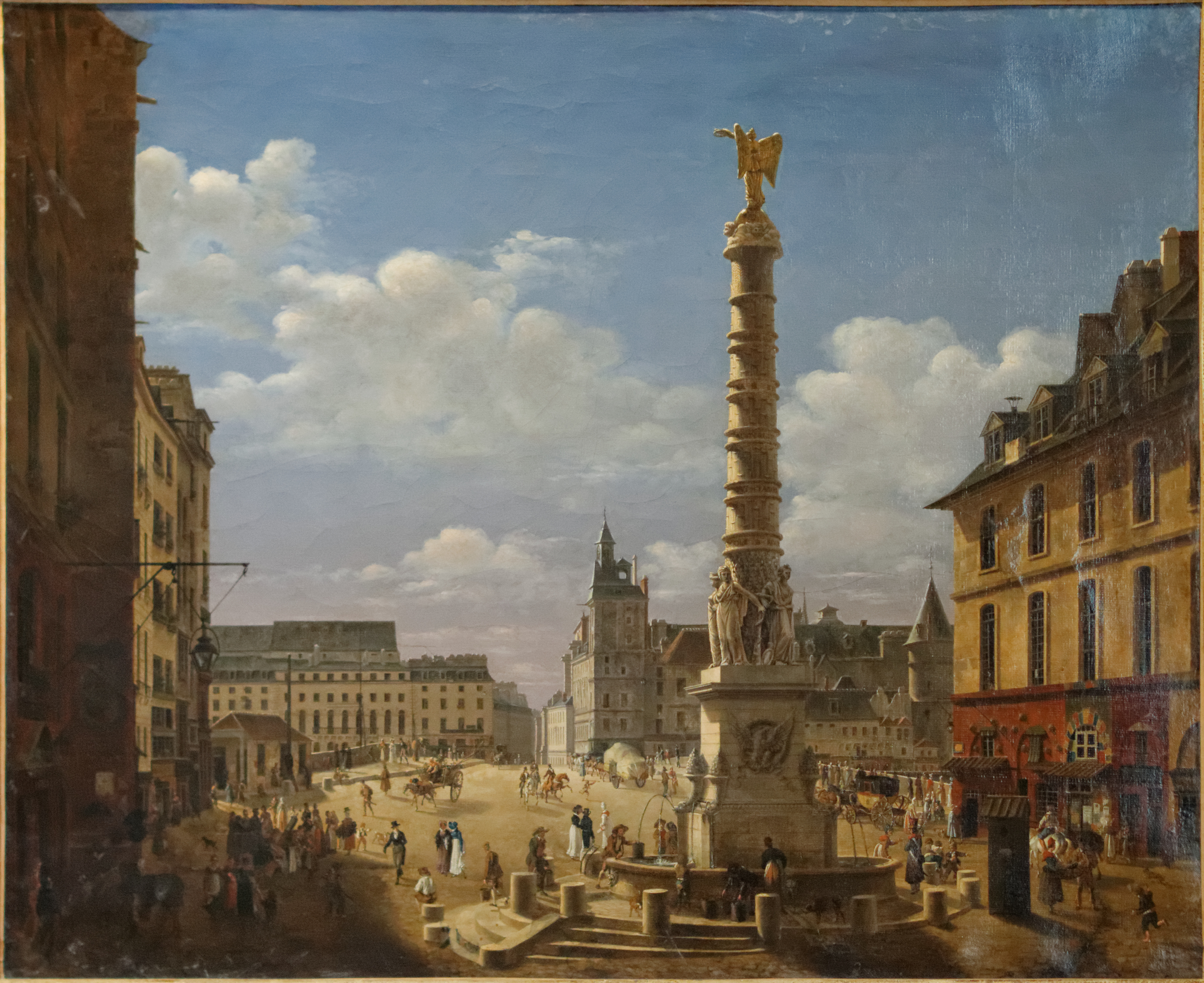
Place du Châtelet e la nuova Fontaine du Palmier, di Étienne Bouhot (1810)
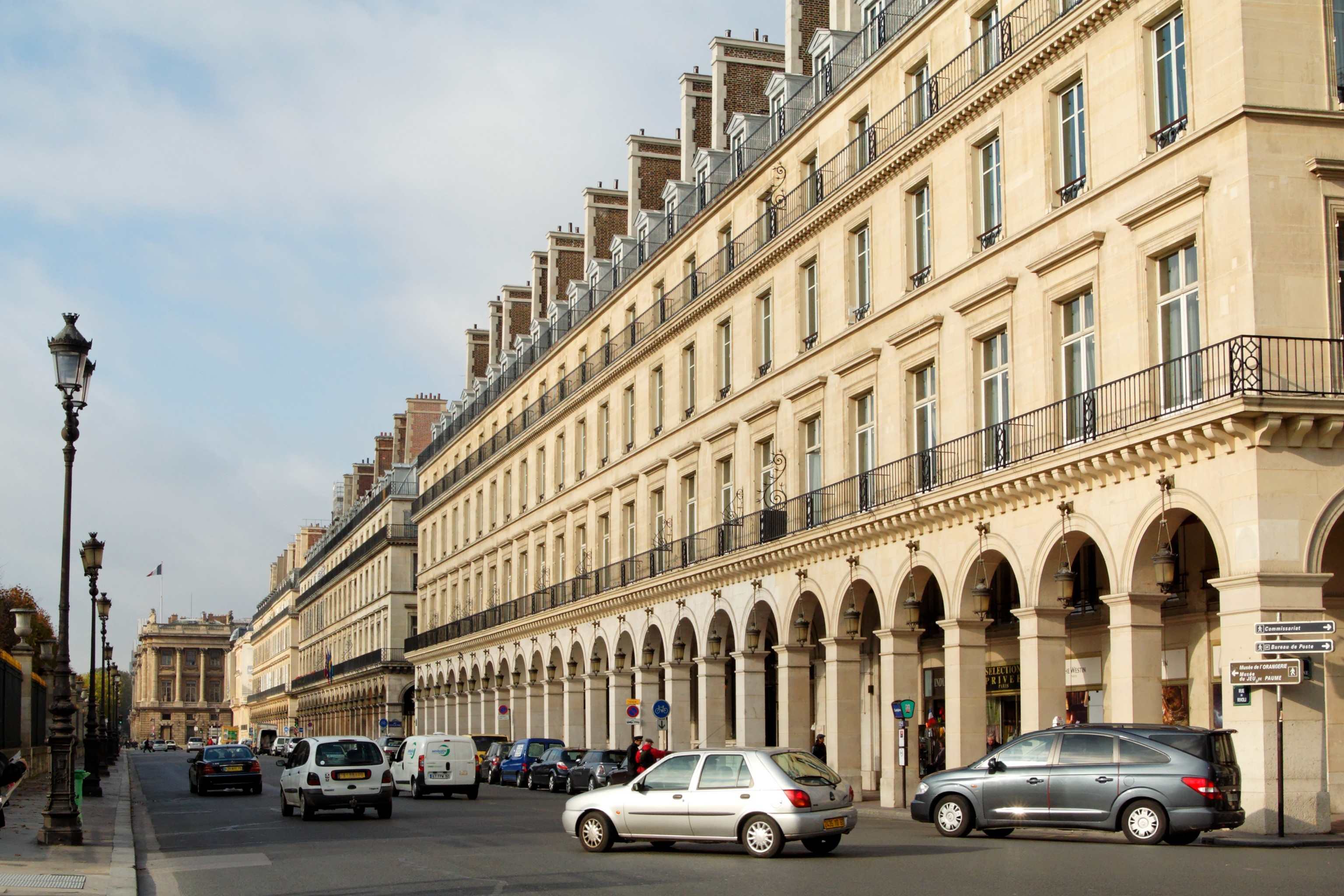
Rue de Rivoli di Charles Percier e Pierre-François-Léonard Fontaine (1801–1835)
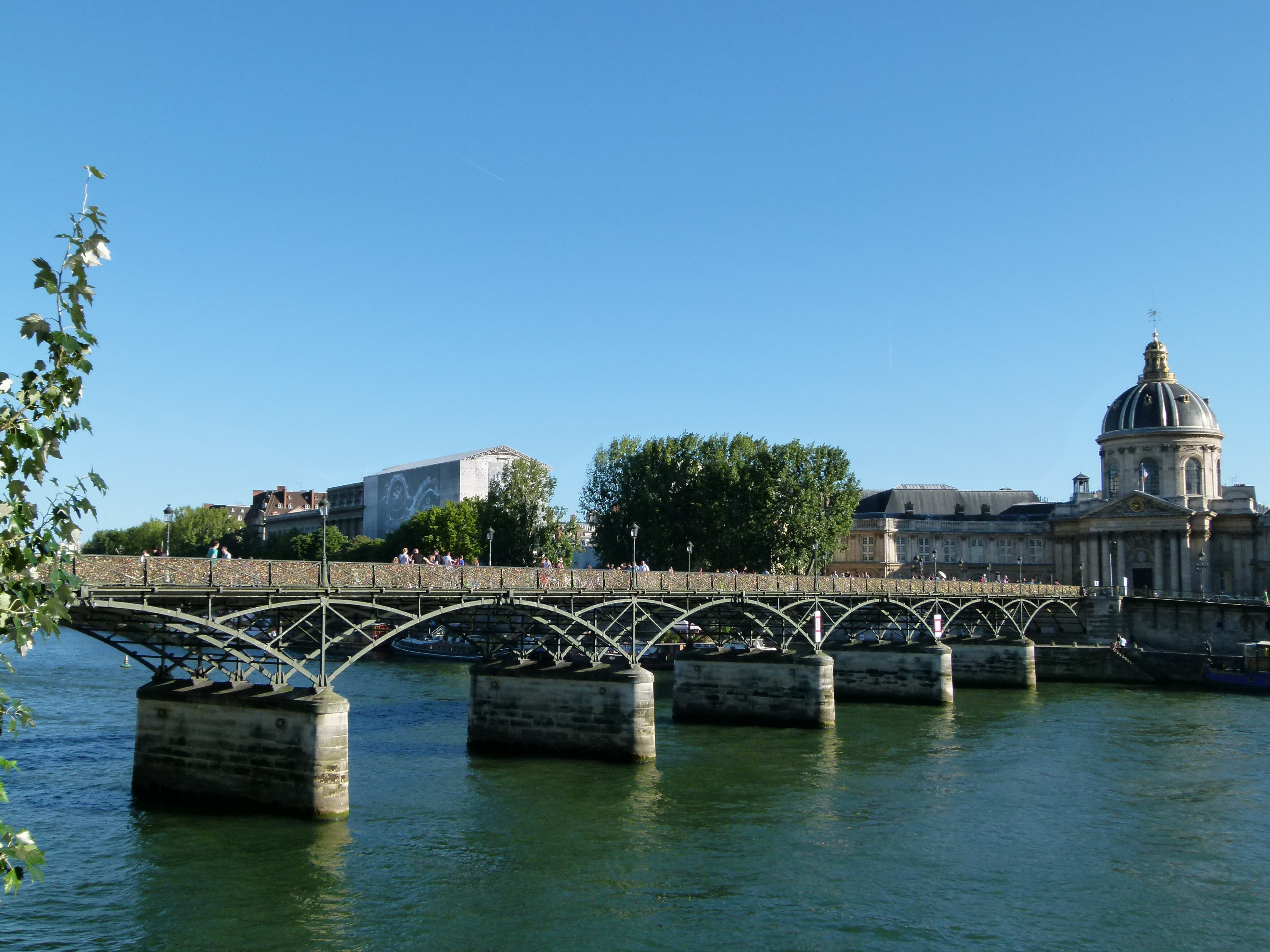
Il Pont des Arts di Louis-Alexandre de Cessart e Jacques-Lacroix Dillon (1801–1803, ricostruito nel 1984), il primo ponte in ferro di Parigi
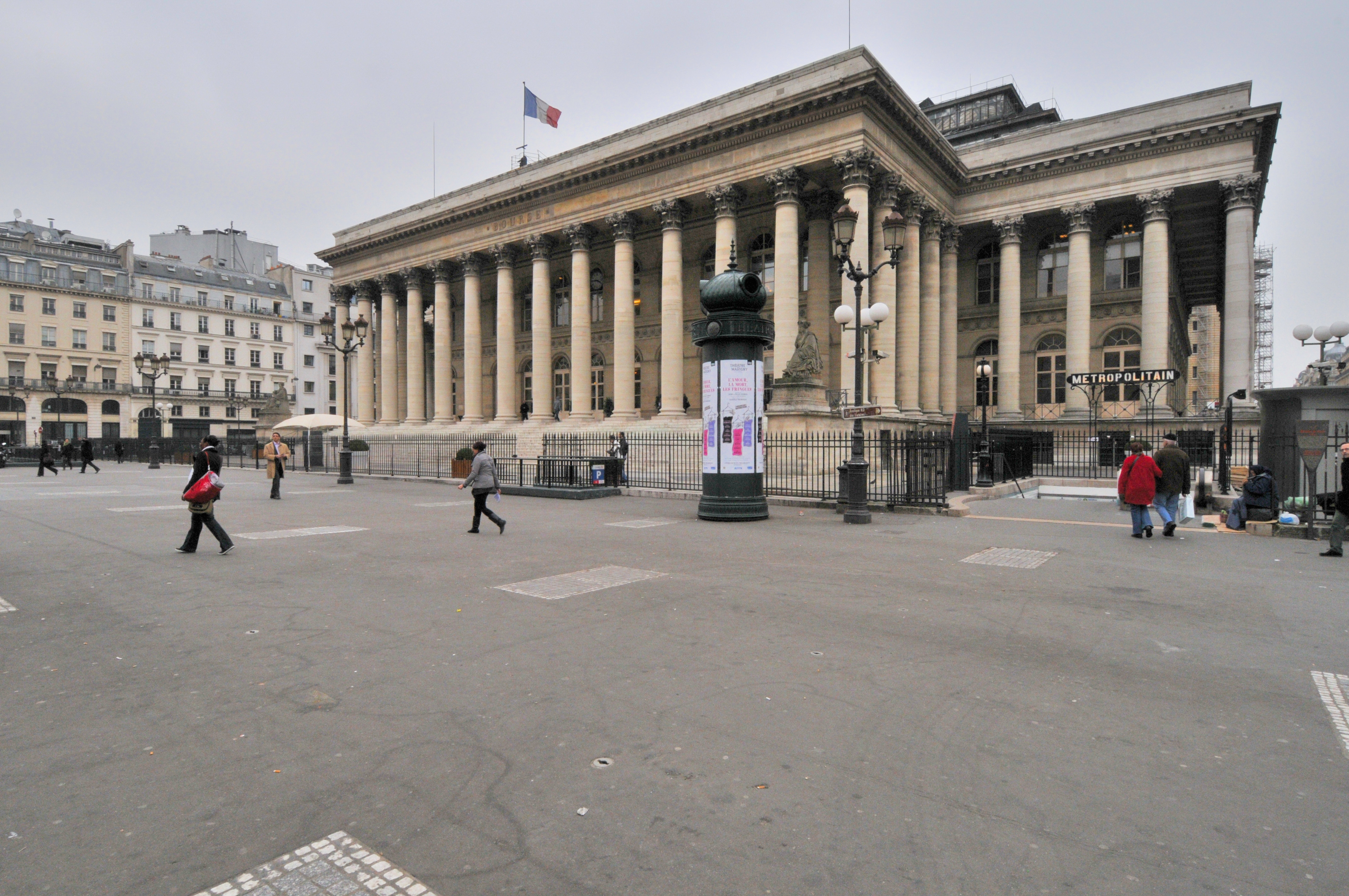
La Borsa di Parigi, di Alexandre-Théodore Brongniart (1808) e poi Éloi Labarre e Louis-Hippolyte Lebas (1813–1826)
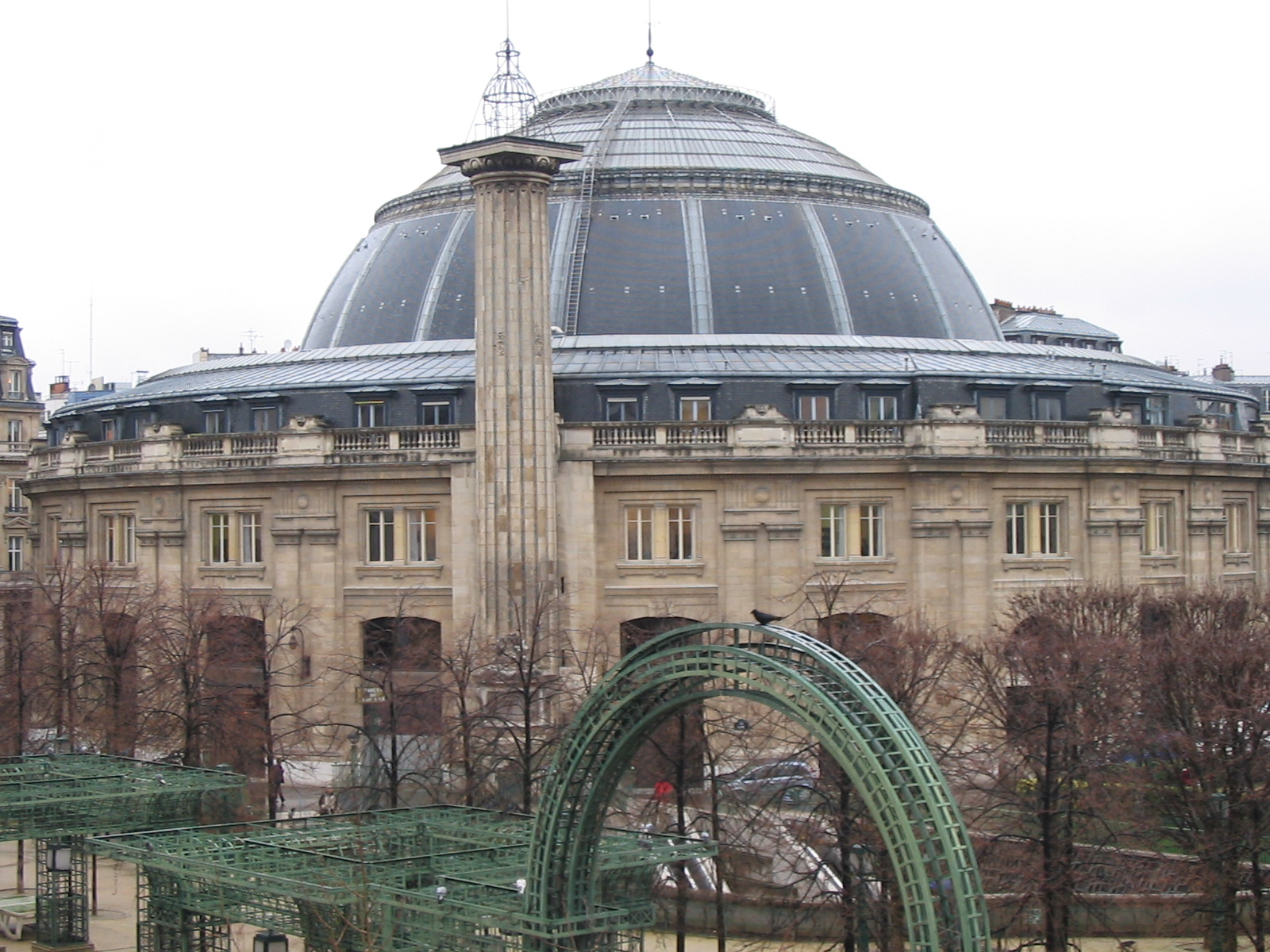
Cupola della Borsa di commercio, l'antico mercato del grano, il primo edificio a Parigi con struttura in metallo. (1811)

### Monumenti
Nel 1806, a imitazione dell'antica Roma, Napoleone ordinò la costruzione di una serie di monumenti dedicati alla gloria militare della Francia. Il primo e più grande fu l'Arco di Trionfo, costruito ai margini della città presso la Barrière d'Étoile, e non terminato prima del luglio 1836. Ordinò la costruzione del più piccolo Arco di Trionfo del Carrousel (1806-1808), copiato dall'arco dell'Arco di Settimio Severo e Costantino a Roma, accanto al Palazzo delle Tuileries. Fu incoronato con una quadriga di cavalli di bronzo presa dalla facciata della Basilica di San Marco a Venezia. I suoi soldati celebravano le sue vittorie con grandi parate intorno al Carrousel. Commissionò anche la costruzione della Colonna Vendôme (1806-1810), copiata dalla Colonna Traiana a Roma, realizzata con il ferro dei cannoni catturati ai russi e agli austriaci nel 1805. Alla fine di rue de la Concorde (ribattezzata rue Royale il 27 aprile 1814), prese le fondamenta di una chiesa incompiuta, l'Église de la Madeleine, iniziata nel 1763, e la trasformò in un tempio "à la gloire de la Grande Armée", un santuario militare per esporre le statue dei generali più famosi di Francia.
Molti dei contributi di Napoleone all'architettura di Parigi erano assolutamente necessari per migliorare le infrastrutture della città. Inaugurò un nuovo canale per portare l'acqua potabile alla città, ricostruì le fognature cittadine e iniziò la costruzione della Rue de Rivoli, per consentire la più facile circolazione del traffico tra l'est e l'ovest della città. Iniziò anche la costruzione del Palais de la Bourse (1808-1826), il mercato azionario di Parigi, con il suo grande colonnato, che non fu terminato fino al 1826. Nel 1806 iniziò a costruire una nuova facciata per il Palazzo Borbone, la moderna Assemblea Nazionale, in armonia con il colonnato del Tempio della gloria militare (oggi la Madeleine), di fronte a esso attraverso Place de La Concorde.

### Lo stile egizio

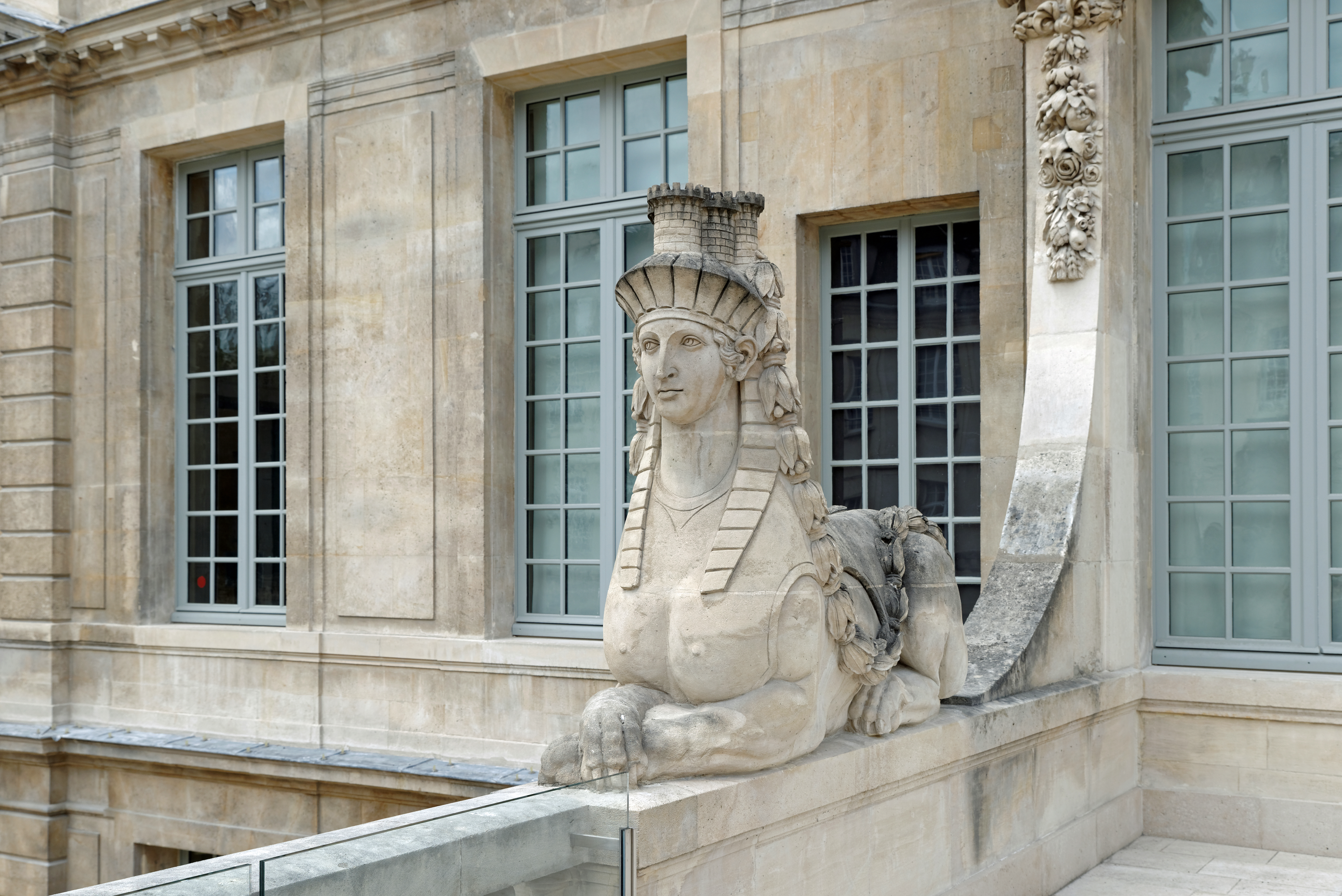
Una sfinge sulla balaustra dell'Hotel Salé (ora Museo Picasso) (1656–59)
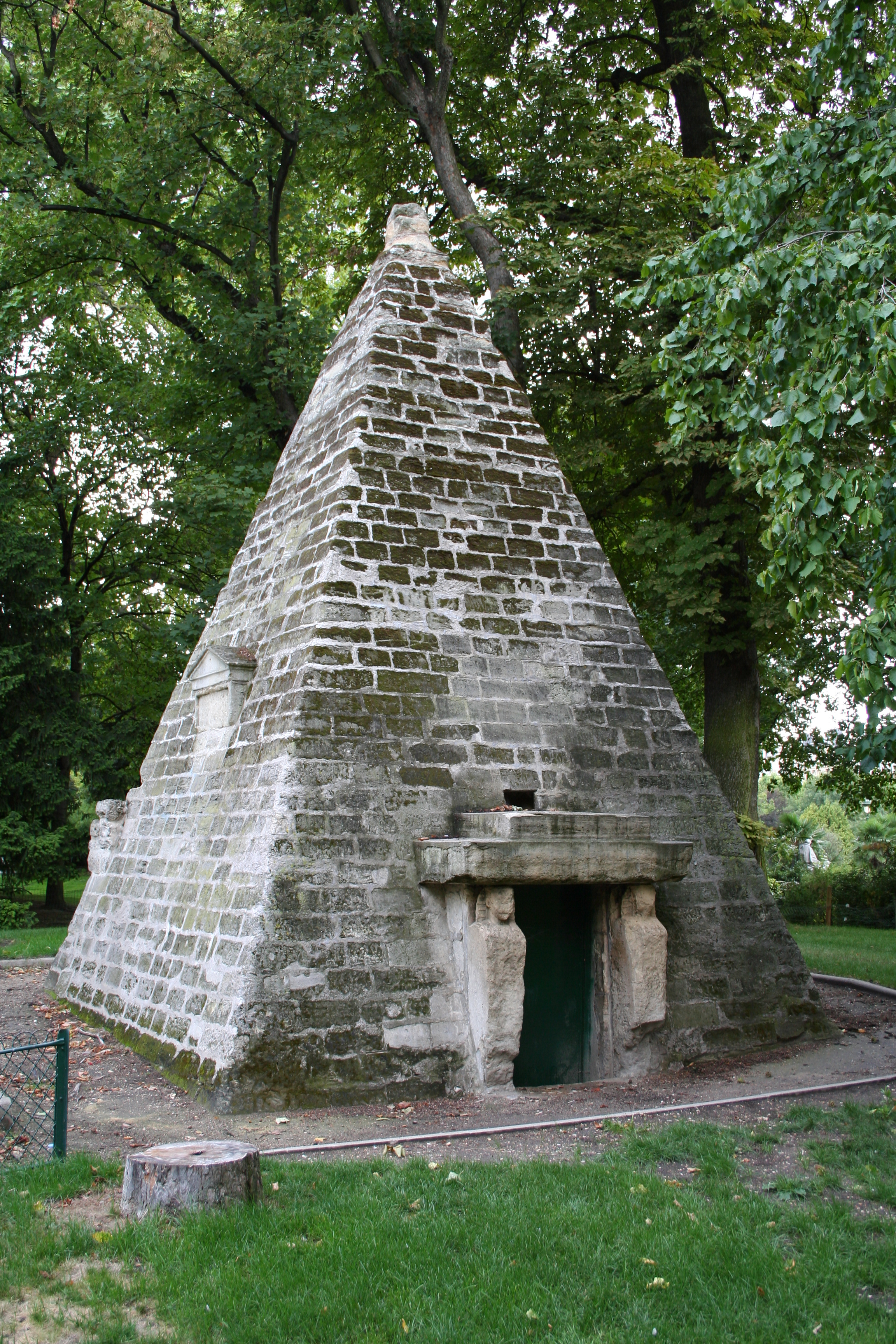
Piramide nei giardini di Parc Monceau (1778)
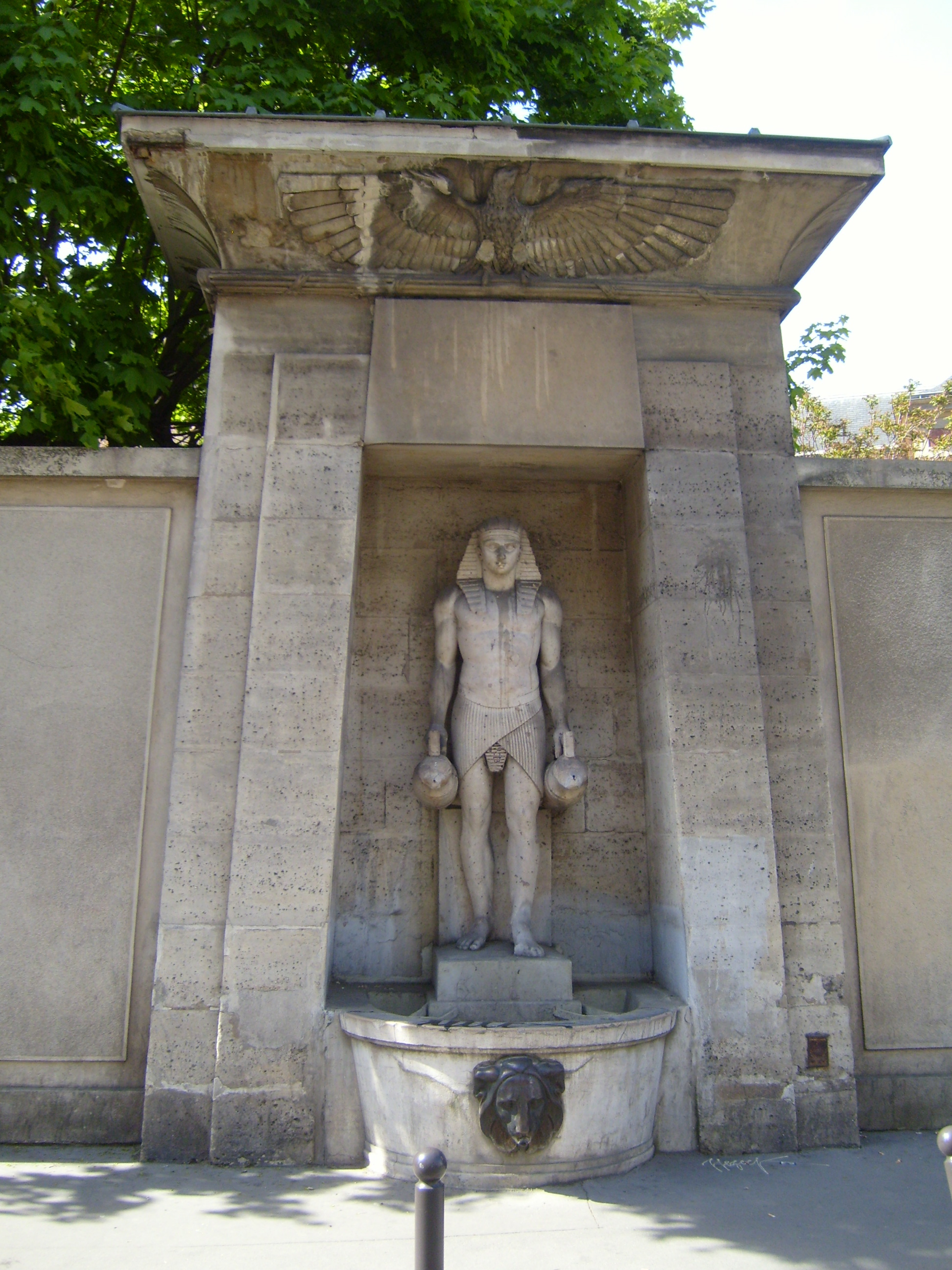
Fontaine du Fellah al 42 rue de Sèvres di François-Jean Bralle (1807)
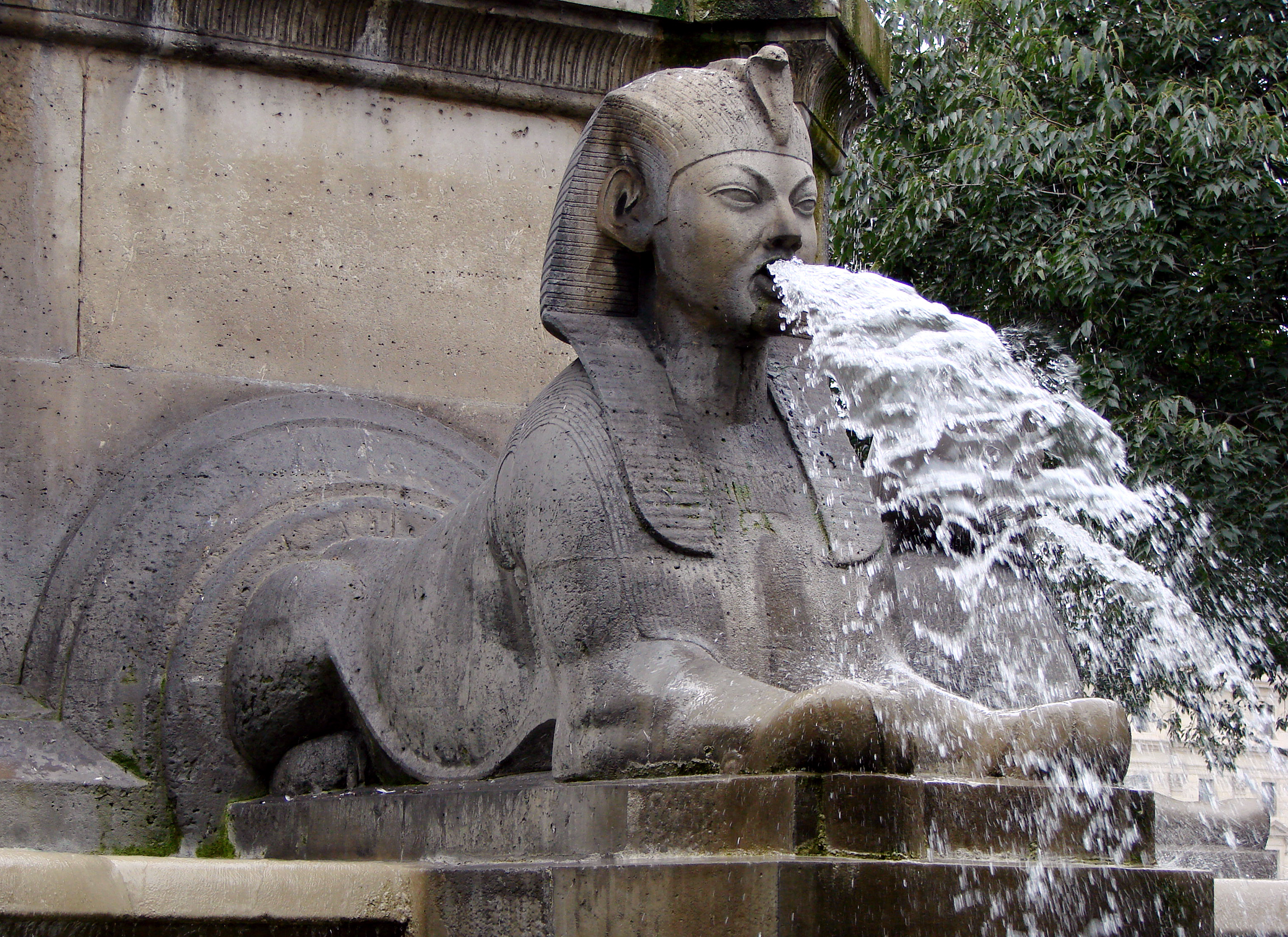
Sfinge della Fontaine du Palmier (1808 e 1858)
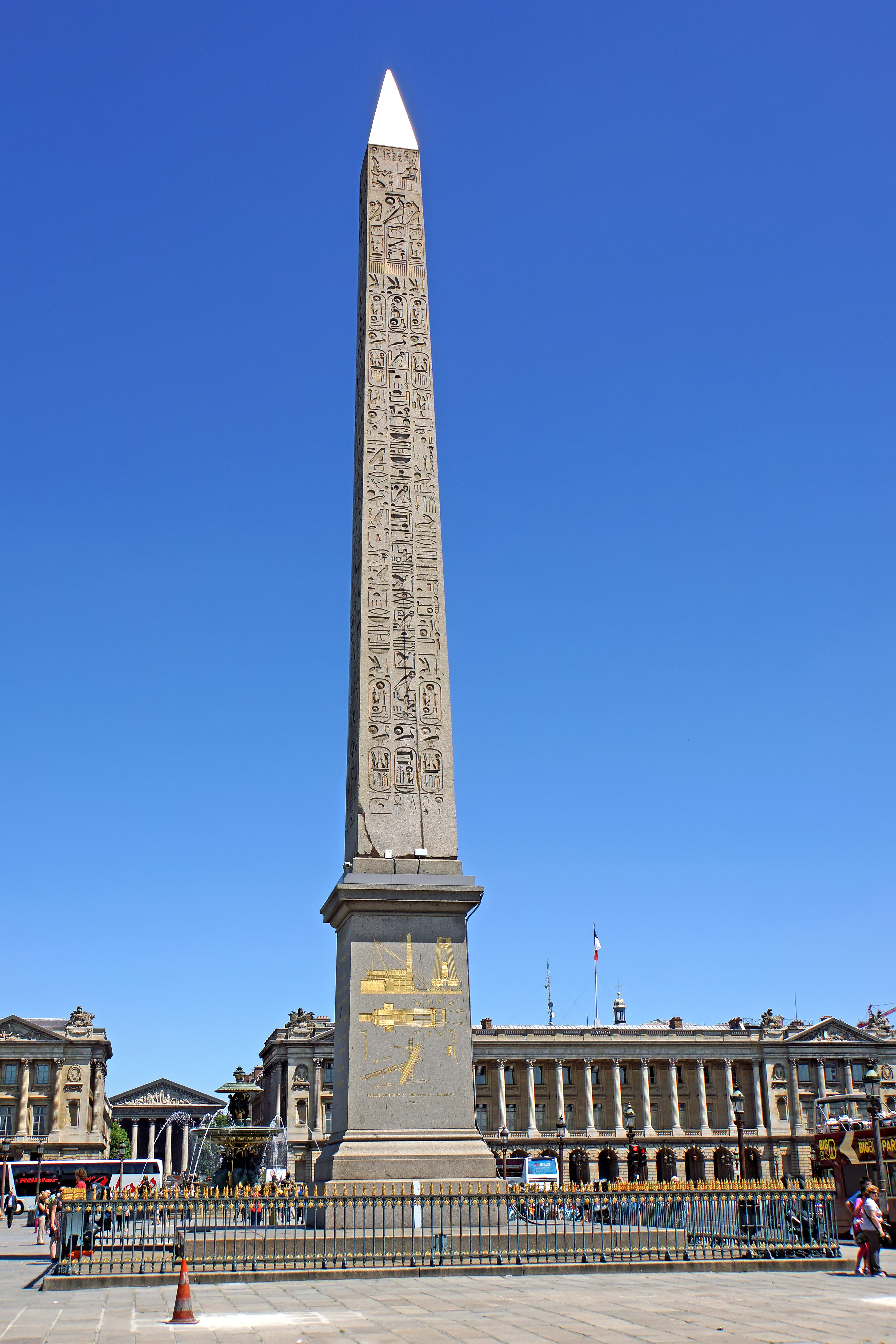
L'Obelisco di Luxor eretto in Place de la Concorde nel 1836
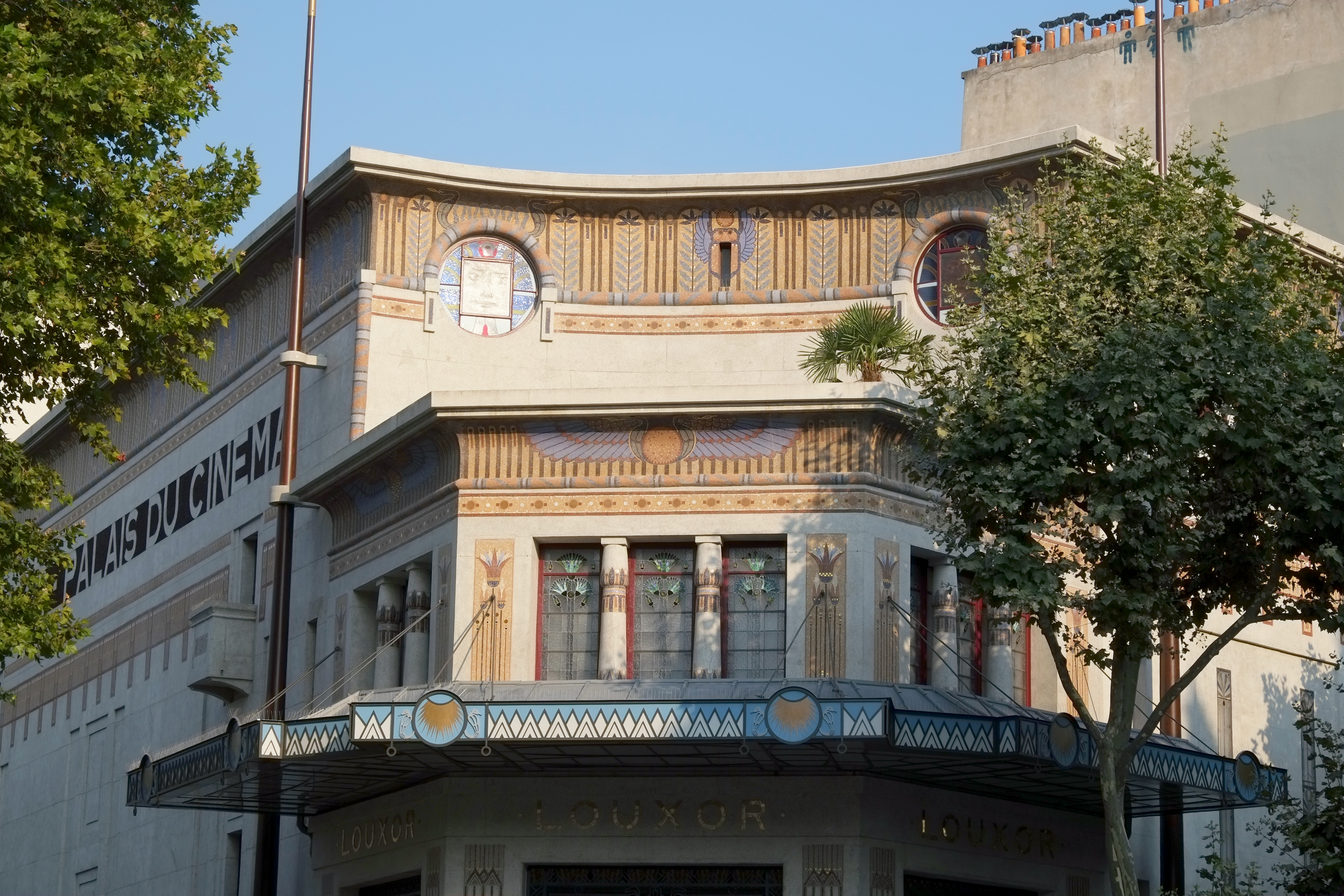
Il palazzo del cinema di Luxor in boulevard de Magenta (1921)
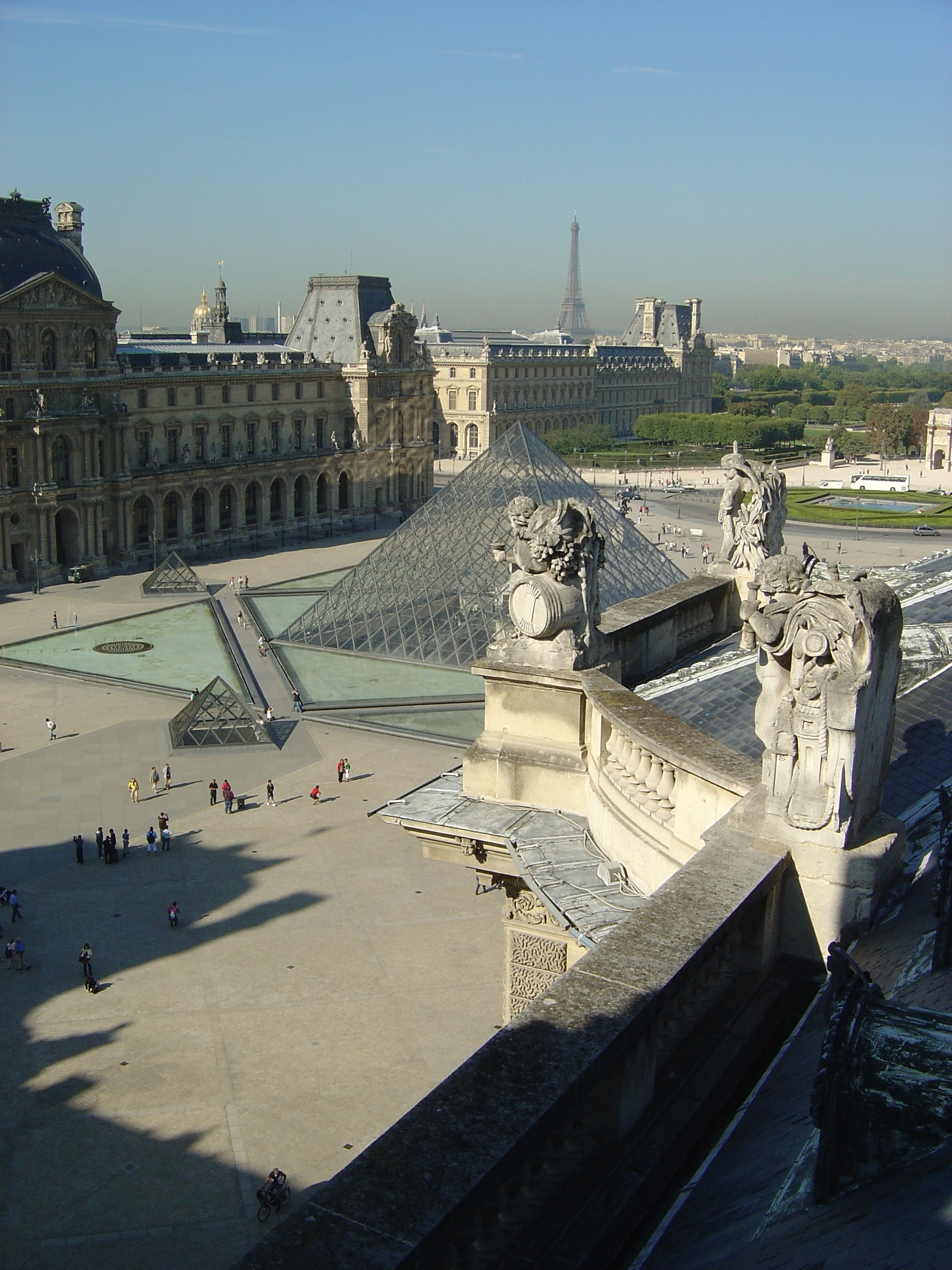
La piramide del Louvre di I. M. Pei (1988)

I parigini avevano un gusto per lo stile egizio molto prima di Napoleone; piramidi, obelischi e sfingi venivano utilizzati frequentemente nella decorazione parigina, come le sfingi che decorano la balaustra dell'Hotel Salé (ora Museo Picasso) (1654-1659) e le piccole piramidi che decorano i giardini anglo-cinesi dello Château de Bagatelle e Parc Monceau. Tuttavia, la Campagna d'Egitto di Napoleone conferì allo stile un nuovo prestigio, per la prima volta basato su disegni e modelli reali riportati dagli studiosi che viaggiarono al seguito dell'esercito napoleonico in Egitto; lo stile apparve presto nelle fontane pubbliche e nell'architettura residenziale, tra cui la Fontaine du Fellah in rue de Sèvres di François-Jean Bralle (1807) e la Fontaine du Palmier di Bralle e Louis Simon Boizot (1808). Le sfingi intorno a questa fontana furono aggiunte durante il Secondo Impero nel 1856-1858 dall'architetto cittadino di Napoleone III, Gabriel Davioud. Il più grande elemento egiziano aggiunto a Parigi fu l'Obelisco di Luxor del Tempio di Luxor, donato dal Viceré d'Egitto a Luigi Filippo, ed eretto in Place de la Concorde nel 1836. Esempi continuarono nel XX secolo, dal palazzo del cinema di Luxor in boulevard de Magenta nel X arrondissement (1921) alla piramide del Louvre di I.M. Pei (1988).

### L'esordio dell'architettura in ferro
L'architettura in ferro fece il suo esordio a Parigi sotto Napoleone, con la costruzione del Pont des Arts di Louis-Alexandre de Cessart e Jacques Lacroix-Dillon (1801-1803). Seguì un telaio metallico per la cupola della Halle aux blé, o mercato del grano (ora Paris Bourse de Commerce, o Camera di Commercio) progettata dall'architetto François-Joseph Bélanger e dall'ingegnere François Brunet (1811). Sostituì la cupola con cornice in legno costruita da Nicolas Le Camus de Mézières nel 1767, bruciata nel 1802. Fu la prima struttura in ferro utilizzata in un edificio parigino.

## La Restaurazione (1815-1830)

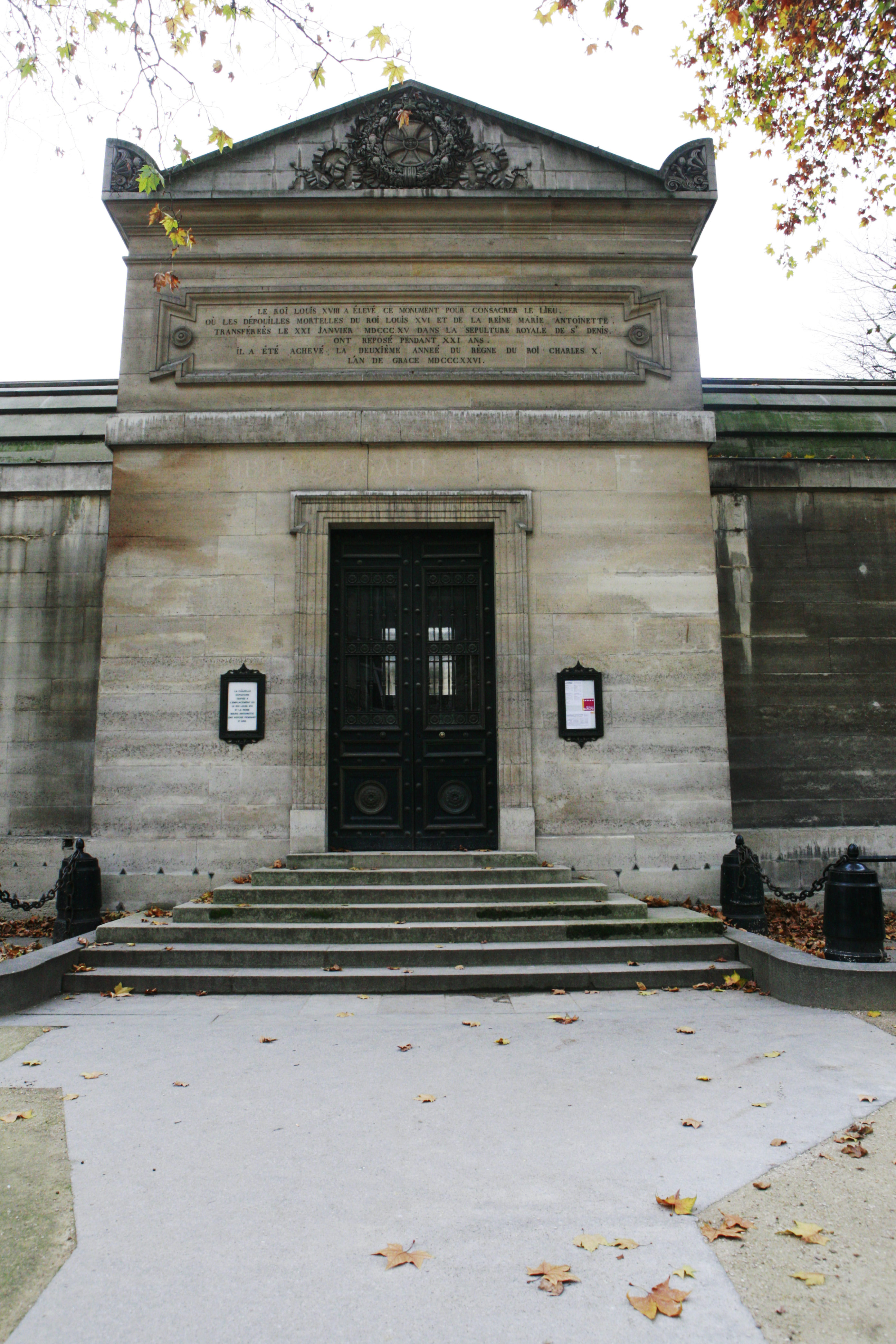
La Chapelle Espiatoire di Pierre-François-Léonard Fontaine (1826)
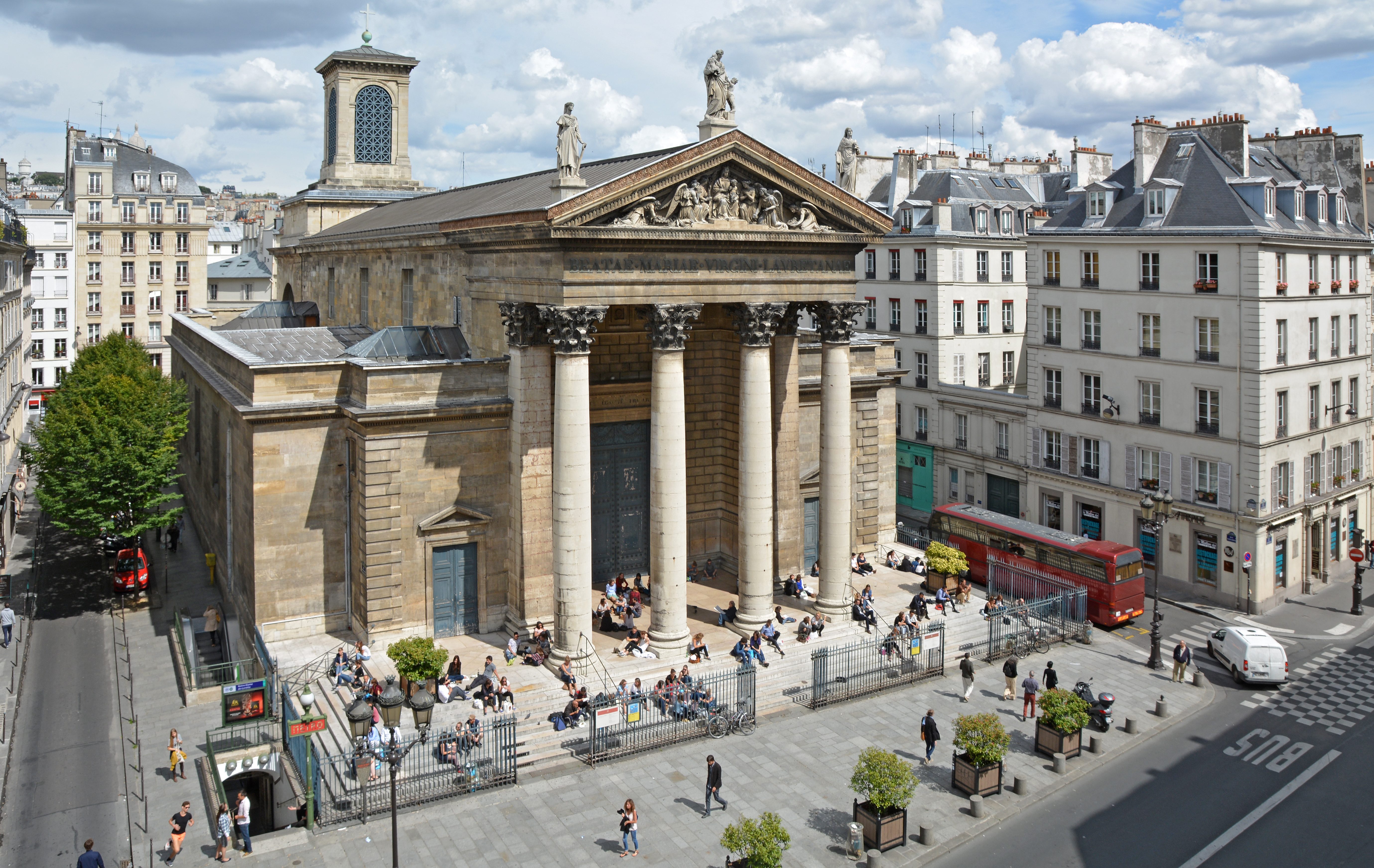
La Chiesa di Notre-Dame-de-Lorette (1823–1836) di Louis-Hippolyte Lebas
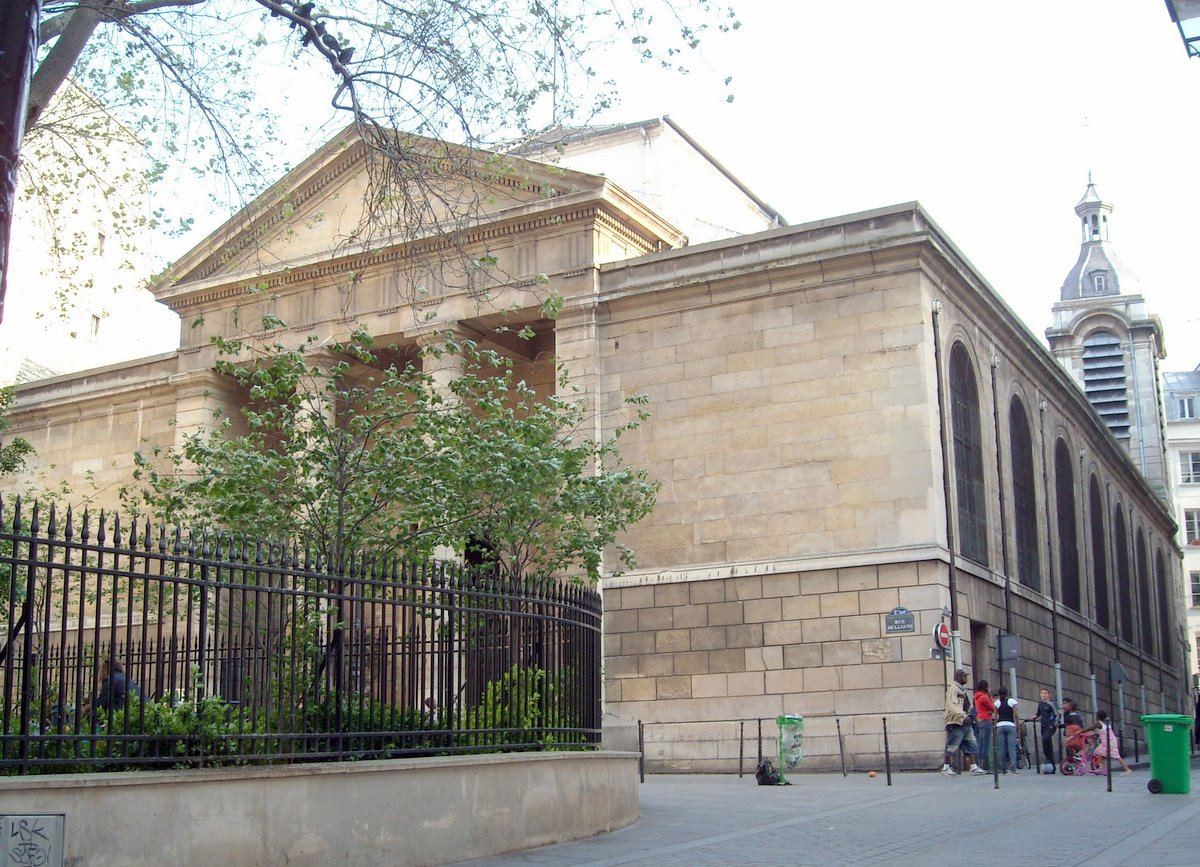
La chiesa di Chiesa di Notre-Dame-de-Bonne-Nouvelle (1828–1830), di Étienne-Hippolyte Godde
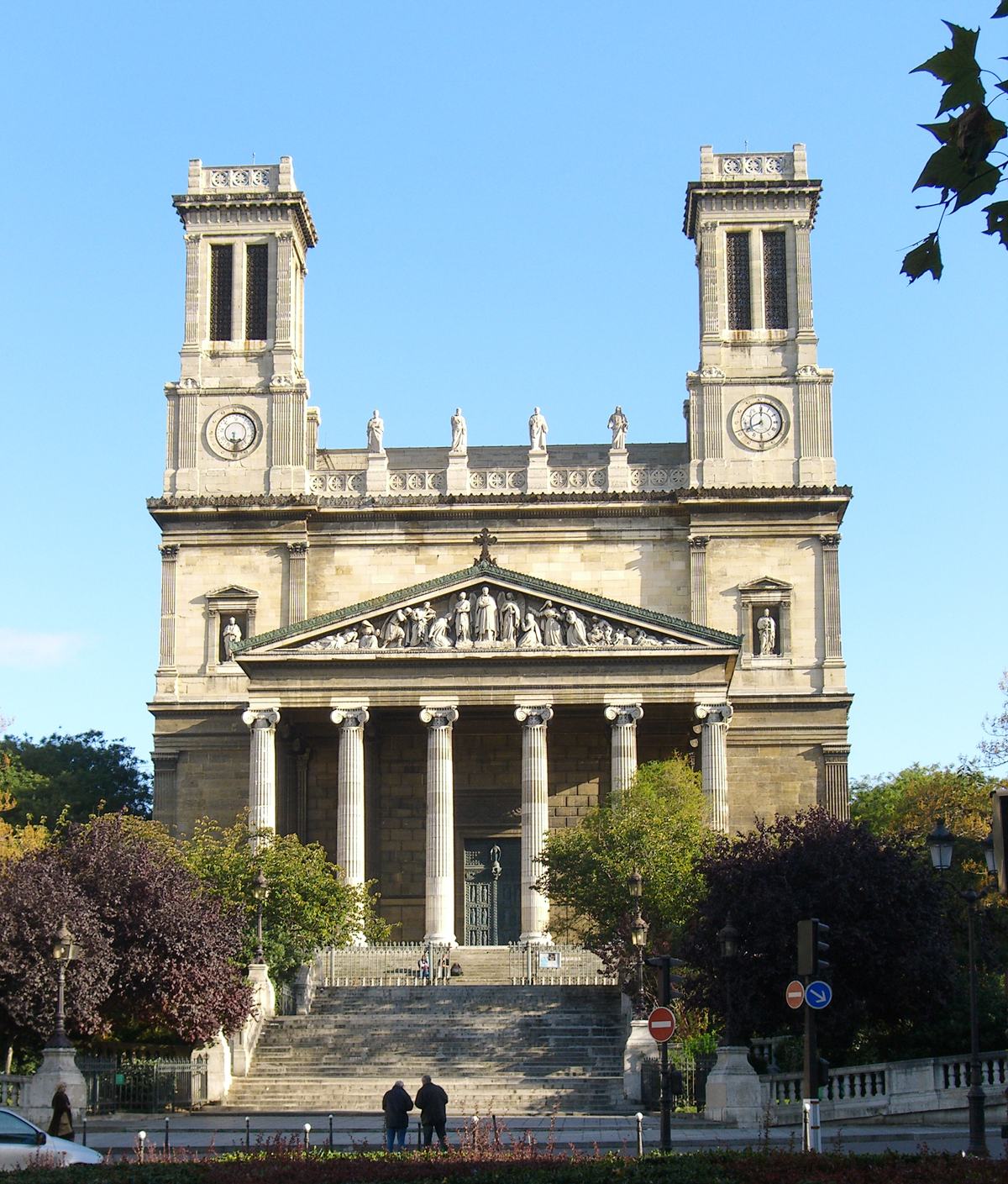
Chiesa di San Vincenzo de' Paoli (1824–1844) di Jacques Ignace Hittorff

### Edifici pubblici e monumenti
Il governo regio restaurò i simboli dell'antico regime, ma continuò la costruzione della maggior parte dei monumenti e dei progetti urbanistici iniziati da Napoleone. Tutti gli edifici pubblici e le chiese della Restaurazione furono costruiti in uno stile decisamente neoclassico. I lavori ripresero, lentamente, sull'Arco di Trionfo incompiuto, iniziato da Napoleone. Alla fine del regno di Luigi XVIII, il governo decise di trasformarlo da monumento alle vittorie di Napoleone in monumento celebrativo della vittoria del duca d'Angôuleme sui rivoluzionari spagnoli che avevano rovesciato il loro re borbonico. Fu progettata una nuova iscrizione: "All'esercito dei Pirenei", ma l'iscrizione non fu incisa e l'opera non era ancora terminata quando il regime fu rovesciato nel 1830.
Il Canal Saint-Martin fu terminato nel 1822 e la costruzione della Borsa, progettata e iniziata da Alexandre-Théodore Brongniart, dal 1808 al 1813, fu modificata e completata da Éloi Labarre nel 1826. Furono terminati nuovi magazzini per il grano vicino all'Arsenale, nuovi mattatoi e nuovi mercati. Sulla Senna furono costruiti tre nuovi ponti sospesi: il Pont d'Archeveché, il Pont des Invalides e la passerella pedonale del Grève. Tutti e tre furono ricostruiti più tardi nello stesso secolo.

### Architetture religiose
La chiesa della Madeleine, iniziata sotto Luigi XVI, era stata trasformata da Napoleone nel Tempio della Gloria (1807). Ora era stata riportata al suo scopo originale, come la chiesa reale de La Madeleine. Per commemorare la memoria di Luigi XVI e Maria Antonietta ed espiare il crimine della loro esecuzione, il re Luigi XVIII costruì la Chapelle Espiatoire progettata da Pierre-François-Léonard Fontaine in uno stile neoclassico simile al Pantheon di Parigi sul sito del piccolo cimitero de la Madeleine, dove i loro resti (ora nella Basilica di Saint-Denis) erano stati frettolosamente sepolti dopo la loro esecuzione. Fu completata e dedicata nel 1826.
Diverse nuove chiese furono iniziate durante la Restaurazione per sostituire quelle distrutte dalla Rivoluzione. Ebbe luogo una battaglia tra architetti che volevano uno stile neogotico, modellato su Notre-Dame, o lo stile neoclassico, modellato sulle basiliche dell'antica Roma. La battaglia fu vinta dalla maggioranza dei neoclassici sulla Commissione degli edifici pubblici, che dominò fino al 1850. Jean Chalgrin aveva progettato Saint-Philippe de Role prima della Rivoluzione in stile neoclassico, che fu completata (1823-30) da Étienne-Hippolyte Godde. Godde completò anche il progetto di Chalgrin per Saint-Pierre-du-Gros-Caillou (1822-1829), e costruì le basiliche neoclassiche di Notre-Dame-du-Bonne Nouvelle (1823-30) e Saint-Denys-du-Saint-Sacrament (1826-35). Altri importanti architetti neoclassici della Restaurazione furono Louis-Hippolyte Lebas, che costruì Notre-Dame-de-Lorette (1823-1836) e Jacques Ignace Hittorff, che costruì la Chiesa di Saint-Vincent-de-Paul (1824-1844). Hittorff condusse una brillante carriera sotto i regni di Luigi Filippo e Napoleone III, disegnando il nuovo piano di Place de la Concorde e costruendo la stazione ferroviaria Gare du Nord (1861-1866).

### Architettura commerciale - la galleria dello shopping

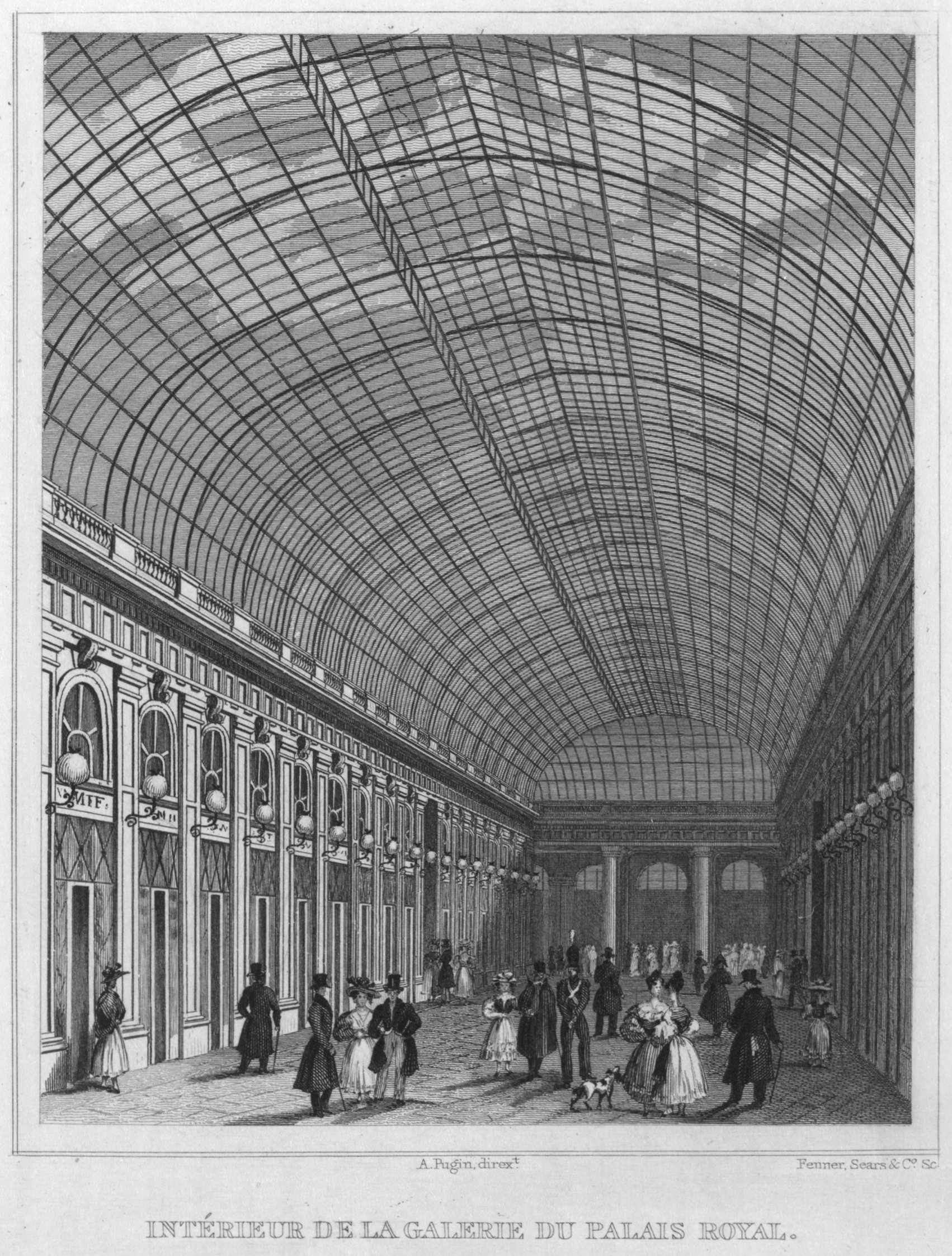
La Galerie d'Orleans al Palais-Royal (1818-1829), una galleria commerciale coperta con un tetto in vetro, di Pierre-François-Léonard Fontaine

Alla fine del XVIII secolo era apparsa una nuova forma di architettura commerciale; il passaggio, o galleria commerciale, una fila di negozi lungo una stradina coperta da un tetto di vetro. Furono rese possibili da tecnologie migliorate di vetro e ghisa, e divennero popolari poiché poche strade di Parigi avevano marciapiedi e i pedoni dovevano competere con carri, animali e folle di persone. La prima galleria commerciale al coperto di Parigi venne aperta al Palais-Royal nel 1786; file di negozi, insieme ai caffè e ai primi ristoranti, si trovavano sotto il porticato intorno al giardino. Seguì il passaggio Feydau nel 1790-1791, il passaggio du Caire nel 1799 e il Passage des Panoramas nel 1800. Nel 1834 l'architetto Pierre-François-Léonard Fontaine portò l'idea un passo avanti, coprendo un intero cortile del Palais-Royal, la Galerie d'Orleans, con un lucernario in vetro. La galleria rimase coperta fino al 1935. Fu l'antenato dei lucernari in vetro dei grandi magazzini parigini della fine del XIX secolo.

### Architettura residenziale

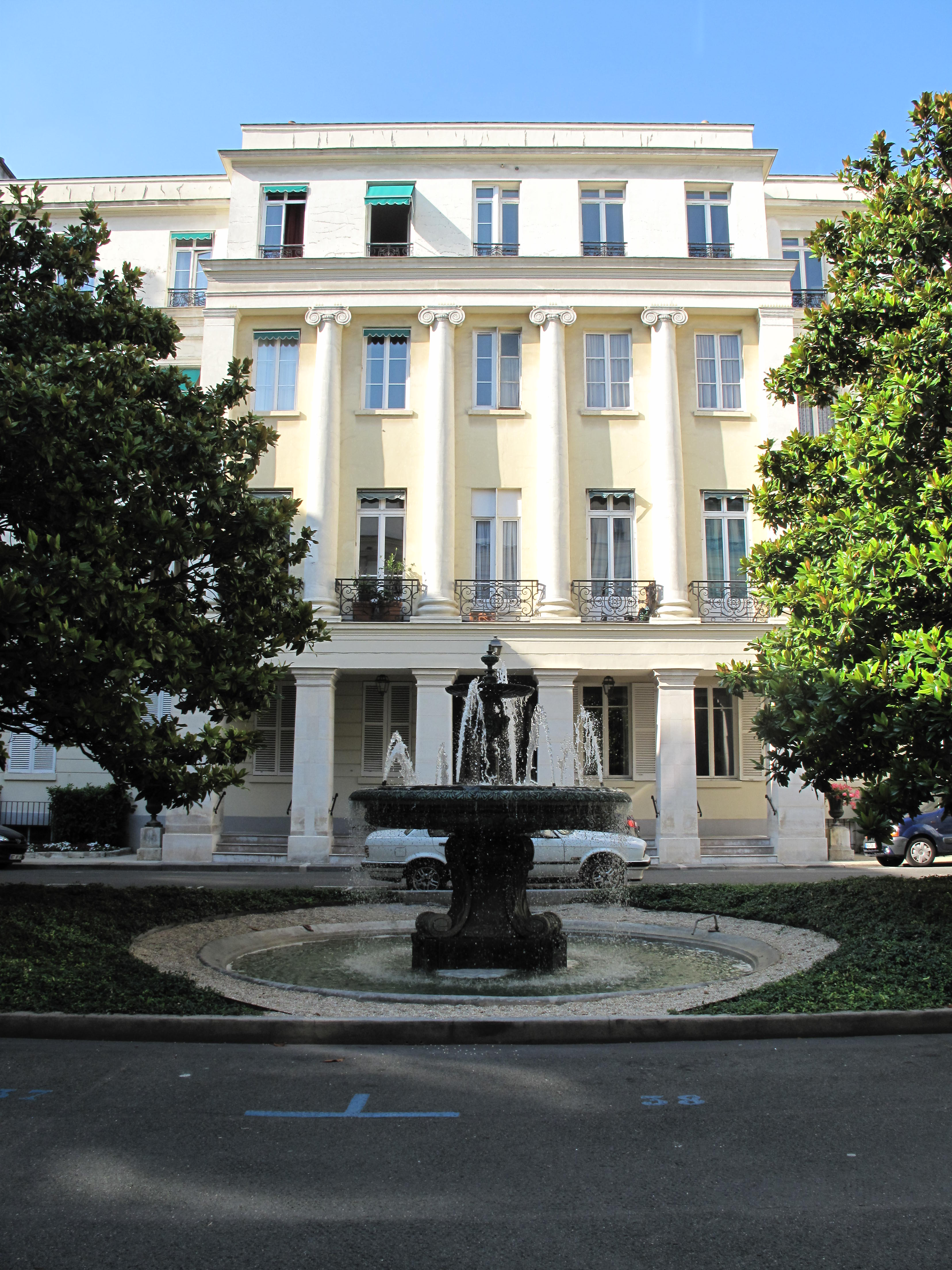
Casa neoclassica inglese in Place d'Orleans (1829-1835) di Edward Cresy

Durante la Restaurazione, e in particolare dopo l'incoronazione di re Carlo X, nel 1824, furono costruiti nuovi quartieri residenziali sulla riva destra, mentre la città cresceva a nord e a ovest. Tra il 1824 e il 1826, periodo di prosperità economica, furono sistemati i quartieri di Saint-Vincent-de-Paul, Europe, Beaugrenelle e Passy e si iniziò la costruzione. La larghezza dei lotti divenne più grande; da sei a otto metri per una casa singola e tra dodici e venti metri per un edificio residenziale. Il tipico nuovo edificio residenziale era alto dai quattro ai cinque piani, con un tetto a mansarda inclinato di quarantacinque gradi, interrotto da cinque o sette finestre. La decorazione era in gran parte adattata da quella di Rue de Rivoli; ordini orizzontali anziché verticali e decorazioni più semplici. Le finestre erano più grandi e occupavano una porzione maggiore delle facciate. La decorazione era fornita da persiane ornamentali in ferro e da balconi in ferro battuto. Le variazioni di questo modello furano lo standard sui viali di Parigi fino al Secondo Impero.
L'hôtel particulier, o grande casa privata della Restaurazione, era solitamente costruito in uno stile neoclassico, basato sull'architettura greca o sullo stile del Palladio, in particolare nei nuovi quartieri residenziali di Nouvelle Athènes e Place d'Orleans in rue Taibout (IX arrondissement), una piazza residenziale privata (1829-1835) in stile neoclassico inglese progettata da Edward Cresy. Tra i residenti della piazza c'erano George Sand e Fryderyk Chopin. Alcune delle case dei nuovi quartieri dell'VIII arrondissement, in particolare il quartiere di Francesco I, iniziato nel 1822, vennero realizzate in uno stile più pittoresco, una combinazione di stile rinascimentale e classico, chiamato stile trovatore. Questo segnò l'inizio del movimento che andò dal neoclassicismo uniforme verso l'architettura residenziale eclettica.

## La Parigi di Luigi Filippo (1830-1848)

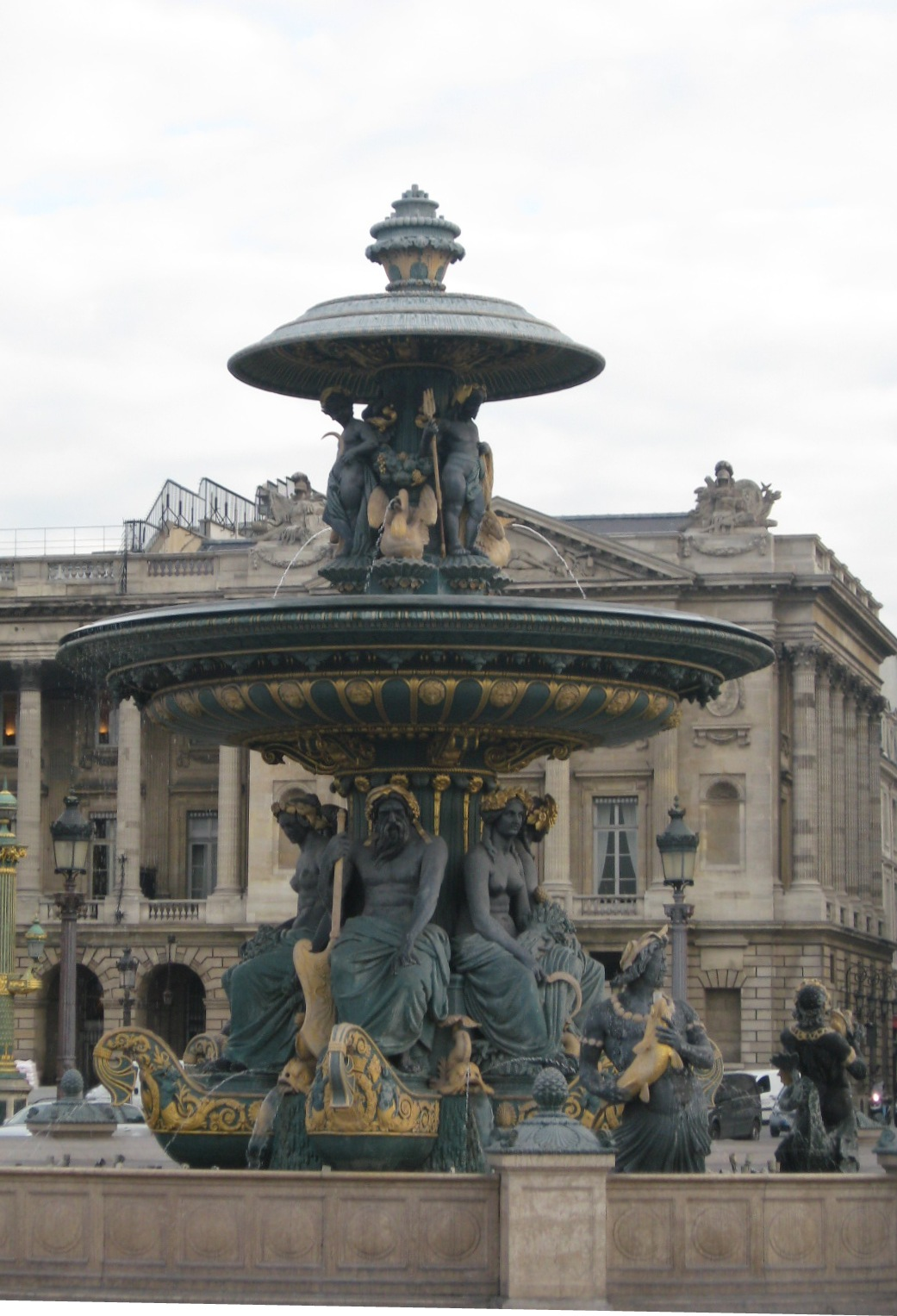
Fontana di Place de la Concorde di Jacques Ignace Hittorff (1840)
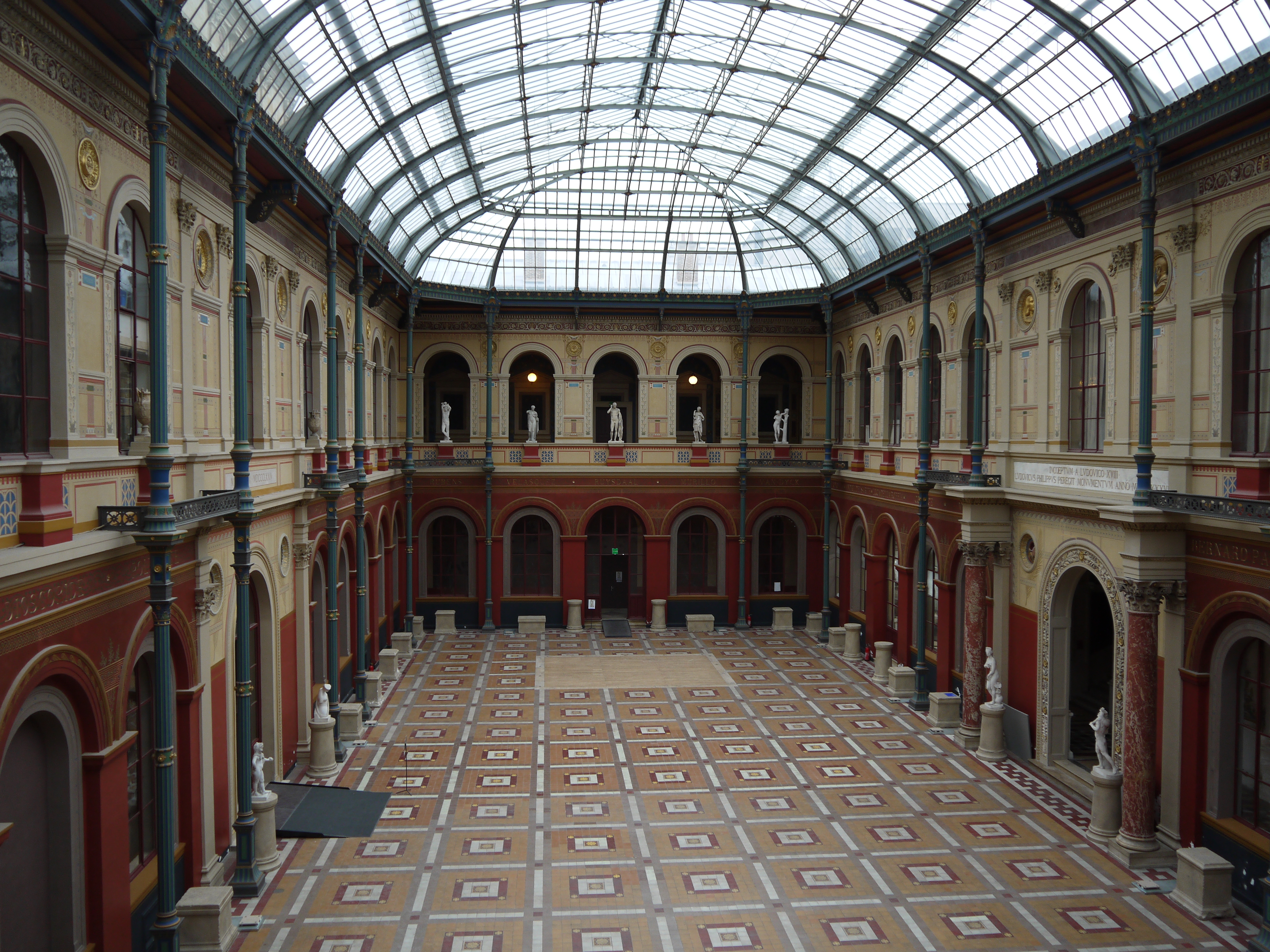
Cortile della École des beaux-arts (1832–1870) di Félix Duban
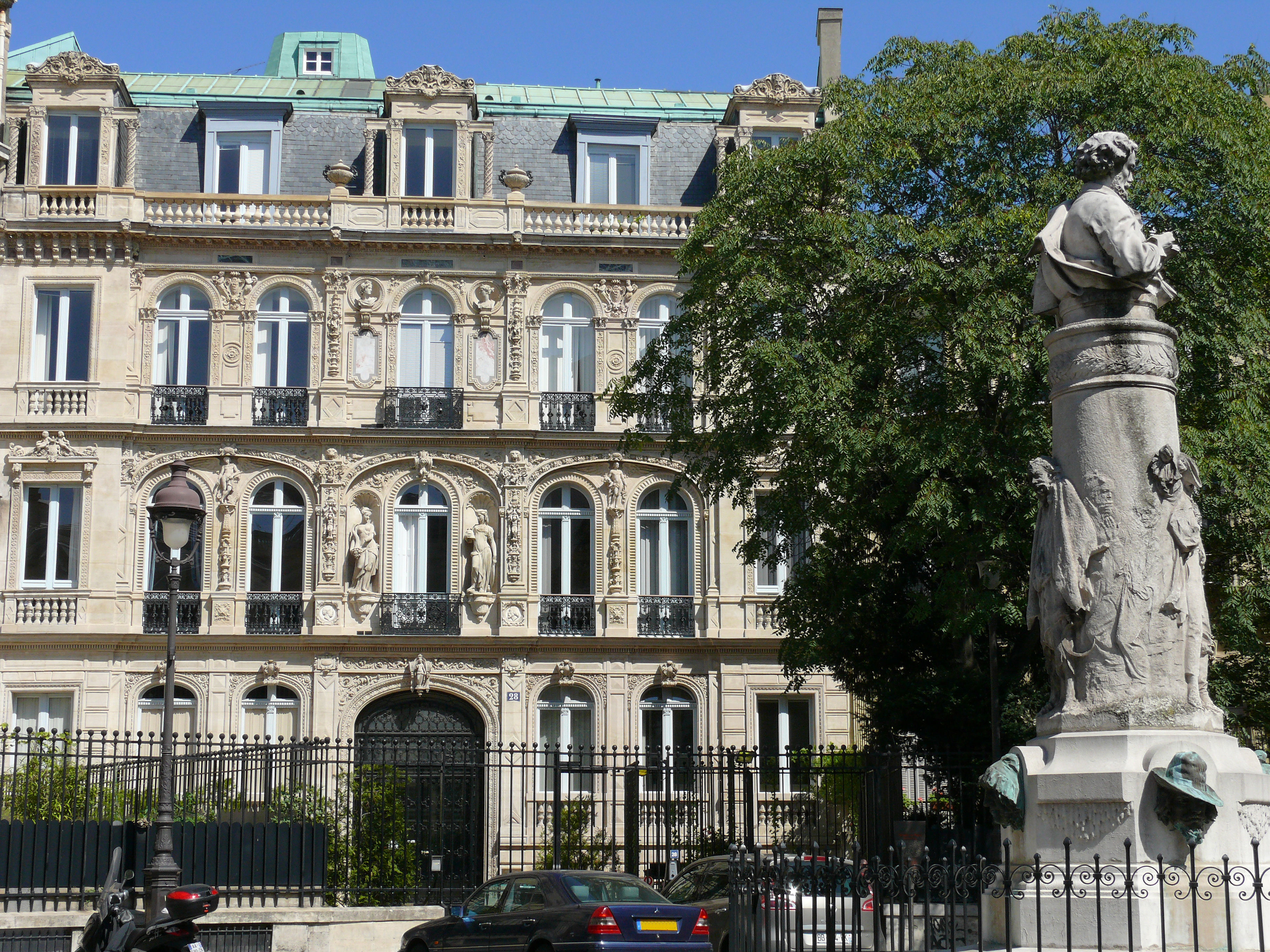
Hôtel particulier neorinascimentale in Place Saint-Georges di Édouard Renaud (1841)
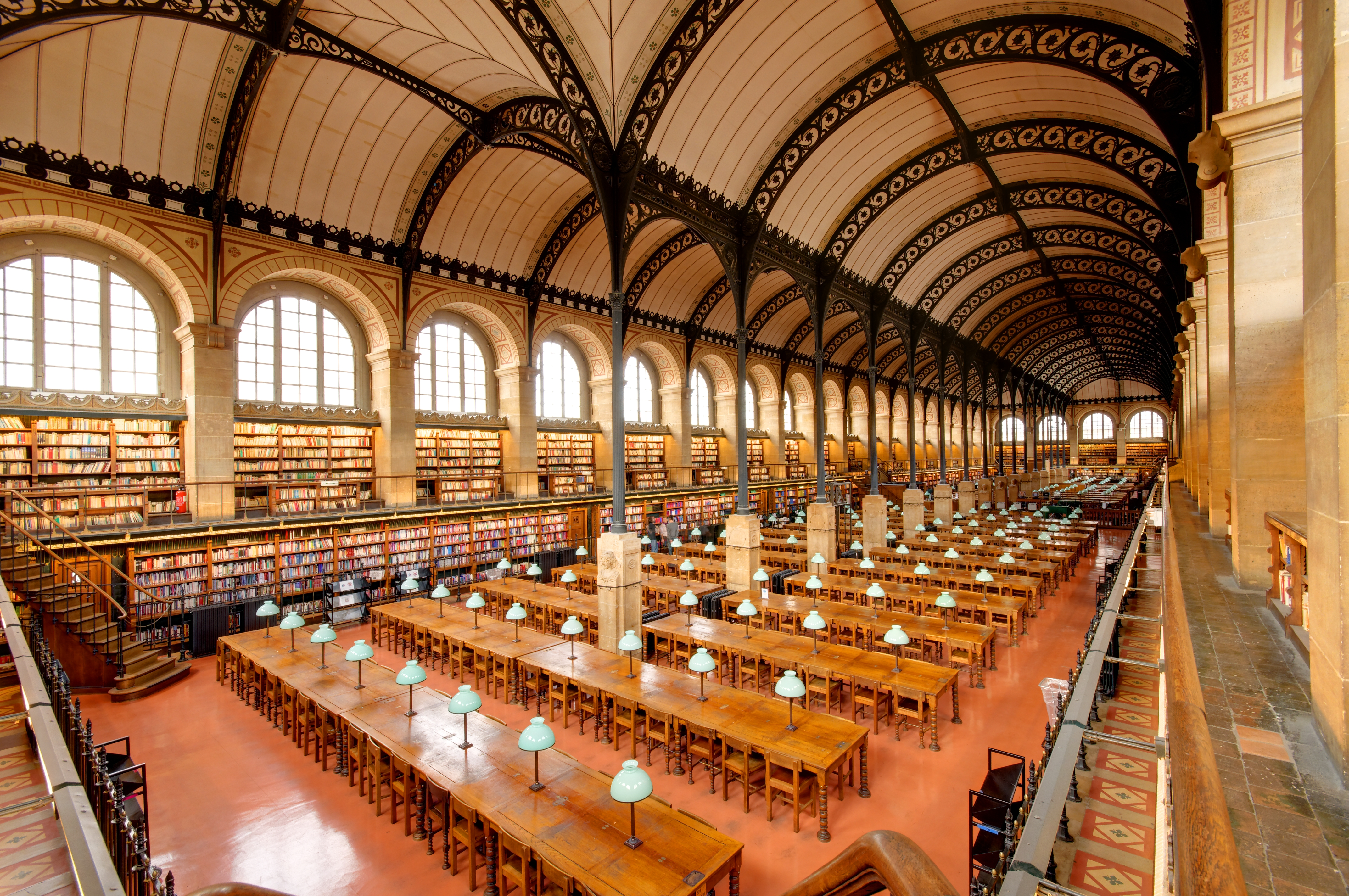
Interno della Biblioteca Sainte-Geneviève (1844–1850) di Henri Labrouste
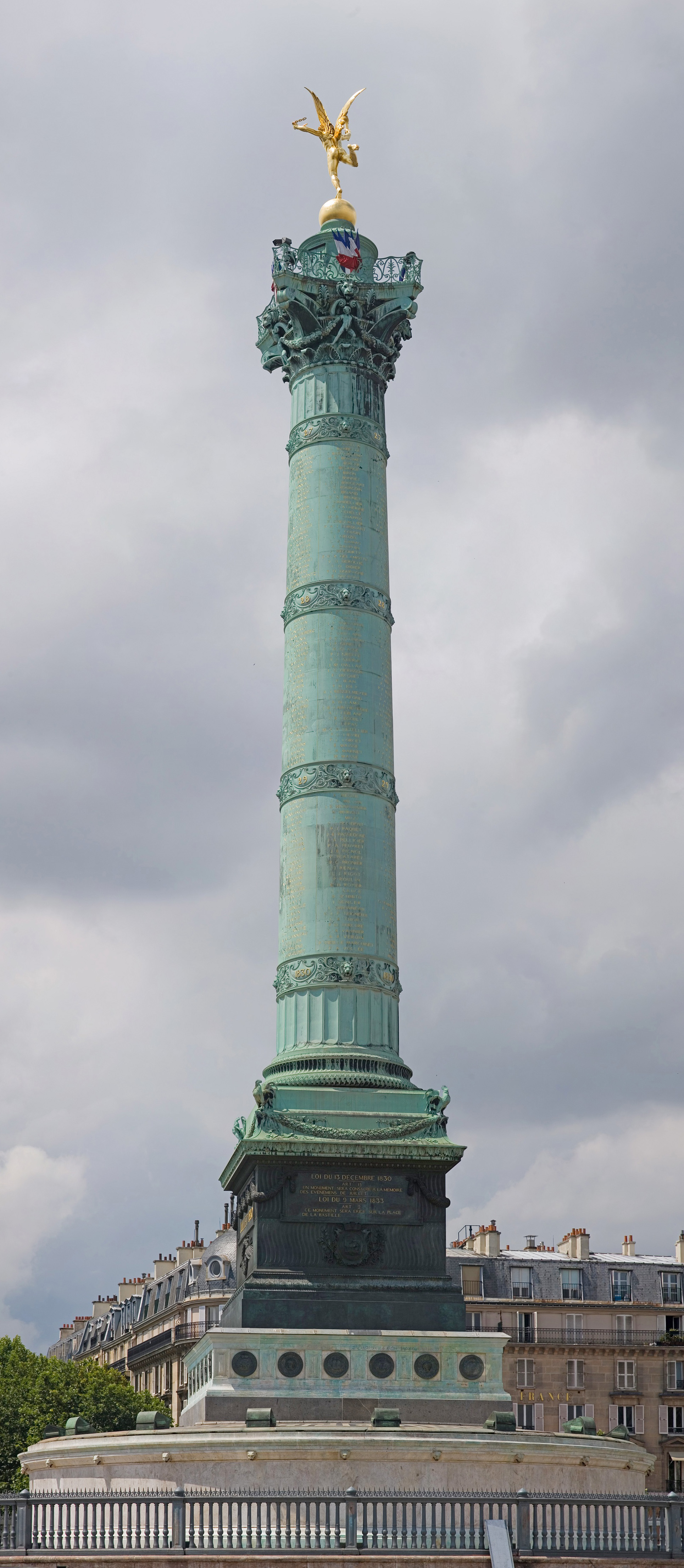
La "colonna di Luglio" in Place de la Bastille (1831–1840) di Joseph-Louis Duc

### Monumenti e piazze
Lo stile architettonico degli edifici pubblici sotto la Restaurazione e Luigi Filippo fu determinato dall'Académie des beaux-arts, o Accademia delle Belle Arti, il cui segretario perpetuo dal 1816 al 1839 fu Quatremère de Quincy, un neoclassicista convinto. Lo stile architettonico degli edifici pubblici e dei monumenti intendeva associare Parigi alle virtù e alle glorie dell'antica Grecia e di Roma, come era stato sotto Luigi XIV, Napoleone e la Restaurazione.
Il primo grande progetto architettonico del regno di Luigi Filippo fu il rifacimento di Place de la Concorde nella sua forma moderna. Furono riempiti i fossati delle Tuileries, furono messe in opera due grandi fontane, una che rappresentava il commercio marittimo e l'industria della Francia, l'altra il commercio fluviale e i grandi fiumi della Francia, progettate da Jacques Ignace Hittorff, insieme a sculture monumentali che rappresentavano le principali città della Francia. Il 25 ottobre 1836 fu installato un nuovo monumento; un obelisco di pietra proveniente da Luxor, del peso di duecentocinquanta tonnellate, portato dall'Egitto su una nave appositamente costruita, che fu lentamente issato sul posto alla presenza di Luigi Filippo e di una folla enorme. Nello stesso anno, l'Arco di Trionfo, iniziato nel 1804 da Napoleone, fu finalmente completato e dedicato. Dopo il ritorno a Parigi delle ceneri di Napoleone da Sant'Elena, nel 1840, furono deposte, con una solenne cerimonia, in una tomba progettata da Louis Visconti sotto la chiesa di Les Invalides. Un altro punto di riferimento di Parigi, la colonna in Place de la Bastille, fu inaugurata il 28 luglio 1840, nell'anniversario della Rivoluzione di luglio, e dedicata ai caduti durante la rivolta.
Diversi monumenti più antichi furono destinati a nuovi scopi: il Palazzo dell'Eliseo fu acquistato dallo Stato francese e divenne residenza ufficiale, e sotto i tardi governi residenza dei Presidenti della Repubblica francese. La Basilica di Sainte-Geneviève, originariamente costruita come chiesa, poi, durante la Rivoluzione trasformata in mausoleo per grandi francesi, poi di nuovo chiesa durante la Restaurazione, tornò a essere il Panthéon, con le tombe dei grandi francesi.

### Conservazione e restauro
Il regno di Luigi Filippo vide l'inizio di un movimento per preservare e restaurare alcuni dei primi monumenti di Parigi, ispirato in gran parte dal romanzo di grande successo di Victor Hugo, Notre-Dame de Paris, pubblicato nel 1831. La figura principale del movimento di restauro fu Prosper Mérimée, nominato da Luigi Filippo ispettore generale dei monumenti storici. La Commissione dei Monumenti Pubblici fu creata nel 1837 e nel 1842 Mérimée iniziò a compilare il primo elenco ufficiale di monumenti storici classificati, ora noto come Base Mérimée.
La prima struttura a essere restaurata fu la navata della chiesa di Saint-Germain-des-Prés, la più antica della città. Nel 1843 iniziarono anche i lavori per la cattedrale di Notre Dame, gravemente danneggiata durante la Rivoluzione, e spogliata delle statue sulla facciata. Gran parte del lavoro fu diretto dall'architetto e storico Viollet-le-Duc che, a volte, come egli stesso ammise, fu guidato dallo "spirito" dell'architettura medievale, piuttosto che dalla rigorosa accuratezza storica. Gli altri importanti restauri furono la Sainte-Chapelle e l'Hôtel de Ville, risalenti al XVII secolo. I vecchi edifici che premevano contro il retro dell'Hôtel de Ville furono sgomberati, furono aggiunte due nuove ali, gli interni furono riccamente ridecorati e i soffitti e le pareti dei grandi saloni cerimoniali furono dipinti con affreschi di Eugène Delacroix. Sfortunatamente, tutti gli interni andarono bruciati nel 1871 per mano della Comune di Parigi.

## Lo stile beaux-arts

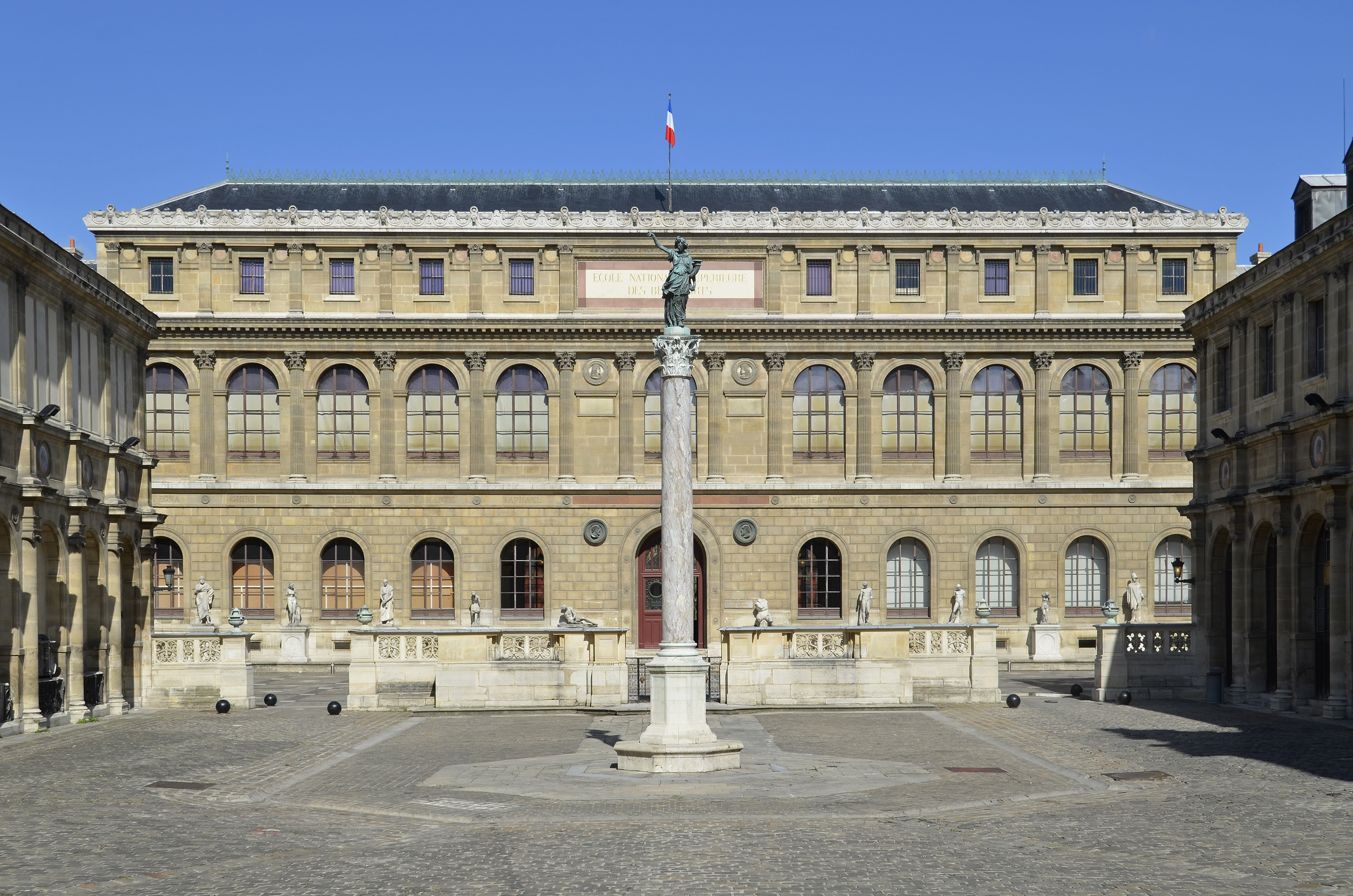
L'École des beaux-arts by François Debret (1819–32) poi Félix Duban (1832–70)
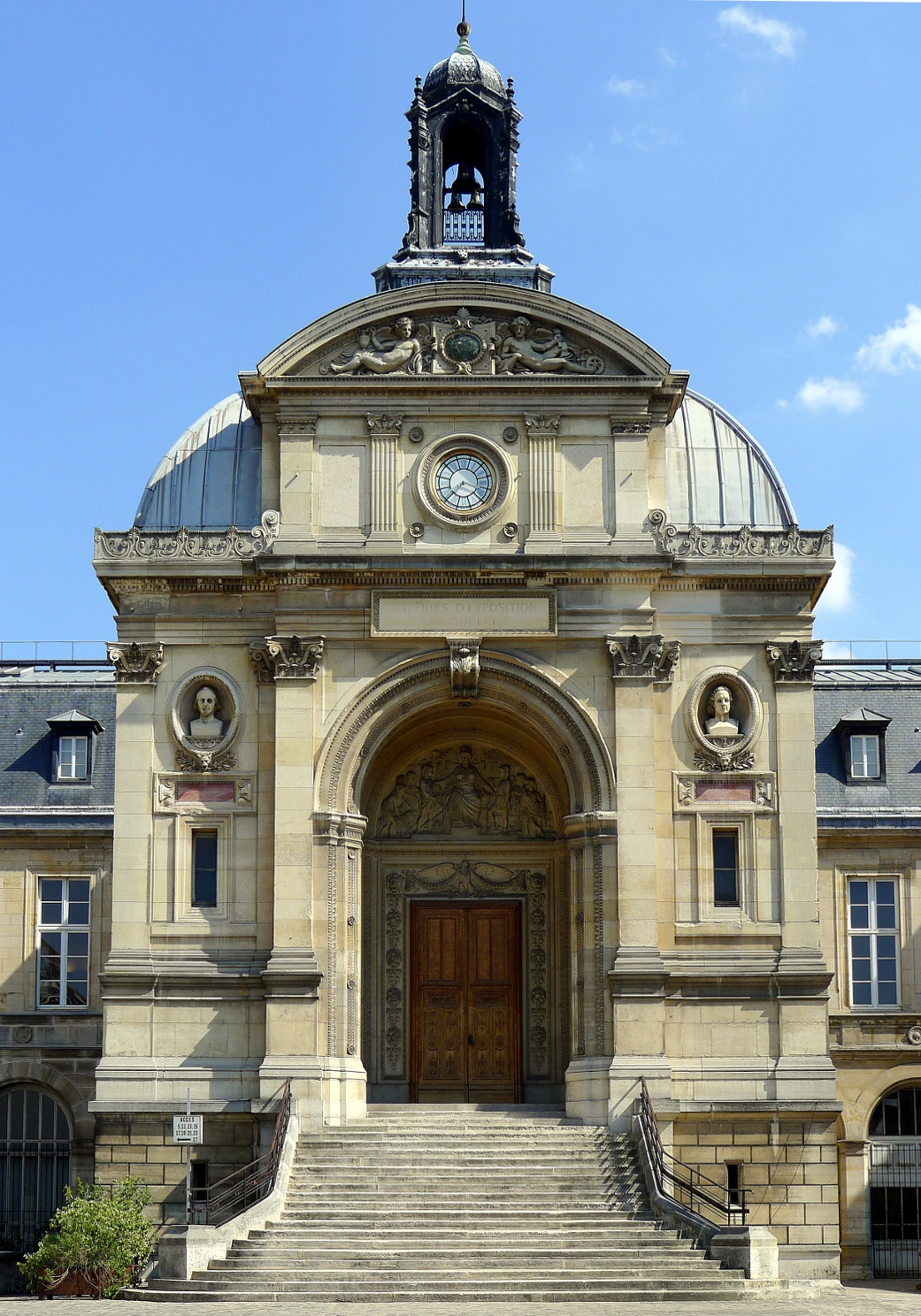
Il Conservatoire national des arts et métiers di Léon Vaudoyer (1838–67)
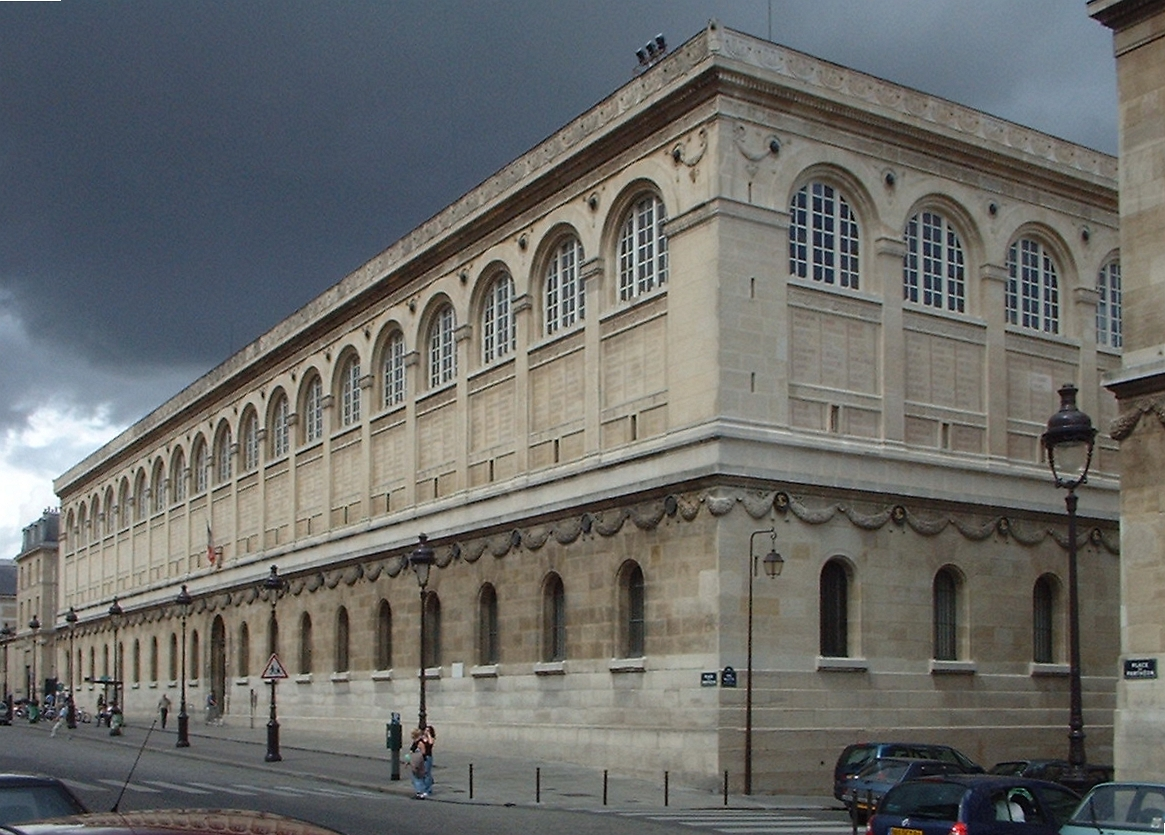
La Biblioteca Sainte-Geneviève di Henri Labrouste (1844–50)

Allo stesso tempo, all'École des beaux-arts avveniva una piccola rivoluzione, guidata da quattro giovani architetti; Joseph-Louis Duc, Félix Duban, Henri Labrouste e Léon Vaudoyer, che prima avevano studiato architettura romana e greca a Villa Medici a Roma, e poi, nel 1820, iniziarono lo studio sistematico di altri stili architettonici storici, compresa l'architettura francese del Medioevo e del Rinascimento. Istituirono l'insegnamento su una varietà di stili architettonici presso l'École des beaux-arts e inserirono frammenti di edifici rinascimentali e medievali nel cortile della scuola in modo che gli studenti potessero disegnarli e copiarli. Ognuno di loro progettò nuovi edifici non classici a Parigi ispirati a una varietà di diversi stili storici. Labrouste costruì la Biblioteca Sainte-Geneviève (1844-50), Duc progettò il nuovo Palazzo di Giustizia e la Corte di Cassazione sull'Île-de-la-Cité (1852-1868), Vaudroyer progettò il Conservatoire national des arts et métiers (1838-1867) e Duban i nuovi edifici dell'École des beaux-arts. Insieme, questi edifici, attingendo a stili rinascimentali, gotici e romanici e altri non classici, ruppero il monopolio dell'architettura neoclassica a Parigi.

### Le prime stazioni ferroviarie

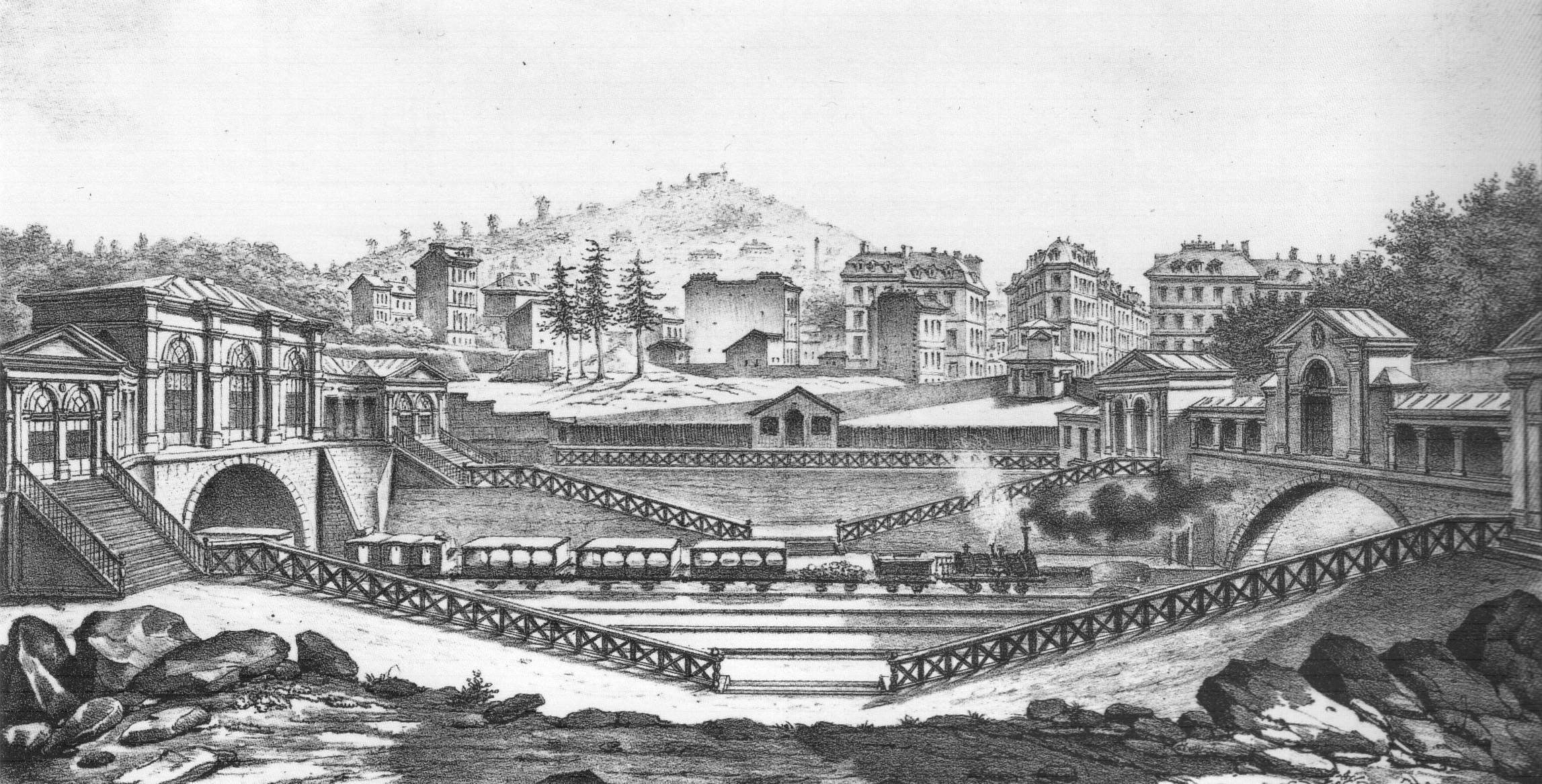
La prima stazione ferroviaria di Parigi, sul sito della moderna Gare Saint-Lazare (1837)

Le prime stazioni ferroviarie di Parigi erano chiamate embarcadère (termine usato per il traffico marittimo), e la loro posizione fu fonte di grande contesa, poiché ogni linea ferroviaria era di proprietà di una compagnia diversa e ciascuna andava in una direzione diversa. Il primo embarcadère fu costruito dai fratelli Péreire per la linea Paris-Saint-Germain-en-Laye, in Place de l'Europe. Inaugurata il 26 agosto 1837, a seguito del suo successo fu rapidamente sostituita da un edificio più grande in rue de Stockholm, e poi da una struttura ancora più grande, l'inizio della Gare Saint-Lazare, costruita tra il 1841 e il 1843. Era la stazione dei treni per Saint-Germain-en-Laye, Versailles e Rouen.
I fratelli Péreire sostenevano che la Gare Saint-Lazare dovesse essere l'unica stazione di Parigi, ma i proprietari delle altre linee insistevano ciascuno per avere la propria stazione. La prima Gare d'Orléans, ora conosciuta come Gare d'Austerlitz, fu aperta il 2 maggio 1843 e fu notevolmente ampliata nel 1848 e nel 1852. La prima Gare Montparnasse fu aperta il 10 settembre 1840 in avenue du Maine e fu il capolinea della nuova linea Parigi-Versailles sulla riva sinistra della Senna. Si scoprì subito che era troppo piccola e fu ricostruita tra il 1848 e il 1852 all'incrocio tra rue de Rennes e boulevard du Montparnasse, nella sua posizione attuale.
Il banchiere James Mayer de Rothschild ricevette il permesso dal governo di costruire la prima linea ferroviaria da Parigi al confine belga nel 1845, con diramazioni per Calais e Dunkerque. Il primo embarcadère della nuova linea fu aperto in rue de Dunkerque nel 1846. Fu poi sostituito da una stazione molto più grande, Gare du Nord, nel 1854. La prima stazione della linea verso la Francia orientale, la Gare de l'Est, fu iniziata nel 1847, ma non venne terminata fino al 1852. La costruzione di una nuova stazione per la linea a sud, da Parigi a Montereau-Fault-Yonne, iniziò nel 1847 e fu terminata nel 1852. Nel 1855 fu sostituita da una nuova stazione, la prima Gare de Lyon, nello stesso sito.

## Napoleone III e lo stile del Secondo Impero (1848-1870)

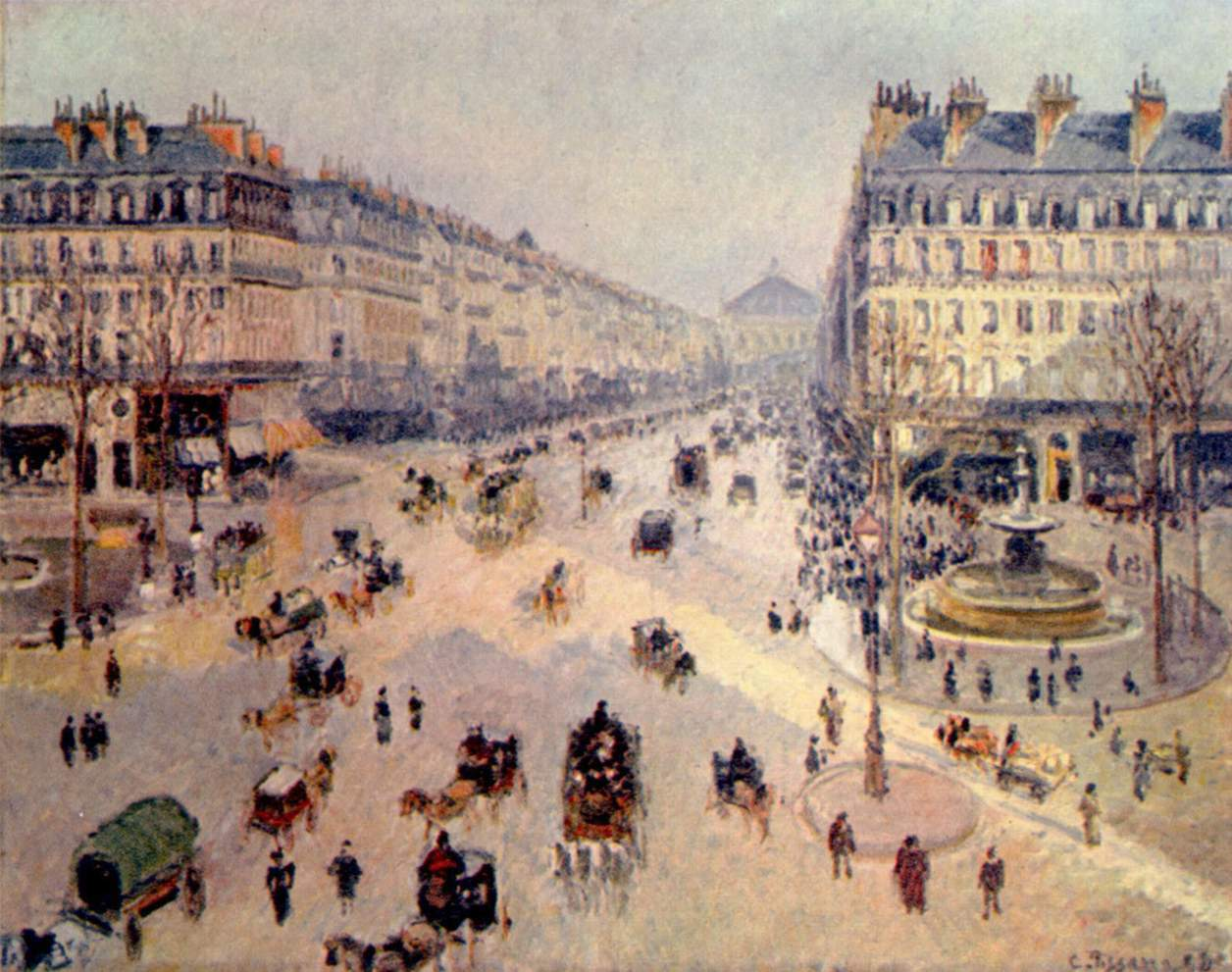
L'avenue de l'Opéra dipinta da Camille Pissarro (1898)
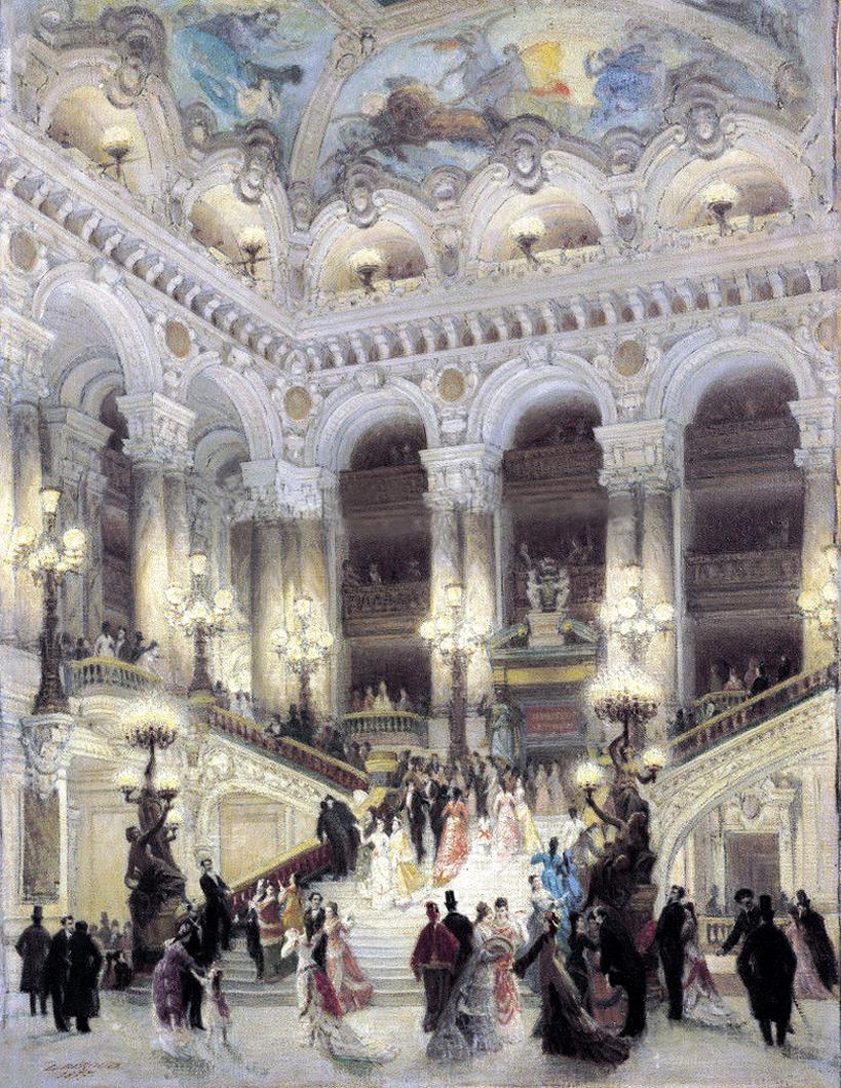
Il grande scalone dell'Opéra national de Paris, disegnato da Charles Garnier, venne iniziato nel 1864 ma la costruzione ebbe termine nel 1875
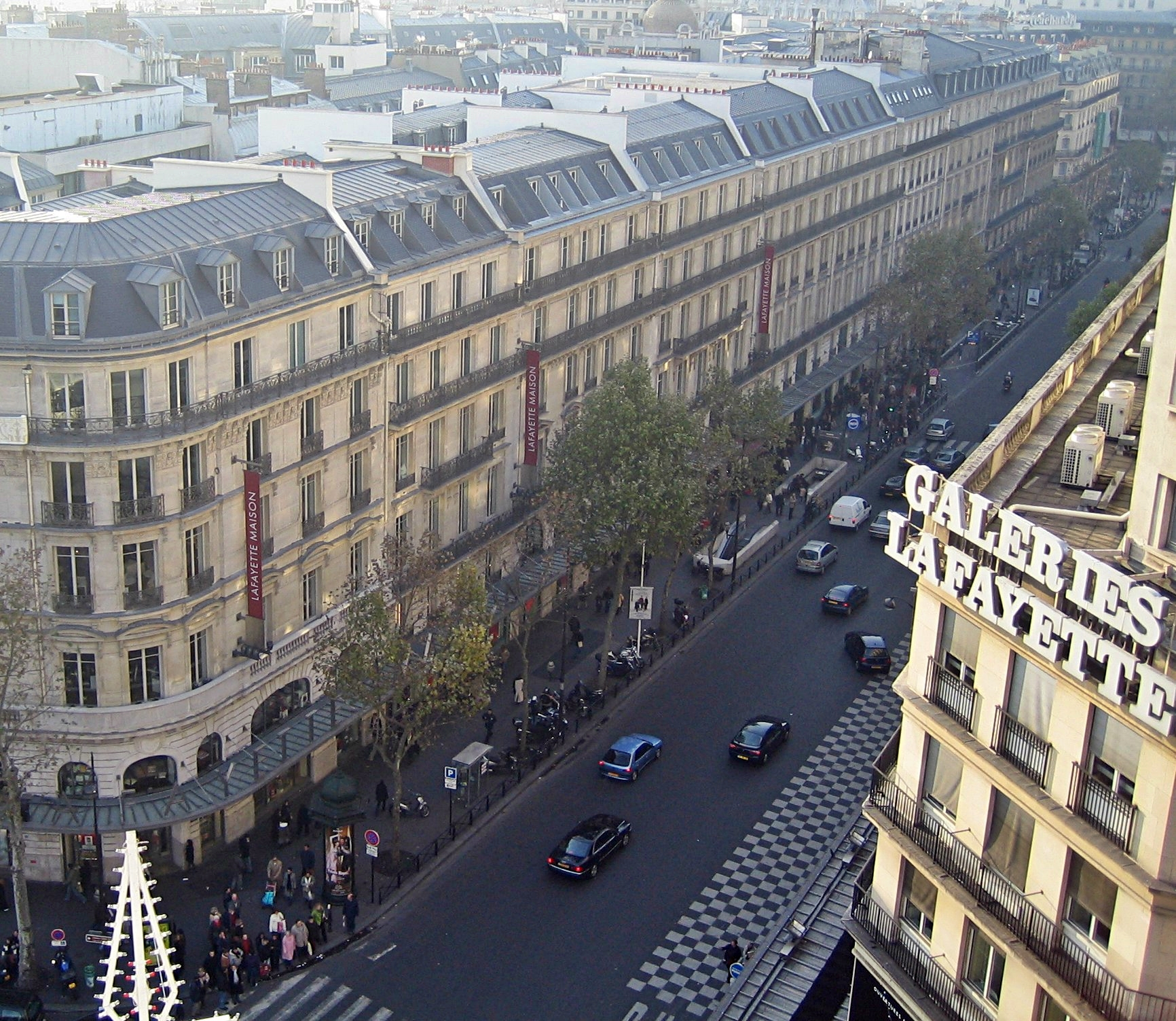
Boulevard Haussmann, con i classici edifici per appartamenti in stile Haussmann (1870)
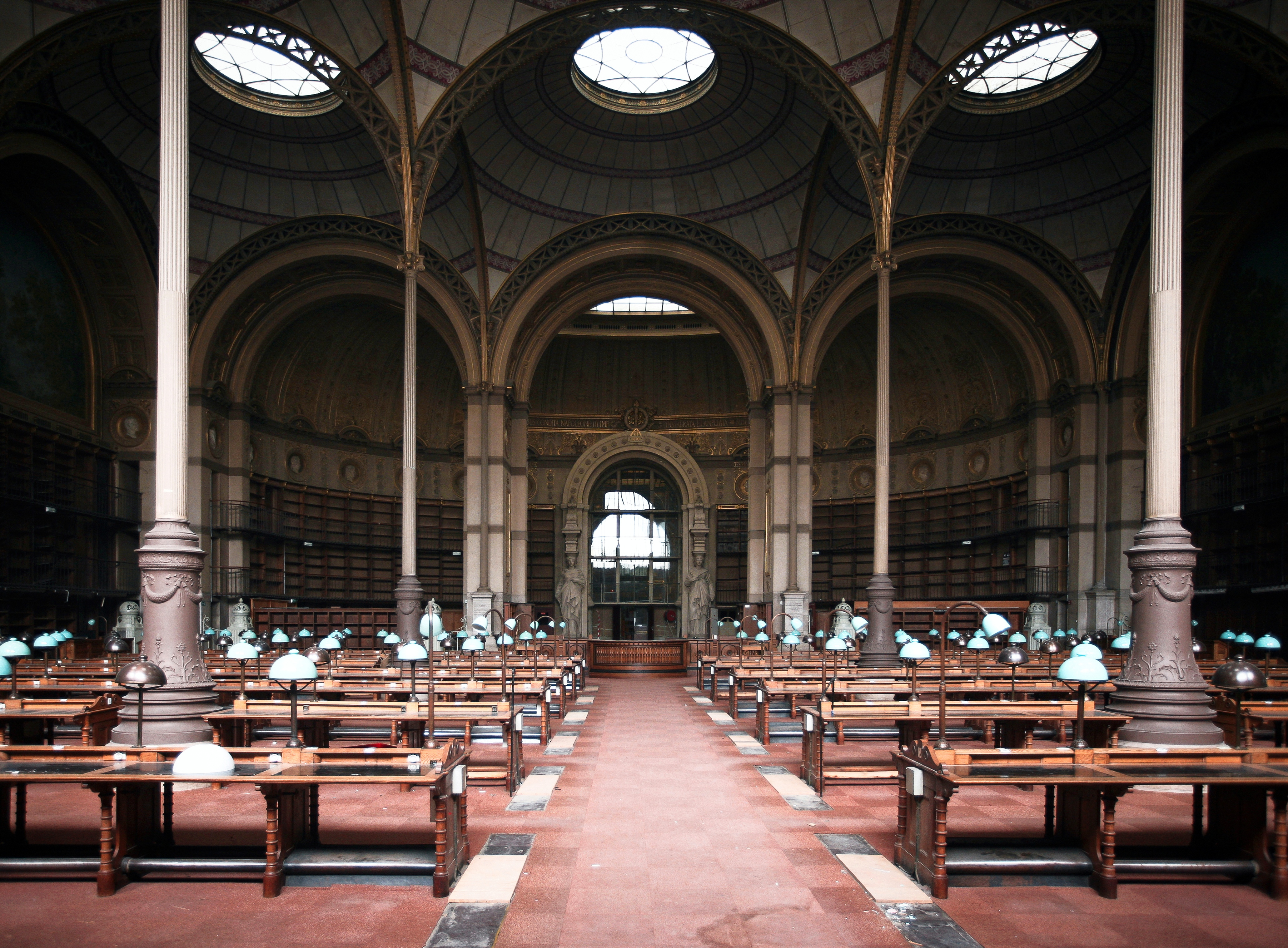
La sala di lettura della Bibliothèque nationale de France, sito Richelieu (1854–75), di Henri Labrouste con struttura in ferro e vetro che creano l'effetto di una cattedrale

La rapida crescita dell'economia francese sotto Napoleone III portò a grandi cambiamenti nell'architettura e nella progettazione urbana di Parigi. Vennero realizzate nuove architetture legate all'espansione economica: stazioni ferroviarie, alberghi, edifici per uffici, grandi magazzini e sale espositive, che occupavano il centro di Parigi, in precedenza in gran parte residenziale. Per migliorare la circolazione e portare luce e aria al centro della città, il Prefetto della Senna di Napoleone fece demolire i quartieri fatiscenti e sovraffollati nel cuore della città e costruì una rete di grandi viali. L'uso esteso di nuovi materiali da costruzione, in particolare telai in ferro, permise la costruzione di edifici molto più grandi per il commercio e l'industria.

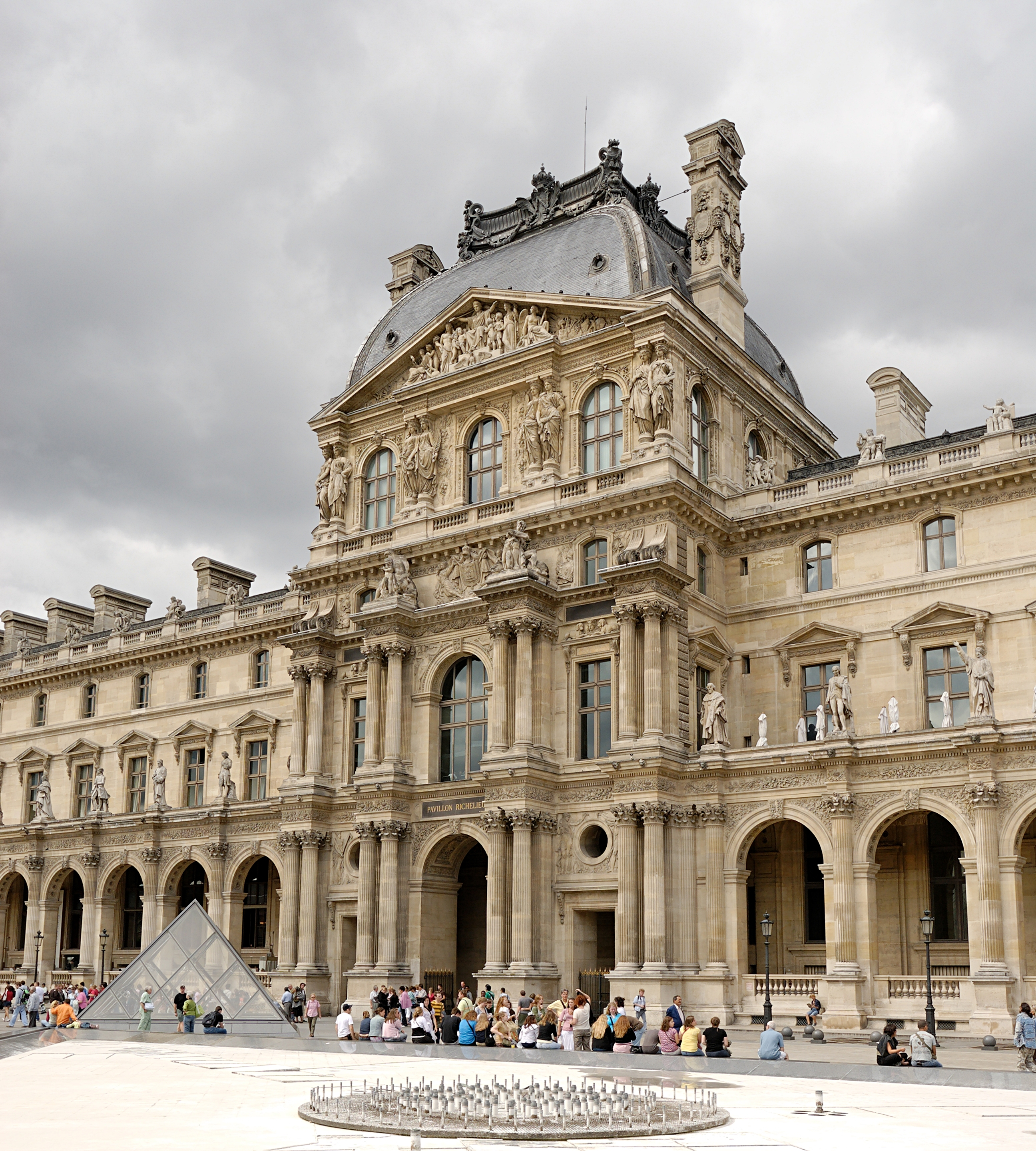
Il Paviillon Richelieu del Louvre, di Hector-Martin Lefuel (1857)
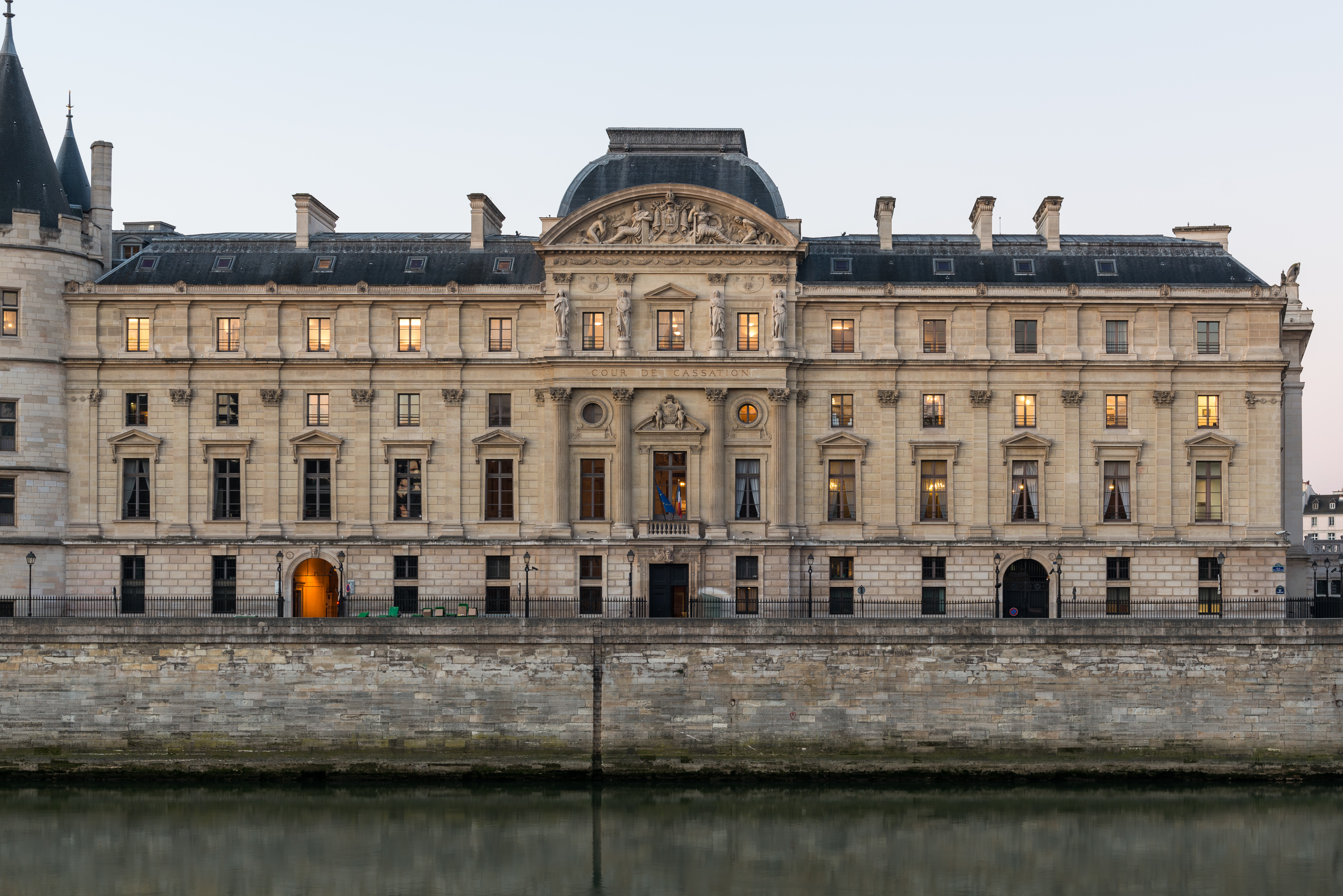
La Court de cassation di Joseph-Louis Duc (1862–68)
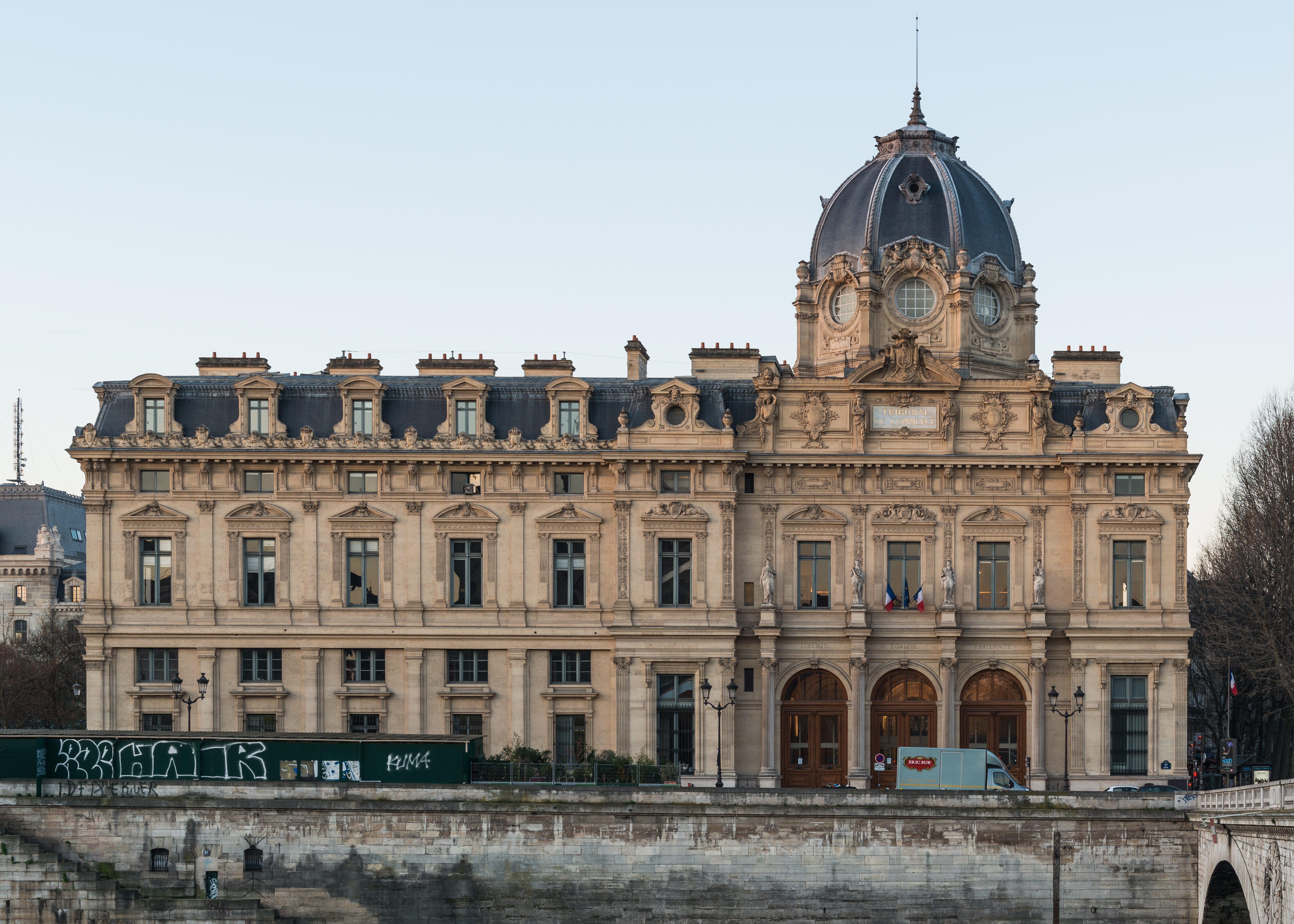
Il Tribunal de Commerce di Antoine-Nicolas Bailly (1860–65)
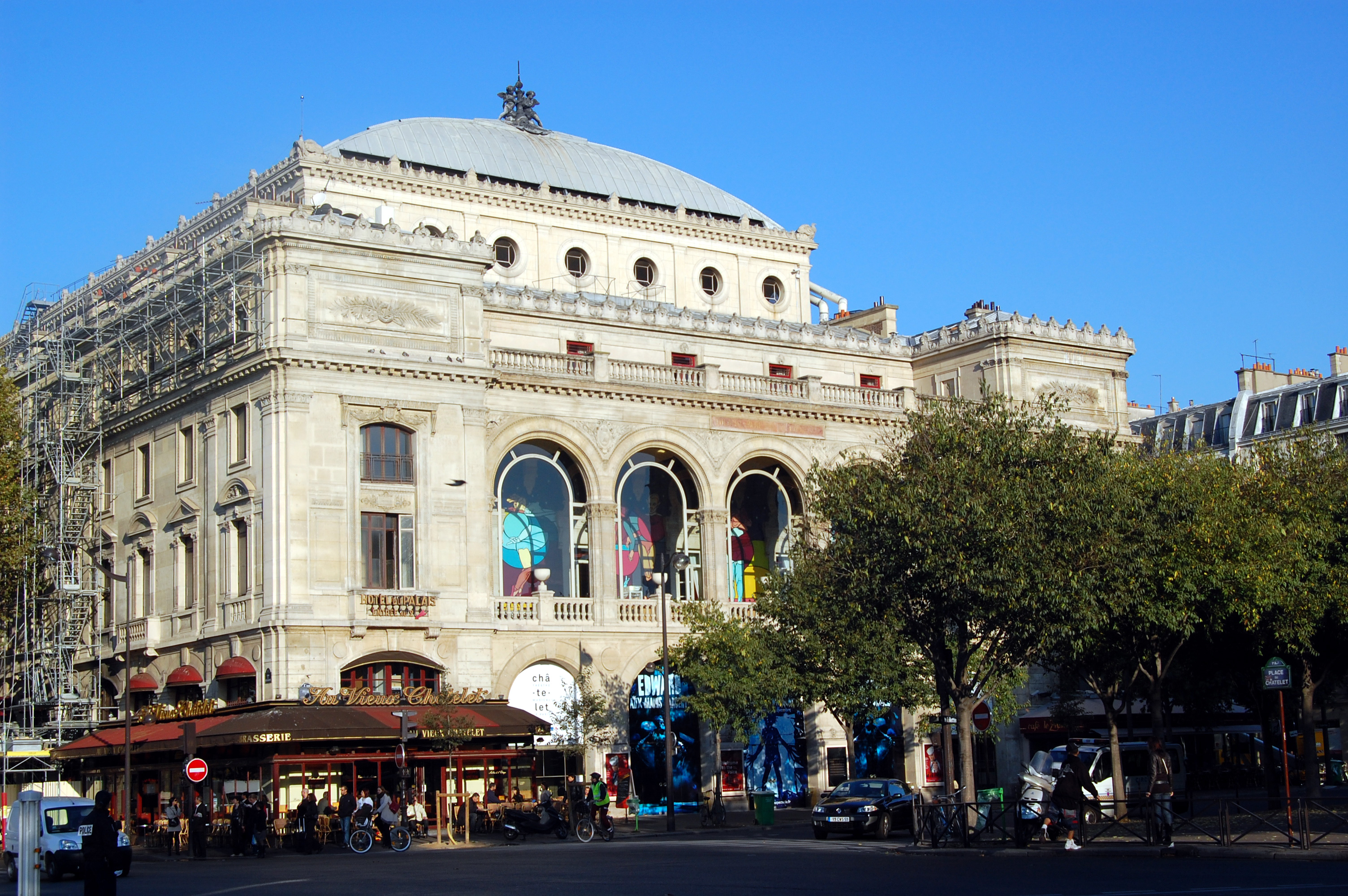
Théâtre du Châtelet di Gabriel Davioud (1859–62)

Quando si dichiarò imperatore nel 1852, Napoleone III trasferì la sua residenza dal Palazzo dell'Eliseo al Palazzo delle Tuileries, dove aveva vissuto suo zio Napoleone Bonaparte, adiacente al Louvre. Il suo progetto Nouveau Louvre continuò la costruzione del Louvre, seguendo il grande progetto di Enrico IV. Costruì il Pavillon Richelieu (1857), i guichets del Louvre (1867) e ricostruì il Pavillon de Flore; ruppe con il neoclassicismo delle ali del Louvre costruite da Luigi XIV e le nuove costruzioni erano perfettamente in armonia con le ali rinascimentali.
Lo stile architettonico dominante del Secondo Impero era l'eclettico, attingendo liberamente dall'architettura dello stile gotico, rinascimentale e dallo stile di Luigi XV e Luigi XVI. Il miglior esempio fu l'Opéra Garnier, iniziato nel 1862 ma non terminato fino al 1875. L'architetto fu Charles Garnier (1825-1898), che vinse la competizione contro uno in stile neogotico di Viollet-le-Duc. Quando l'imperatrice Eugenia gli chiese quale fosse lo stile dell'edificio, rispose semplicemente "Napoleone III". Era all'epoca il teatro più grande del mondo, ma gran parte dello spazio interno era dedicato a spazi puramente decorativi: grandi scalinate, enormi foyer per le passeggiate e grandi palchi privati. La facciata era decorata con diciassette materiali diversi, marmo, pietra, porfido e bronzo. Altri notevoli esempi di architettura pubblica del Secondo Impero includono il Palazzo di Giustizia e la Corte di Cassazione di Joseph-Louis Duc (1862-1868), il Tribunal de Commerce di Antoine-Nicolas Bailly (1860-1865), il Théâtre du Châtelet di Gabriel Davioud (1859-1862) e il Théâtre de la Ville, uno di fronte all'altro, su Place du Châtelet.
Il Secondo Impero vide anche il restauro delle famose vetrate e della struttura della Sainte-Chapelle di Eugène Viollet-le-Duc e l'ampio restauro di Notre-Dame de Paris. I critici successivi si lamentarono del fatto che parte del restauro fosse più fantasioso che storico.

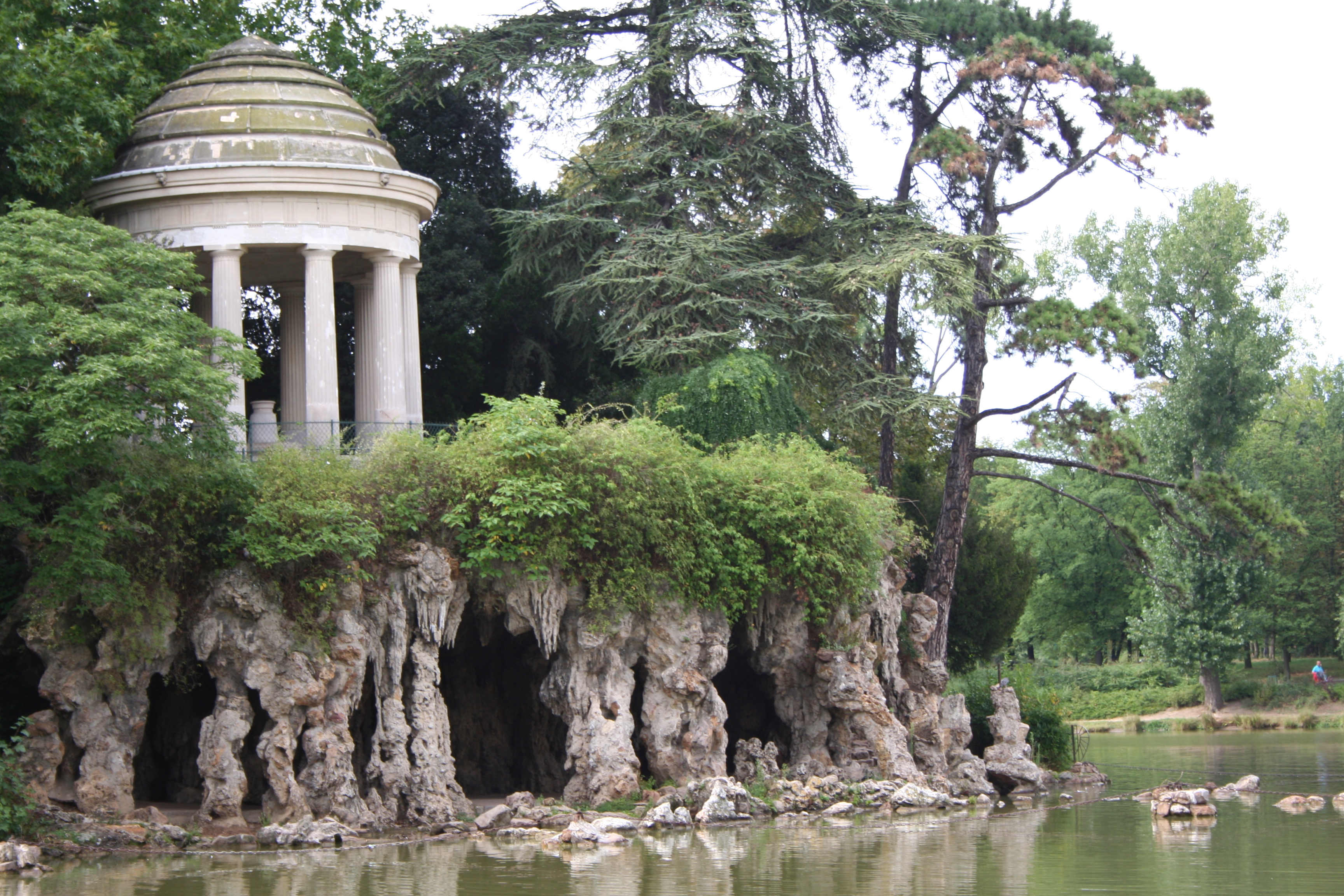
Tempio dell'Amore nel Bois de Vincennes di Gabriel Davioud (1864)
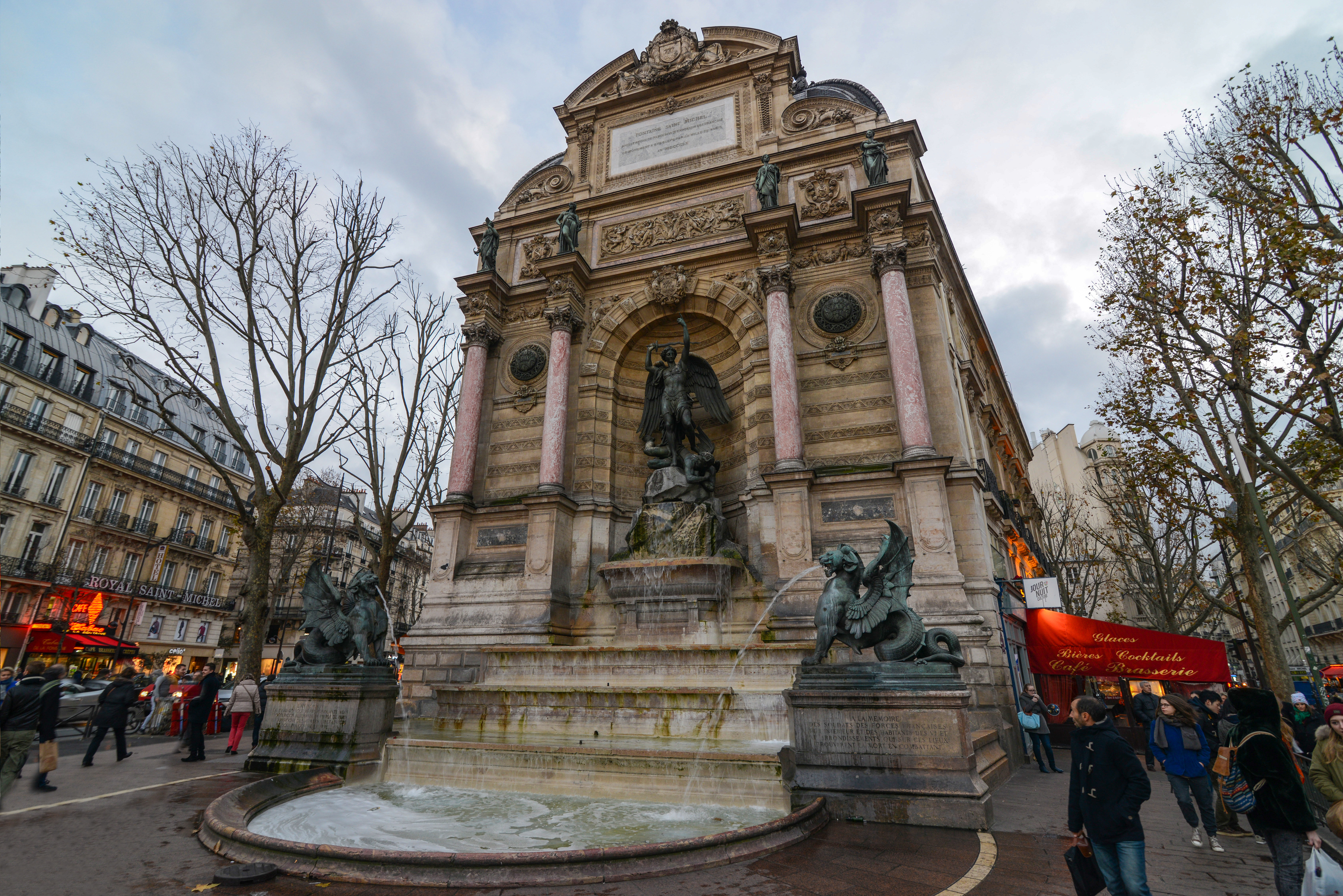
Fontaine de la Paix, o Fontaine Saint-Michel di Gabriel Davioud (1856–61), dove il Boulevard Saint-Michel incontra la Senna
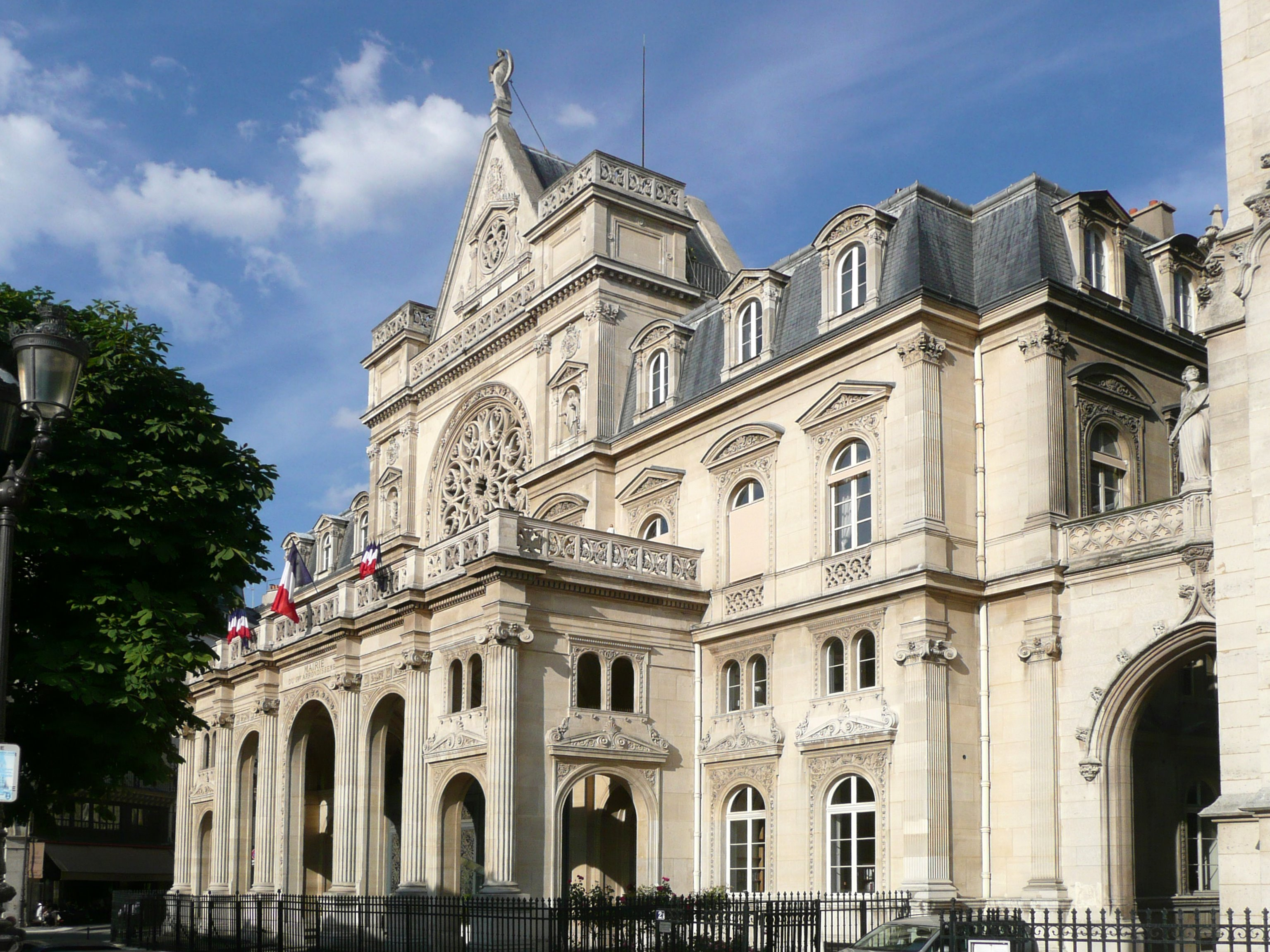
Municipio del I arrondissement, in stile neogotico, di Jacques Ignace Hittorff (1855–60)
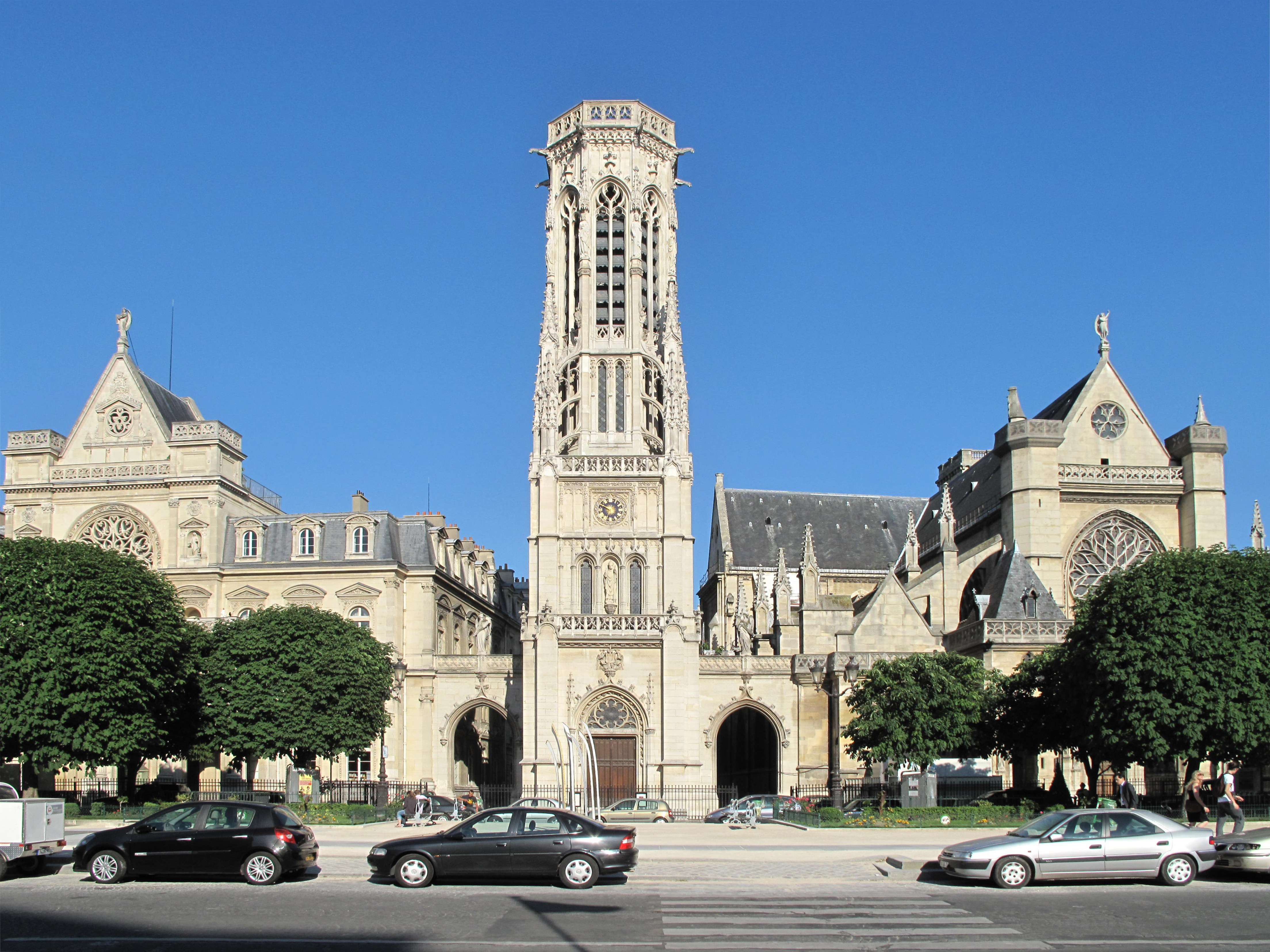
Torre campanaria neogotica del municipio del I arrondissement, di Théodore Ballu (1862), tra il municipio (a sinistra) e la chiesa di Saint-Germain-Auxerois

La mappa e l'aspetto di Parigi cambiarono radicalmente sotto Napoleone III e il barone Haussmann. Questi demolì le viuzze e le fatiscenti case medievali del centro della città (compresa la sua casa natale) e le sostituì con ampi viali fiancheggiati da grandi edifici residenziali, tutti della stessa altezza (venti metri al cornicione, o cinque piani su viali e quattro su strade più strette), con facciate nello stesso stile e rivestiti con la stessa pietra color crema. Completò l'asse est-ovest del centro città, la Rue de Rivoli iniziata da Napoleone Bonaparte, costruì un nuovo asse nord-sud, Boulevard de Sébastopol, e tagliò ampi viali sia sulla sponda destra sia su quella sinistra, compreso il Boulevard Saint-Germain, Boulevard Saint-Michel, che di solito culminavano in un punto di riferimento a cupola. Se non c'era già una cupola, Haussmann ne fece costruire una, come fece con il Tribunal de Commerce e la chiesa di Saint-Augustin.
Il fulcro del nuovo design fu il nuovo Palais Garnier, progettato da Charles Garnier. Negli ultimi anni dell'Impero costruì nuovi viali per collegare il centro della città con gli otto nuovi arrondissement che Napoleone III aveva annesso alla città nel 1860, insieme a nuovi municipi per ogni arrondissement. Furono costruiti anche nuovi municipi per molti degli arrondissement originali, come il nuovo municipio del I arrondissement di Jacques Ignace Hittorff (1855-1860), vicino alla chiesa medievale di Saint-Germain-Auxerois, nel centro storico della città. Il nuovo municipio era in stile neogotico, riprendendo la chiesa medievale, con tanto di rosone.
Per fornire spazio verde e ricreazione ai residenti dei quartieri esterni della città, Haussmann costruì nuovi grandi parchi: Bois de Boulogne, Bois de Vincennes, Parc Montsouris e Parc des Buttes-Chaumont a ovest, est, nord e sud, pieni di pittoresche follie da giardino, oltre a numerosi piccoli parchi e piazze dove si incontravano i nuovi boulevard. L'architetto cittadino Gabriel Davioud dedicò una notevole attenzione ai dettagli dell'infrastruttura cittadina. Haussmann costruì anche un nuovo sistema di approvvigionamento idrico e una rete fognaria sotto i nuovi boulevard, piantò migliaia di alberi lungo i boulevard e ornò i parchi e i boulevard con chioschi, porte, padiglioni e griglie ornamentali, tutti progettati da Davioud.

### Architettura religiosa - gli stili neogotico ed eclettico

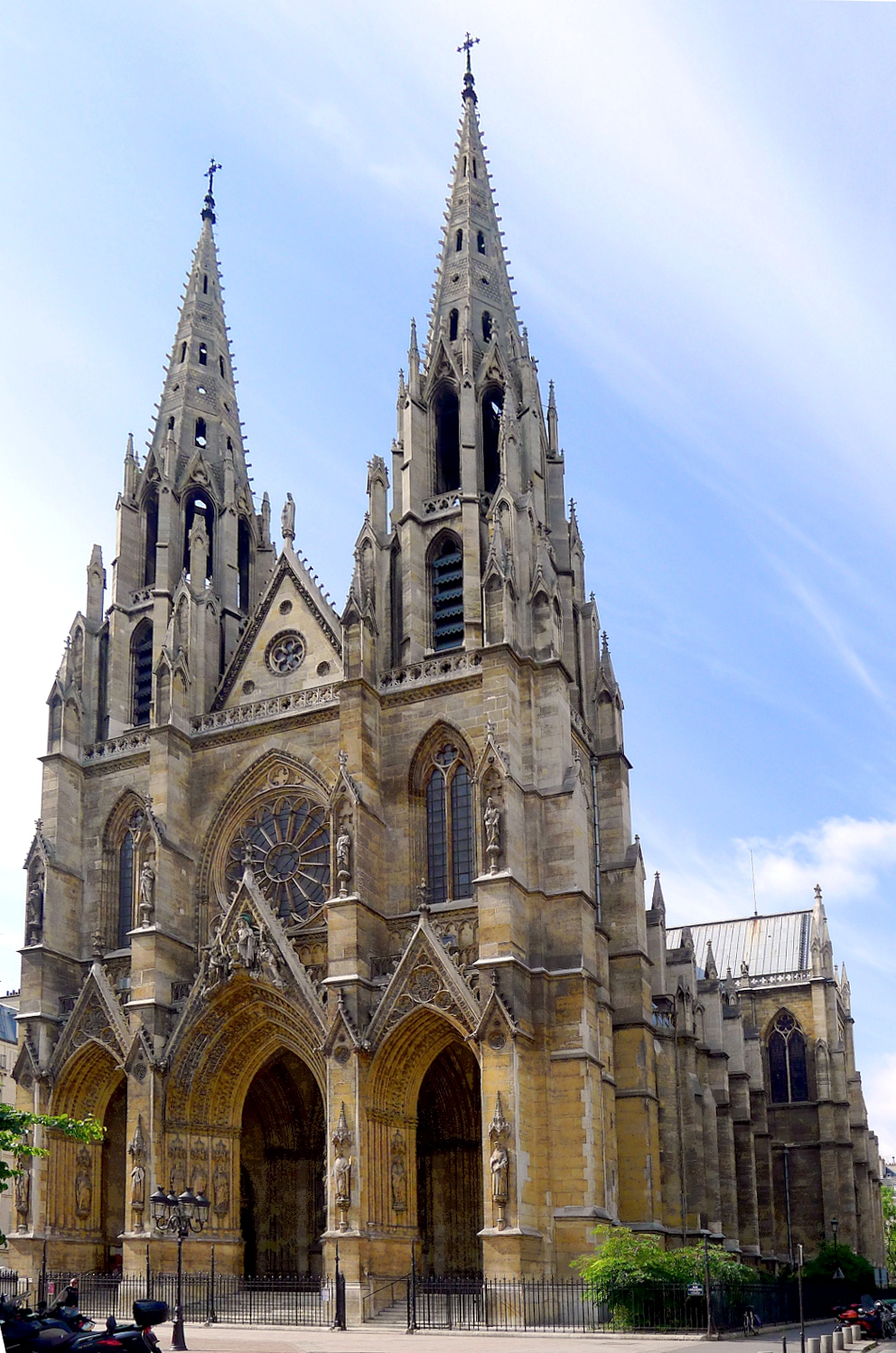
La Basilica delle Sante Clotilde e Valeria di Christian Gau, poi Théodore Ballu (1841–1857)
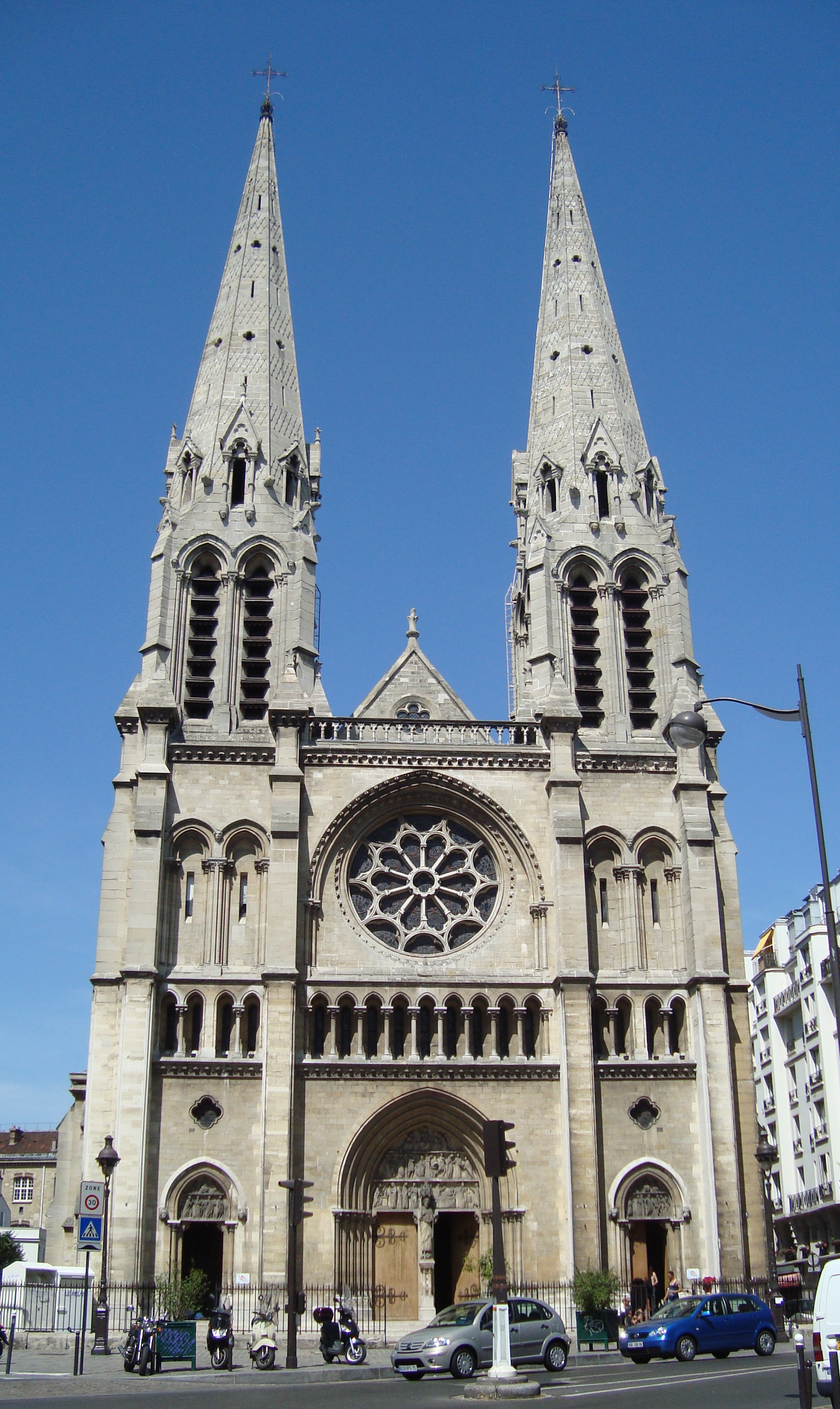
La chiesa di Saint-Jean-Baptiste-de-Belleville in stile neogotico, di Jean-Baptiste-Antoine Lassus (1854–59)
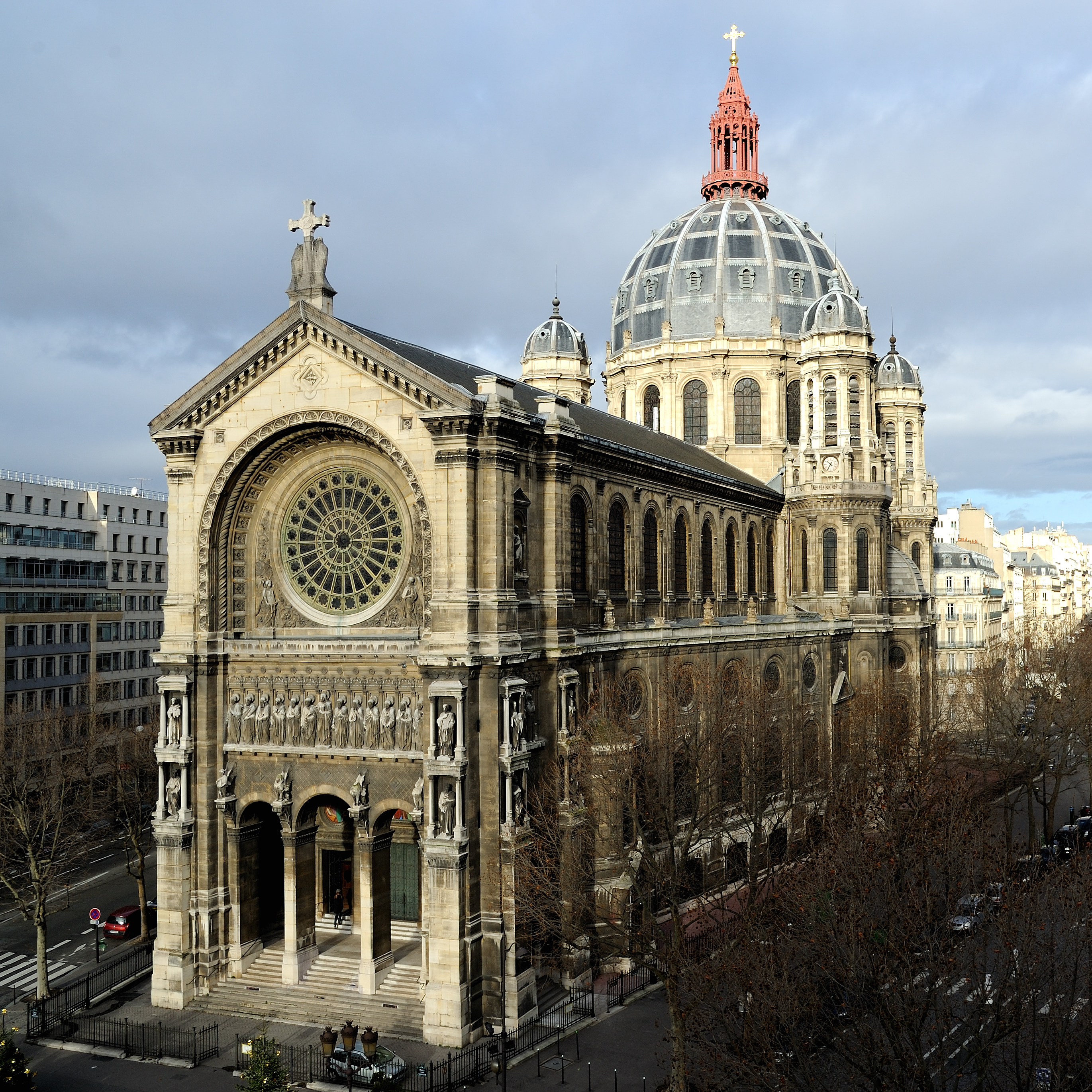
La chiesa di Saint-Augustin (1860–1871), di Victor Baltard, aveva una rivoluzionaria struttura in ferro ma un esterno classico neorinascimentale
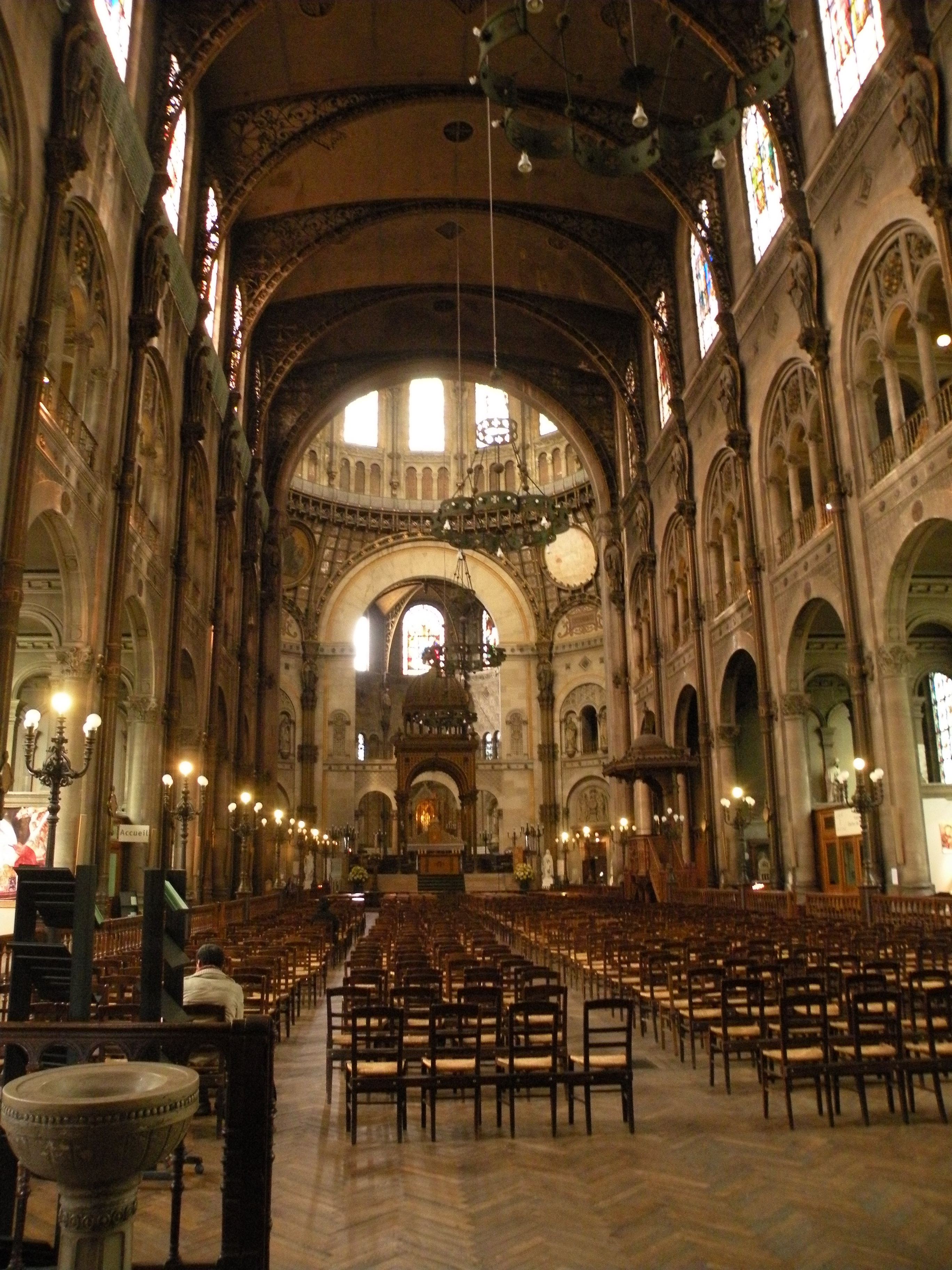
L'interno di Saint-Augustin, con telaio in ferro sostenuto da colonne dello stesso materiale (1860–71)
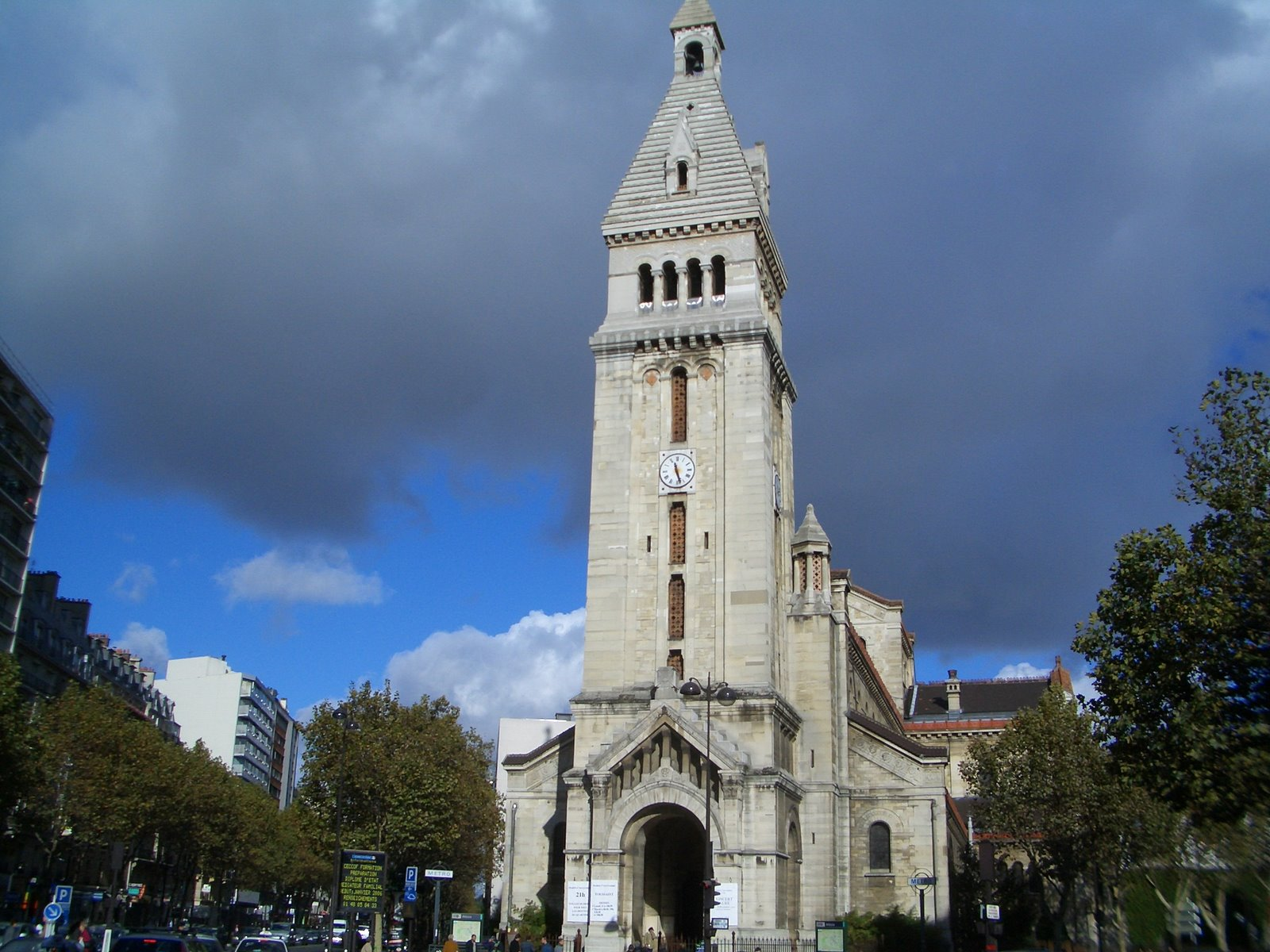
La Chiesa di Saint-Pierre-de-Montrouge (XIV arrondissement) di Émile Vaudremer (1863–70)
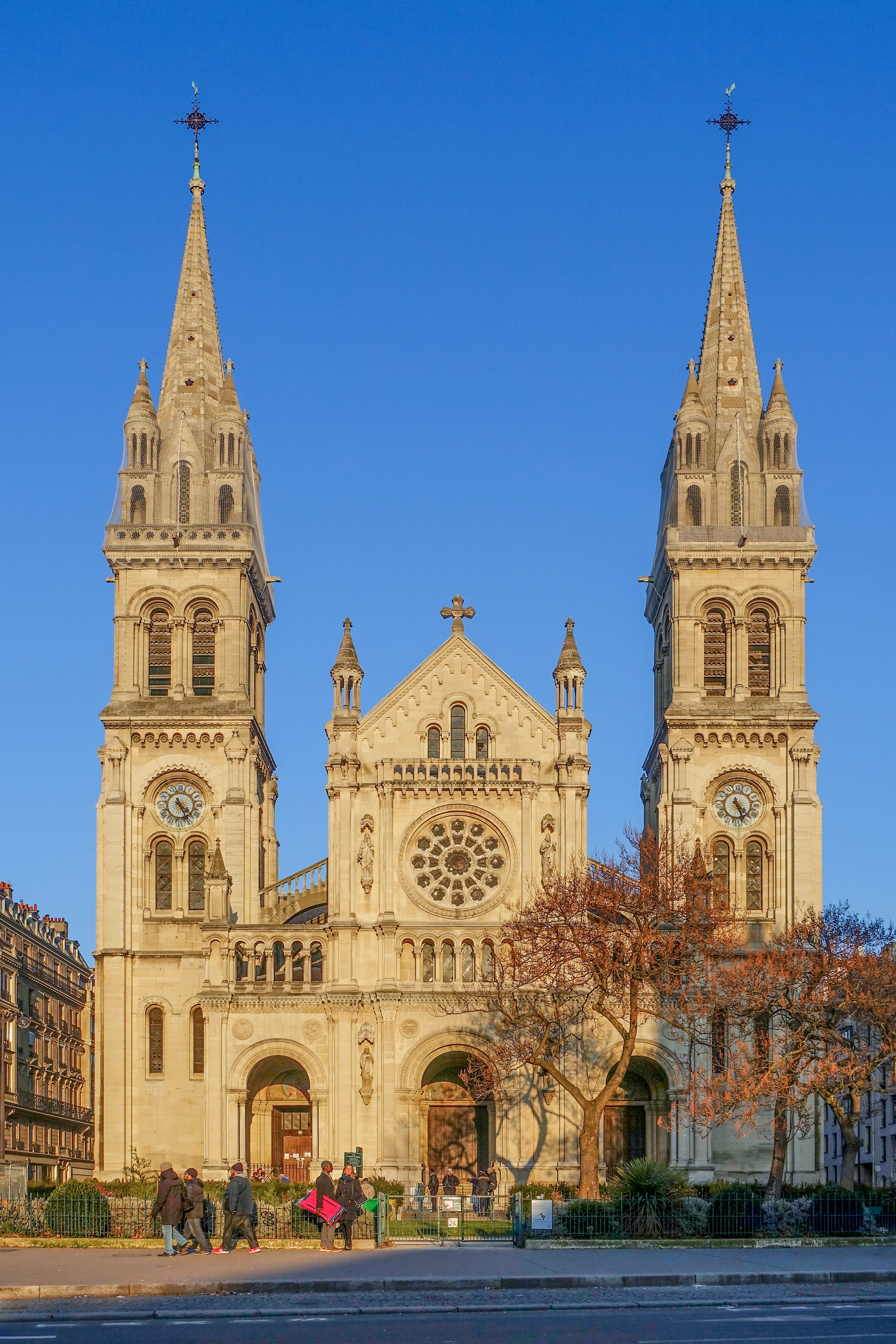
La chiesa di Saint-Ambroise (XI arrondissement) di Théodore Ballu (1863–68)

L'architettura religiosa si staccò infine dallo stile neoclassico che aveva dominato l'architettura delle chiese parigine dal XVIII secolo. Le chiese iniziarono a essere costruite in stili neogotico e altri storici, in particolare negli otto nuovi arrondissement più lontani dal centro aggiunti da Napoleone III nel 1860. La prima chiesa neogotica fu la Basilica delle Sante Clotilde e Valeria, iniziata da Christian Gau nel 1841 e terminata da Théodore Ballu nel 1857. Durante il Secondo Impero, gli architetti iniziarono a utilizzare telai metallici abbinati allo stile gotico; l'Eglise Saint-Laurent, una chiesa del XV secolo ricostruita in stile neogotico da Simon-Claude-Constant Dufeux (1862-1865), Saint-Eugene-Sainte-Cecile da Louis-Auguste Boileau e Adrien-Louis Lusson (1854-1855) e Saint-Jean-Baptiste de Belleville di Jean-Baptiste-Antoine Lassus (1854-1859). La più grande chiesa nuova costruita a Parigi durante il Secondo Impero fu la chiesa di Saint-Augustin (1860-1871), di Victor Baltard, il progettista dei padiglioni metallici del mercato di Les Halles. Mentre la struttura era sostenuta da colonne in ghisa, la facciata era eclettica.

### Stazioni ferroviarie e architettura commerciale

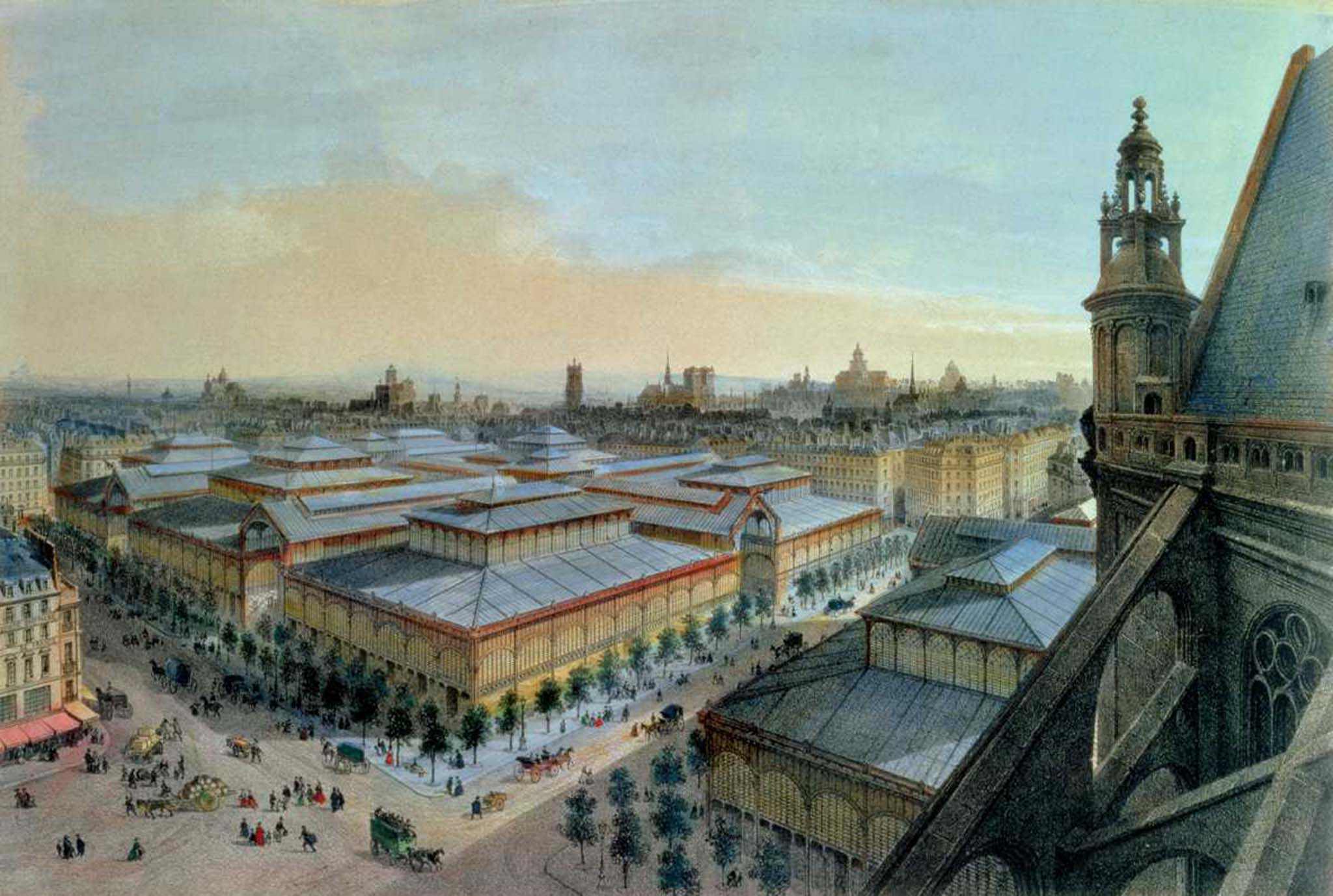
Les Halles di Victor Baltard (1853–70) viste dal tetto della chiesa di Saint-Eustache
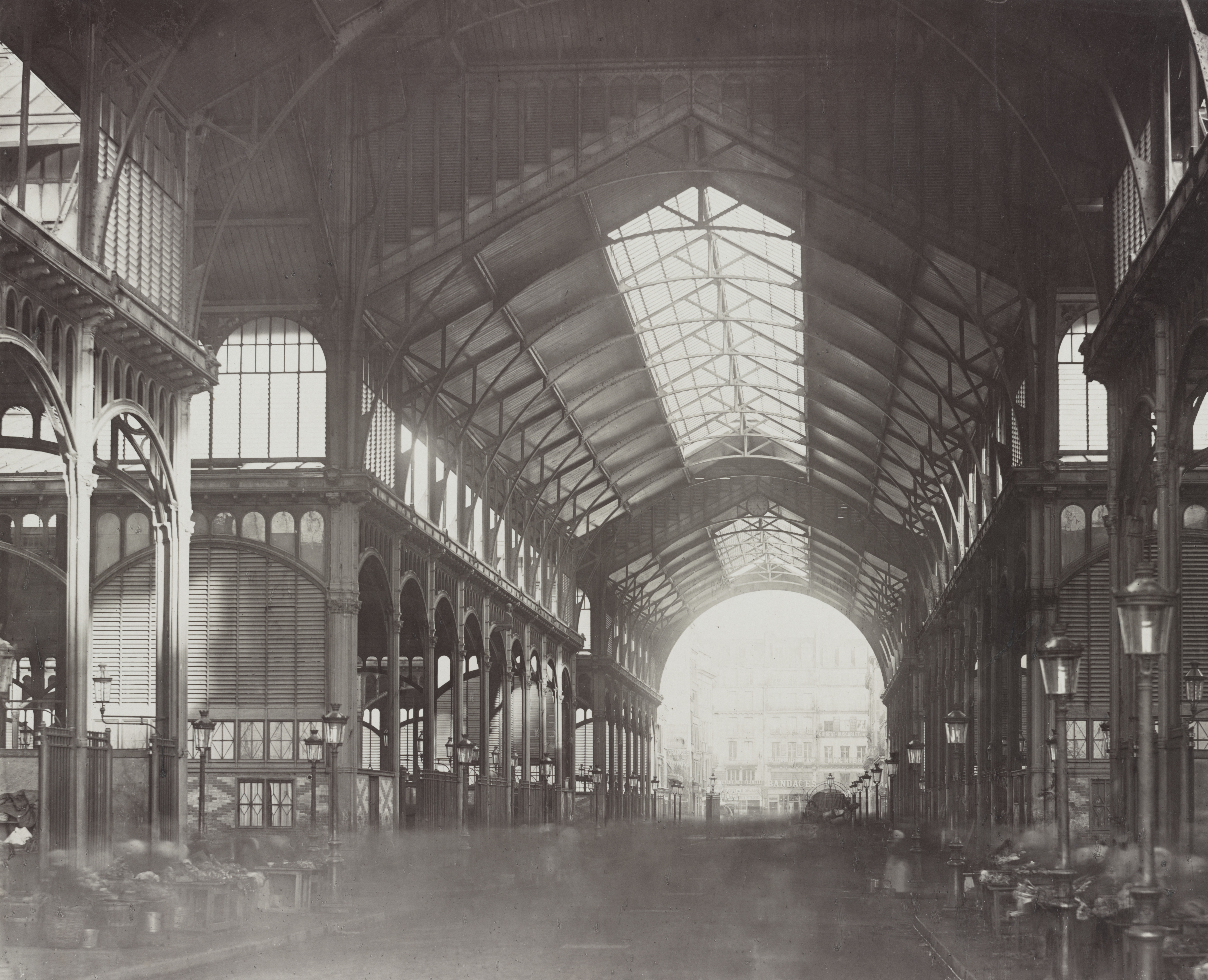
L'interno di uno dei giganteschi padiglioni in vetro e ferro di Les Halles, (1853–70), il mercato centrale di Parigi, di Victor Baltard
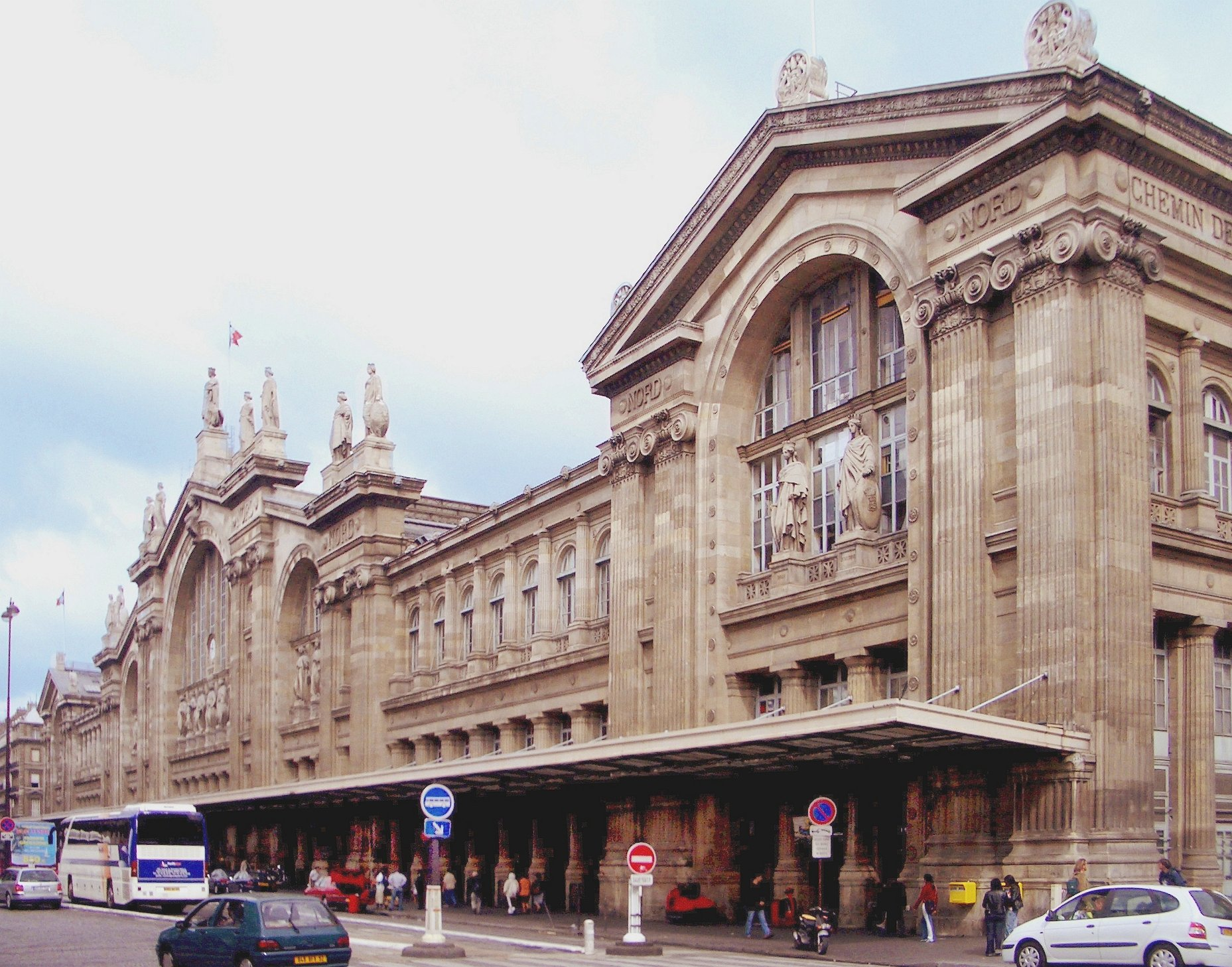
La facciata Secondo impero della Gare du Nord (1861–66) di Jacques Ignace Hittorff nascondeva una vasta sala sorretta da colonne di ferro

La rivoluzione industriale e l'espansione economica di Parigi richiedevano strutture molto più grandi, in particolare per le stazioni ferroviarie, che erano considerate le nuove porte ornamentali della città. Le nuove strutture avevano strutture di ferro, ma erano nascoste dalle facciate in stile beaux-arts. La Gare du Nord, di Jacques Ignace Hittorff (1842-1865), aveva un tetto in vetro con colonne di ferro alte trentotto metri, mentre la facciata era in stile beaux-arts rivestita di pietra e decorata con statue che rappresentavano le città servite dalla ferrovia.
L'uso più massiccio di ferro e vetro venne fatto nel nuovo mercato centrale di Parigi, Les Halles (1853-1870), un insieme di enormi padiglioni in ferro e vetro progettati da Victor Baltard (1805-1874). Henri Labrouste (1801-1875) utilizzò ferro e vetro per creare una sala di lettura simile a una cattedrale per la Biblioteca nazionale di Francia, sito Richelieu (1854-1875).

## La Belle Époque (1871-1913)
L'architettura di Parigi creata durante la Belle Époque, tra il 1871 e l'inizio della prima guerra mondiale nel 1914, si distingueva per la sua varietà di stili diversi, dalla beaux-arts, al neobizantino e al neogotico, all'Art Nouveau e all'Art Deco. Era anche nota per la sua sontuosa decorazione e il suo uso fantasioso di materiali sia nuovi sia tradizionali, tra cui ferro, lastre di vetro, piastrelle colorate e cemento armato.

### Le grandi esposizioni

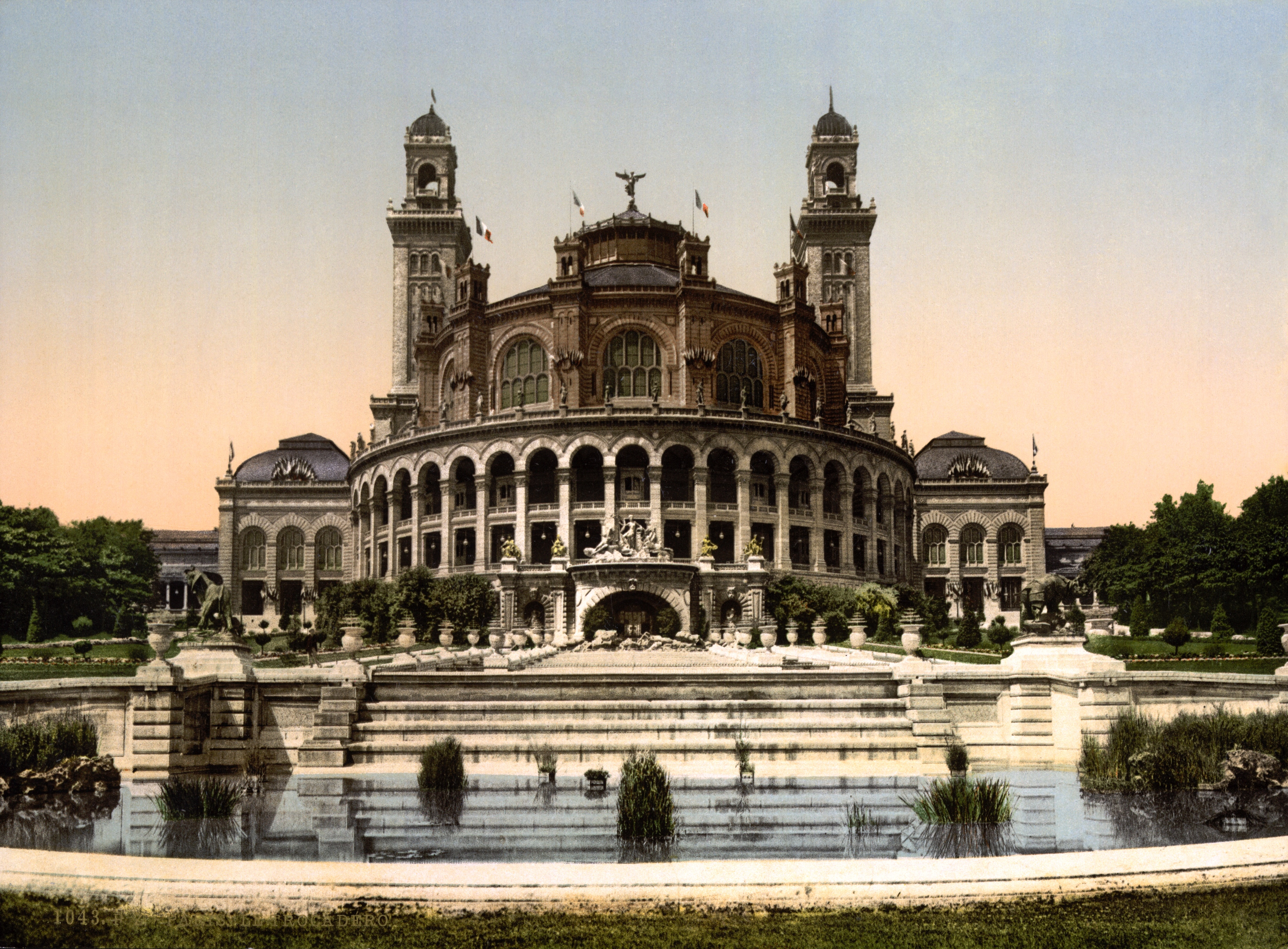
Il neomoresco Palais du Trocadéro di Gabriel Davioud e Jules Bourdais (1876–78)
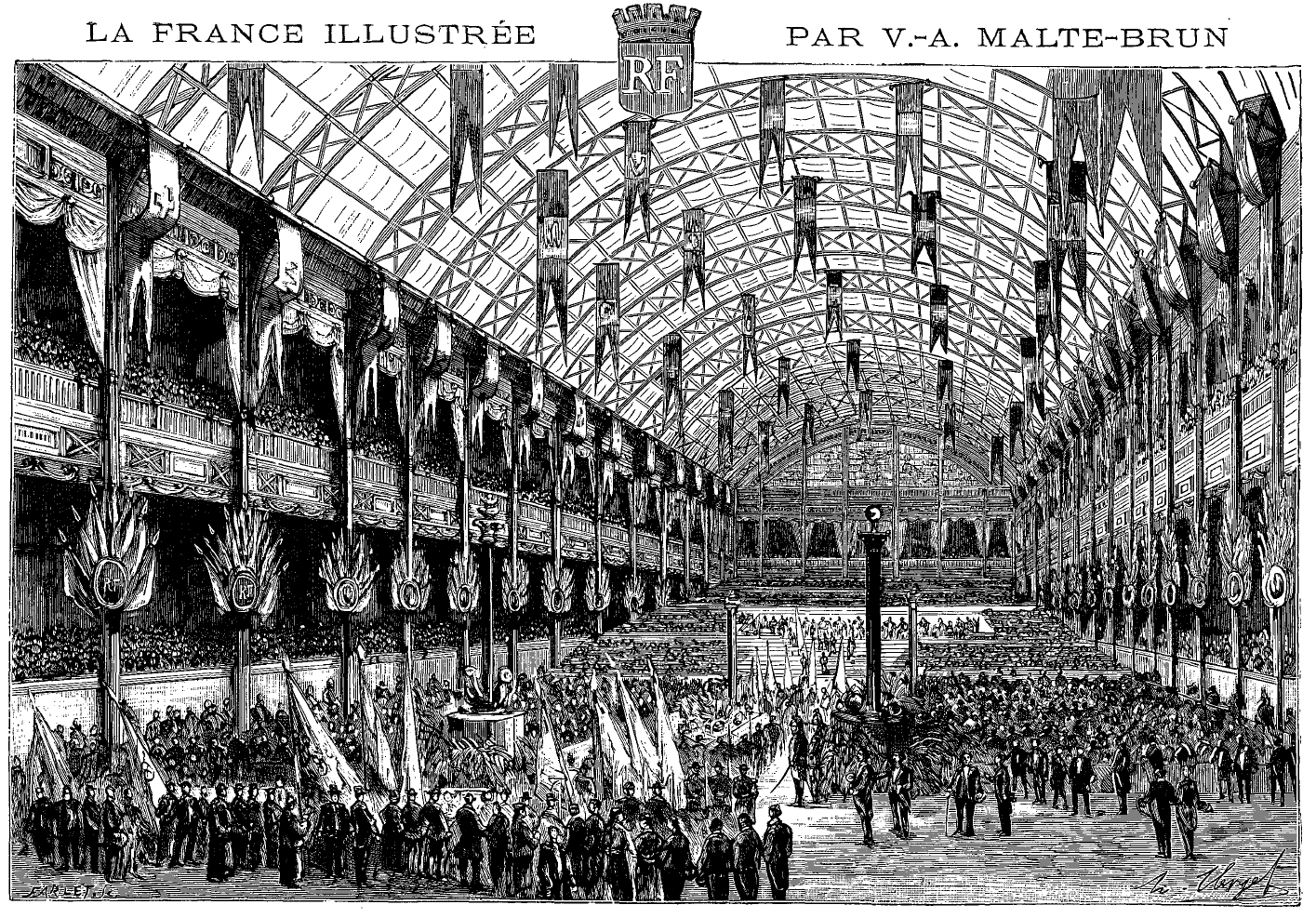
La Galleria delle macchine della Esposizione universale di Parigi del 1878, allora la più grande struttura al mondo
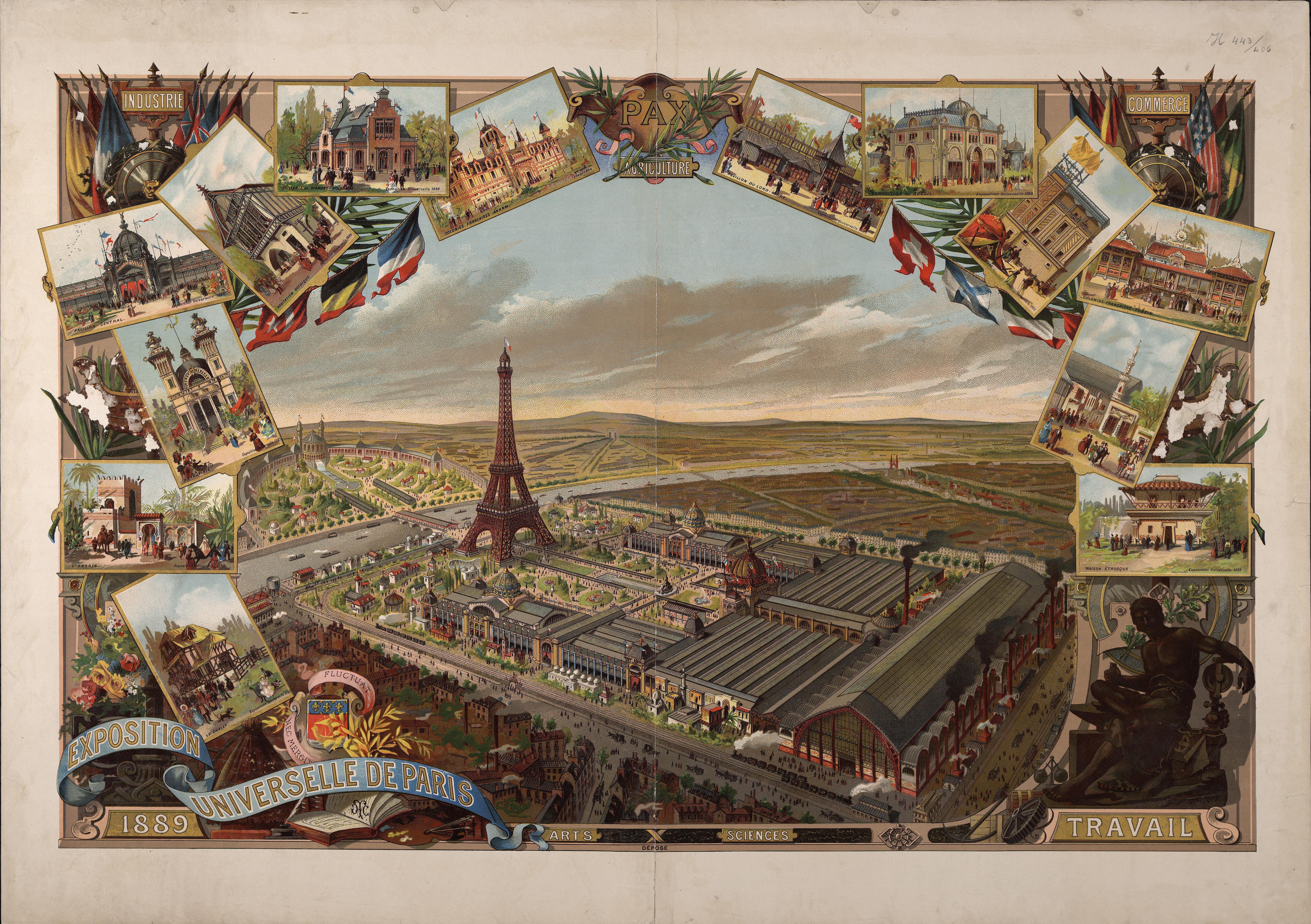
La Torre Eiffel costituiva l'ingresso all'Esposizione universale di Parigi del 1889, ed era la struttura più alta al mondo quando fu costruita
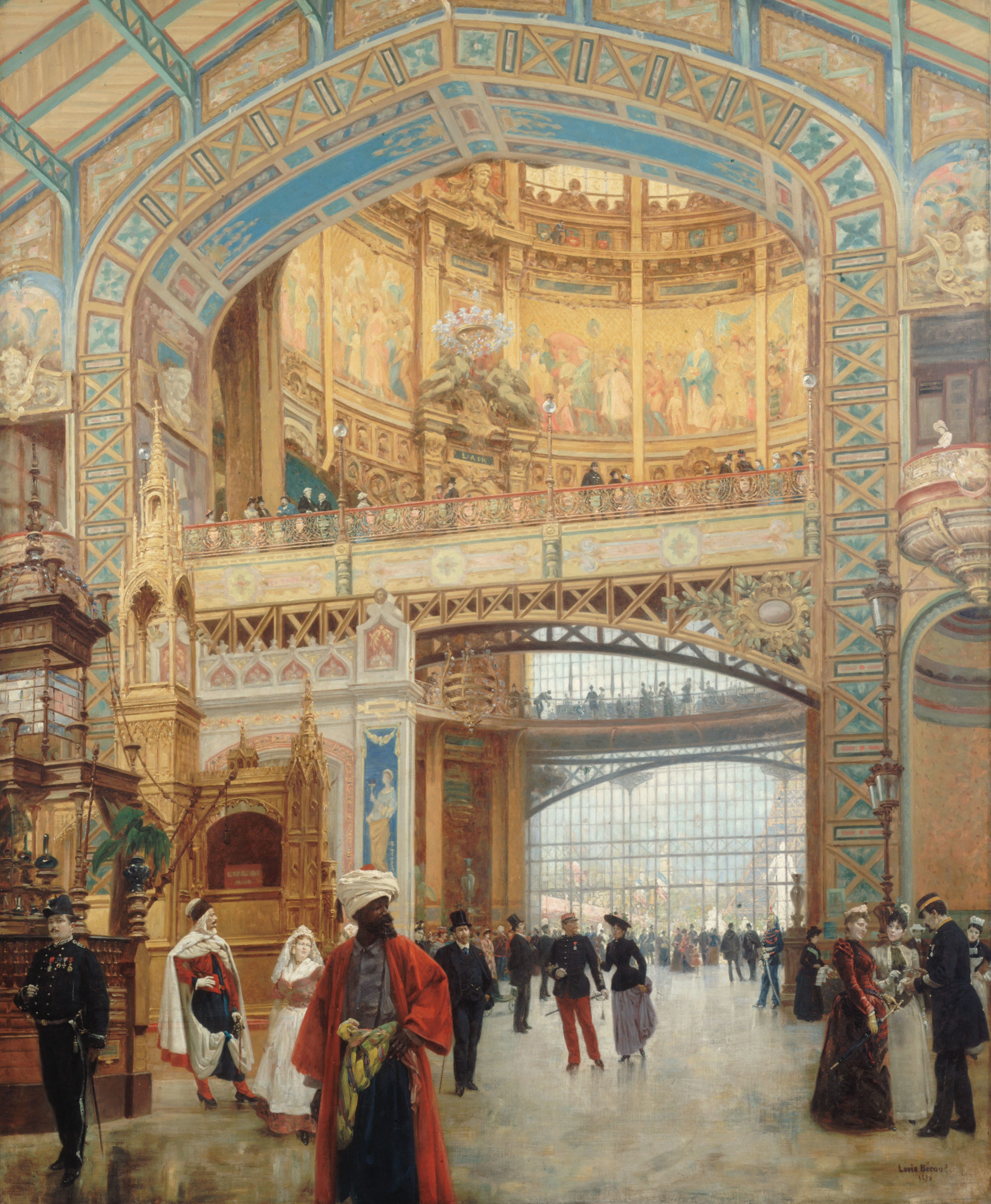
La nuova Galleria delle Macchine dell'Esposizione del 1899, ancora la più grande al mondo all'epoca, era decorata con mattonelle policrome

La caduta di Napoleone III, nel 1871, e l'avvento della Terza Repubblica furono seguiti dal breve dominio parigino della Comune di Parigi (marzo-maggio 1871). Negli ultimi giorni della Comune, quando l'esercito francese riconquistò la città, i Comunardi abbatterono la colonna in Place Vendôme e bruciarono numerosi monumenti di Parigi, tra cui il Palazzo delle Tuileries del XVI secolo, l'Hôtel de Ville del XVII secolo, il Ministero della Giustizia, la Cour des Comptes, il Conseil d'État, il Palais de la Légion d'Honneur, il Ministero delle Finanze e altri ancora. L'interno del Palazzo delle Tuileries fu completamente distrutto, ma le mura rimasero in piedi. Haussmann e altri ne chiesero il restauro, ma il nuovo governo decise che erano un simbolo della monarchia e fece abbattere le mura (un frammento dell'edificio è oggi visibile nel Parco del Trocadero). La maggior parte degli altri edifici vennero riportati al loro aspetto originale. Per celebrare la ricostruzione della città i parigini ospitarono la prima di tre esposizioni universali che attirarono milioni di visitatori a Parigi e trasformarono l'architettura della città.
L'Esposizione Universale di Parigi del 1878 vide la costruzione del Palais du Trocadéro, una composizione eclettica di stili moreschi, rinascimentali e altri, sulla collina di Chaillot, di Gabriel Davioud e Jules Bourdais (1876-1878). Fu utilizzato nelle Esposizioni del 1889 e del 1900, e vi rimase fino al 1937, quando fu sostituito dal Palais de Chaillot.
L'Esposizione Universale di Parigi del 1889 celebrò il centenario della Rivoluzione francese. La Torre Eiffel, (1887-1889), concepita dall'imprenditore Gustave Eiffel e costruita dagli ingegneri Maurice Koechlin ed Émile Nougier e dall'architetto Stephen Sauvestre, era la struttura più alta del mondo e la porta d'ingresso all'Esposizione. La Galleria delle macchine, progettata da Ferdinand Dutert e Victor Contamin, era il più grande spazio coperto del mondo quando fu costruita. Combinava l'ingegneria moderna con decorazioni policrome colorate, tipiche della Belle Époque.

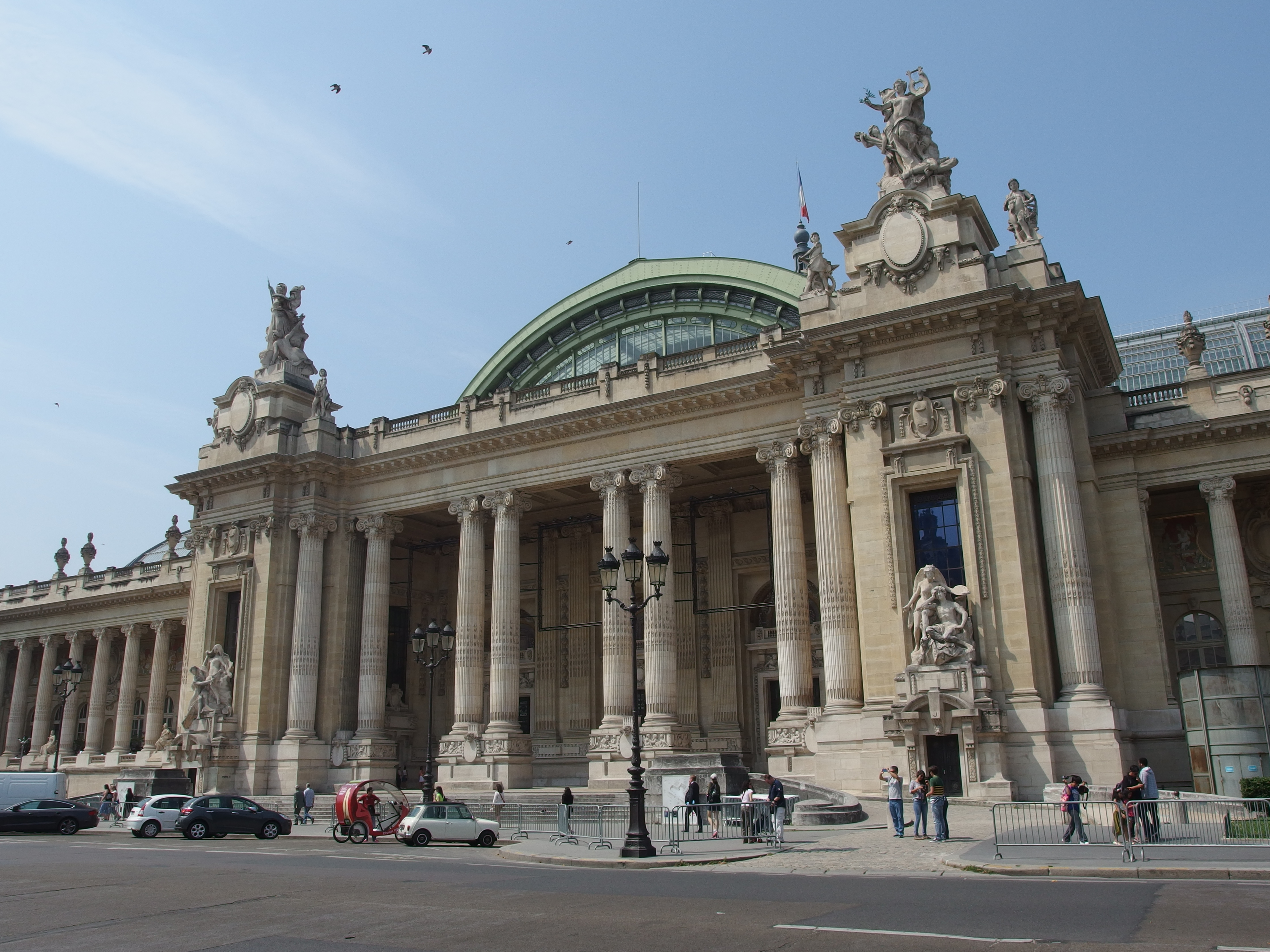
Il Grand Palais, di Henri Deglane, Charles Girault, Albert Louvet e Albert Thomas (1897–1900), aveva una facciata in stile beaux-arts che nascondeva una vasta sala espositiva
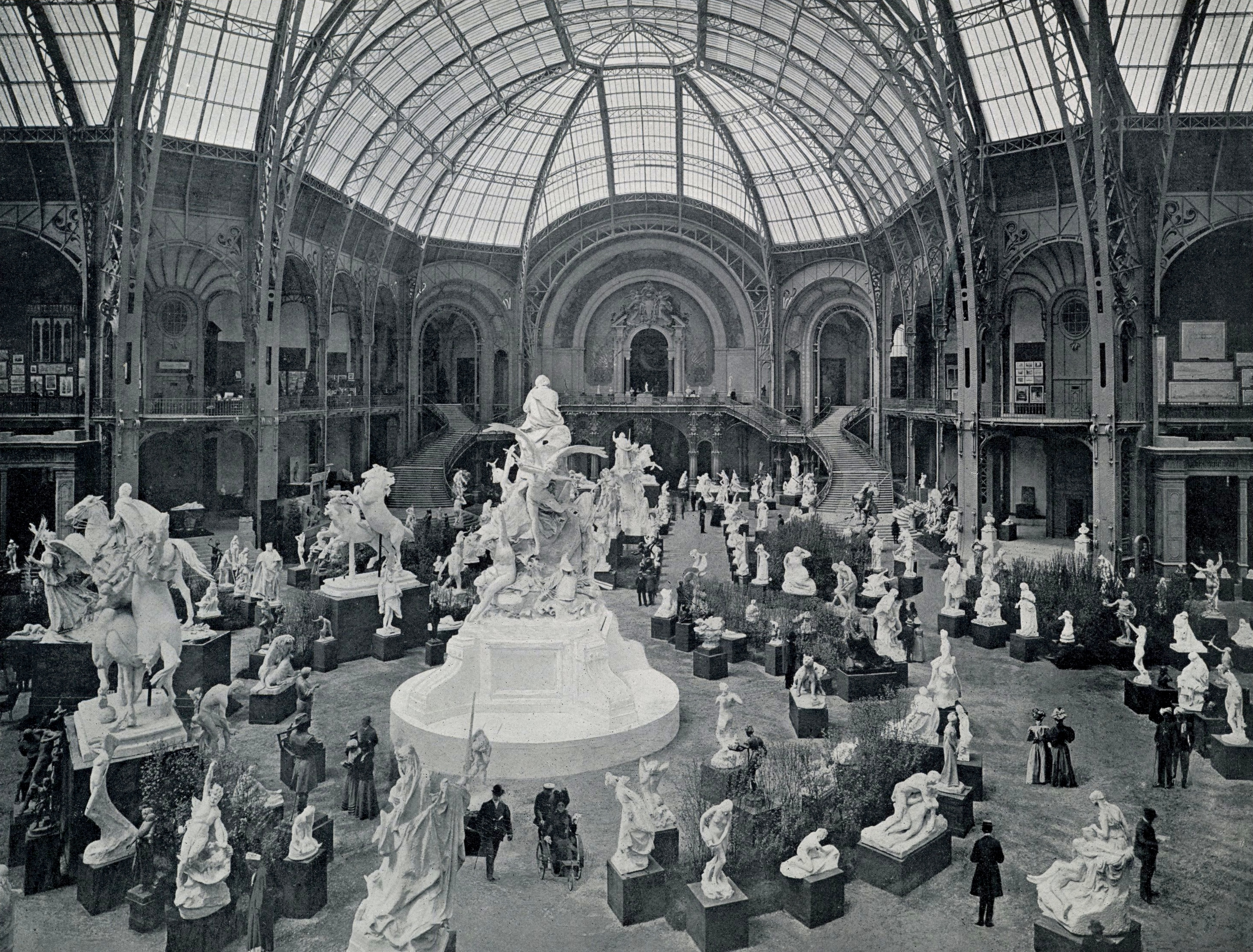
Il tetto in vetro, simile a una cattedrale, del Grand Palais era sostenuto da sottili pilastri di ferro
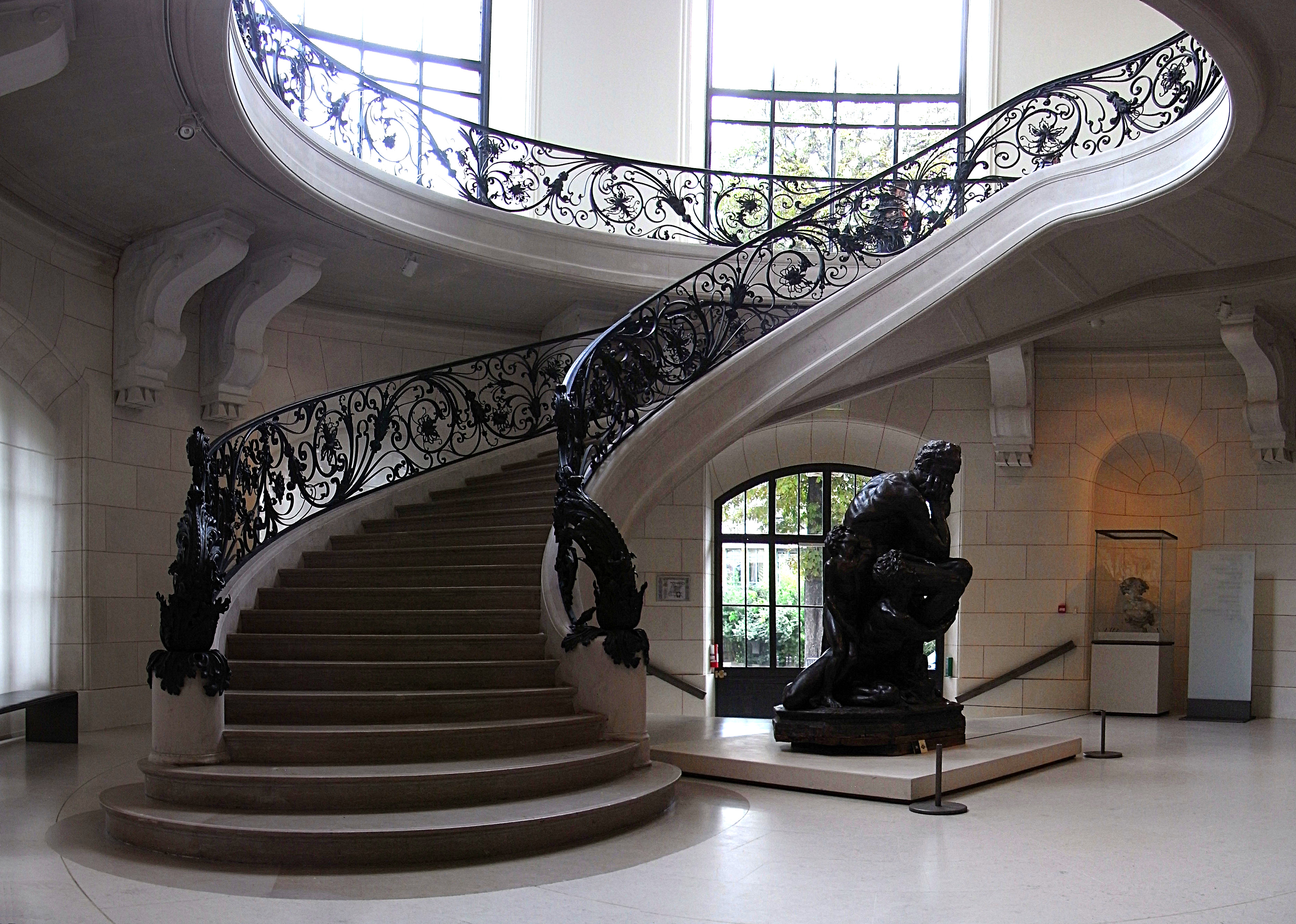
L'interno del Petit Palais, con scala a chiocciola in cemento armato e ferro

L'Esposizione Universale di Parigi del 1900 si estendeva sia sulla riva destra sia su quella sinistra della Senna. Diede a Parigi tre nuovi punti di riferimento: il Grand Palais, il Petit Palais e il Ponte Alessandro III. La facciata in stile beaux-arts del Grand Palais (1897-1900), progettata da Henri Deglane, Charles Girault, Albert Louvet e Albert Thomas, era una sintesi dei grandi stili neoclassici di Luigi XIV e Luigi XV. Celava un vasto spazio interno coperto da una vetrata poggiante su esili pilastri in ferro. Il Petit-Palais (1897-1900), di Charles Girault, prese in prestito elementi dell'architettura rinascimentale italiana ed elementi decorativi neoclassici francesi da Les Invalides, dai palazzi accanto a Place de la Concorde e dalle sontuose scuderie del castello di Chantilly di Jean Aubert. Il suo interno era più rivoluzionario di quello del Grand Palais; Girault utilizzò cemento armato e ferro per creare una scala a chiocciola lungo gallerie luminose. Lo stile di questi due edifici, insieme al colossale stile neoclassico di Luigi XVI, influenzò il design degli edifici residenziali e commerciali di Parigi fino al 1920.
L'Art Nouveau divenne lo stile più famoso della Belle Époque, in particolare associato agli ingressi della stazione della metropolitana di Parigi progettati da Hector Guimard, e con una manciata di altri edifici, tra cui Castel Béranger (1898) di Guimard al 14 rue La Fontaine, nel XVI arrondissement, e la casa coperta di sculture in ceramica dell'architetto Jules Lavirotte al 29 di Avenue Rapp (VII arrondissement). L'entusiasmo per l'Art Nouveau non durò a lungo; nel 1904 l'ingresso della metropolitana Guimard, in Place de l'Opéra, fu sostituito da un ingresso più classico. A partire dal 1912, tutti gli ingressi della metropolitana Guimard vennero sostituiti con ingressi funzionali senza decorazioni.

### Architettura religiosa

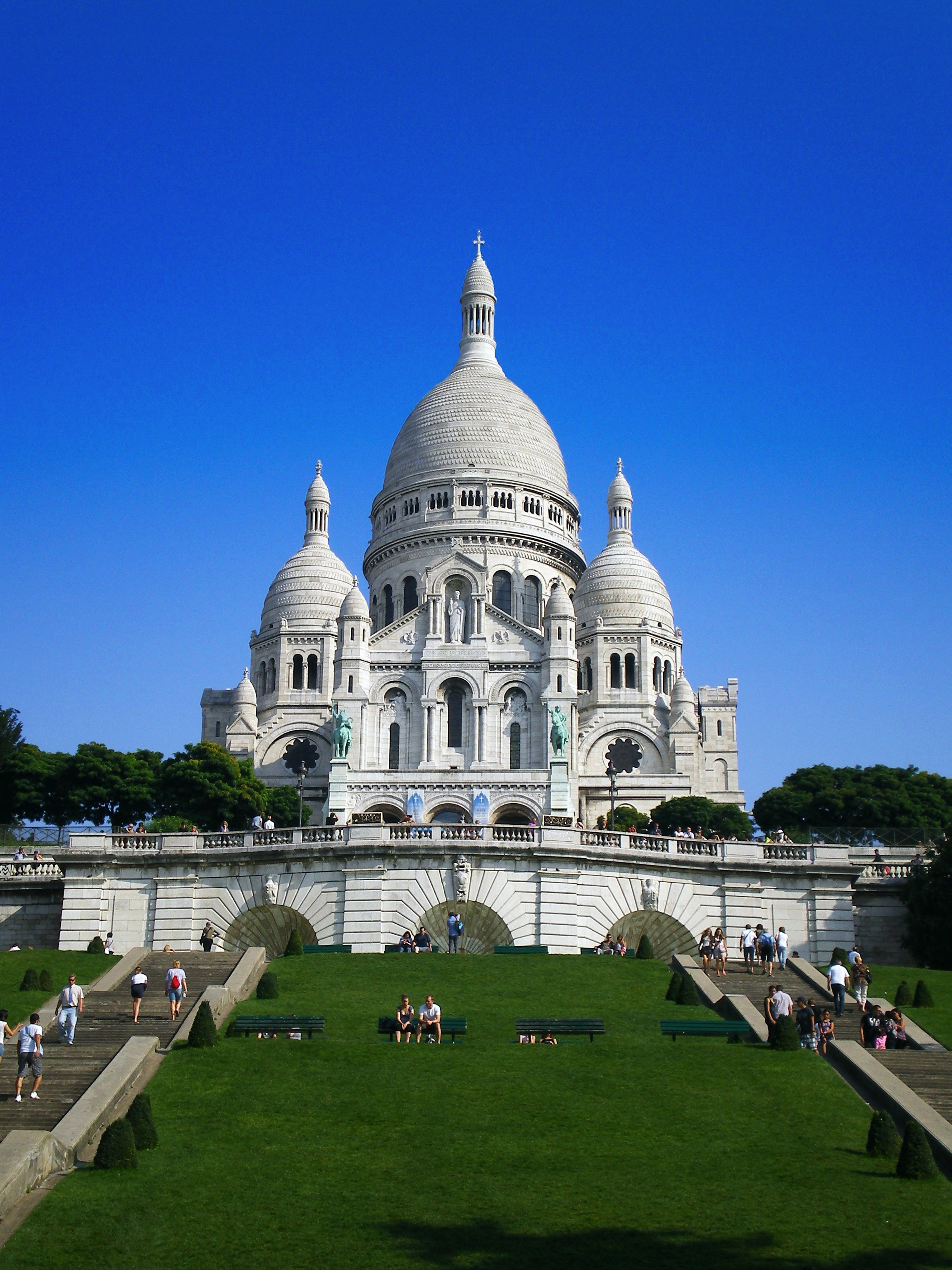
La Basilica del Sacré-Cœur, di Paul Abadie, (1874–1914)
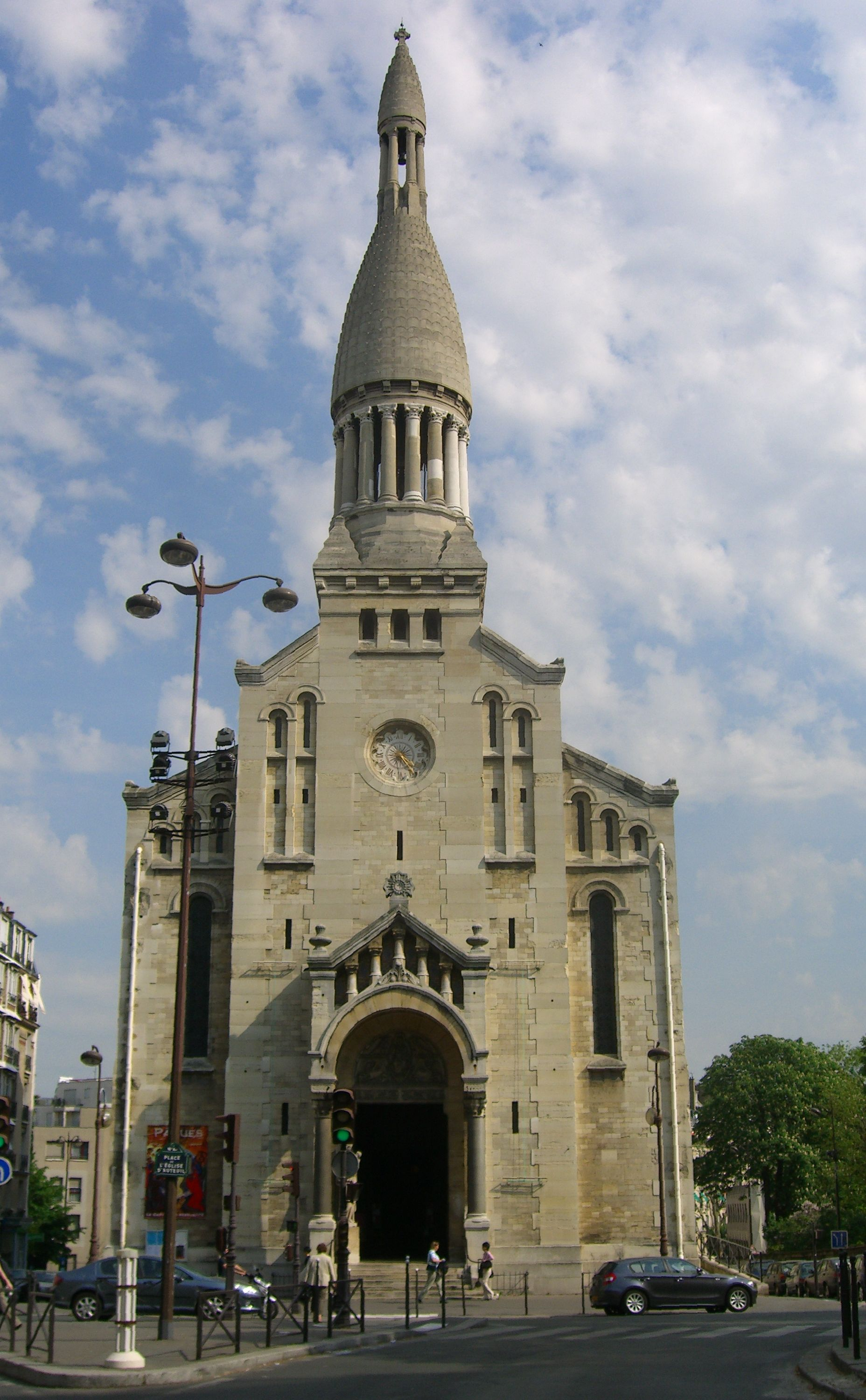
La chiesa di Notre-Dame d'Auteuil di Joseph Auguste Émile Vaudremer (1878–92)
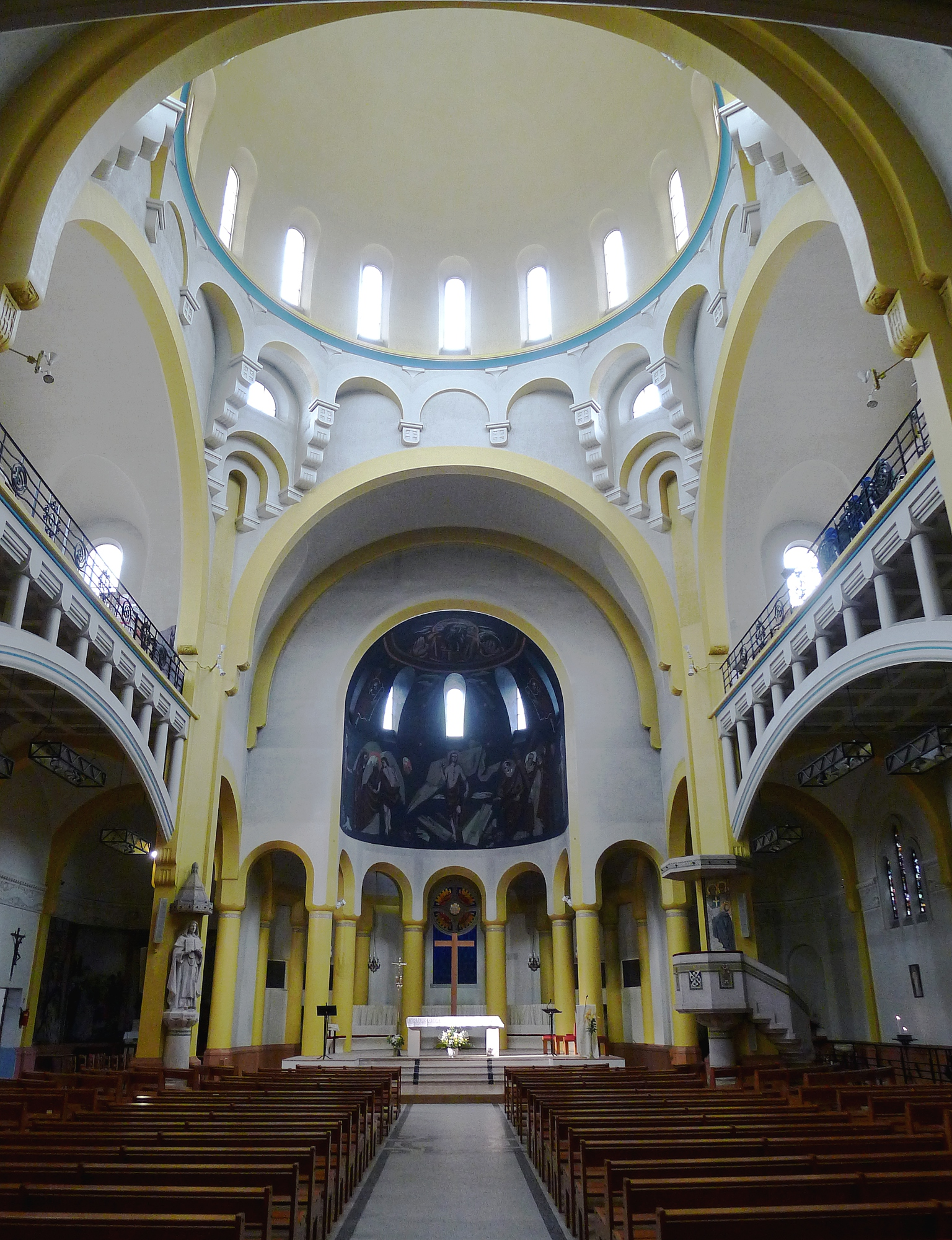
La chiesa neobizantina di Saint-Dominque, di Léon Gaudibert, (1912–1925)
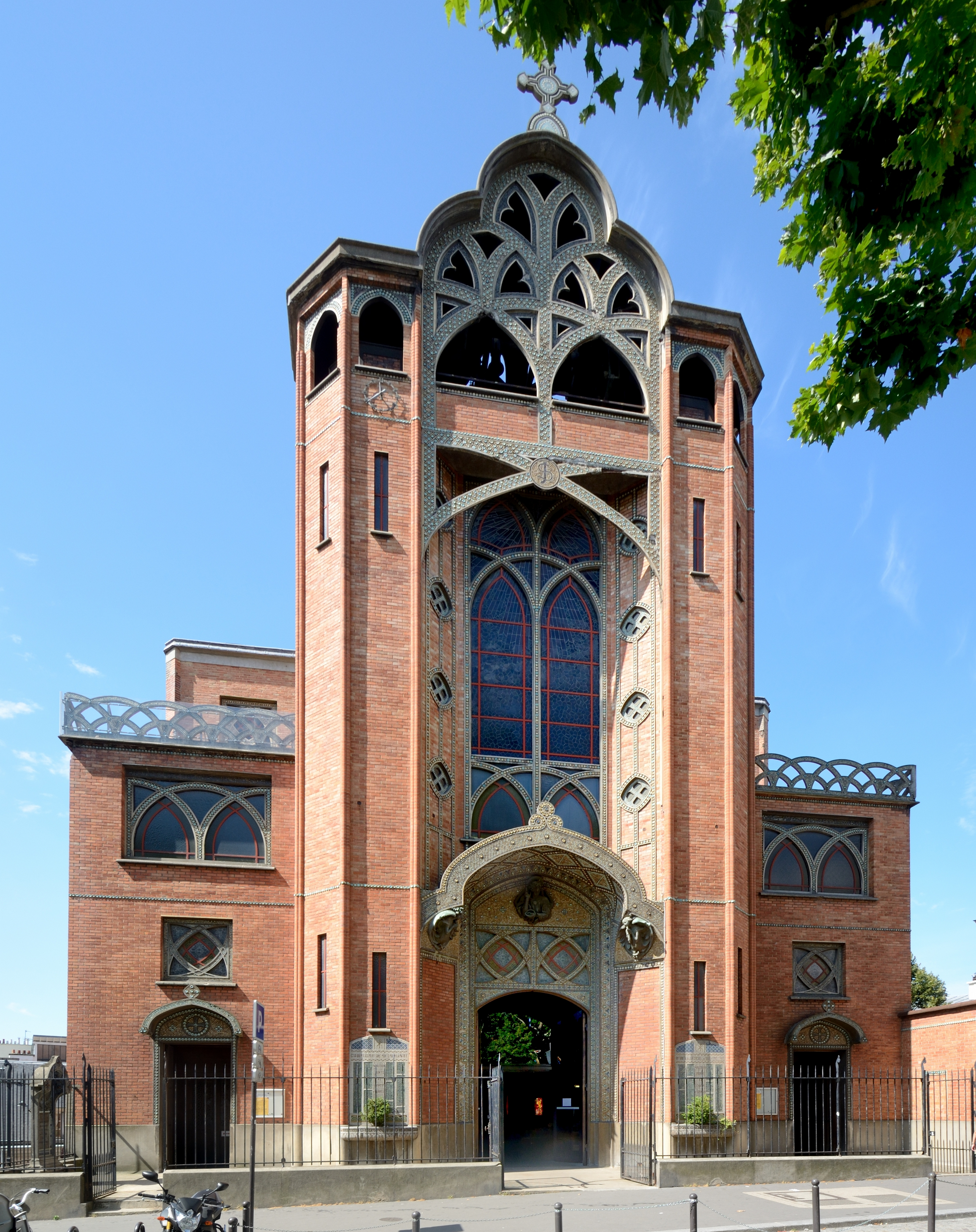
La chiesa di Saint-Jean di Montmartre, di Anatole de Baudot (1894)
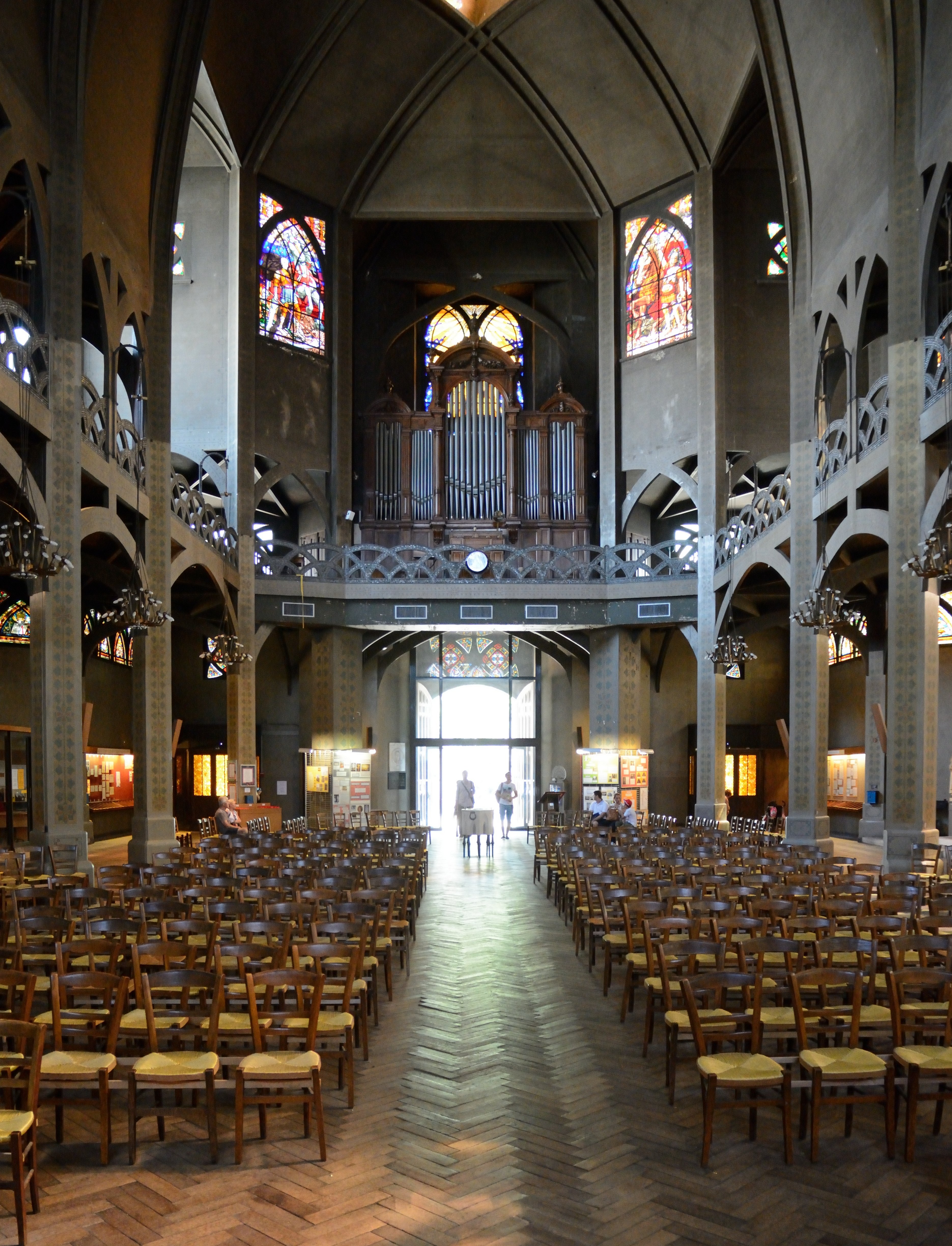
L'interno Art Nouveau della chiesa di Saint-Jean-de-Montmartre (1894)
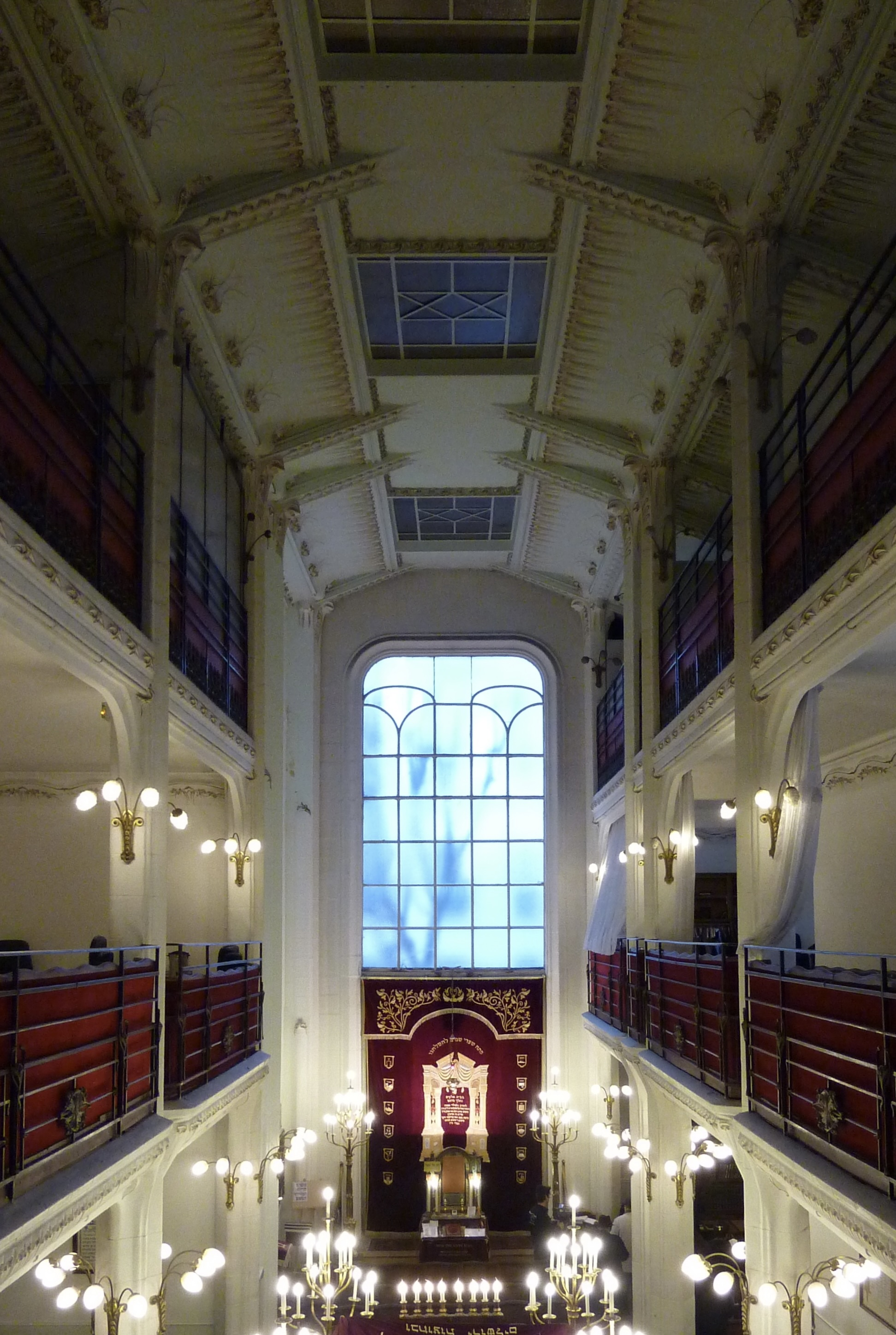
Interno della sinagoga di rue Pavée, di Hector Guimard, con i suoi discreti dettagli Art Nouveau (1913)

Dagli anni 1870 fino agli anni 1930 lo stile più importante per le chiese parigine fu il romanico-bizantino; il modello e l'esempio più famoso è la Basilica del Sacré-Cœur, di Paul Abadie, il cui progetto vinse un'esposizione nazionale. La sua costruzione durò l'intero arco della Belle Époque, tra il 1874 e il 1913, sotto tre diversi architetti e non fu consacrata fino al 1919. Venne modellata sulle cattedrali romaniche e bizantine dell'Alto Medioevo, che Abadie aveva restaurato. Lo stile apparve anche nella chiesa di Notre-Dame d'Auteuil di Émile Vaudremer (1878-1892). La chiesa di Saint-Dominque, di Leon Gaudibert, (1912-25) seguì lo stile delle chiese bizantine, con una massiccia cupola centrale. La prima chiesa di Parigi a essere costruita in cemento armato fu la chiesa di Saint-Jean di Montmartre, al 19 rue des Abbesses, ai piedi di Montmartre. L'architetto fu Anatole de Baudot, allievo di Viollet-le-Duc. La natura della rivoluzione non era evidente, perché Baudot coprì il cemento con mattoni e piastrelle di ceramica in un colorato stile Art Nouveau, con vetrate nello stesso stile.

### Il grande magazzino e l'edificio per uffici

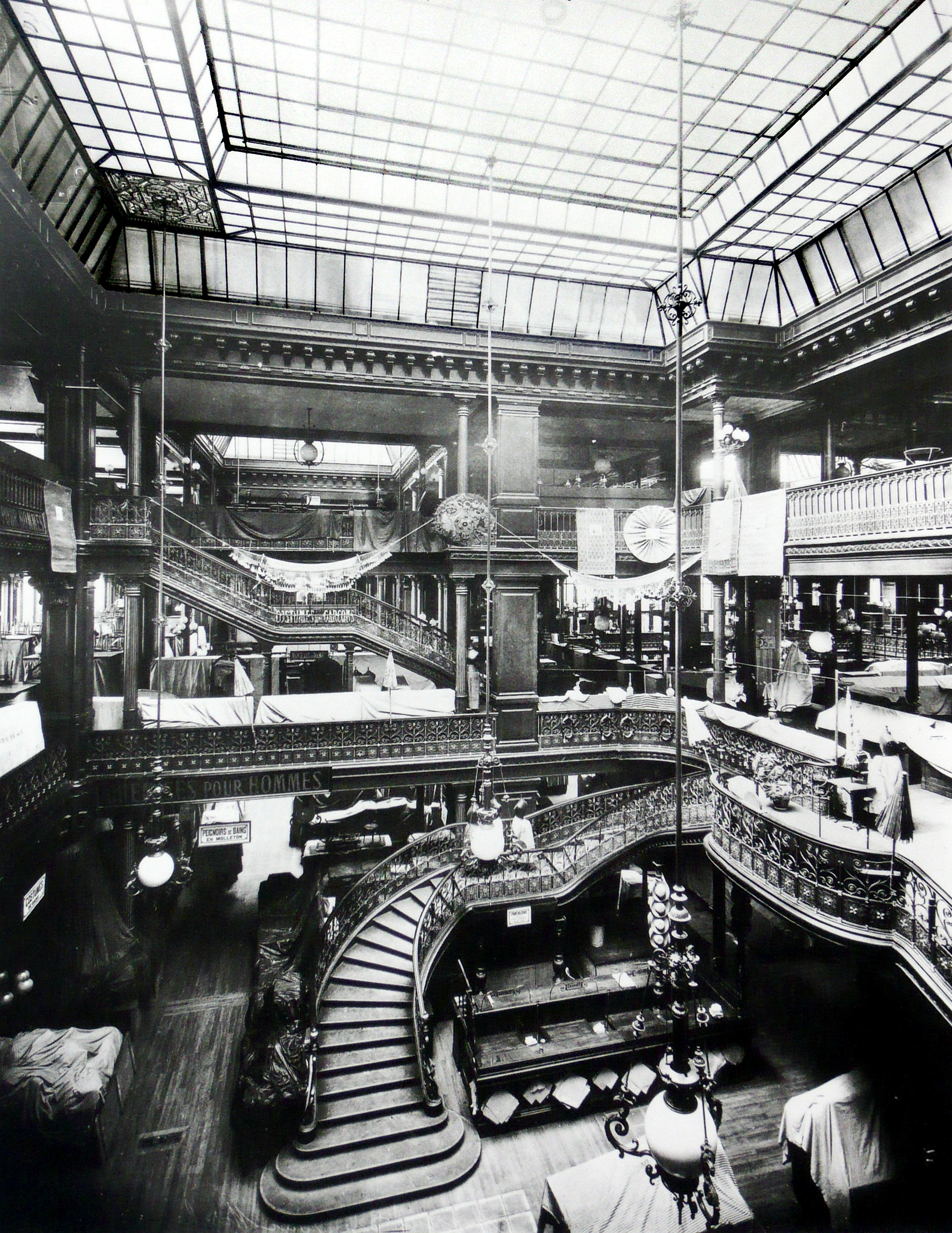
Interno dei grandi magazzini Le Bon Marché (1875)
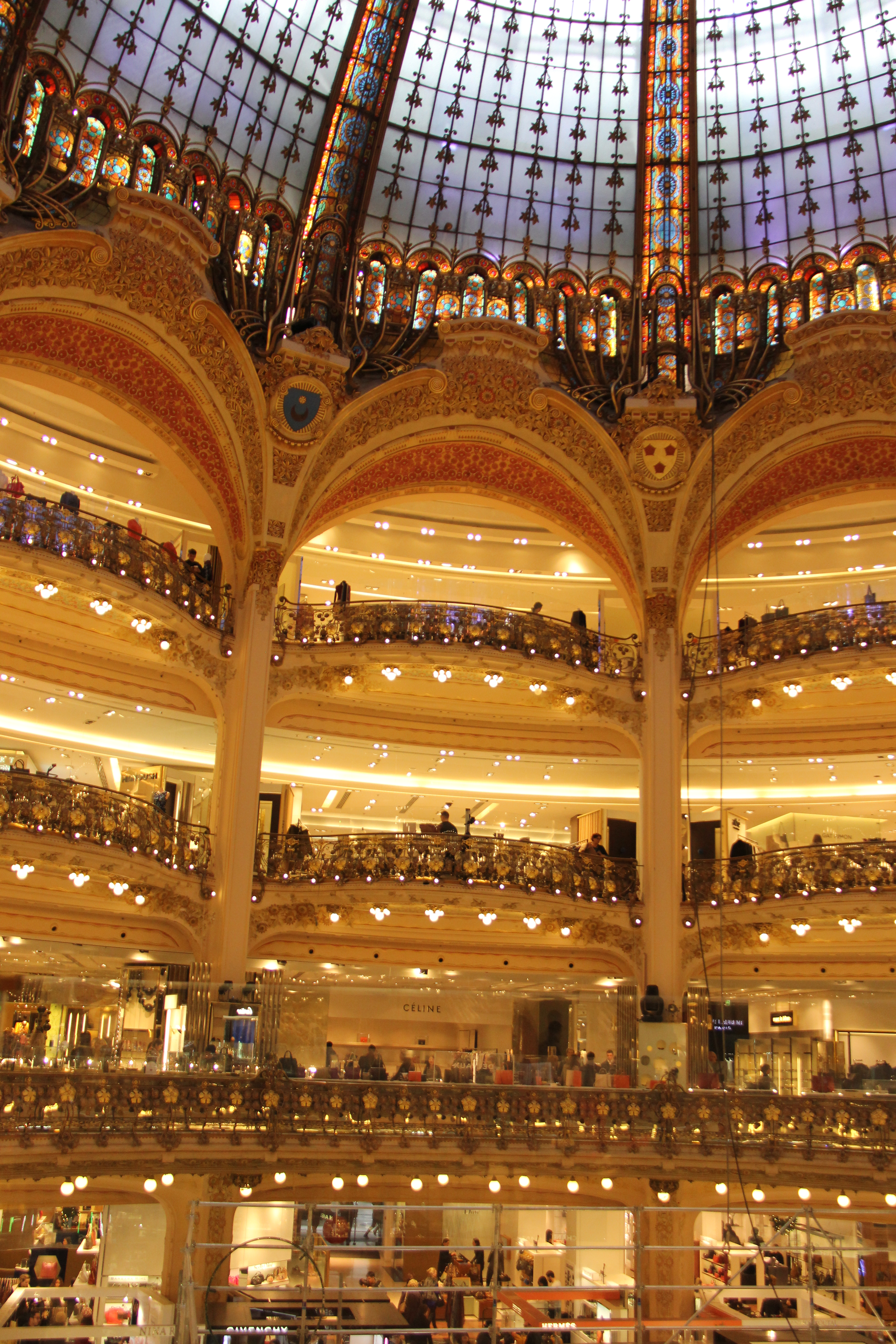
La cupola in vetro del grande magazzino Galeries Lafayette (1912) che dava luce alle gallerie sottostanti
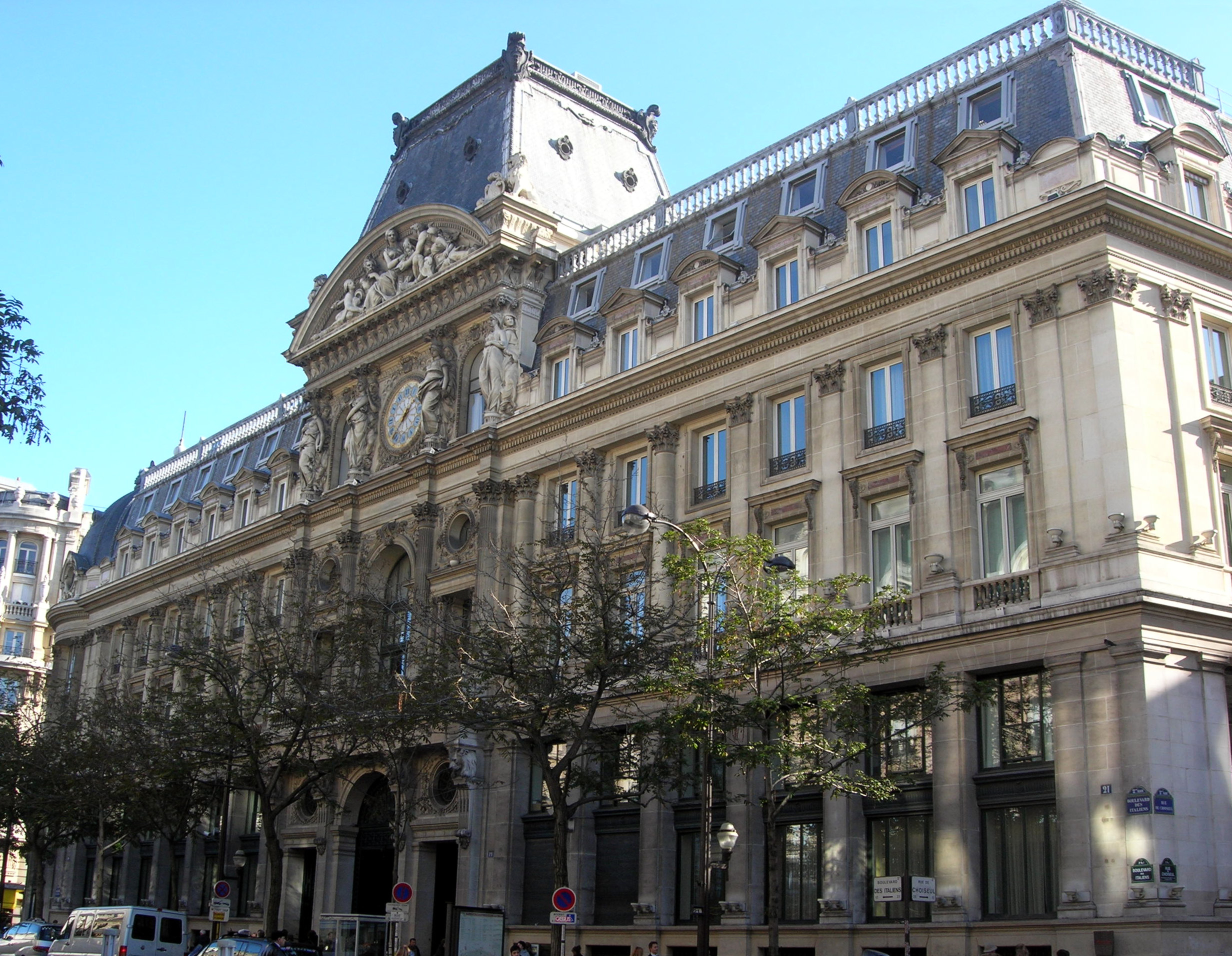
Facciata della sede del Crédit Lyonnais, di William Bouwens Van der Boijen, in stile beaux-arts (1883)
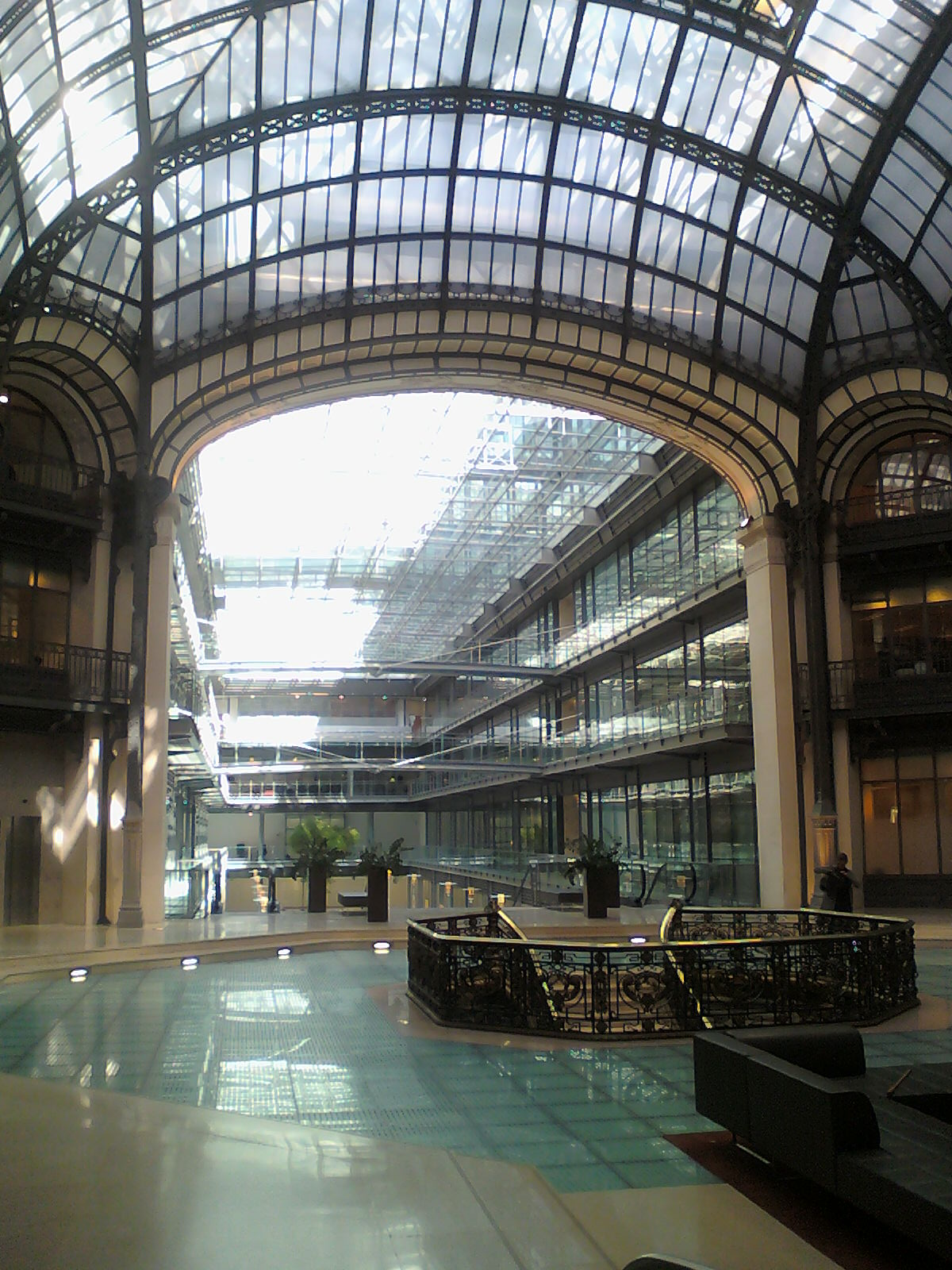
La grande galleria della sede del Crédit Lyonnais al 18 rue du quatre septembre, di Victor Laloux (1907)
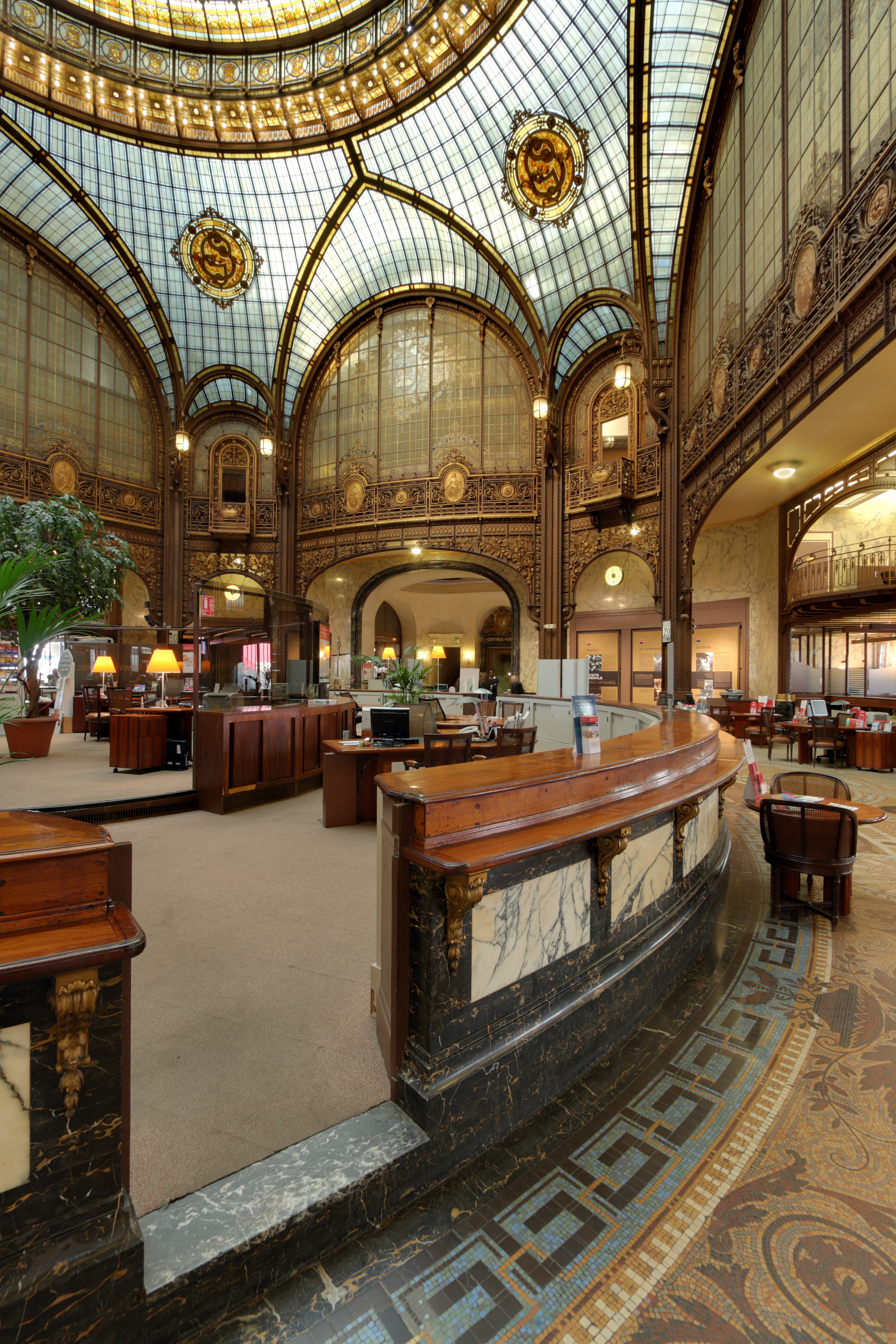
La cupola della sede della Société générale al 29 boulevard Haussmann, di Jacques Hermant (1905–11)

Aristide Boucicaut lanciò il primo grande magazzino moderno a Parigi Au Bon Marché, nel 1852. In vent'anni contava 1.825 dipendenti e un guadagno di oltre 20 milioni di franchi. Nel 1869 Boucicault iniziò a costruire un negozio molto più grande, con una struttura in ferro e un cortile centrale coperto da un lucernario di vetro. L'architetto era Louis-Charles Boileau, con l'assistenza dello studio di ingegneria di Gustave Eiffel. Dopo ulteriori ampliamenti e modifiche, l'edificio fu terminato nel 1887 e divenne il prototipo per altri grandi magazzini a Parigi e nel mondo. Au Bon Marché fu seguito da au Louvre nel 1865, dal Bazar de l'Hôtel de Ville, nel 1866, da Au Printemps nel 1865, da La Samaritaine nel 1870 e dalle Galeries Lafayette nel 1895. Tutti i nuovi negozi avevano lucernari in vetro, ove possibile, per riempire i negozi di luce naturale e vennero progettati balconi intorno alle corti centrali per fornire il massimo di luce a ogni sezione. Tra il 1903 e il 1907 l'architetto Frantz Jourdain realizzò gli interni e le facciate del nuovo edificio de La Samaritaine.
L'ascensore di sicurezza era stato inventato nel 1852 da Elisha Otis, rendendo pratici gli alti edifici per uffici, e il primo grattacielo, l''Home Insurance Building, un edificio di dieci piani con struttura in acciaio, era stato costruito a Chicago da Louis Sullivan nel 1893-1894, ma gli architetti e i clienti di Parigi mostrarono scarso interesse per la costruzione di alti edifici per uffici. Parigi era già la capitale bancaria e finanziaria del continente, e inoltre, dal 1889 aveva la struttura più alta del mondo, la Torre Eiffel. Mentre alcuni architetti parigini visitarono Chicago per vedere cosa stava succedendo, nessun cliente volle cambiare lo skyline familiare di Parigi.
I nuovi edifici per uffici della Belle Époque facevano spesso uso di acciaio, lastre di vetro, ascensori e altre nuove tecnologie architettoniche, ma erano nascosti all'interno di sobrie facciate in pietra neoclassiche e gli edifici corrispondevano all'altezza degli altri edifici sui viali di Haussmann. La sede della banca Crédit Lyonnais, costruita nel 1883 sul boulevard des Italiens da William Bouwens van der Boijen, era in stile beaux-arts all'esterno, ma all'interno era uno degli edifici più moderni del suo tempo, utilizzando una struttura in ferro e un lucernario in vetro per fornire ampia luce alla grande sala dove si svolgevano le negoziazioni dei titoli. Nel 1907 l'edificio fu aggiornato con un nuovo ingresso al 15 rue du Quatre-Septembre, progettato da Victor Laloux, che progettò anche la Gare d'Orsay, ora Museo d'Orsay. Il nuovo ingresso presentava una suggestiva rotonda con una cupola di vetro sopra un pavimento di mattoni di vetro, che permetteva alla luce del giorno di illuminare il livello sottostante, e gli altri tre livelli inferiori. L'ingresso è stato gravemente danneggiato da un incendio nel 1996 la rotonda è stata restaurata, ma della sala dei titoli rimangono solo pochi elementi.

### Stazioni ferroviarie

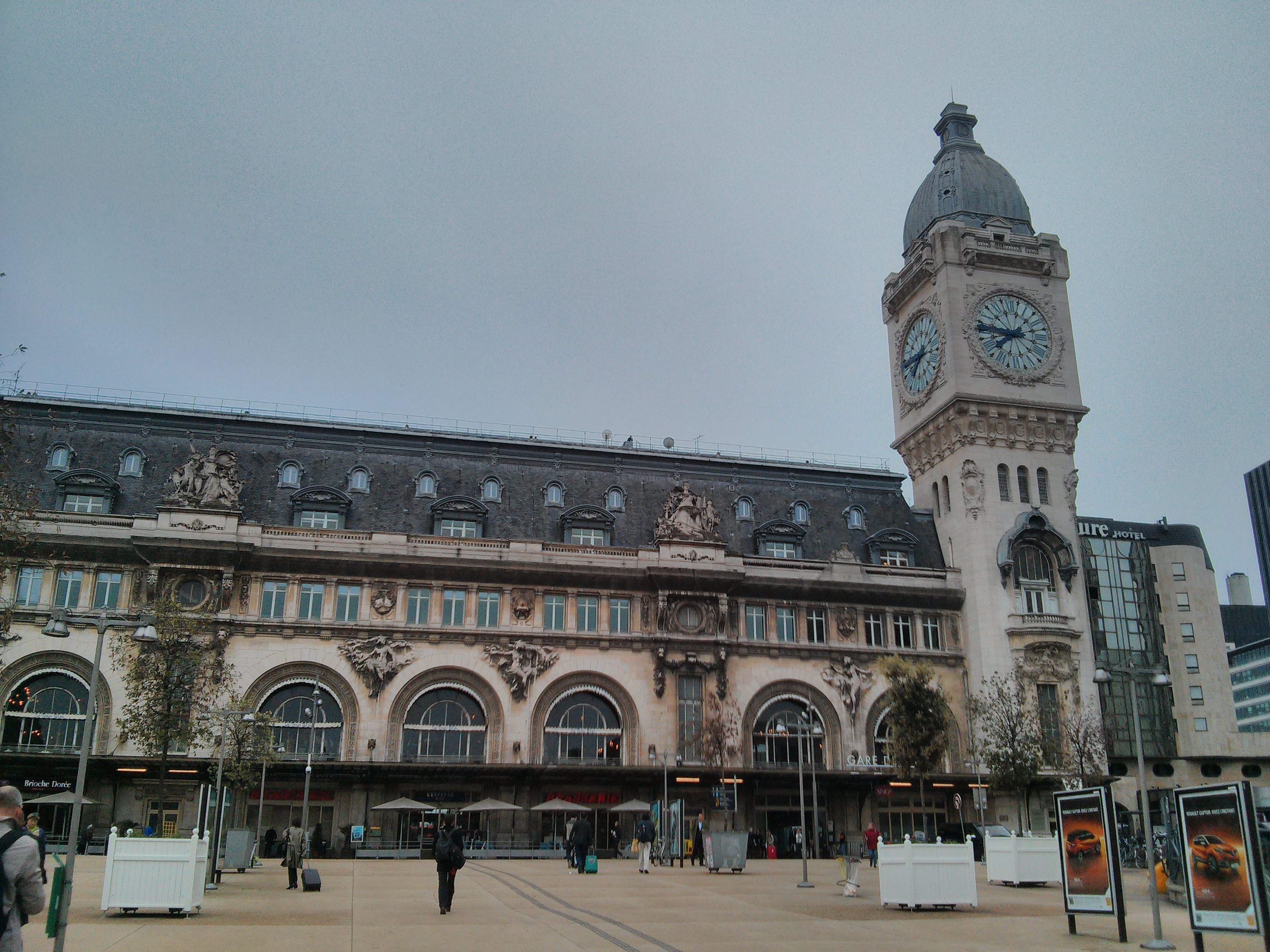
Gare de Lyon, di Marius Toudoire (1895–1902).
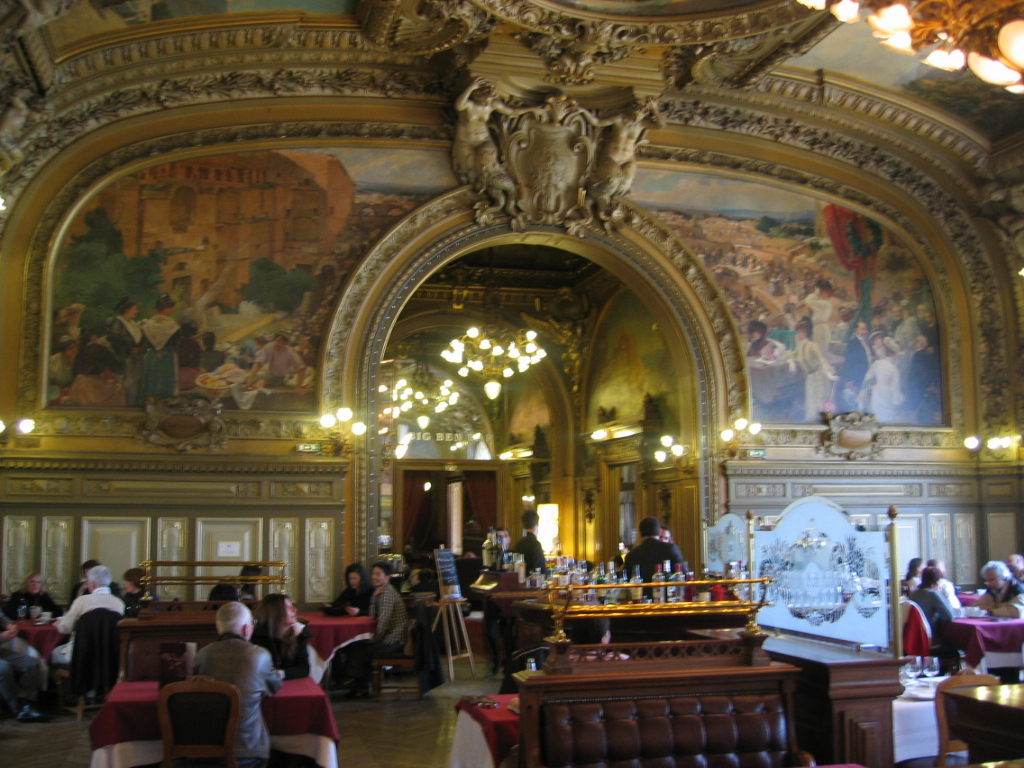
Il ristorante Train Bleu café nella Gare de Lyon, in stile Belle Époque (1902)
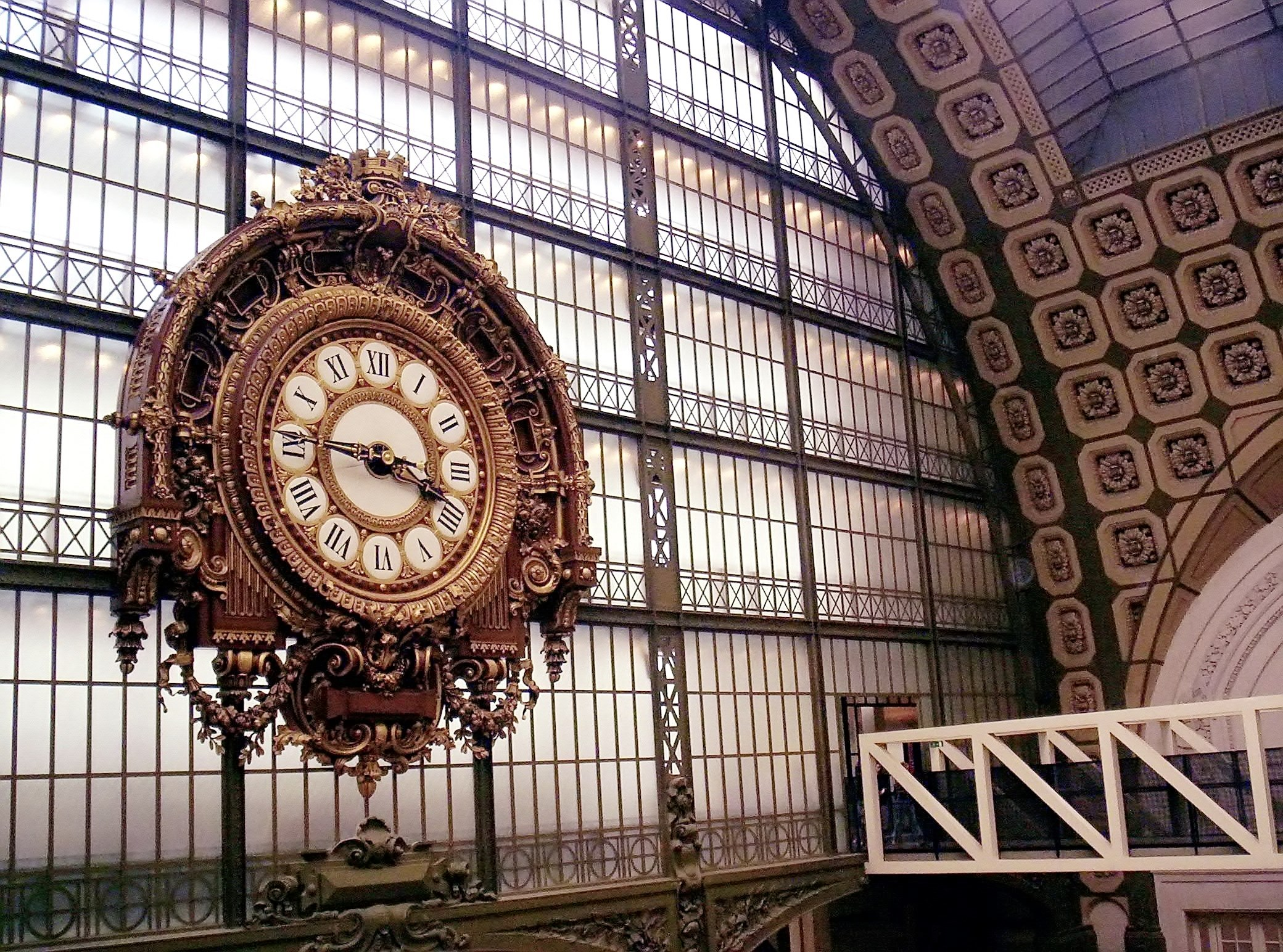
L'orologio della Gare d'Orsay, di Victor Laloux
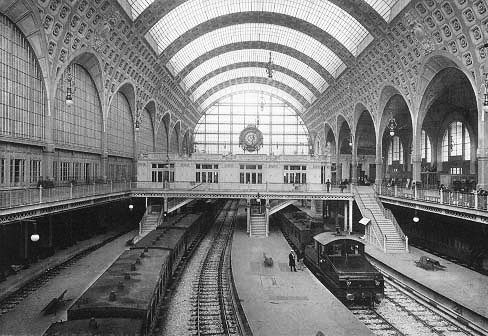
Interno della Gare d'Orsay (ora Museo d'Orsay) intorno al 1900

La Belle Époque fu l'età d'oro delle stazioni ferroviarie di Parigi. Fungevano da porta della città per i visitatori che arrivavano per le grandi Esposizioni. Una nuova Gare de Lyon fu costruita da Marius Tudor tra il 1895 e il 1902, sfruttando al massimo il vetro e il ferro combinati con un pittoresco campanile e una facciata e una decorazione in stile beaux-arts. Il caffè della stazione guardava in basso sul marciapiede dove arrivavano i treni. La Gare d'Orsay (ora il Musée d'Orsay) fu la prima stazione nel centro della città, sul sito del vecchio Ministero delle Finanze, bruciato dalla Comune di Parigi. Venne costruita nel 1898-1900, nel sontuoso stile beaux-arts, dall'architetto Victor Laloux. Fu la prima stazione di Parigi a essere elettrificata e a posizionare i binari dei treni sotto il livello stradale, un modello presto copiato da New York e da altre città.

### Architettura residenziale: da beaux-arts all'Art Nouveau

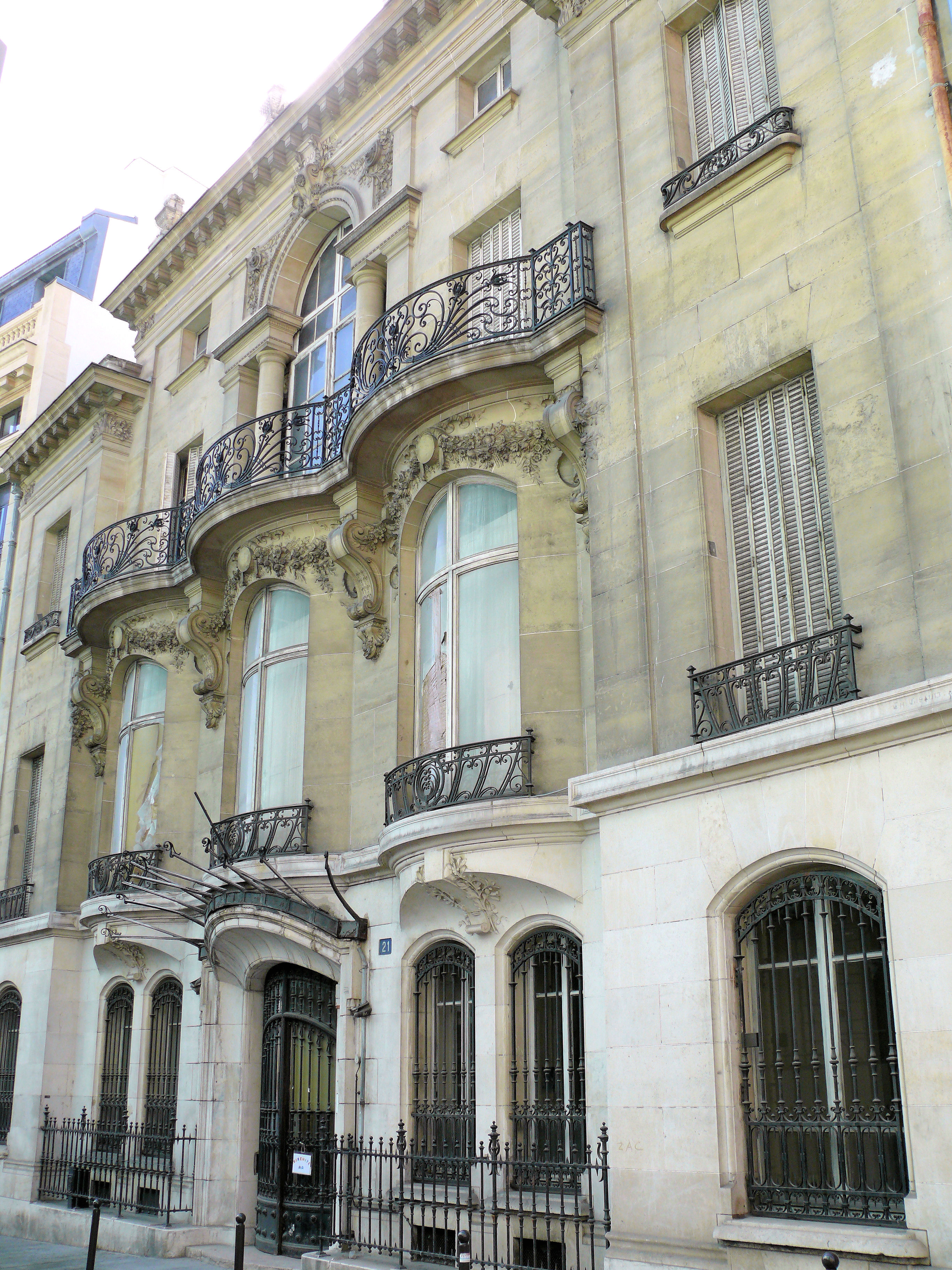
L'Hôtel de Choudens, (1901), di Charles Girault
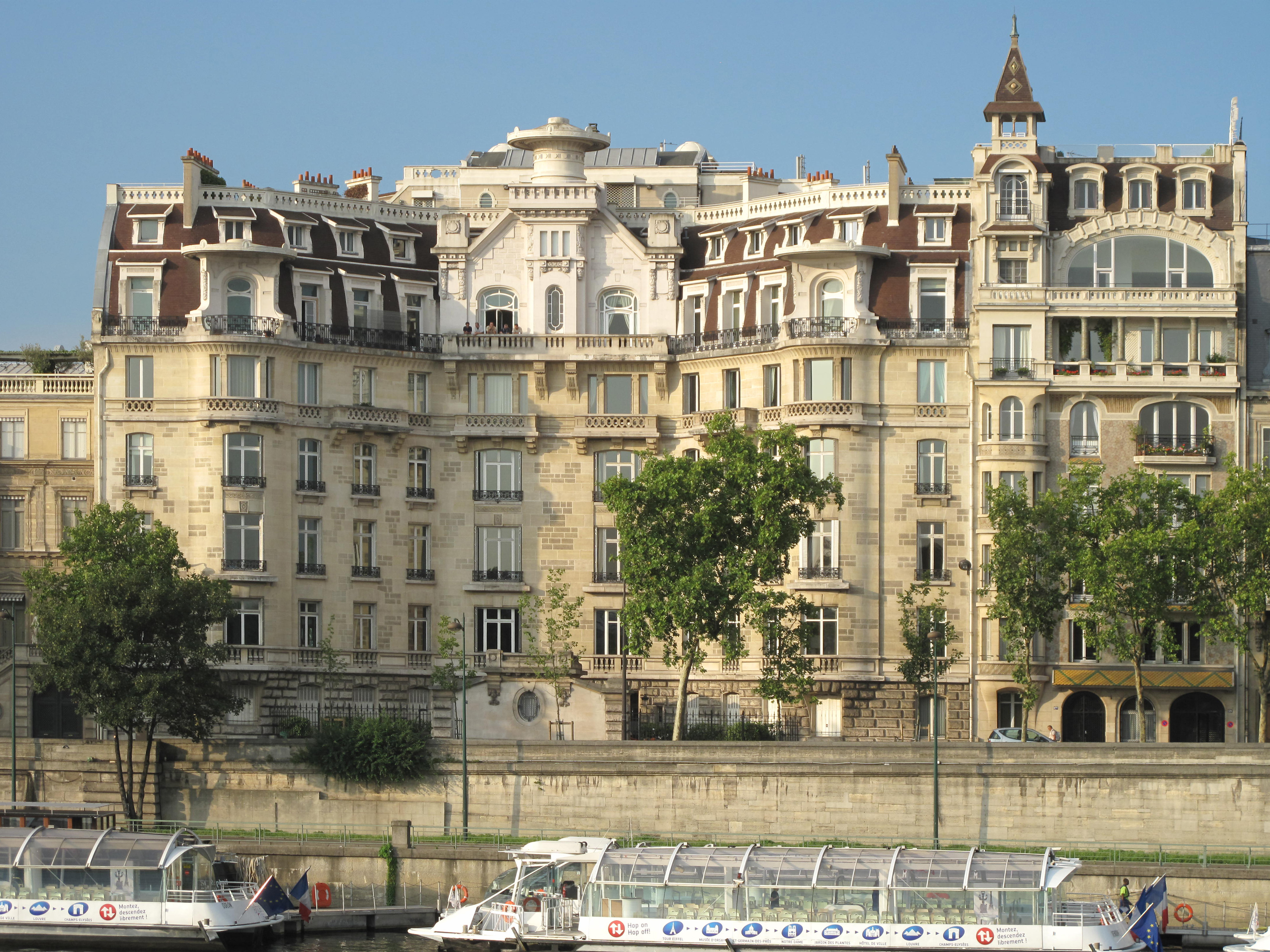
27–29 quai Anatole-France (VII arrondissement) di Richard Bouwens van der Boijen (1906)
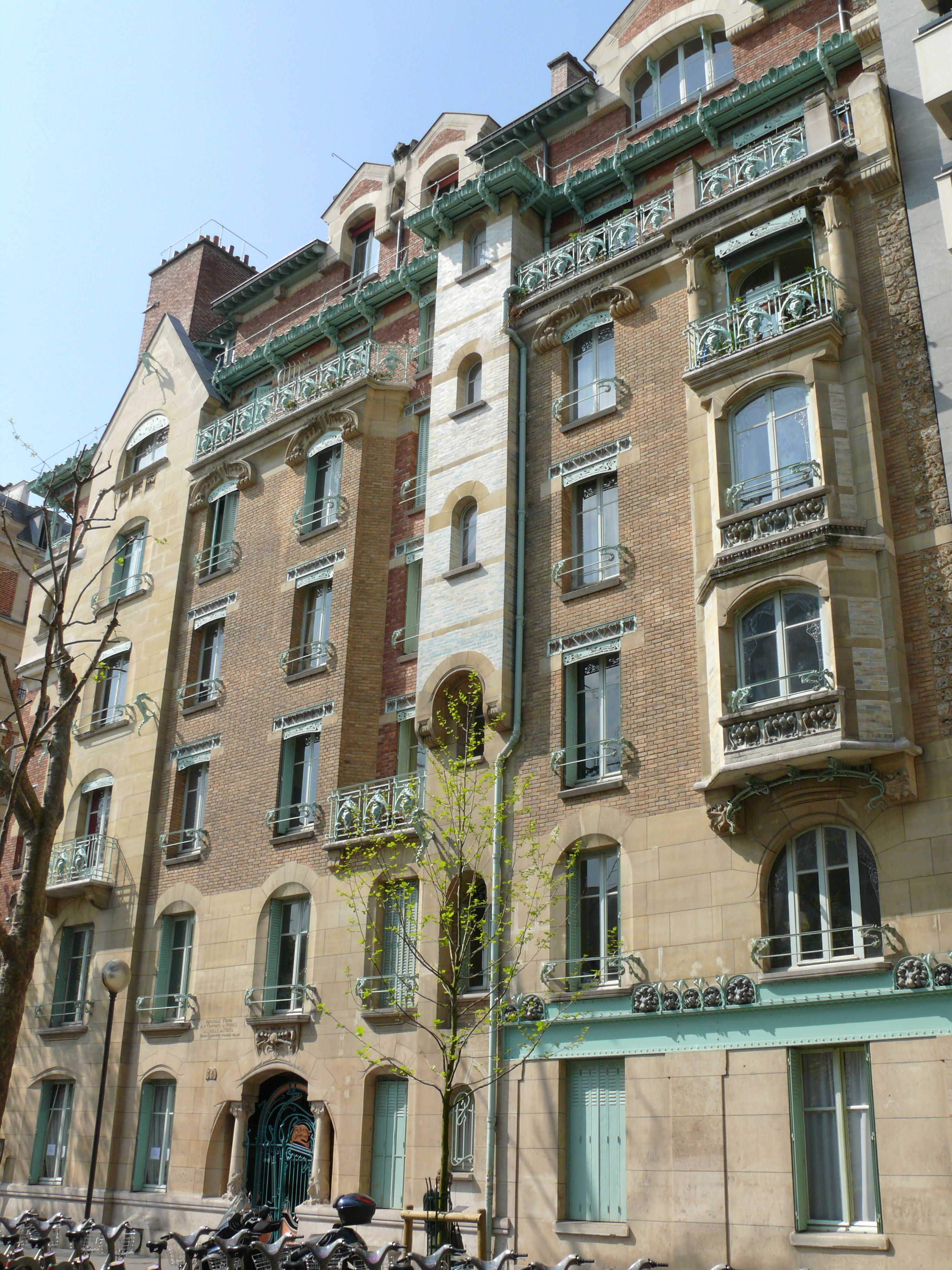
Castel Béranger di Hector Guimard (1899)
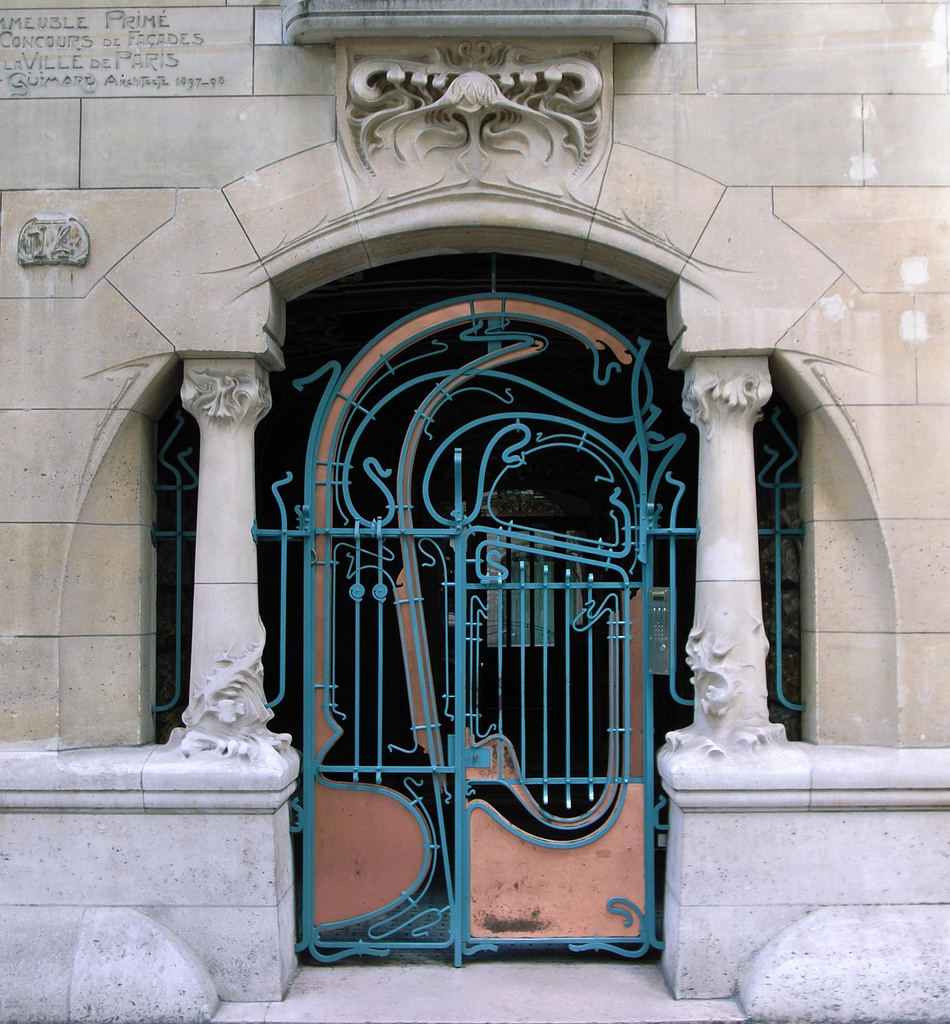
Ingresso del Castel Beranger
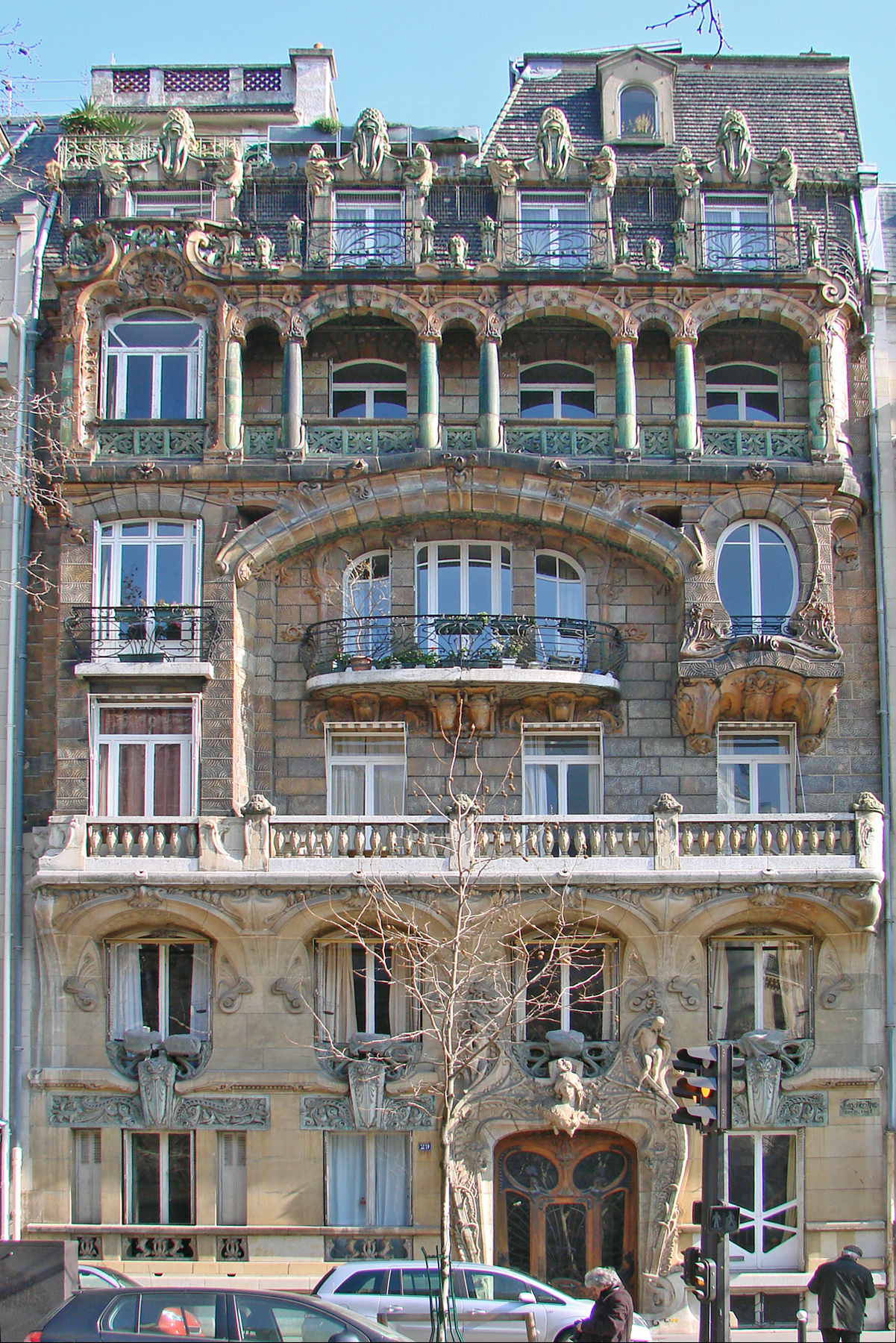
L'Edificio Lavirotte di Jules Lavirotte al 29 Avenue Rapp (1901)
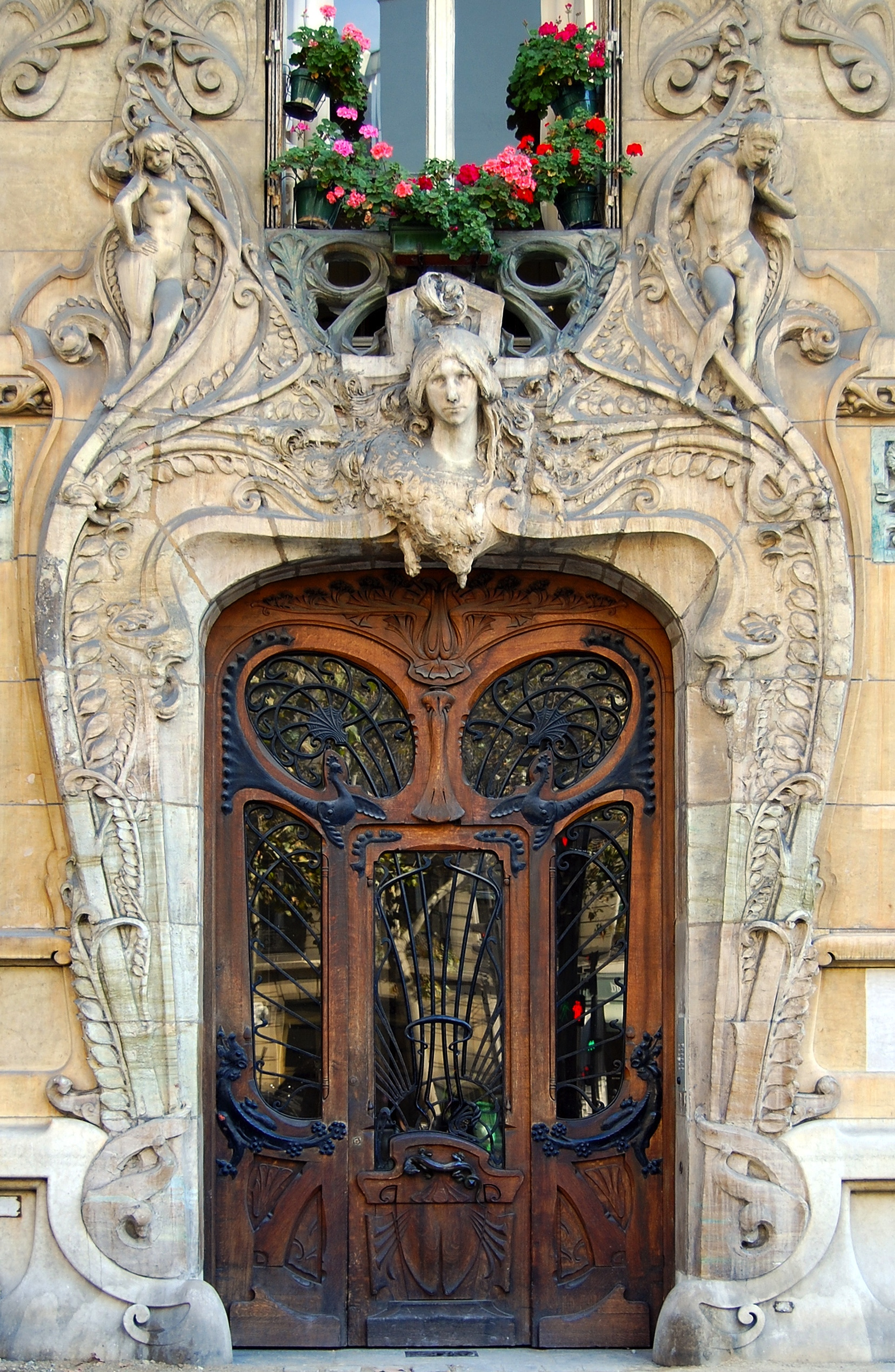
Ingresso all'Edificio di Jules Lavirotte al 29 Avenue Rapp

Le case private e i condomini della Belle Époque erano solitamente in stile beaux-arts, neorinascimentale o neoclassico, o un misto dei due. Un buon esempio è l'Hôtel de Choudens (1901) di Charles Girault, costruito per un cliente che desiderava una casa nello stile del Petit Palais, progettato da Giraud. I condomini ebbero cambiamenti negli interni; con lo sviluppo degli ascensori, l'appartamento dei residenti più ricchi si spostò dal primo piano sopra la strada all'ultimo. Anche le linee del tetto dei nuovi condomini erano cambiate, poiché la città aveva rimosso le restrizioni imposte da Haussmann; l'esempio più stravagante fu il condominio al 27-29 quai Anatole-France nel VII arrondissement (1906), che fece germogliare una profusione di torrette, guglie e archi decorativi, resi possibili dall'impiego del cemento armato.
Nel 1898 si tenne un concorso per nuove facciate e un vincitore fu Hector Guimard per la progettazione di un nuovo condominio, il Castel Béranger (1895-1898), il primo edificio parigino in stile Art Nouveau. La facciata era ispirata dall'opera del pioniere belga dell'Art Nouveau Victor Horta; utilizzava sia elementi dell'architettura medievale sia motivi curvi ispirati a piante e fiori. Horta progettò ogni dettaglio della casa, compresi mobili, carta da parati, maniglie delle porte e serrature. Il successo del Castel Beranger portò alla scelta di Guimard come progettista dell'ingresso delle stazioni della nuova metropolitana di Parigi. Nel 1901, il concorso per le facciate fu vinto dall'architetto più stravagante, Jules Lavirotte, che progettò una casa per il ceramista Alexandre Bigot che era più un'opera di scultura abitativa che un edificio. La facciata era interamente ricoperta di sculture decorative in ceramica. La popolarità dell'Art Nouveau non durò a lungo; l'ultimo edificio parigino in questo stile fu la casa di Guimard, l'Hôtel Guimard al 122 di Avenue Mozart (1909-1913).

## Tra le due guerre - Art déco e modernismo (1919-1939)

### Art Déco
L'Art Nouveau ebbe il suo momento di gloria a Parigi a partire dal 1898, ma era già fuori moda nel 1914. L'Art déco, apparsa poco prima della guerra, divenne lo stile dominante per i grandi edifici tra le due guerre. Il materiale da costruzione principale era il cemento armato. La struttura degli edifici era chiaramente espressa all'esterno e dominata da linee orizzontali, con file di bovindi e balconcini. Spesso avevano caratteristiche classiche, come file di colonne, ma queste erano espresse in una forma moderna; l'ornamento fu ridotto al minimo e venivano spesso applicate statue e ornamenti, come una lapide in pietra scolpita sulla facciata, piuttosto che espresse nell'architettura dell'edificio stesso.
I principali sostenitori dell'Art déco furono Auguste Perret e Henri Sauvage. Perret progettò il Théâtre des Champs-Élysées, il primo edificio Art déco a Parigi, nel 1913, poco prima della guerra. I suoi maggiori successi tra le due guerre furono l'edificio per il Mobilier National (1936) e il Museo dei lavori pubblici (1939), ora Consiglio economico e sociale, situato in place d'Iéna, con la sua gigantesca rotonda e le colonne ispirate all'antico Egitto. Sauvage ampliò il grande magazzino La Samaritaine nel 1931, conservando elementi degli interni e delle facciate in stile Art Nouveau, conferendogli una forma Art déco. Sperimentò forme nuove e più semplici di condomini, tra cui l'edificio a gradini, creando terrazze per i piani superiori e ricoprendo le superfici in cemento con piastrelle di ceramica bianca, simili alla pietra. Fu anche un pioniere nell'uso di materiali da costruzione prefabbricati, riducendo i costi e i tempi di costruzione.
Una moda parigina correlata tra le due guerre fu lo "stile paquebot", edifici che ricordavano i transatlantici dell'epoca, con eleganti facciate bianche, angoli arrotondati e ringhiere nautiche. Spesso erano costruiti su stretti appezzamenti di terreno o sugli angoli. Un esempio è l'edificio al 3 boulevard Victor nel XV arrondissement, costruito nel 1935.

### Architettura espositiva

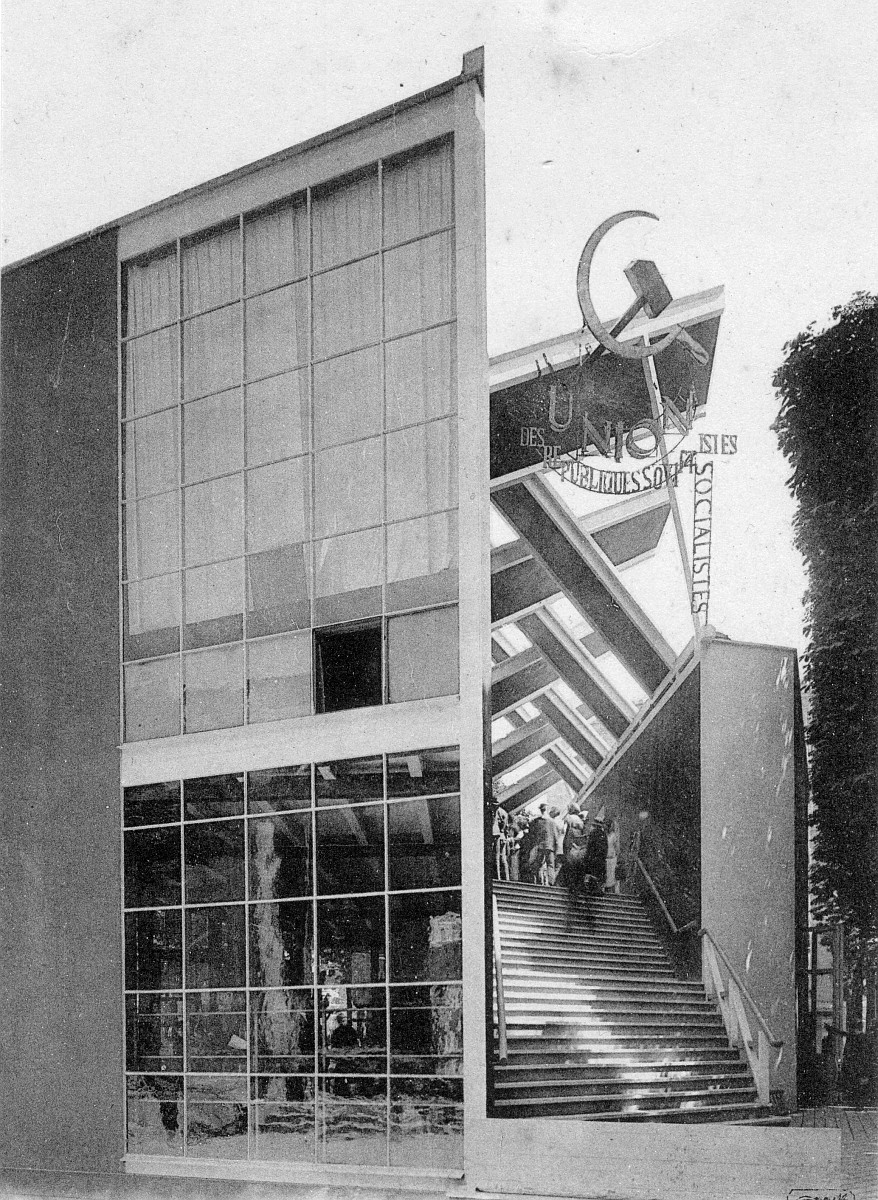
Padiglione dell'Unione Sovietica per l'Esposizione delle arti decorative del 1925, in stile costruttivista
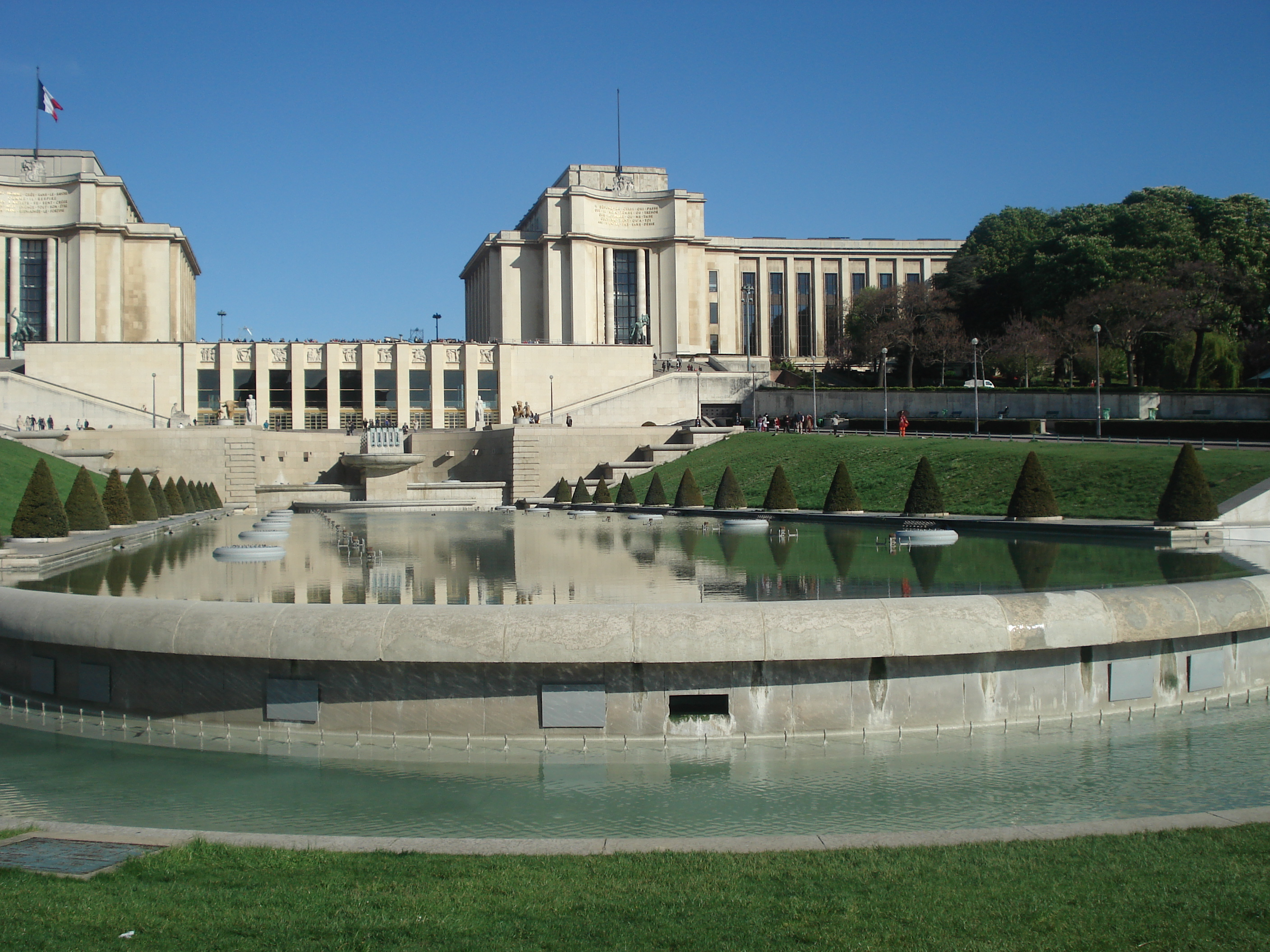
Il Palais de Chaillot per Exposition Internationale des Arts et Techniques dans la Vie Moderne del 1937
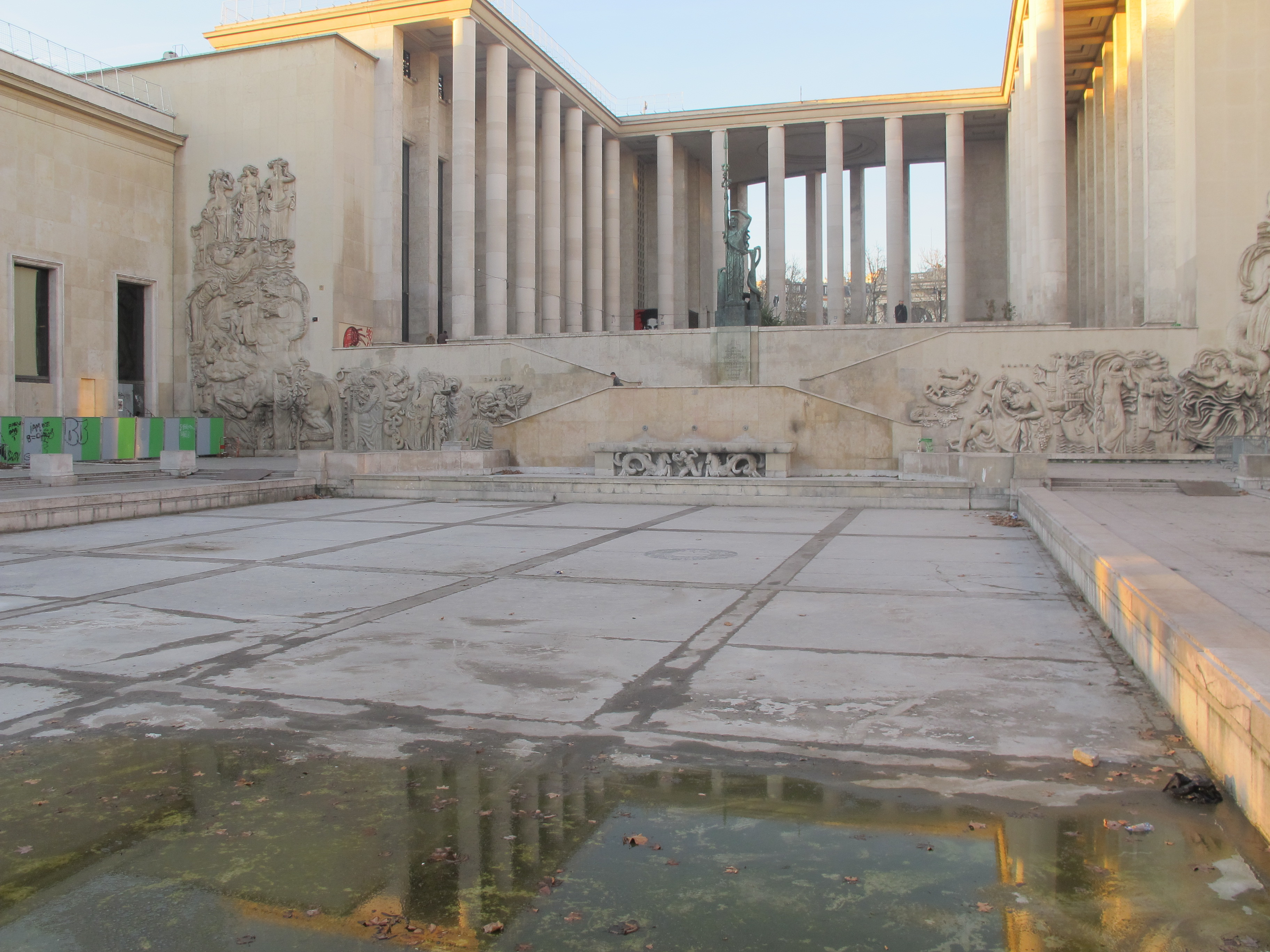
Il Palais de Tokyo, costruito per l'Esposizione del 1937, ora museo d'arte moderna di Parigi
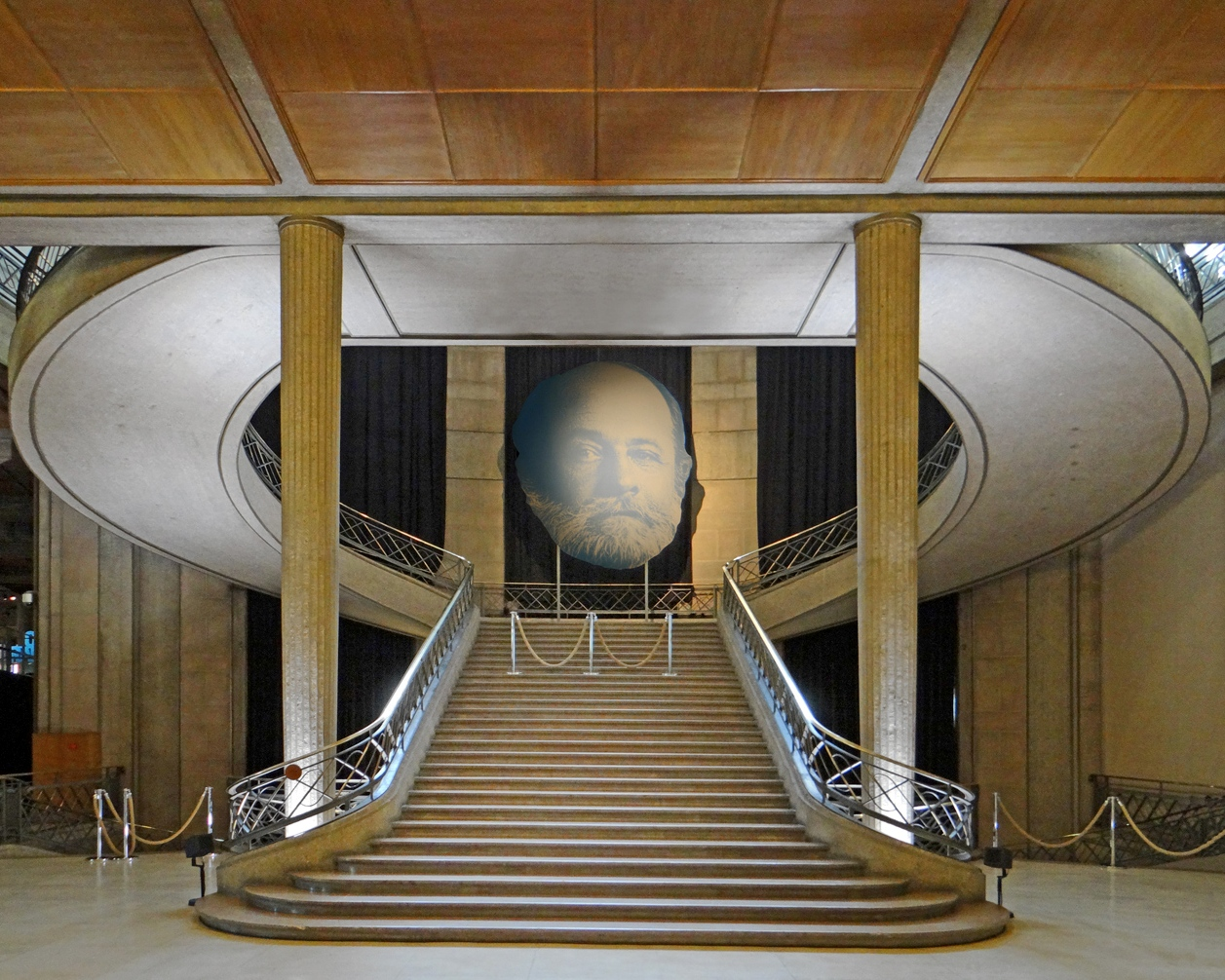
Grande scalone del Consiglio economico, sociale e ambientale francese, costruito per l'Esposizione del 1937 da Auguste Perret (1934–1948)

Le esposizioni internazionali degli anni 1920 e 1930 lasciarono meno punti di riferimento architettonici rispetto alle mostre precedenti. L'Esposizione internazionale di arti decorative e industriali moderne, del 1925, aveva lasciato diversi edifici molto moderni, i padiglioni russi, l'Art dèco Hôtel du collectionneur di Jacques-Émile Ruhlmann e il Pavillon d'Esprit di Le Corbusier, ma furono tutti demoliti alla fine della manifestazione. Un imponente edificio Art déco dell'Esposizione coloniale del 1934 è sopravvissuto: il Museo delle Colonie a la Port Doréé, di Albert Laprade, lungo 89 metri, con un colonnato e una parete frontale interamente ricoperta da un bassorilievo di Alfred Janniot sugli animali, le piante e le culture il tema le culture delle colonie francesi. L'interno era pieno di sculture e murali dell'epoca, ancora visibili oggi. Oggi l'edificio è la Cité nationale de l'histoire de l'immigration, o museo della storia dell'immigrazione.
L'Esposizione Internazionale di Parigi del 1937, tenutasi alla vigilia della seconda guerra mondiale, non fu un successo popolare; i suoi due più grandi padiglioni nazionali erano quelli della Germania nazista e della Russia stalinista, uno di fronte all'altro sulla spianata centrale. I principali lasciti architettonici furono il Palais de Chaillot, al posto del vecchio Palais de Trocadero, di Jacques Carlu, Louis-Hippolyte Boileau e Léon Azéma, (1935-1937), costruito in cemento e pietra beige, e il Palais de Iena posto di fronte a esso. Entrambi vennero costruiti in un monumentale stile neoclassico. Il vicino Palais de Tokyo era un'altra eredità della mostra, progettato da André Auber, Jean-Claude Dondel, Paul Viard e Marcel Dastugue (1934-1937), in uno stile neoclassico simile, con un colonnato. Ora è il museo d'arte moderna della città di Parigi. Un'altra eredità della mostra è l'ex Museo dei lavori pubblici (1936-1948) a Place e Avenue Iena, di Auguste Perret. Contiene un'imponente rotonda e una sala conferenze con una facciata neoclassica, tutte costruite in cemento armato. Dopo la guerra fu trasformato nella sede del Consiglio economico, sociale e ambientale francese.

### Architettura residenziale

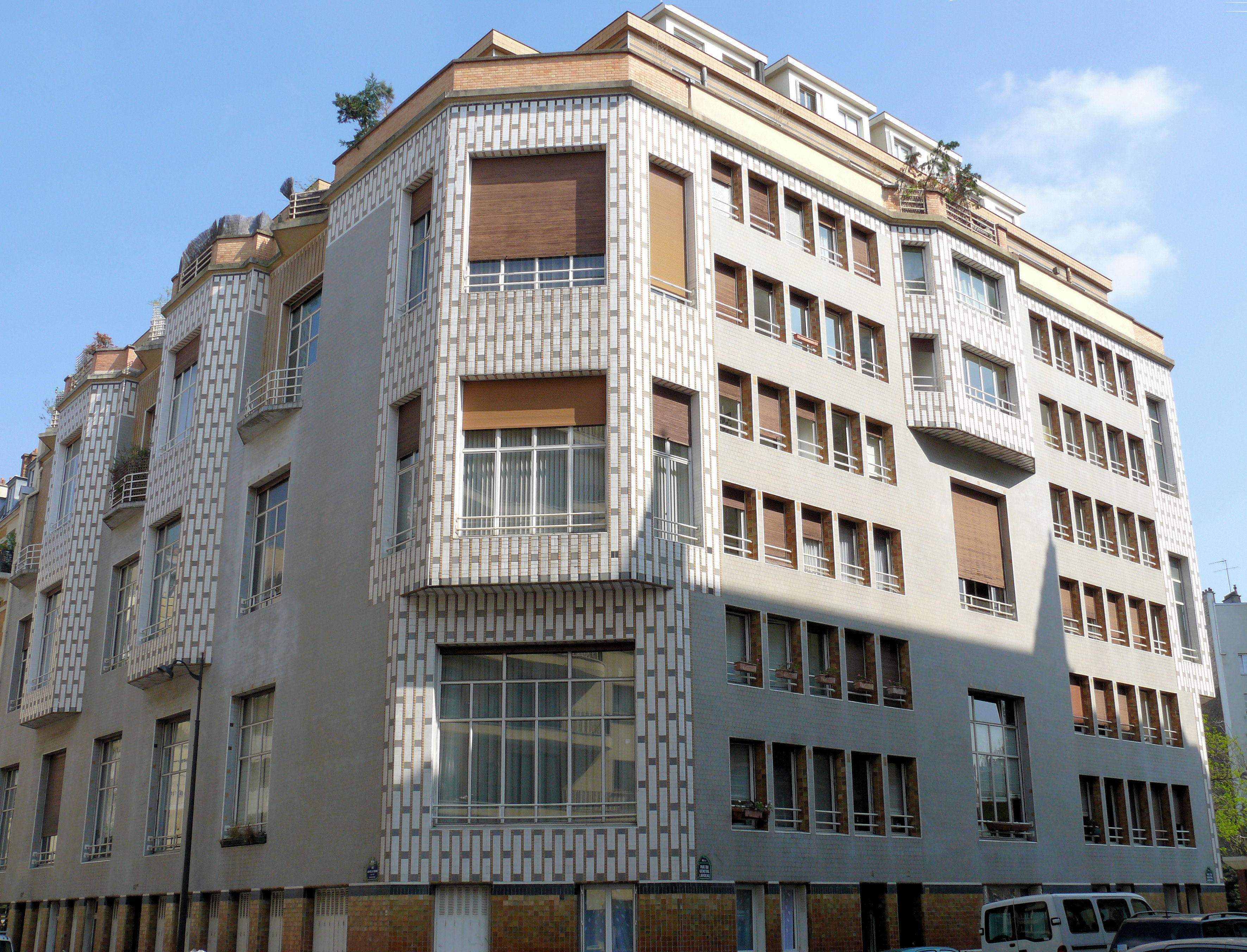
L'edificio Studio, Parigi, un complesso di appartamenti Art déco di Henri Sauvage (1926)
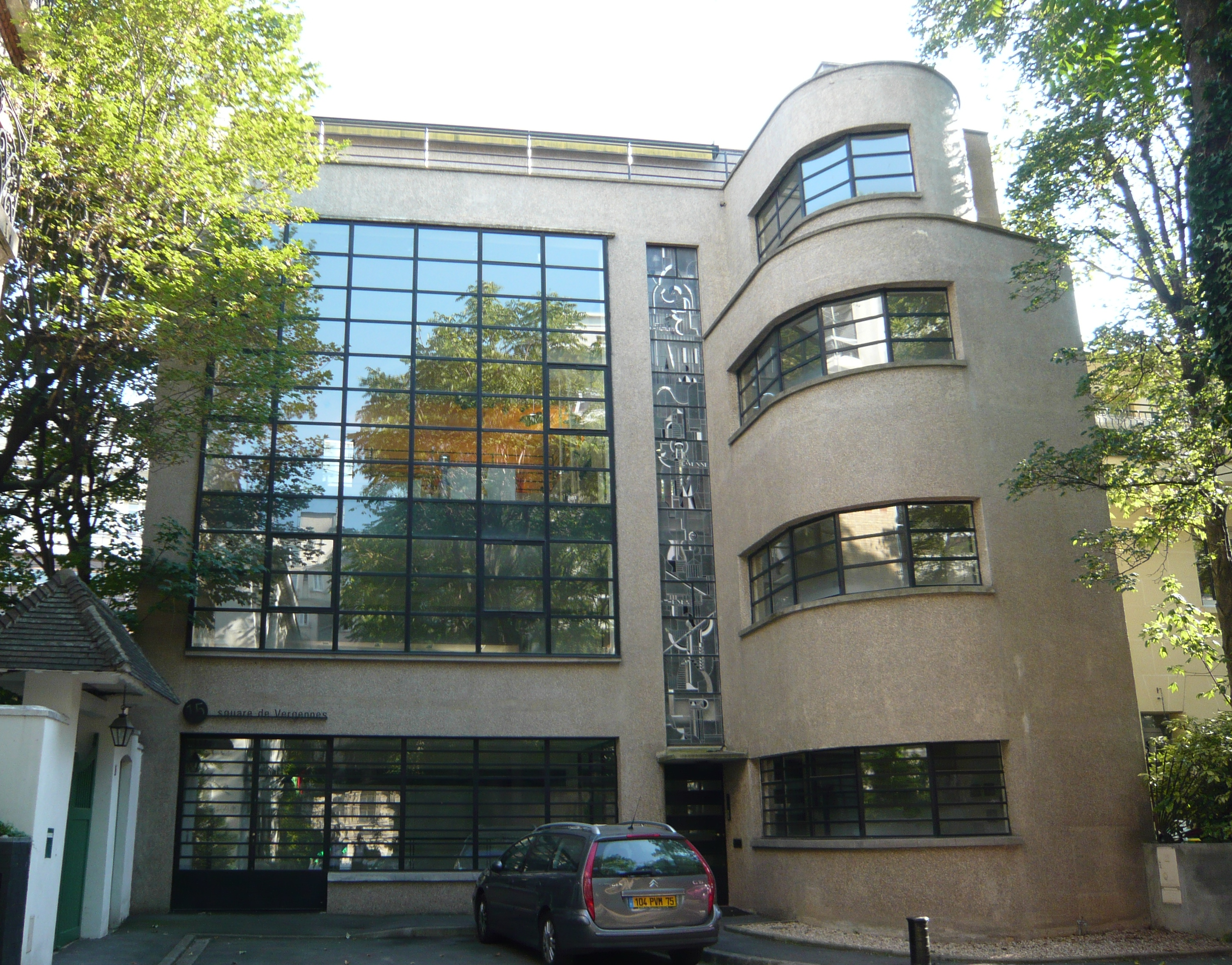
Residenza e studio di Louis Barillet, Robert Mallet-Stevens (1931–32)
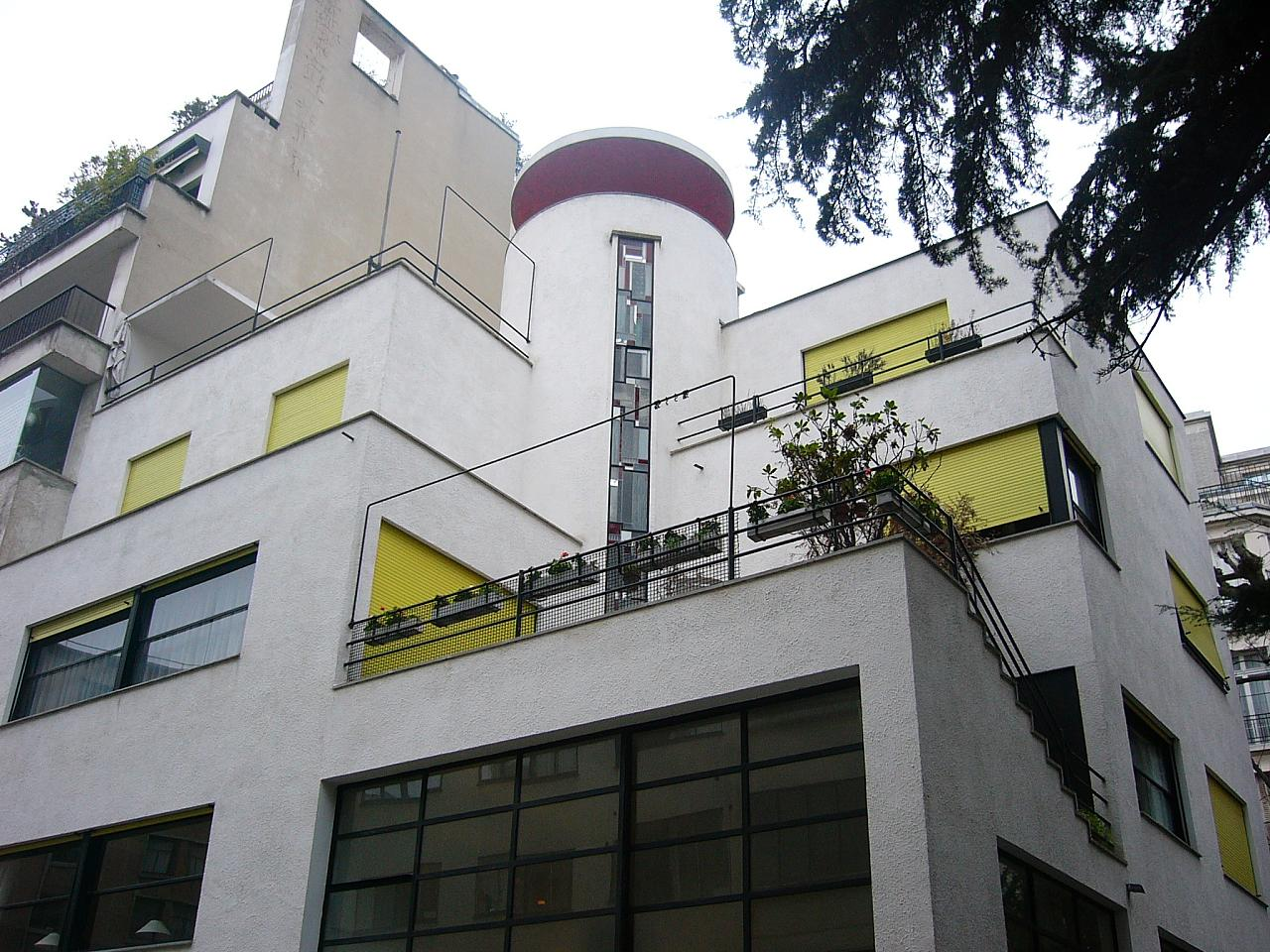
Villa di Robert Mallet-Stevens (1927) in rue Mallet-Stevens (XVI arrondissement)
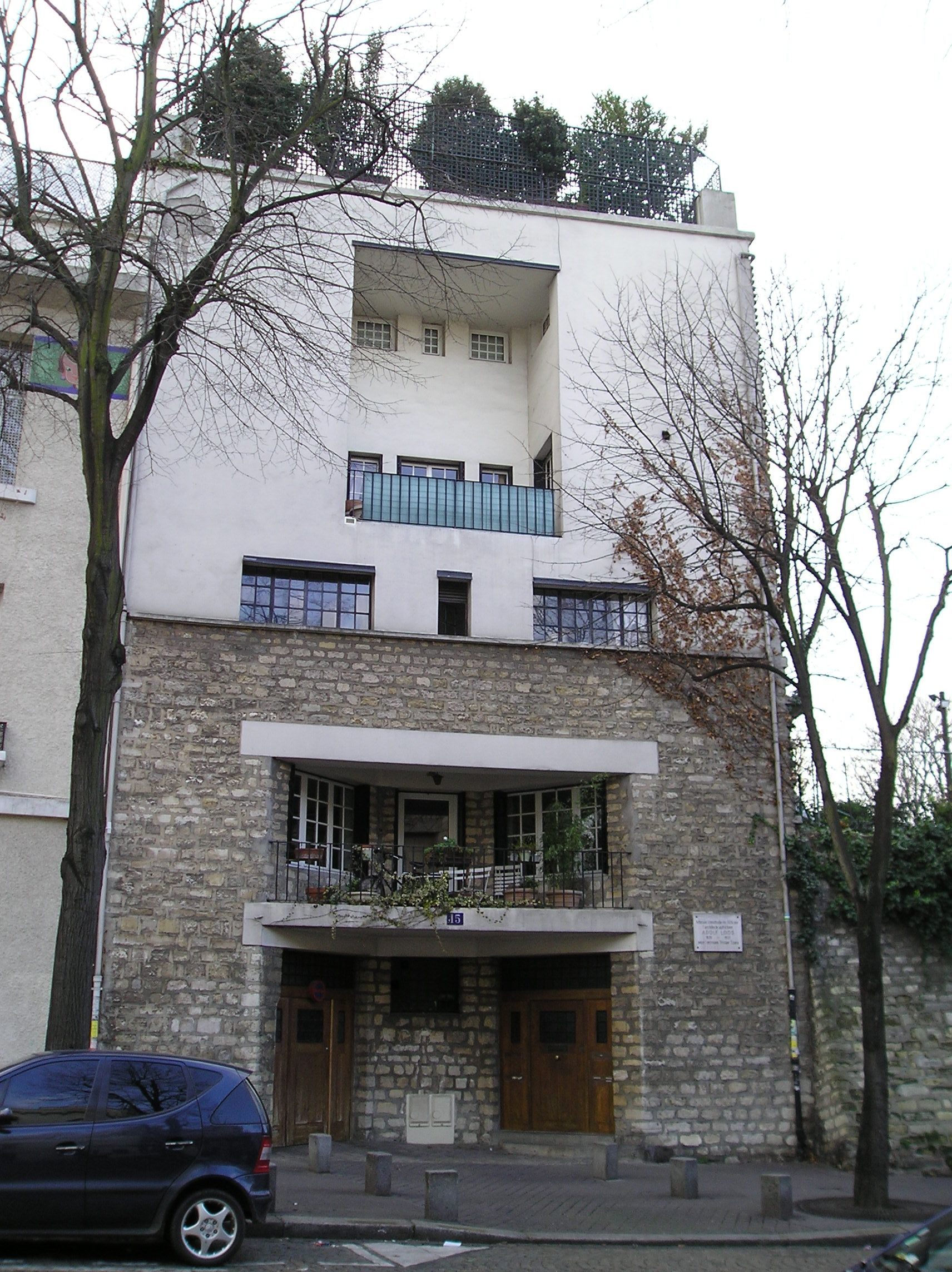
Casa dell'artista Tristan Tzara di Adolf Loos (1927)
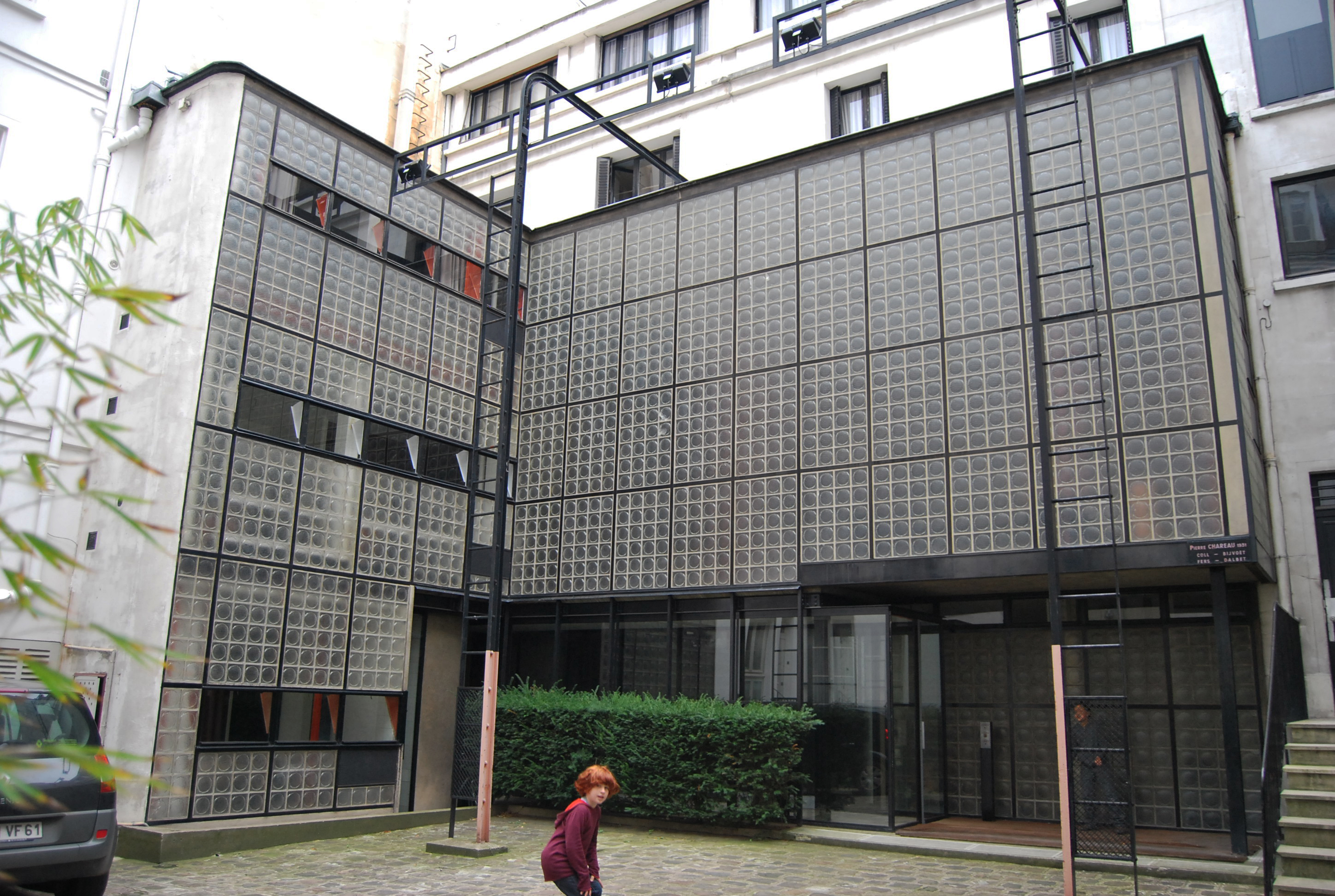
La Maison de verre o "Casa di vetro" costruita per il dottor Dalace da Pierre Chareau (1927–1931)

L'architetto Auguste Perret aveva anticipato lo stile residenziale moderno nel 1904, con una casa Art déco di cemento armato rivestita di ceramica in rue Franklin. Henri Sauvage realizzò anche edifici residenziali in stile Art déco con linee geometriche pulite, in cemento armato rivestito con piastrelle di ceramica bianca. L'architetto Charles-Édouard Jeanneret-Gris, meglio noto come Le Corbusier, andò oltre, progettando case dalle forme geometriche, prive di qualsiasi ornamento. All'età di ventun anni era assistente nello studio di Perret. Nel 1922 aprì il proprio studio di architettura con suo cugino Pierre Jeanneret e costruì alcune delle sue prime case a Parigi, in particolare la Villa La Roche a 10 place du Docteur-Blanche nel XVI arrondissement, costruita per un banchiere e collezionista d'arte svizzero. Costruita nel 1923, introdusse elementi presenti in molti degli edifici successivi di Le Corbusier, inclusi muri di cemento bianco e l'introduzione di molti dei temi trovati nelle opere successive di Le Corbusier, tra cui una rampa interna tra i livelli e fasce orizzontali di finestre. Disegnò anche i mobili per la casa. Robert Mallet-Stevens perseguì uno stile modernista simile, composto da forme geometriche, pareti di vetro e assenza di ornamenti. Costruì uno studio e una residenza con una grande parete di vetro e una scala a chiocciola per il designer di vetro Louis Barillet a 15 place Vergennes (XV arrondissement) e una serie di case per artisti, ognuna diversa dall'altra, in quella che oggi è conosciuta come rue Mallet-Stevens nel XVI arrondissement. Una delle case più sorprendenti degli anni 1920 era la casa dell'artista Tristan Tzara al 15 di avenue Junot nel XVI arrondissement, progettata dall'architetto austriaco Adolf Loos. L'interno era completamente irregolare: ogni stanza era di dimensioni diverse e su un livello diverso. Un'altra casa insolita era la Maison de verre o "Casa di vetro" al 31 rue Saint-Guillaume nel VII arrondissement, costruita per il dottor Dalace da Pierre Chareau, con Bernard Bijvoet (1927-1931). Era realizzata interamente in mattoni di vetro, sorretti da un telaio metallico.
Gli edifici modernisti costruiti negli anni 1920 e 1930 erano relativamente rari. L'architetto residenziale più caratteristico di Parigi degli anni 1920 fu Michel Roux-Spitz, che costruì una serie di grandi condomini di lusso negli anni 1920 e 1930, principalmente nel VI e VII arrondissement. Gli edifici erano tutti costruiti in cemento armato, avevano muri bianchi, spesso rivestiti in pietra, e file orizzontali di finestre a bovindo trifacciali, una versione modernizzata dei condomini Haussmann sulle stesse strade.

### Case popolari

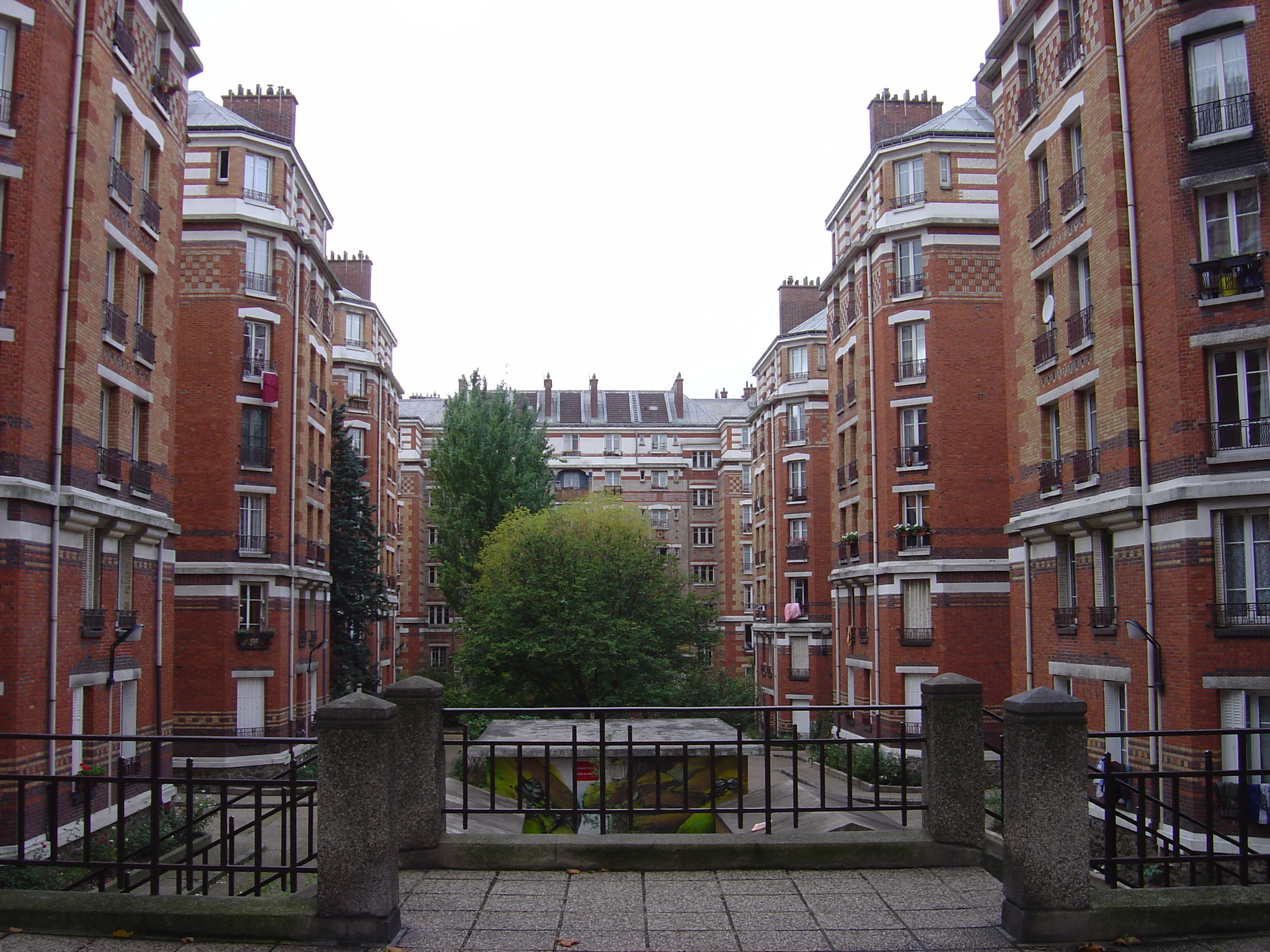
Un isolato di HBM, o Habitiations à bon marché, al 99 Avenue Simon-Bolivar
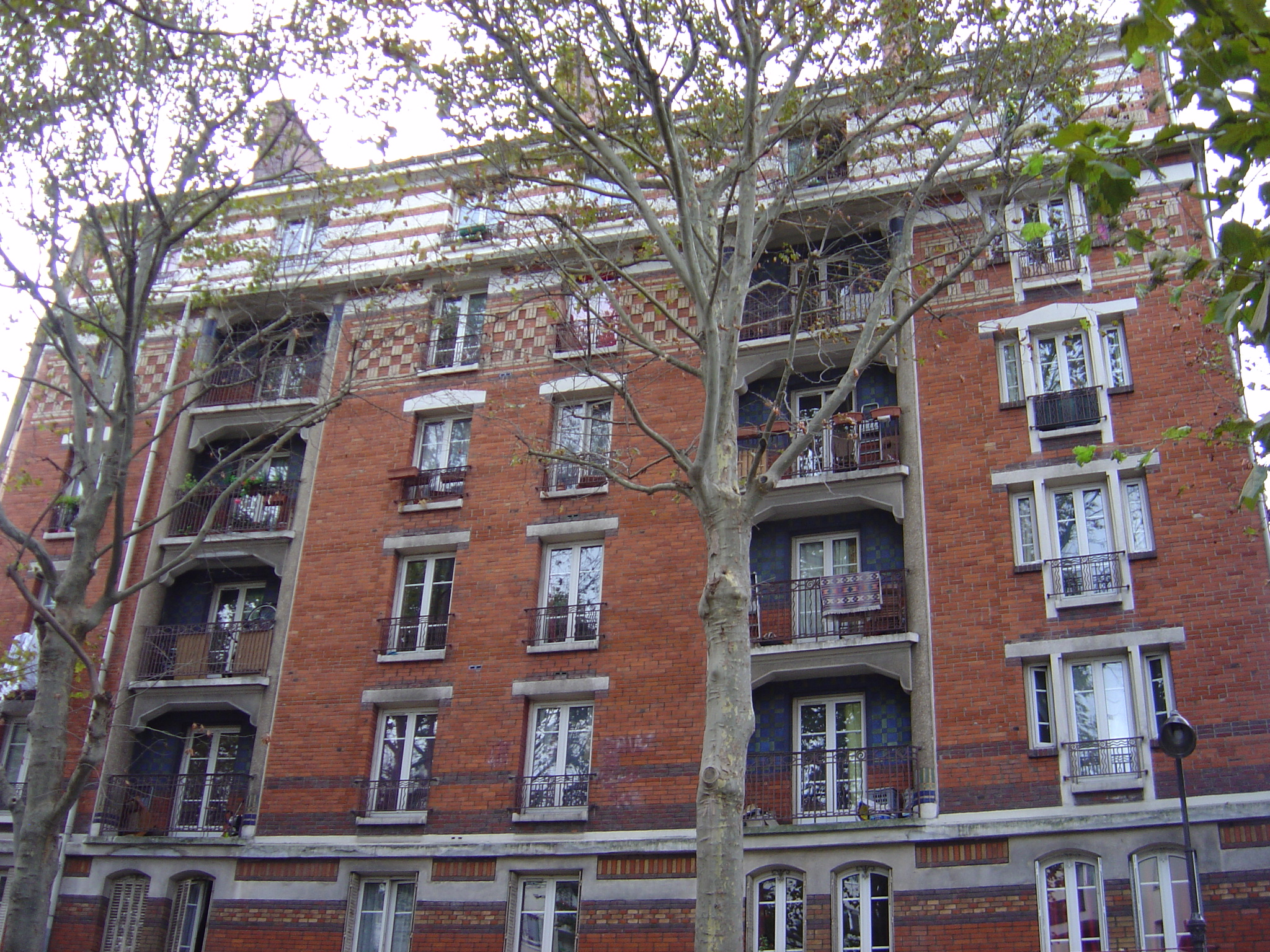
Facciata del HBM in Avenue Simon-Bolivar

A partire dal 1919, subito dopo la fine della prima guerra mondiale, il governo francese iniziò a costruire alloggi pubblici su vasta scala, in particolare sui terreni inutilizzati delle antiche fortificazioni intorno alla città. I nuovi edifici furono chiamati HBM, o "Habitations à bon marché" (Residenze a basso costo). Si concentravano a nord, est e sud della città, mentre a ovest della città fu costruita una tipologia abitativa più costosa, l'ILM, o "Immeubles à loyer moyen", ovvero residenze a prezzi modici, destinate alla classe media. Venne istituita un'agenzia speciale di architetti per progettare gli edifici. Il primo gruppo di 2 734 nuove unità abitative, chiamato Cité de Montmartre, fu costruito tra le Portes di Clignancourt e Montmartre tra il 1922 e il 1928. I nuovi edifici vennero costruiti in cemento e mattoni. I primi edifici avevano molti elementi decorativi, in particolare sulla linea del tetto, compresi i pergolati in cemento. La decorazione con il passare degli anni andò scemando, e col tempo il mattone lasciò gradualmente il posto alle facciate in cemento armato.

### Architettura religiosa

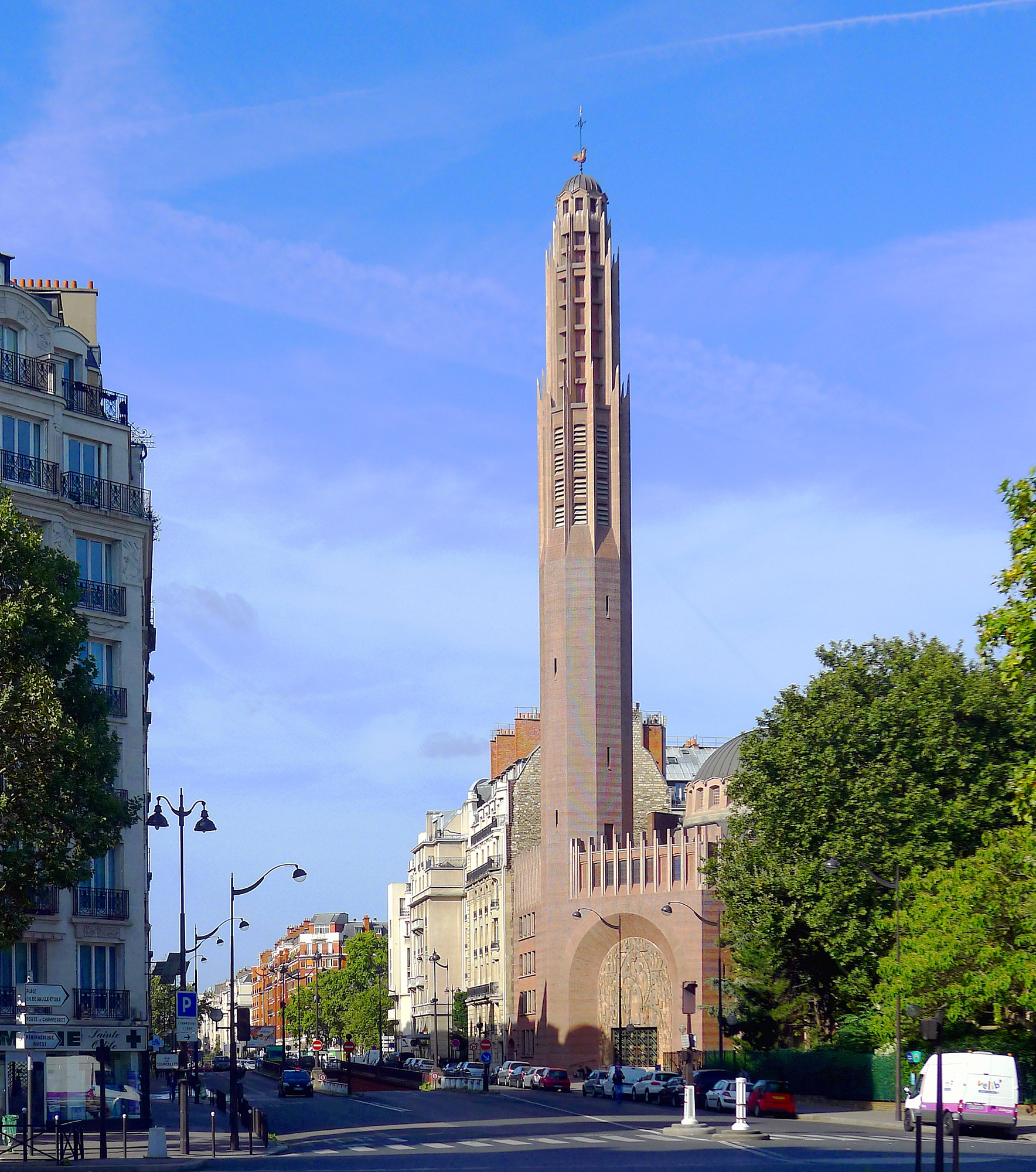
La chiesa di Sainte-Odile al 2 avenue Stephane-Mallarmé (17th) (1935–1939) ha il più alto campanile di Parigi
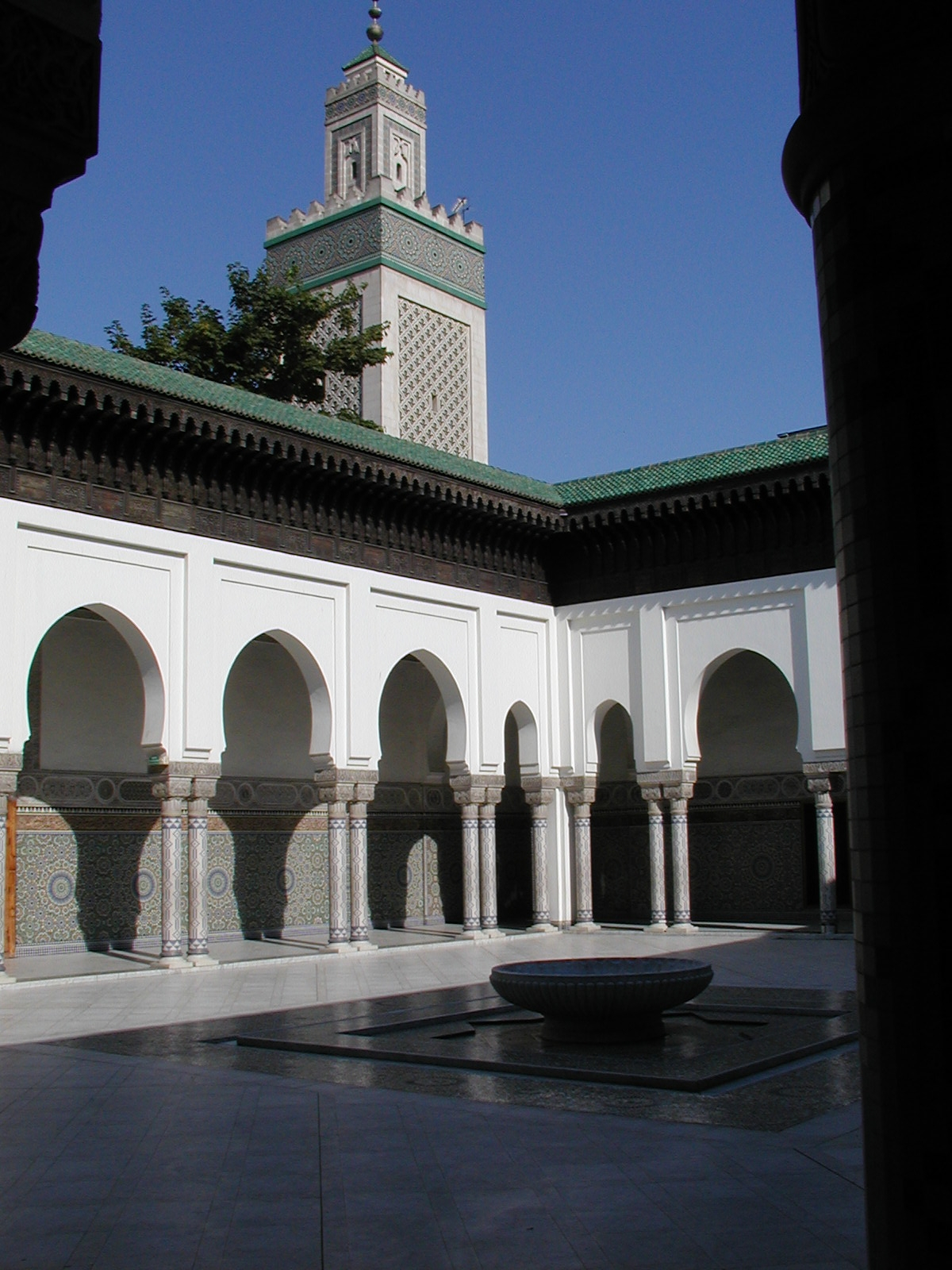
La Grande moschea di Parigi (1920–1924) costruita in memoria dei soldati musulmani che combatterono per la Francia nella prima guerra mondiale

Diverse nuove chiese furono costruite a Parigi tra le due guerre, in vari stili. L'Église du Saint-Esprit (1928-1932), situata al 186 di Avenue Daumesnil nell'XI arrondissement, fu progettata da Paul Tournon. Ha un esterno moderno in cemento armato ricoperto di mattoni rossi e un moderno campanile alto 75 metri, ma la caratteristica centrale è un'enorme cupola, di 22 metri di diametro. Il design, come quello della Basilica del Sacro Cuore, è stato ispirato dalle chiese bizantine. L'interno è stato decorato con murali di diversi artisti importanti, tra cui Maurice Denis. L'Église Saint-Pierre-de-Chaillot, al 31 avenue Marceau (XVI arrondissement), fu progettata da Émile Bois (1932-1938). La sua torre e il massiccio ingresso romanico sono stati ispirati dalle chiese della regione del Périgord. La Chiesa di Sainte-Odile, al 2 Avenue Stephane-Mallarmé (XVII arrondissement), di Jacques Barges (1935-1939) ha una navata, tre cupole neobizantine e il campanile più alto di Parigi.
La Grande moschea di Parigi era uno degli edifici più insoliti costruiti durante il periodo. Destinata a onorare i soldati musulmani delle colonie francesi morti per la Francia durante la guerra, fu progettata dall'architetto Maurice Tranchant de Lunel e costruita e decorata con l'assistenza di artigiani del Nord Africa. Il progetto fu finanziato dall'Assemblea Nazionale nel 1920, la costruzione iniziò nel 1922, fu completata nel 1924 e dedicata dal Presidente della Francia, Gaston Doumergue, e dal Sultano del Marocco, Moulay Youssef. Lo stile venne chiamato "ispano-moresco" e il design fu ampiamente influenzato dalla Grande Moschea di Fez, in Marocco.

## Dopo la seconda guerra mondiale (1946-2000)

### Il trionfo del modernismo

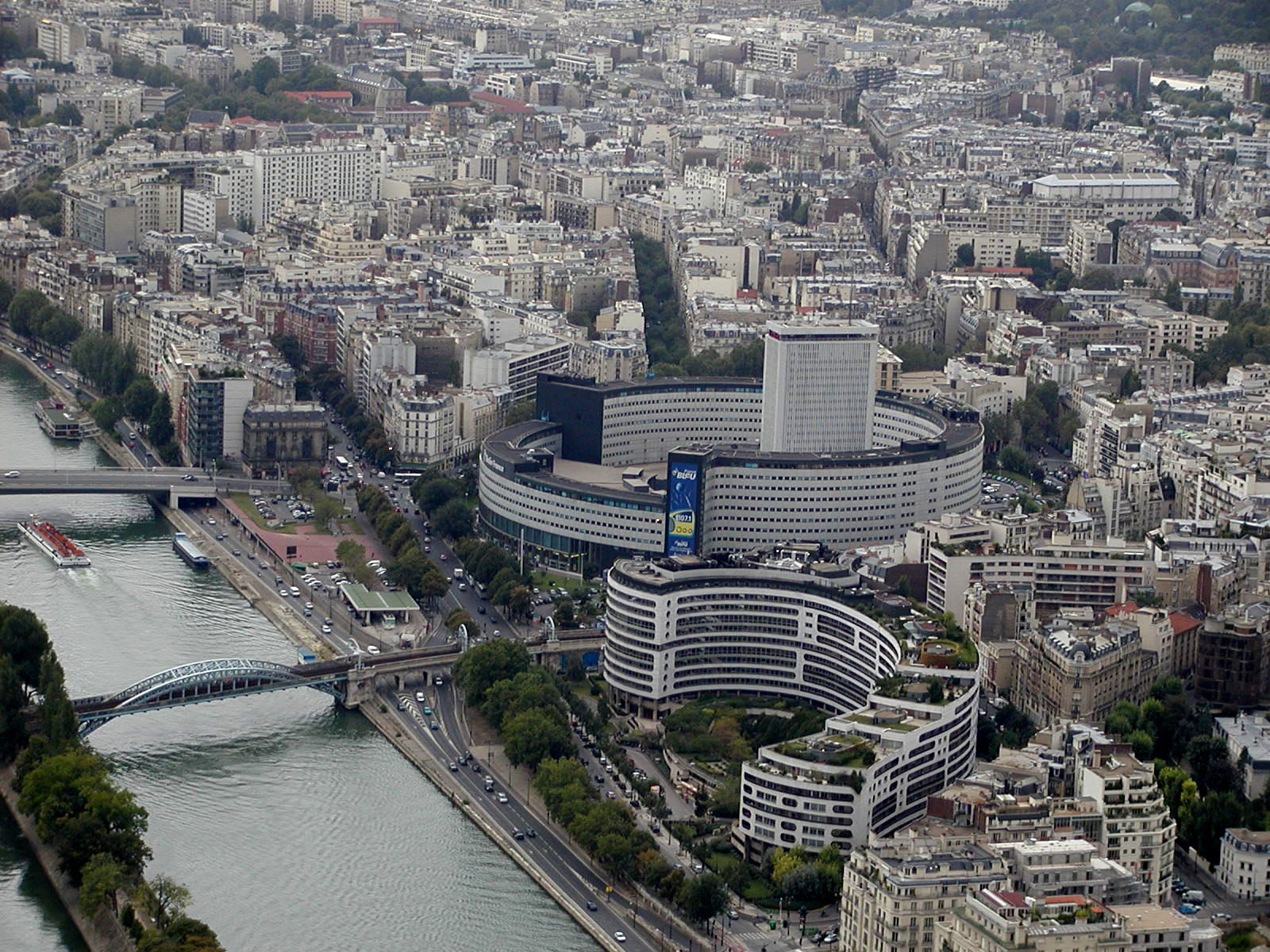
La Maison de la Radio (XVI arrondissement) di Henry Bernard (1953–1963)
Sede del partito comunista francese in place du Colonel Fabien, di Oscar Niemeyer (1968–1971)

Negli anni del secondo dopoguerra, il modernismo divenne lo stile ufficiale degli edifici pubblici, sia perché nuovo e alla moda, sia perché di solito era meno costoso da costruire. Gli edifici vennero progettati per esprimere la loro funzione, utilizzando forme geometriche semplici, con un minimo di ornamento e decorazione. Di solito erano progettati in modo che ogni ufficio avesse la propria finestra e vista. I materiali scelti erano il cemento armato, talvolta rivestito con pannelli di alluminio, e il vetro. Il termine "Palais" utilizzato per molti edifici pubblici prima della guerra venne sostituito dal termine più modesto "Maison", o "Casa". Al posto della decorazione, gli edifici contenevano spesso opere di scultura nei cortili interni ed erano circondati da giardini. C'era poco o niente di specificamente francese nei nuovi edifici; assomigliavano agli edifici modernisti negli Stati Uniti e di altre parti d'Europa e, in particolare sotto il presidente François Mitterrand, erano spesso progettati da architetti di fama internazionale provenienti da altri paesi.
Tra i primi e più influenti dei nuovi edifici pubblici fu la Maison de la Radio (1952-1963), sede della radio e della televisione nazionale francese, lungo la Senna nel XVI arrondissement, progettata da Henry Bernard. Bernard aveva studiato all'École des beaux-arts, aveva vinto il Prix de Rome e alla fine era diventato il capo dell'Accademia di belle arti, ma si era convertito con entusiasmo al nuovo stile. La Maison de la Radio era composta da due edifici circolari inseriti l'uno dentro l'altro, un cerchio esterno rivolto verso il fiume, con mille uffici, un cerchio interno formato da studi e al centro una torre alta 68 metri, che conteneva gli archivi. Originariamente era stata progettata con una facciata in cemento sull'edificio esterno, ma venne modificata e rivestita con uno strato di alluminio e vetro. Fu descritta dai suoi costruttori come una continuazione verso ovest della linea dei grandi monumenti lungo la Senna: il Louvre, il Grand Palais e il Palais de Chaillot.
Altri importanti edifici pubblici in stile monumentale modernista includevano la sede dell'UNESCO, la sede culturale delle Nazioni Unite, in Place Fontenoy nel VII arrondissement, di Marcel Breuer, Bernard Zehrfuss e Pier Luigi Nervi (1954-1958), a forma di treppiede a tre ali in cemento armato, con giardini tra le ali. Ogni ufficio dell'edificio beneficiava della luce naturale e di una vista esterna. La sede del Partito Comunista Francese al 2 Place du Colonel Fabien (XIX arrondissement), fu progettata da Oscar Niemeyer, che aveva appena finito di progettare Brasilia, la nuova capitale brasiliana. Fu costruita tra il 1969 e il 1980 ed era un blocco di otto piani costruito su colonne sopra la strada, con una facciata in vetro liscio e ondulato. L'auditorium accanto all'edificio era seminterrato, coperto da una cupola di cemento che lasciava entrare la luce.

### Progetti presidenziali

Il Centro Georges Pompidou di Renzo Piano e Richard Rogers (1977)
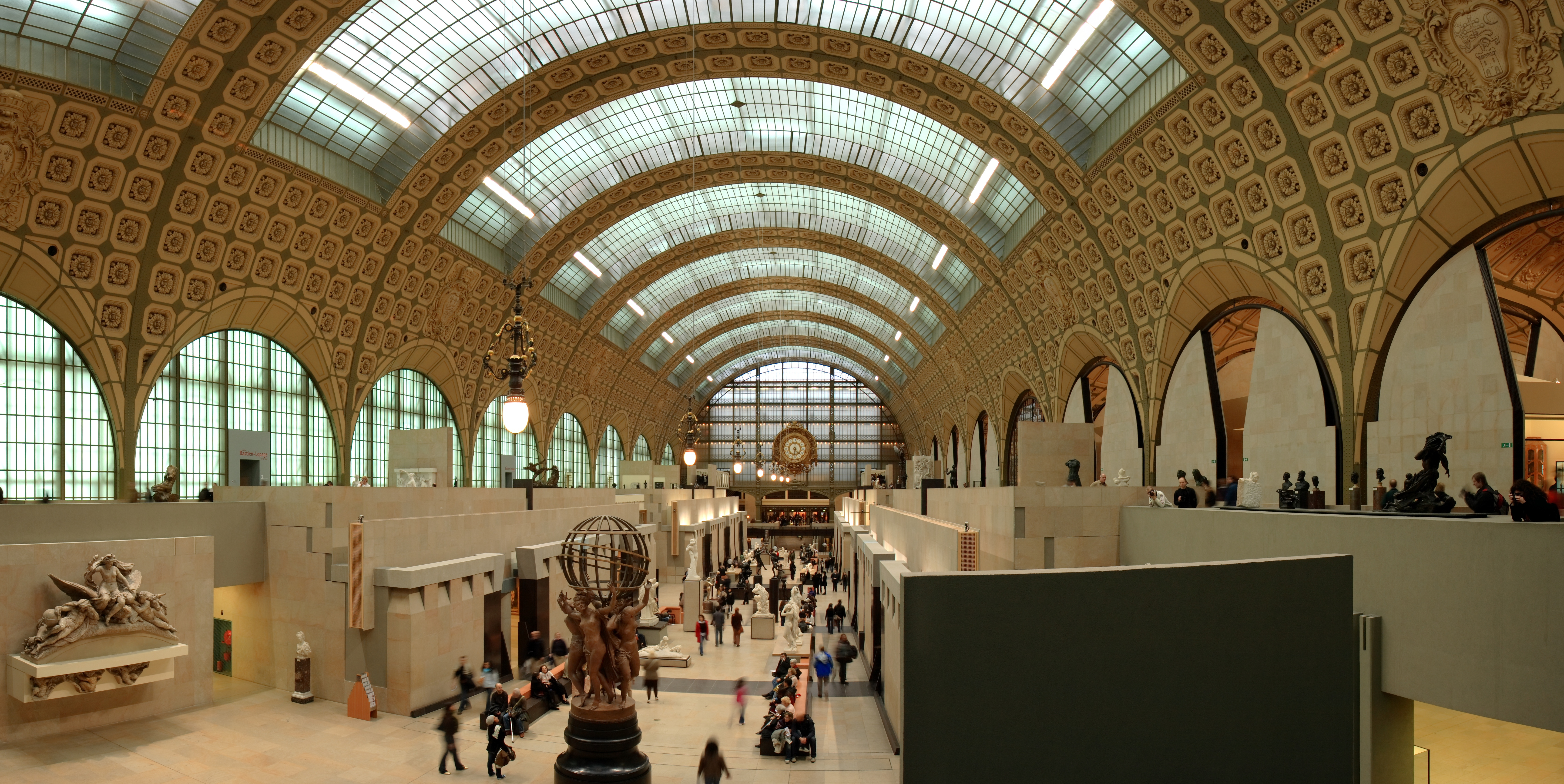
Il Museo d'Orsay, conversione di una stazione del XIX secolo (1978–1986) di Gae Aulenti
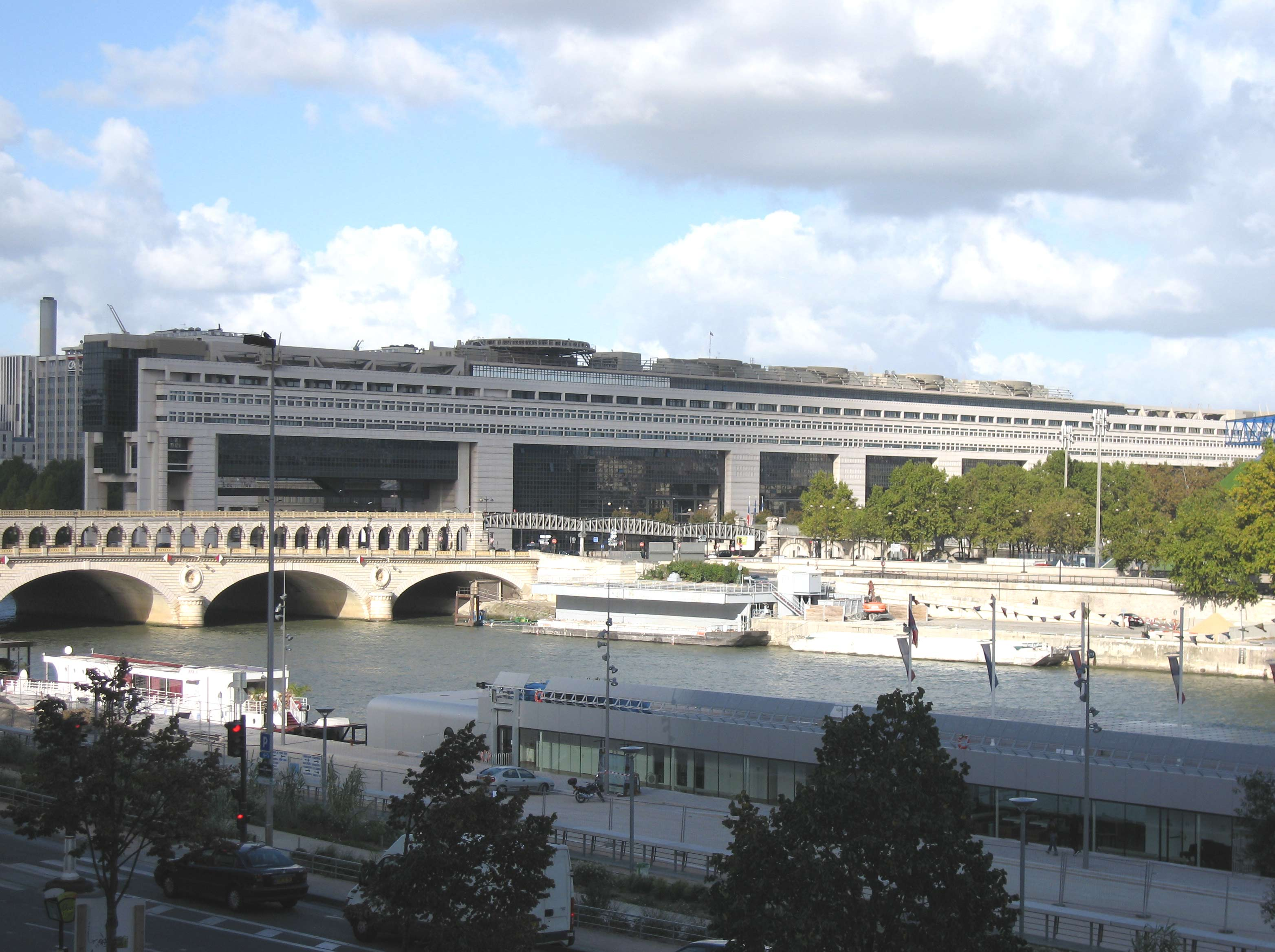
Il Ministero delle finanze e dell'economia, a Bercy (1982–1988) di Paul Chemetov e Borja Huidobro
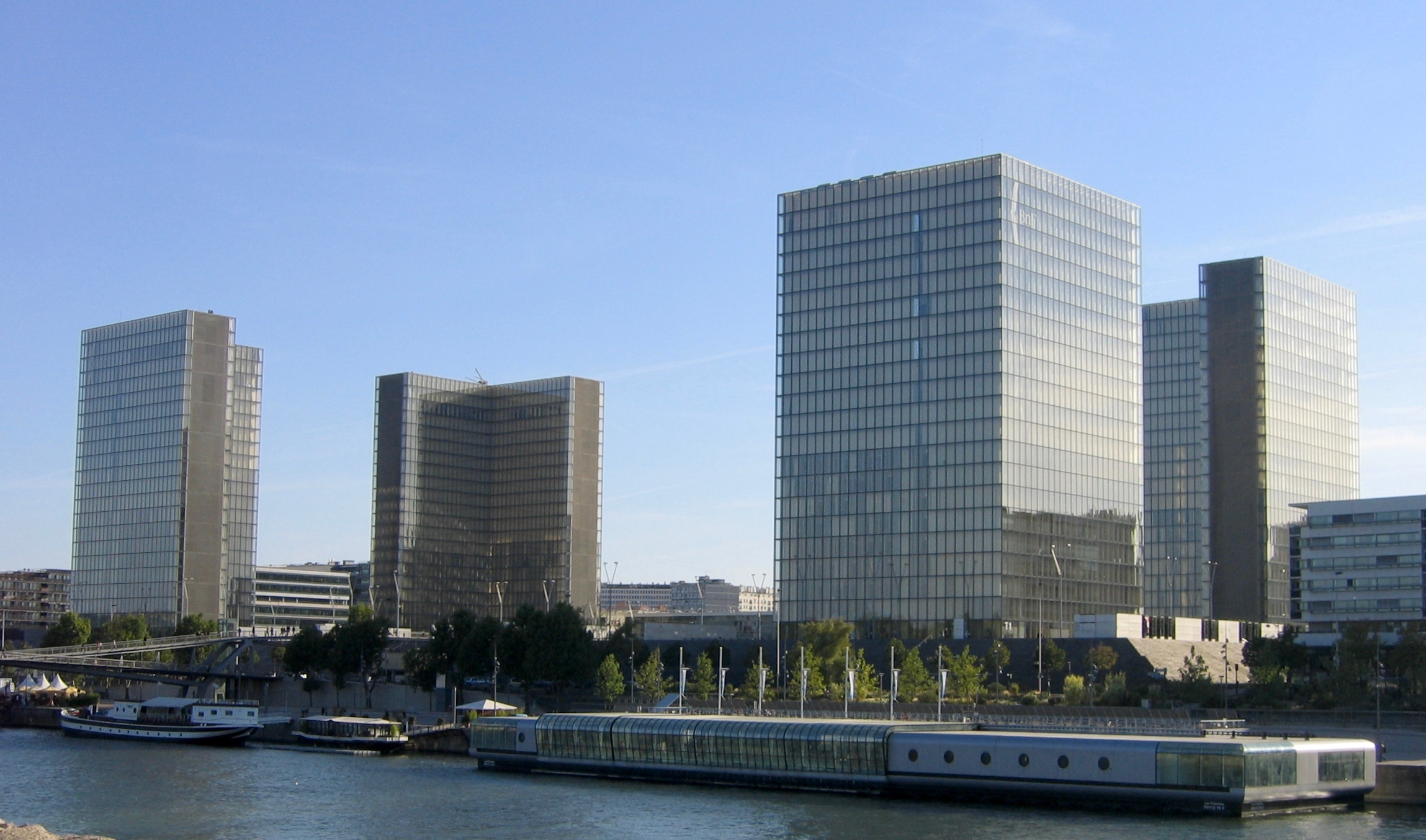
La sede François Mitterrand della Bibliothèque nationale de France (1989–1995) di Dominique Perrault

Negli anni 1970, i presidenti francesi iniziarono a costruire importanti progetti architettonici che divennero la loro eredità, di solito terminati dopo aver lasciato l'incarico. Il primo fu Georges Pompidou, noto ammiratore e mecenate dell'arte moderna, che fece progetti per quello che sarebbe diventato, dopo la sua morte, nel 1974, il Centro Georges Pompidou. Venne progettato da Renzo Piano e Richard Rogers, con l'esposizione di tutte le sue funzioni meccaniche all'esterno dell'edificio, con tubi, condotti e scale mobili dai colori vivaci. I principali progetti architettonici iniziati dal suo successore, Valéry Giscard d'Estaing, furono la conversione della Gare d'Orsay, una stazione ferroviaria centrale trasformata in un museo dedicato all'arte francese del XIX secolo (1978-1986), e la Cité des sciences et de l'industrie (1980-86) nel Parc de la Villette nel X arrondissement, le cui caratteristiche includevano La Géode, una sfera geodetica di 36 metri di diametro in acciaio inossidabile lucidato, che ora contiene un teatro omnimax (1980-86), progettata di Adrien Feinsilber.
Tra il 1981 e il 1995, François Mitterrand rimase quattordici anni al potere, tempo sufficiente per completare più progetti di qualsiasi presidente da Napoleone III in poi. Nel caso della Piramide del Louvre, scelse personalmente l'architetto, senza concorso. Completò i progetti iniziati da Giscard d'Estaing e iniziò progetti ancora più ambiziosi, molti dei quali per la celebrazione del bicentenario della Rivoluzione francese nel 1989. I suoi Grands travaux ("Grandi opere") includevano l'Institut du Monde Arabe dell'architetto Jean Nouvel, terminato nel 1987, il Grand Louvre, compresa la piramide di vetro (1983-89) progettata da I.M. Pei, il Grande Arche de La Défense dell'architetto danese Johann Otto von Spreckelsen, edificio a forma di gigantesco arco cerimoniale, che segnava l'estremità occidentale dell'asse storico iniziato al Louvre (inaugurato nel luglio 1989), l'Opéra Bastille, dell'architetto Carlos Ott, inaugurata il 13 luglio 1989, il giorno prima del bicentenario della Rivoluzione francese, e un nuovo edificio per i Ministeri dell'Economia e delle Finanze, a Bercy (XII arrondissement) (1982-1988), un edificio imponente vicino alla Senna che assomigliava sia a una porta di accesso alla città sia a un enorme ponte con i piedi nel fiume, progettato da Paul Chemetov e Borja Huidobro. Il suo ultimo progetto si trova dall'altra parte della Senna rispetto al Ministero delle Finanze; un gruppo di quattro torri di vetro a forma di libro per la Biblioteca nazionale di Francia (1989-1995), progettate da Dominique Perrault. I libri sono conservati nelle torri, mentre le sale di lettura sono situate al di sotto di un terrazzo tra gli edifici, con finestre che si affacciano su un giardino.

### L'epoca delle torri

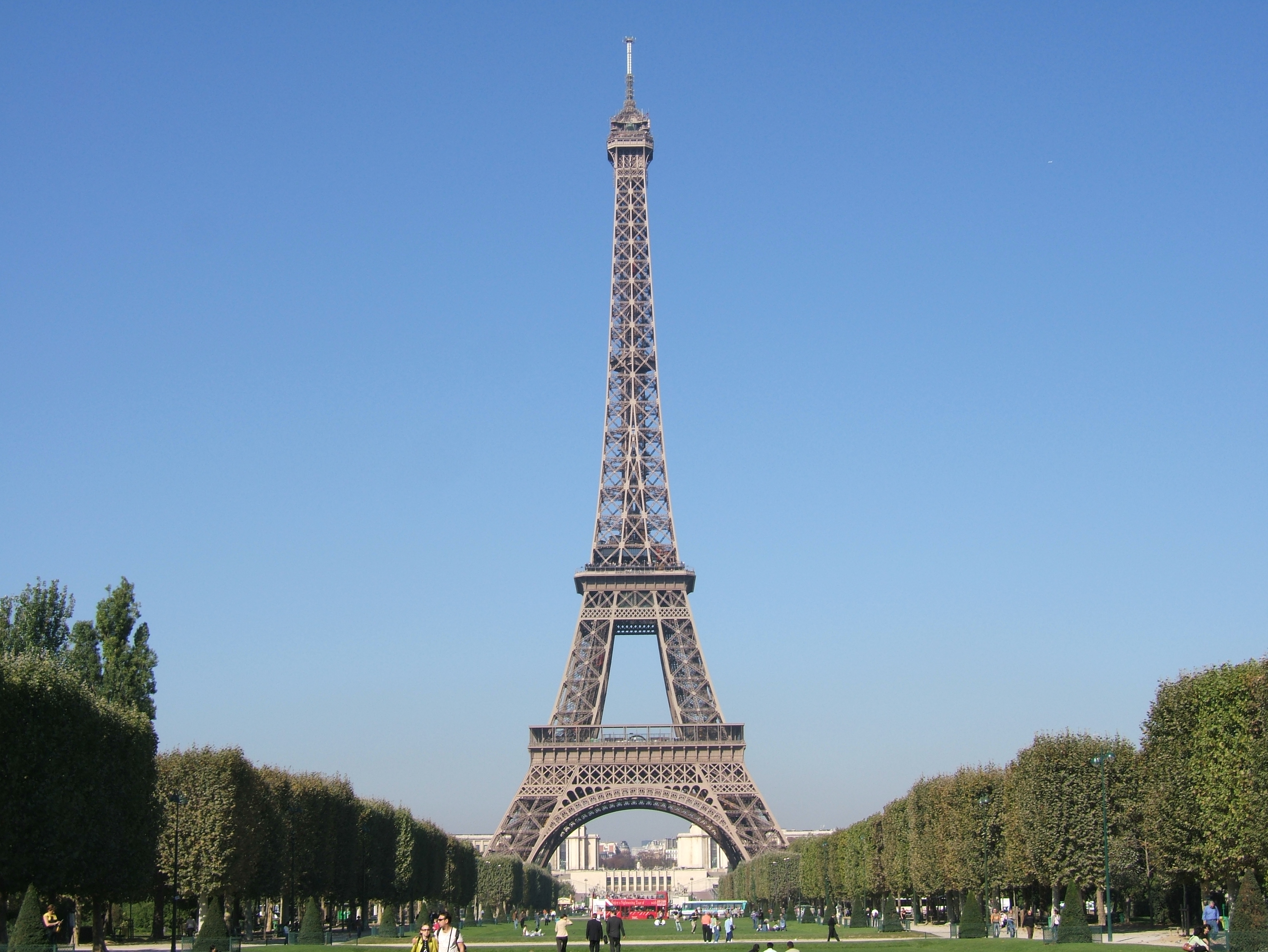
La Torre Eiffel alta 324 metri (1889)
Il Front de Seine progetto nel XV arrondissement (anni 1970)
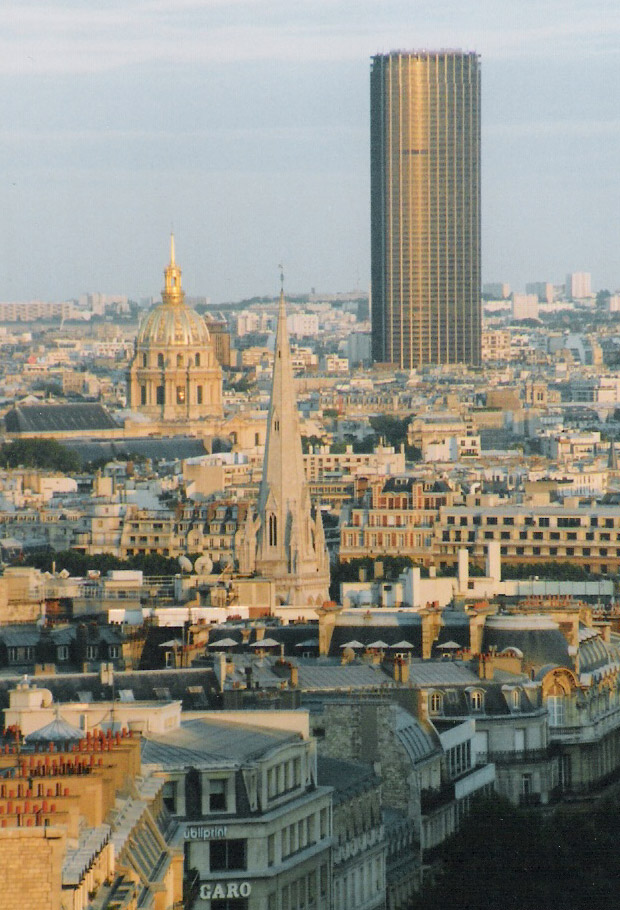
Tour Montparnasse, 210 metri (1973)
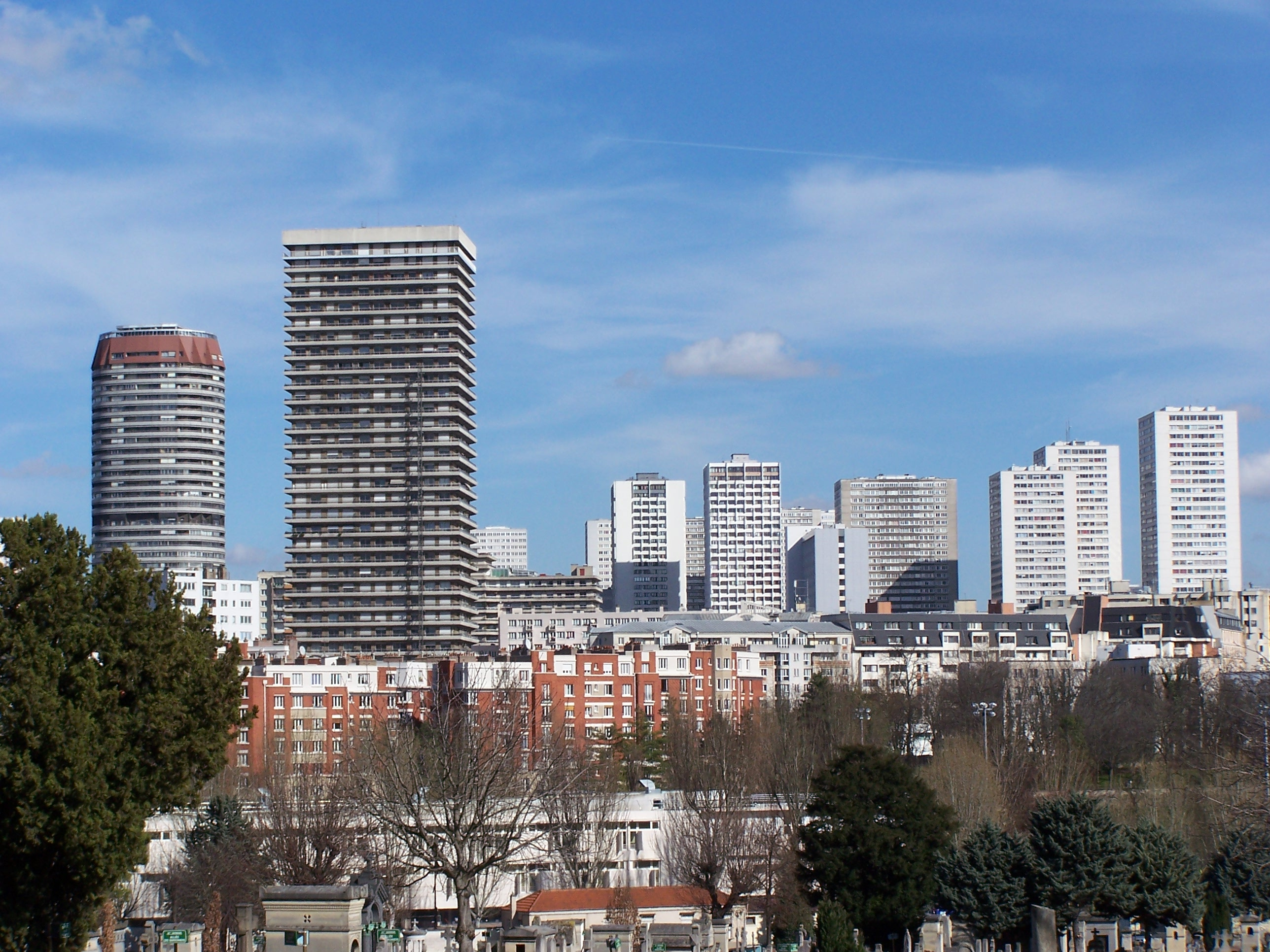
Torri nel XIII arrondissement (anni 1970)
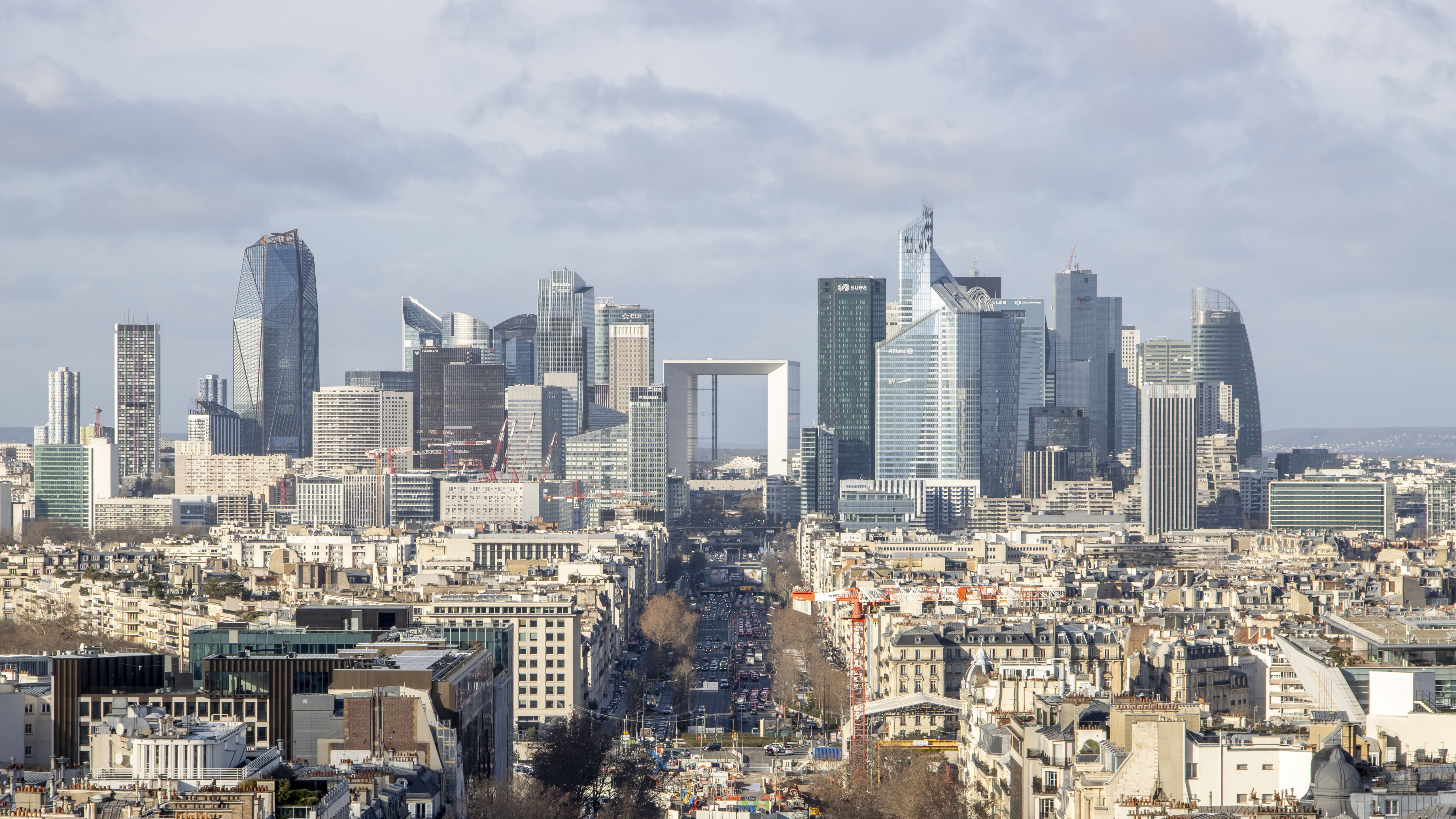
Il distretto finanziario a La Défense, a ovest di Parigi

Fino agli anni 1960 non c'erano edifici alti a Parigi per condividere lo skyline con la Torre Eiffel, la struttura più alta della città. Cera una legge che contemplava un rigoroso limite di altezza di trentacinque metri. Tuttavia, nell'ottobre 1958, sotto la Quinta Repubblica, per consentire la costruzione di più edifici per abitazioni e uffici, le regole cominciarono a cambiare. Un nuovo piano urbanistico per la città venne adottato dal consiglio comunale nel 1959. Erano consentiti edifici più alti, purché rispondessero a standard sia tecnici sia estetici. La prima nuova torre a essere costruita fu un condominio, la Tour Croulebarbe, al 33 rue Croulebarbe nel XIII arrondissement. Era di ventidue piani e alta 61 metri, e fu completata nel 1961. Tra il 1960 e il 1975 furono costruiti a Parigi circa 160 nuovi edifici superiori ai quindici piani, più della metà dei quali nel XIII e XV arrondissement. La maggior parte era alta circa cento metri; diversi gruppi di grattacieli vennero realizzati da Michel Holley, che costruì le torri di Place d'Italie, Front de Seine e Hauts de Belleville.
Due dei progetti di torri residenziali erano particolarmente grandi: 29 ettari lungo le rive della Senna a Beaugrenelle e 87 ettari tra Place de l'Italie e Tolbiac. Blocchi di vecchi edifici furono strappati alla città e sostituiti con torri residenziali.
Tra il 1959 e il 1968, la vecchia stazione ferroviaria di Montparnasse fu demolita e ricostruita nelle vicinanze, rendendo disponibile per la costruzione un ampio appezzamento di terreno. Il consiglio comunale venne a conoscenza del progetto solo indirettamente, attraverso un messaggio del ministero incaricato dei progetti edilizi. Il primo progetto, proposto, nel 1957, era una nuova sede dell'Air France, un'impresa statale, in una torre alta 150 metri. Nel 1959, l'altezza proposta fu aumentata a 170 metri. Nel 1965, per proteggere i panorami nella parte storica della città, il consiglio municipale dichiarò che il nuovo edificio doveva essere più basso, in modo che non fosse visibile dalla spianata di Les Invalides. Nel 1967, il prefetto di Parigi, in rappresentanza del governo del presidente de Gaulle, annullò la decisione del consiglio comunale, elevò l'altezza a duecento metri, per creare più spazi per uffici affittabili. Il nuovo edificio, costruito tra il 1969 e il 1972, era (ed è tuttora) l'edificio più alto entro i confini della città.
Il numero crescente di grattacieli che apparvero sullo skyline di Parigi provocarono la resistenza della popolazione parigina. Nel 1975, il presidente Giscard d'Estaing dichiarò una moratoria sulle nuove torri all'interno della città e nel 1977 la città di Parigi ricevette un nuovo Plan d'Occupation des Sols (POS) o Piano di assetto del territorio, che imponeva un limite di altezza di 25 metri nel centro di Parigi e 31 metri negli arrondissement esterni. Inoltre, i nuovi edifici dovevano essere costruiti fino al marciapiede, senza battute d'arresto, scoraggiando ulteriormente gli edifici molto alti. La costruzione di grattacieli continuò fuori Parigi, in particolare nel nuovo quartiere degli affari di La Défense.
Alla fine del XX secolo, la struttura più alta della città di Parigi e dell'Île-de-France era ancora la Torre Eiffel nel V arrondissement, alta 324 metri, completata nel 1889. L'edificio più alto della regione parigina era il Tour First, a 225 metri, situato a La Défense costruito nel 1974.

### Edilizia pubblica: l'HLM e labarre

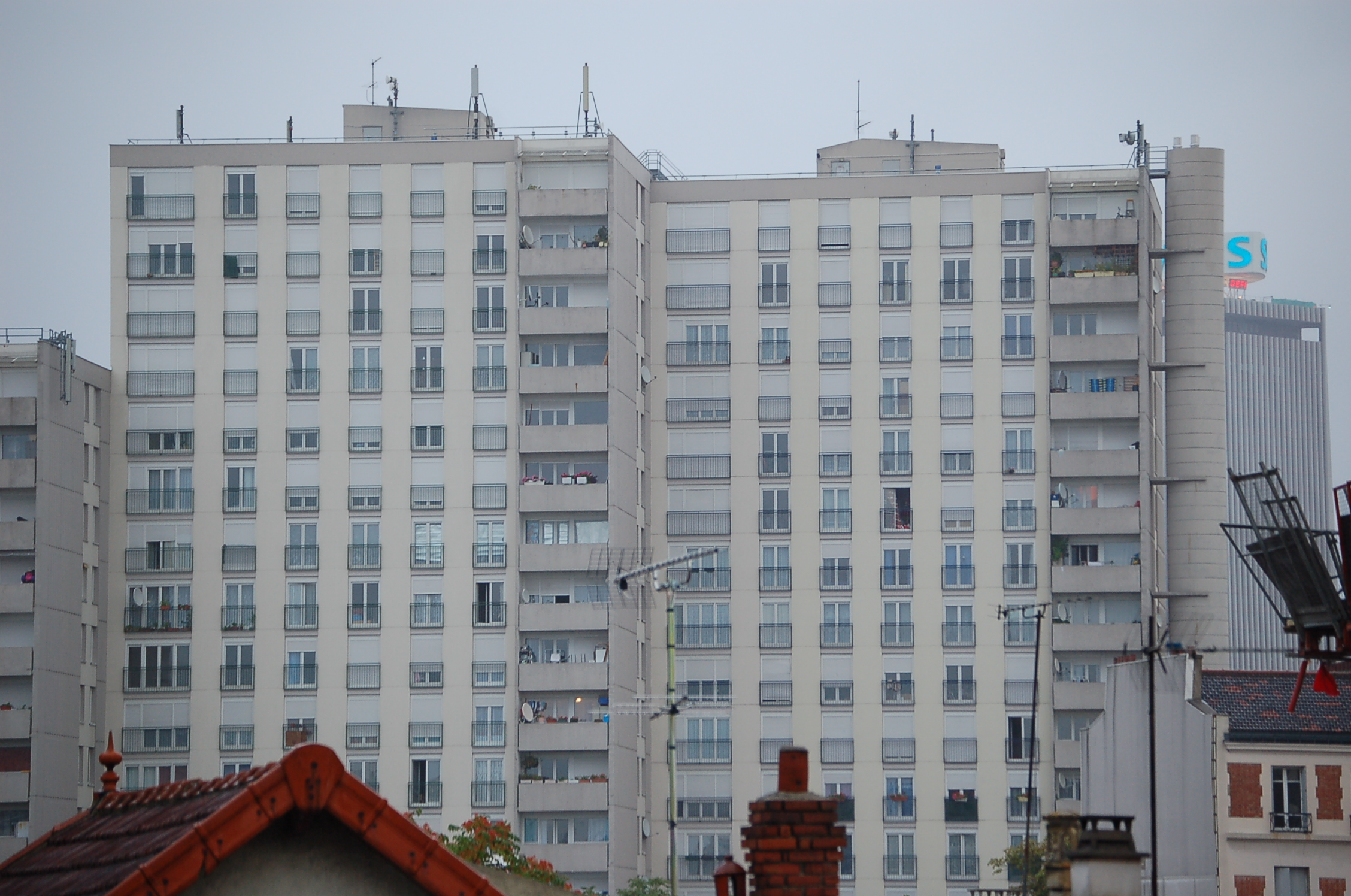
HLM, o progetto di case popolari, nel sobborgo parigino di Saint-Denis

Dopo la guerra Parigi dovette affrontare una grave carenza di alloggi; la maggior parte delle abitazioni della città risaliva al XIX secolo ed era in condizioni fatiscenti. Tra il 1946 e il 1950 furono costruite solo duemila nuove unità abitative. Il numero salì a 4 230 nel 1951 e più di 10 000 nel 1956. L'ufficio dell'edilizia popolare della città di Parigi acquisì il terreno più economico che potesse acquistare, ai margini della città. Nel 1961, quando i terreni all'interno della città erano esauriti, si iniziò ad acquistare terreni nei sobborghi circostanti. I primi edifici di edilizia popolare del dopoguerra erano relativamente bassi: tre o quattro piani. A metà degli anni 1950 iniziarono ad apparire edifici molto più alti. Vennero costruiti con materiali prefabbricati e collocati a grappoli. Erano conosciuti come HLM, o Habitations à loyer moderé, o alloggi a costo moderato. Un tipo più grande di HLM iniziò ad apparire a metà degli anni 1950, noto come barre, perché era più lungo di quanto fosse alto. Di solito avevano tra 200 e 300 appartamenti, erano costruiti in gruppi e spesso erano a una certa distanza dai negozi e dai trasporti pubblici. Vennero ben accolti dalle famiglie che abitavano lì negli anni 1950 e nei primi anni 1960, ma negli anni successivi furono occupati da immigrati recenti e divennero fonte di criminalità, droga e disordini sociali.

## Epoca contemporanea (2001-oggi)
L'architettura di Parigi dal 2000 è stata molto varia, senza uno stile dominante. Nel campo dei musei e dei monumenti, il nome più importante è stato Jean Nouvel. I suoi primi lavori a Parigi includono l'Institut du Monde Arabe (1982-1987) e la Fondation Cartier (1992-1994), che presenta uno schermo di vetro tra l'edificio e la strada. Nel 2006 ha completato il Musée du Quai Branly, il progetto presidenziale di Jacques Chirac, un museo che presenta le culture dell'Asia, dell'Africa e delle Americhe. Comprende anche uno schermo di vetro tra l'edificio e la strada, nonché una facciata ricoperta di piante viventi. Nel 2015 ha completato la nuova Philharmonie de Paris al Parc de la Villette.
All'architetto parigino ha dato un notevole contributo anche l'architetto americano Frank Gehry, per il suo Centro americano a Bercy (1994), divenuto nel 2005 sede della Cinémathèque française, e per la costruzione della Fondazione Louis Vuitton, museo di arte moderna e contemporanea nel Bois de Boulogne.

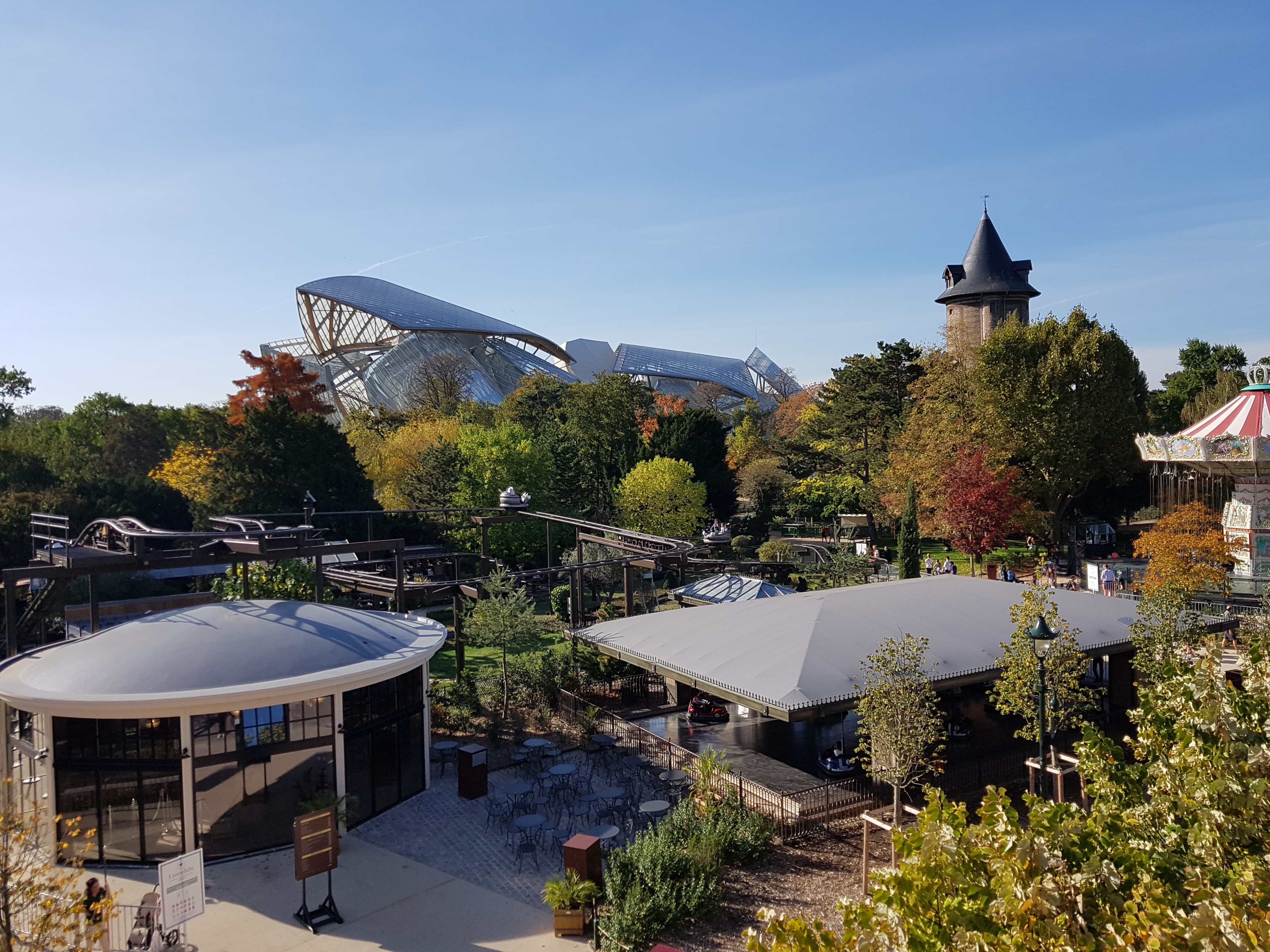
Fondazione Louis Vuitton di Frank Gehry (2014)
Hôtel Berlier (1986–89), di Dominique Perrault
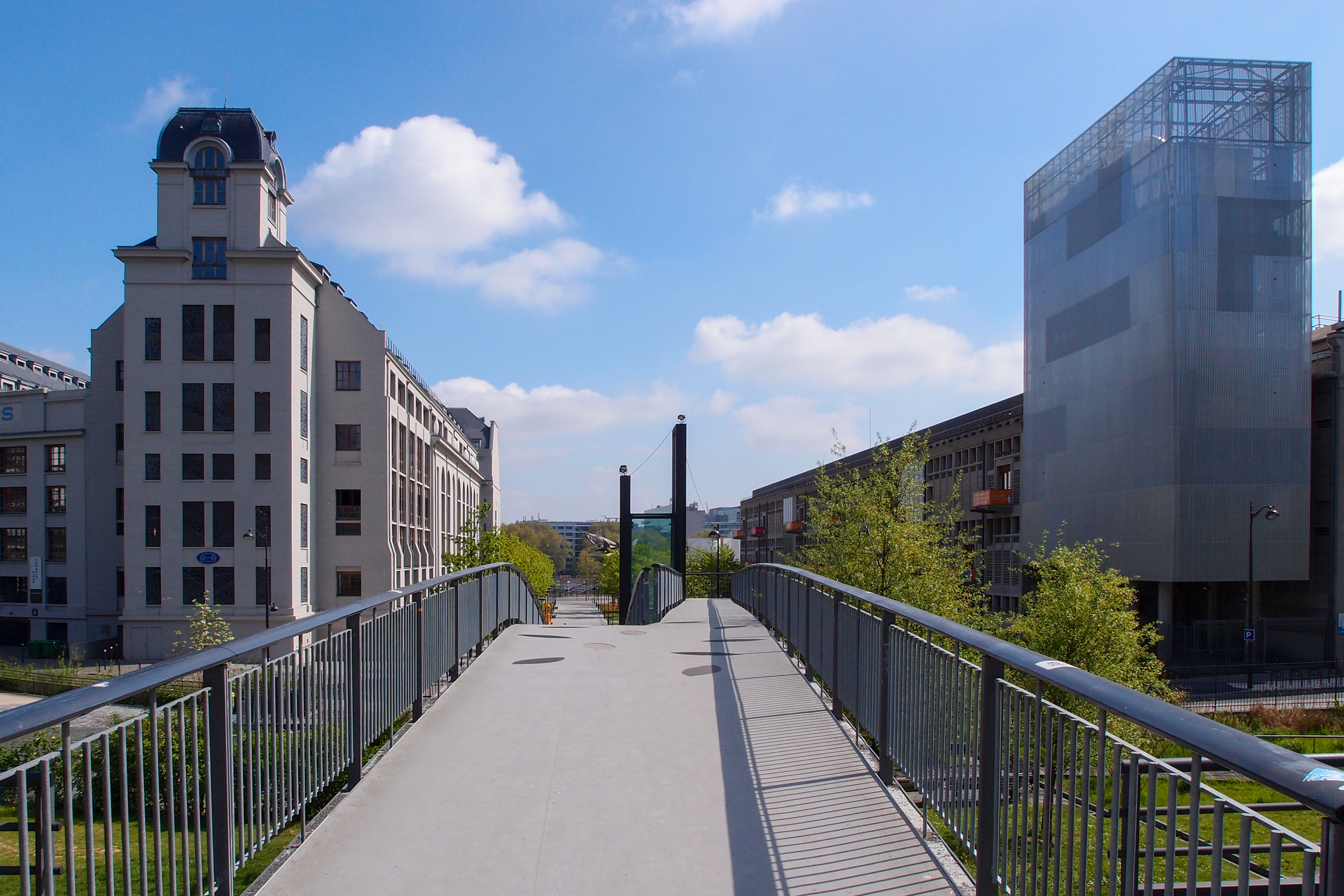
Un mulino per la farina e un magazzino di stoccaggio del grano sono stati trasformati in edifici del campus dell'Università Paris Diderot (2002–2007)
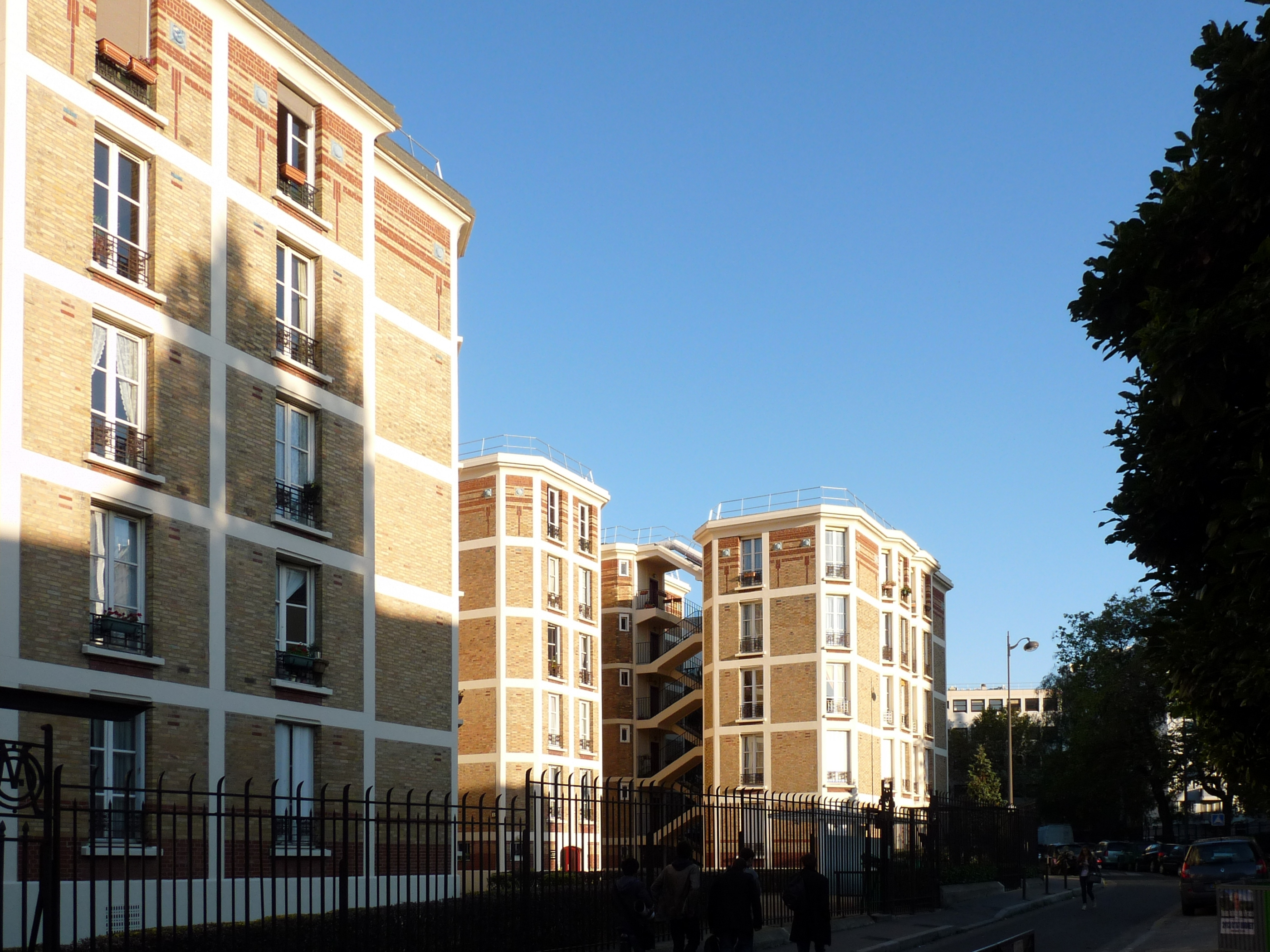
Un recente condominio HLM a Parigi in rue de la Saïda nel XV arrondissement

### Supermodernismo
Un notevole nuovo stile dell'architettura francese, chiamato supermodernismo dal critico Hans Ibeling, dà la precedenza alle sensazioni visive, spaziali e tattili, dello spettatore che guarda la facciata. Gli architetti più noti di questa scuola sono Jean Nouvel e Dominique Perrault.
L'Hôtel Berlier (1986-89) di Dominique Perrault, un edificio per uffici al 26-34 rue Brunneseau nel XIII arrondissement, è un blocco di vetro, la cui struttura è quasi invisibile. Perrault progettò anche la nuova Biblioteca nazionale di Francia.
La sede del quotidiano Le Monde, al 74-84 boulevard August-Blanqui nel XIII arrondissement, progettata da Christian de Portzamparc (2005), ha una facciata che ricorda la prima pagina del giornale.
L'edificio amministrativo del Ministero della Cultura francese, al 182 rue Saint-Honoré (2002-04), di Francis Soler e Frédéric Druot, è una struttura più antica la cui facciata è completamente ricoperta da una rete metallica ornamentale.
L'Hôtel Fouquet's Barrière al 2 rue Vernet, 23 rue Quentin-Bauchart e 46 avenue George-V, nell'VIII arrondissement, progettato da Édouard François, è rivestito da uno strato di cemento che fa da cornice alla facciata di un edificio storico vicino.

### Architettura ecologica
Un tema importante dell'architettura parigina dell'inizio del XXI secolo è la realizzazione di edifici che rispettano l'ambiente.
La "Torre dei fiori" costruita nel 2004 da Édouard François, situata al 23 rue-Albert-Roussel nel XVII arrondissement, è ricoperta di foglie vive di piante di bambù, poste in vasi di cemento ai bordi delle terrazze di ogni piano, e irrigate automaticamente.
La facciata dell'edificio del ristorante universitario in 3 rue Mabillon nel VI arrondissement, costruito nel 1954, è stata rivestita dall'architetto Patrick Mauger con tronchi d'albero, per fornire un migliore isolamento termico.
Ostello di edilizia popolare per senzatetto, il Centre d'hebergement Emmaüs, progettato da Emmanuel Saadi nel 2011, situato al 179 di quai de Valmy nel X arrondissement, è interamente coperto da pannelli fotovoltaici per la generazione di elettricità solare.

### Conversioni
Un altro tema importante nell'architettura parigina del XXI secolo è la conversione di vecchi edifici industriali o commerciali per nuovi scopi, chiamati in francese "riconversioni" o "trascrizioni".
Un grande magazzino di cereali e un mulino nel X arrondissement sono stati convertiti, tra il 2002 e il 2007, in edifici per il campus dell'Università Paris Diderot, su progetto degli architetti Nicolas Michelin e Rudy Ricciotti.
Les Docks, una grande struttura di magazzino costruita prima della prima guerra mondiale lungo la Senna al 34 quai d'Austerlitz, è stata trasformata, nel 2005-2008, nella Città della Moda e del Design, mediante un "plug-over" di rampe, scale e passaggi, su progetto degli architetti Jakob + MacFarlane.

### Case popolari
Dagli anni 1980 le più recenti costruzioni di HLM, o edilizia popolare, a Parigi hanno cercato di evitare le strutture massicce e monotone del passato, con dettagli architettonici più pittoreschi, varietà di stili, maggiore uso del colore e grandi complessi suddivisi in più piccoli mini quartieri. Il nuovo stile, chiamato "frammentazione", è stato particolarmente sperimentato dagli architetti Christian de Portzamparc e Frédéric Borel. In un complesso di rue Pierre-Rebière nel XVII arrondissement, le 180 residenze sono state progettate da nove diversi gruppi di architetti.